# 京都市
京都市（きょうとし  地元発音）は、京都府南部にある市。京都府の府庁所在地及び人口が最多の市で、政令指定都市である。市域は11の行政区から成り、人口約143万人で、近畿地方（関西）では大阪市・神戸市に次ぐ。 
京都（平安京）は794年（延暦13年）の平安遷都から明治初期の東京奠都（1869-1872）までの約1080年にわたって日本の首都であった。平安遷都以来、平安時代の国風文化を始めとした日本文化の中心地であり続け、東京奠都後は戦災を逃れた往時の文化財や伝統文化が継承されてきた。現在でも宮内庁所管の京都御所および京都仙洞御所等が所在する位置付けから2023年には文化庁が移転された経緯を含め、日本を名実共に代表する悠久の古都として「千年の都」「古都」とも評される。また事実上首都が移転されたが平安遷都以来の皇居であった京都御所は残存され都としての京都は放棄されていない。

## 概要

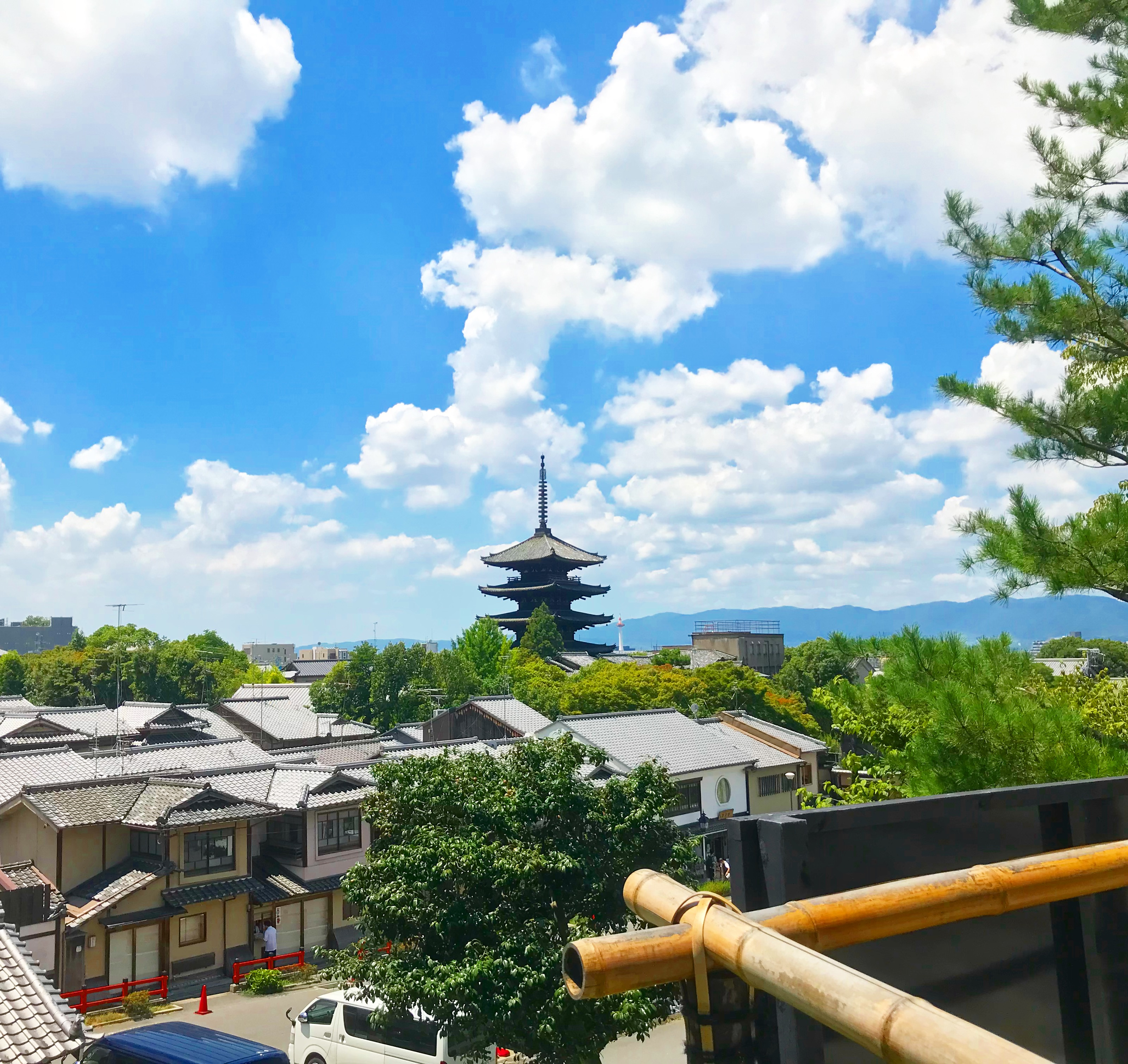
産寧坂重要伝統的建造物群保存地区の景観。法観寺後部には小さく京都タワーが見える。

市域は令制国で言えば山城国葛野郡・愛宕郡・紀伊郡の全域、山城国宇治郡・乙訓郡・久世郡・綴喜郡と丹波国桑田郡の一部に及んでいる。
京都府で最も人口が多い都市であり、府の人口の57.1%を占める（2025年7月1日）。都道府県全体の人口の過半数を占める都市は、東京23区を除けば全国で京都市のみである。都市圏としては、京都府・滋賀県などに広がる京都都市圏 および京滋の中核であるとともに、大阪市を中心とした京阪神大都市圏（近畿大都市圏）の一角を担う。都市雇用圏の基準では、京都都市圏の人口は280万人で京都府より多く、東京都市圏、大阪都市圏、名古屋都市圏に次ぐ日本第4位の規模である。内陸の市町村としては数少ない政令指定都市であり、北海道札幌市（人口195万人）に次いで人口が多い。
794年（延暦13年）に日本の首都になった平安京を基礎とする都市で、1869年（明治2年）に明治天皇が東京行幸（東京奠都）するまでの約1080年にわたって皇室および公家が集住したため「千年の都」との雅称で呼ばれる。現代でも京都市では双京構想を掲げている（首都に関する議論は「日本の首都」を参照）。平安時代、室町時代の室町幕府期には日本の政治が執り行われた中心地であり、鎌倉時代、戦国時代、安土桃山時代、江戸時代の幕末期などにおいても、日本の政治の中心の一つとして大きな役割を果たした。
平安時代から江戸時代前期までは日本最大の都市であり、その市街地は「京中」、鎌倉時代以降は「洛中」と呼ばれ、都市としては「京」「京の都」「京都」と呼ばれた。江戸時代には三都（江戸・大坂・京）、明治期には三市（東京市・大阪市・京都市）、大正期以降は六大都市（東京市・横浜市・名古屋市・京都市・大阪市・神戸市）の各々の一角を占め、第二次世界大戦後には政令指定都市になった。このような中で都市生活者向けの商工業が発達し、特に国内流通が活発化した江戸時代には、全国に製品を出荷する工業都市となる一方、数々の技術者を各地の藩の要請に従って派遣した。その伝統は現在も伝統工芸として残っているのみならず、京セラや島津製作所、オムロン、ニデック（旧 日本電産）など先端技術を持つ企業をはじめ、任天堂やワコールなど業界トップクラスの本社が集まるなど、現代産業を支えている地域の一つである。日本初の水力発電所である蹴上発電所を備えた琵琶湖疏水や、日本初の電車営業を行なった京都電気鉄道（後の京都市電、現在は廃止）を開業させるなど、明治以降の近代化にも積極的であった。
第二次世界大戦の戦災被害を免れた神社仏閣、古い史跡、町並みが数多く存在し、宗教・貴族・武家・庶民などの様々な歴史的文化や祭りが残る。その特徴により地方創生の観点から2023年に文化庁が東京から移転され、文化首都を標榜する。国内外の観光客が訪れる観光都市として国際観光文化都市に指定されている。旧市街地を中心に建物の高さ規制や広告表示の制限がなされ、一部の地域では古い街並みが保全されている。さらに、旧帝国大学の京都大学をはじめとする多数の大学が集積し、国内外から学生や研究者が集まる日本有数の学生街・学園都市ともなっている。

## 地理

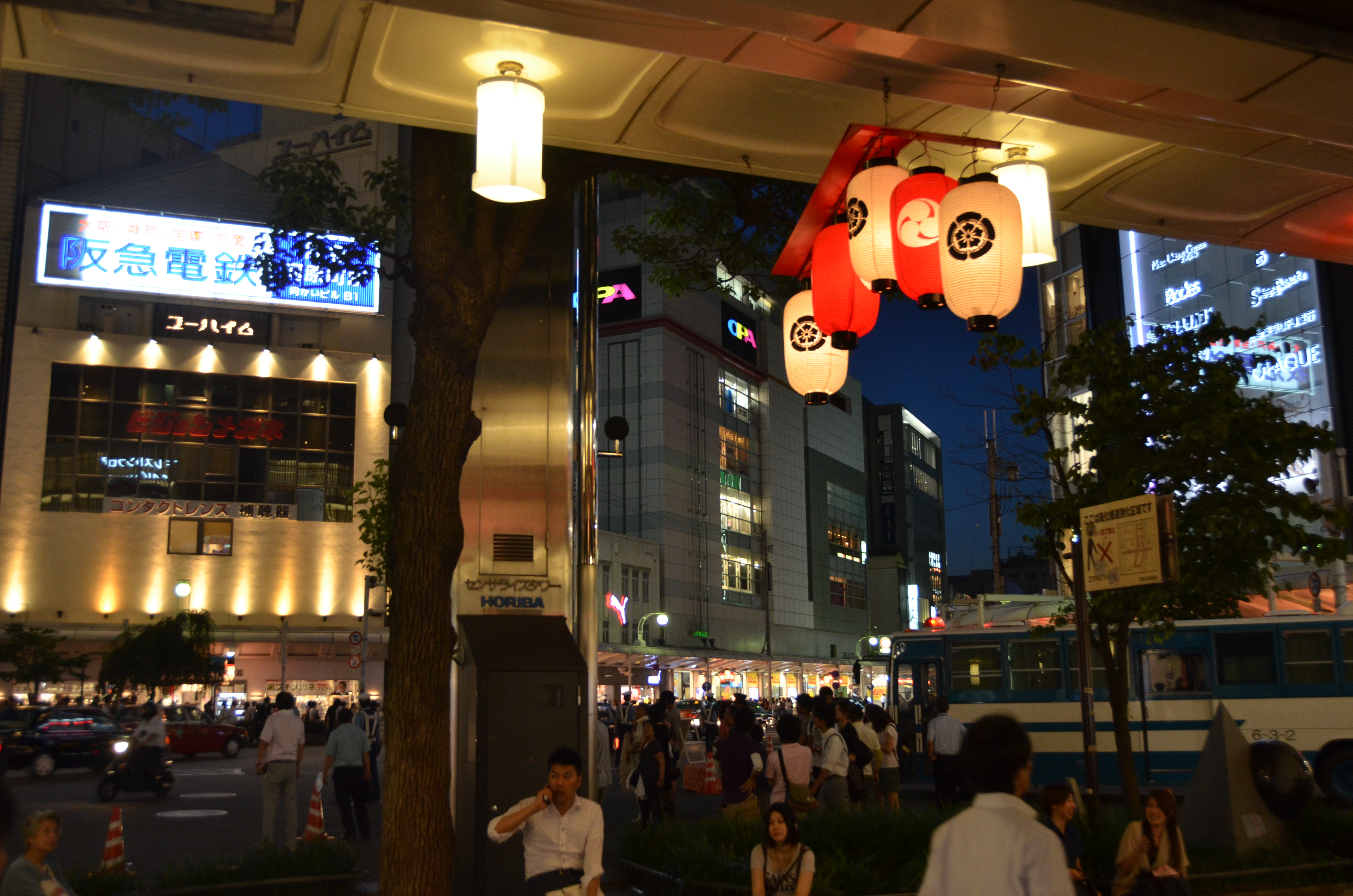
京都市中心部の四条河原町

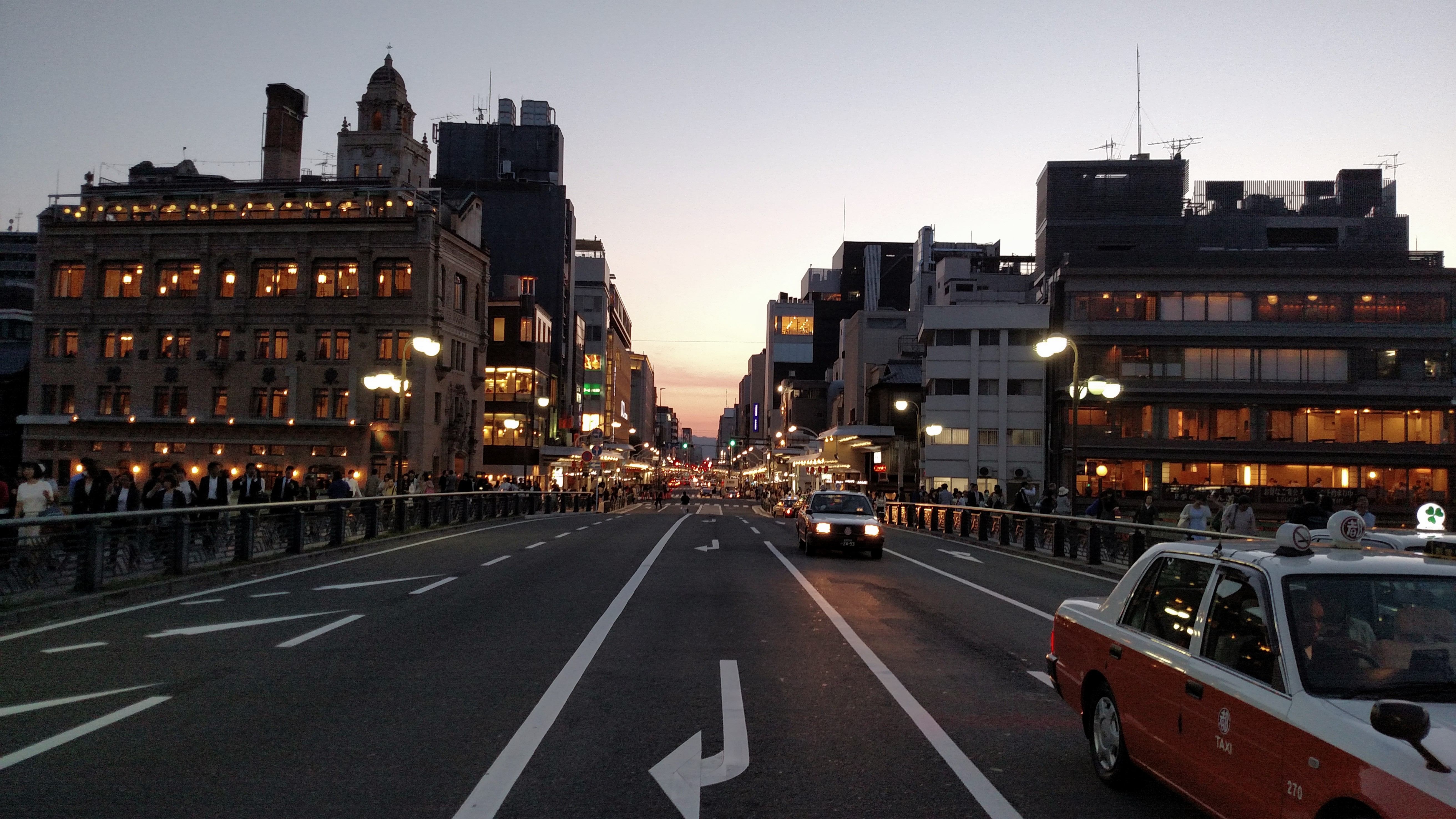
四条大橋

京都府の南部に位置する内陸都市で、市内を賀茂川（途中で高野川と合流して鴨川と名前を変える）、桂川、宇治川などが流れる。政令指定都市および日本の百万都市では唯一、盆地に位置している。森林が市域の4分の3を占め、市内には日本で最も高い木が生える。
平安京の名残で街路が東西南北に直交する碁盤の目状の街並みが特徴である。北から南にかけて一条通から十条通が東西方向に走っている。市内中心部は四条通付近である。四条河原町（四条通と河原町通の交差点付近）は市内で最大の繁華街であり、歓楽街の祇園やビジネス街の四条烏丸と隣接している。四条通一帯は「田の字地区」と呼ばれ、概ね中心市街地にあたる。西日本屈指のターミナル駅である京都駅は市街地南部の七条通と八条通の間に位置しており、四条河原町や四条烏丸などの市内中心部からは離れている。金閣寺や清水寺などの観光地は中心市街地の外縁部に点在していることが多い。景観保護の観点から建物の高さや看板広告などに規制が設けられているが、観光名所から一歩出ると看板と高さ以外は他地域と大差ないコンクリートビルが立ち並ぶエリアが多い。
高さ規制により大都市でありながらタワーマンションは存在しないが、高さ制限により住宅戸数が制限されていることやオーバーツーリズムを引き起こすほどの観光客の増加により、利便性が高い中心部は地価が上昇し、ファミリー層の転出要因の一つであると指摘されている。2021年には人口減少数が全国ワーストを記録した。そのため京都市は一部地域で高さ制限を緩和する等の対策を打っている。
滋賀県の県庁所在地である大津市に隣接しており、都道府県庁間は京都府と滋賀県が全国で最も短い。琵琶湖線（東海道本線）の京都駅と大津駅は2駅10分の近さであり、京都市外から市内への通勤者は大津市が最も多い。

### 地形

京都市中心部周辺の空中写真。2020年8月19日撮影の184枚を合成作成。。

#### 山岳
主な山
- 愛宕山
- 嵐山
  - 沓掛山
- 稲荷山
- 大岩山
- 大枝山
- 小倉山
- 小塩山
- 北山
  - 桟敷ヶ岳
- 衣笠山
- 鞍馬山
- 高雄山
- 双ヶ丘
- 東山
  - 華頂山
  - 清水山（音羽山）
  - 大文字山（如意ヶ嶽）
  - 比叡山
  - 吉田山
- 船岡山
- 遍照寺山
- 三国岳
- 皆子山

#### 河川
主な川
- 鴨川
- 桂川
- 高野川
- 白川
- 堀川
- 高瀬川
- 西高瀬川
- 宇治川

#### 湖沼
主な池
- 大沢池
- 巨椋池（干拓事業により消滅）
- 宝ヶ池
- 広沢池
- 深泥池

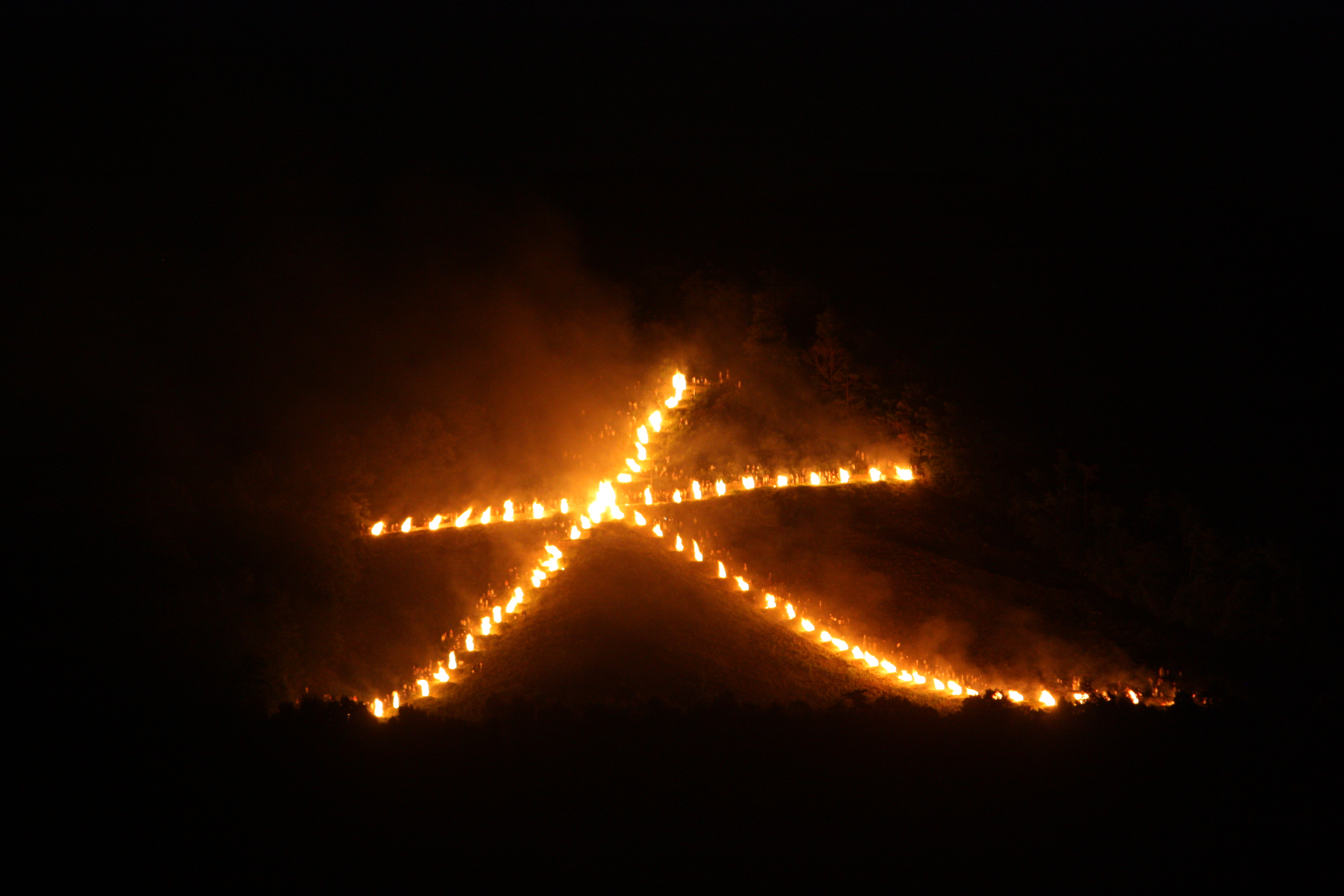
大文字山の五山送り火
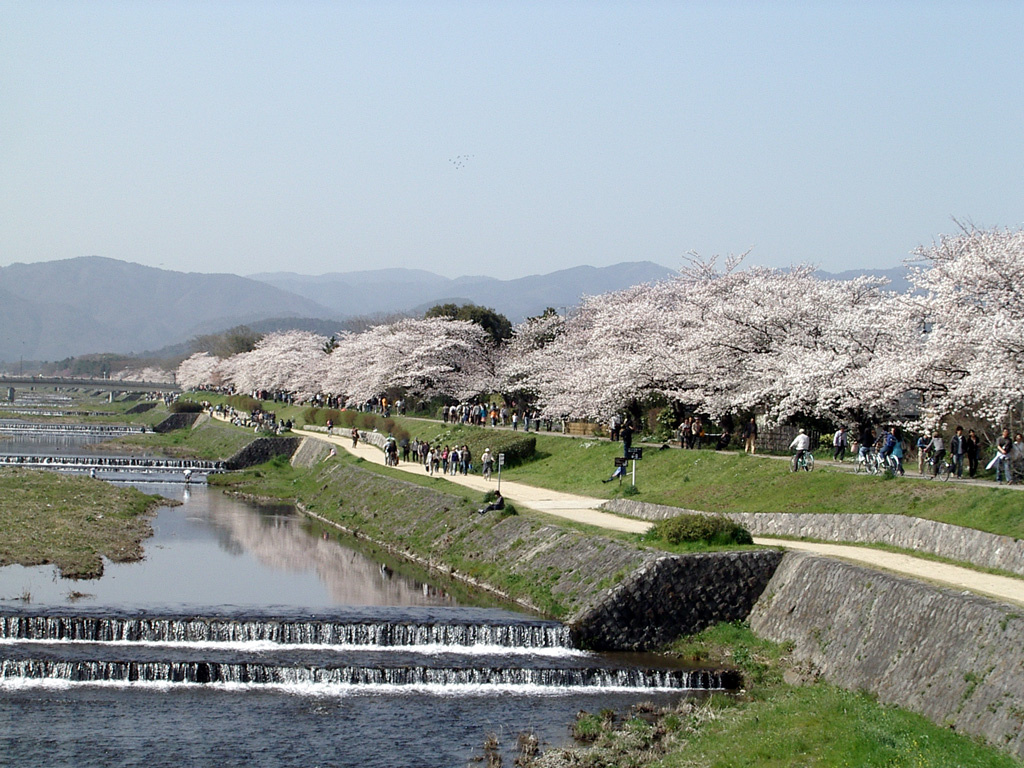
桜の季節の鴨川
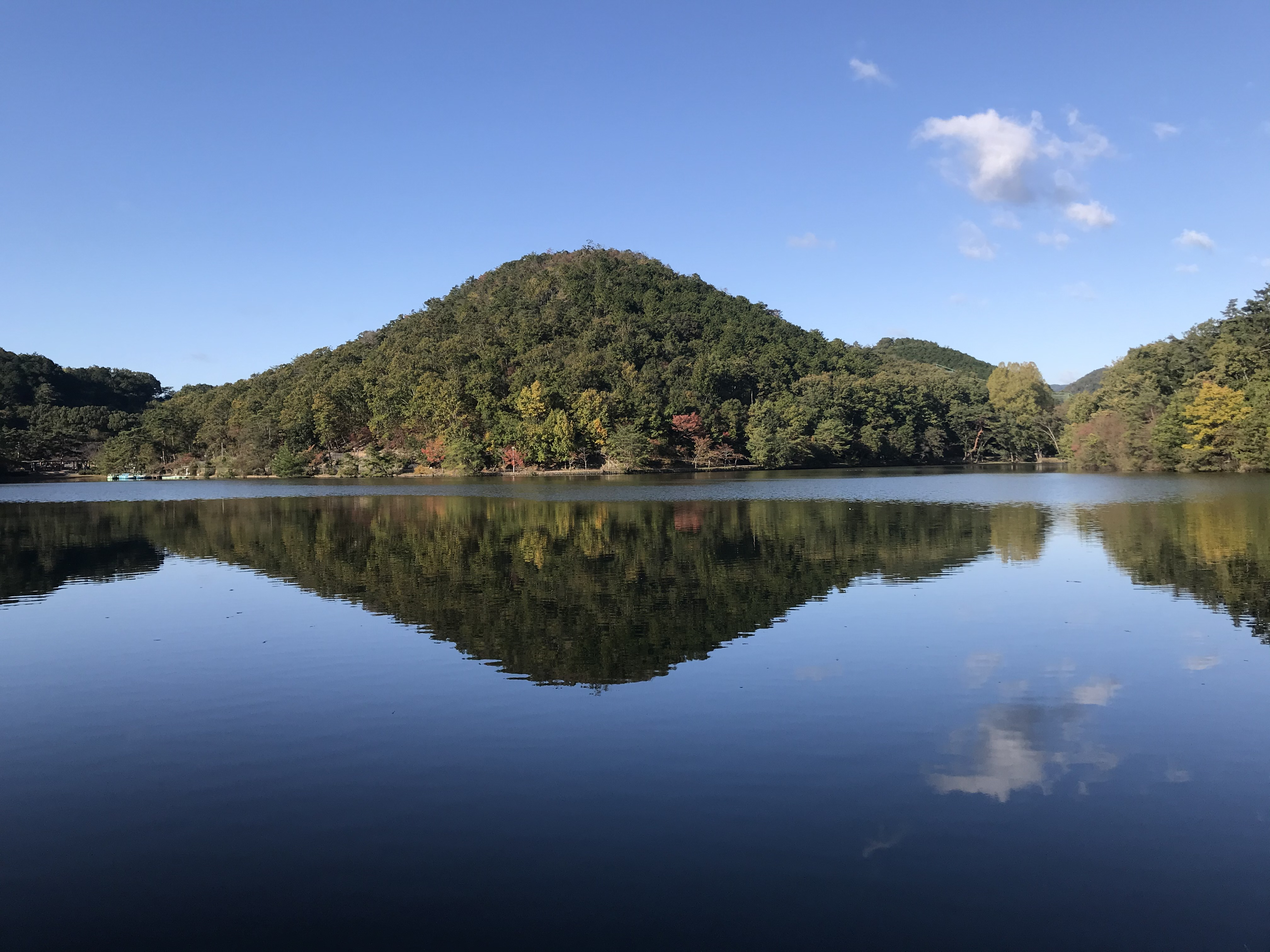
宝ヶ池

### 気候
京都盆地（山城盆地）に位置しているため、太平洋側気候、日本海側気候、瀬戸内海式気候、内陸性気候のそれぞれを併せ持ち、夏と冬、昼と夜とで温度差が大きい。「京の底冷え」と言われるように冬の寒さは厳しい印象があるが、主要都市や関西の中でも取り立てて低温ではなく、京都地方気象台（中京区西ノ京笠殿町）のある中心街はヒートアイランド現象が顕著になり、かつてのような底冷えにはならない。最寒月（1月）の平均気温は4.8℃、平年最低気温は1.5℃であり、関西では大阪市、神戸市、和歌山市よりは低いものの、奈良市や大津市よりは高い。ただし市内でも郊外は中心部に比べて寒さは厳しく、特に同じ盆地内でも北の方ほど寒く、市内中心部では降雪がなくても左京区の岩倉や大原、北区の原谷などでは積雪や氷点下となっていることがある。北部の山間部（京北など）は日本海側気候の影響もあり、冬季の1.0mm以上の降水日数が京都市街地の2倍以上となり、雪の日も市街地より多くて寒さが厳しい。市街地では積雪しても数cm程度のことが多い。2015年元日から1月3日にかけては大雪に見舞われ、61年ぶりとなる22cmの積雪を記録した。市中心部より南にある伏見区ではさらに雪が少ない。
一方、夏は暑さが大変厳しく、特に日中の気温が非常に上がりやすく、39℃台の記録も多数ある。2018年7月19日には過去最高気温に並ぶ39.8℃を記録した。2024年は猛暑日が54日、真夏日が102日、夏日が164日、熱帯夜が64日となった。1年の約45％が「夏」という、四季の概念が崩れるような気候となっている。同年の猛暑日と熱帯夜の日数がともに50日に達した都市は、百万都市では京都市が唯一となっており、他には岐阜県大垣市、大阪府枚方市、同八尾市、福岡県太宰府市、同久留米市、長崎県島原市、熊本県熊本市が該当する。なお、同年の大阪市は猛暑日が41日、真夏日が95日、夏日が165日、熱帯夜が72日、名古屋市は猛暑日が47日、真夏日が97日、夏日が162日、熱帯夜が56日だった。但し最高気温40℃にはなったことがない。猛暑日日数ゼロの年は1982年が最後である。
同じ京都市内といえども、北部の山間部と南部の市街地では分けて考える必要がある。市街地に限れば、年間を通して大阪市よりやや気温が低く雨量は多く、名古屋市とは気温は同程度で雨量はやや少ない、という程度の気候である。ただ、市街地（市中心部）も丹波高地の影響を受けて太平洋側気候と日本海側気候の境目で他の近畿地方の主要都市よりも不安定で、夏は大気の不安定さや湿った空気、冬は日本海からの雨雲や雪雲などで曇りがちで、特に夏場は瀬戸内海からの風と伊勢湾からの風、若狭湾からの風がぶつかる影響で頻繁に夕立になる事が多い。京都人はこれらの夕立を「丹波太郎」「山城次郎」などと呼んでいる。京都の夏季（5、6、7、8、9月）における平均雷日数は15.9日で、奈良の17.2日や豊岡（兵庫県）の16.9日と比べると少ないものの、彦根（滋賀県）の14.6日より多い。
| 京都市（京都地方気象台、標高41m）の気候                      | 京都市（京都地方気象台、標高41m）の気候 | 京都市（京都地方気象台、標高41m）の気候 | 京都市（京都地方気象台、標高41m）の気候 | 京都市（京都地方気象台、標高41m）の気候 | 京都市（京都地方気象台、標高41m）の気候 | 京都市（京都地方気象台、標高41m）の気候 | 京都市（京都地方気象台、標高41m）の気候 | 京都市（京都地方気象台、標高41m）の気候 | 京都市（京都地方気象台、標高41m）の気候 | 京都市（京都地方気象台、標高41m）の気候 | 京都市（京都地方気象台、標高41m）の気候 | 京都市（京都地方気象台、標高41m）の気候 | 京都市（京都地方気象台、標高41m）の気候 |
| 月                                                           | 1月                                     | 2月                                     | 3月                                     | 4月                                     | 5月                                     | 6月                                     | 7月                                     | 8月                                     | 9月                                     | 10月                                    | 11月                                    | 12月                                    | 年                                      |
| ------------------------------------------------------------ | --------------------------------------- | --------------------------------------- | --------------------------------------- | --------------------------------------- | --------------------------------------- | --------------------------------------- | --------------------------------------- | --------------------------------------- | --------------------------------------- | --------------------------------------- | --------------------------------------- | --------------------------------------- | --------------------------------------- |
| 最高気温記録 °C （°F）                                       | 19.9 (67.8)                             | 22.9 (73.2)                             | 25.7 (78.3)                             | 30.7 (87.3)                             | 34.9 (94.8)                             | 37.2 (99)                               | 39.8 (103.6)                            | 39.8 (103.6)                            | 38.1 (100.6)                            | 33.6 (92.5)                             | 26.9 (80.4)                             | 22.8 (73)                               | 39.8 (103.6)                            |
| 平均最高気温 °C （°F）                                       | 9.1 (48.4)                              | 10.0 (50)                               | 14.1 (57.4)                             | 20.1 (68.2)                             | 25.1 (77.2)                             | 28.1 (82.6)                             | 32.0 (89.6)                             | 33.7 (92.7)                             | 29.2 (84.6)                             | 23.4 (74.1)                             | 17.3 (63.1)                             | 11.6 (52.9)                             | 21.1 (70)                               |
| 日平均気温 °C （°F）                                         | 4.8 (40.6)                              | 5.4 (41.7)                              | 8.8 (47.8)                              | 14.4 (57.9)                             | 19.5 (67.1)                             | 23.3 (73.9)                             | 27.3 (81.1)                             | 28.5 (83.3)                             | 24.4 (75.9)                             | 18.4 (65.1)                             | 12.5 (54.5)                             | 7.2 (45)                                | 16.2 (61.2)                             |
| 平均最低気温 °C （°F）                                       | 1.5 (34.7)                              | 1.6 (34.9)                              | 4.3 (39.7)                              | 9.2 (48.6)                              | 14.5 (58.1)                             | 19.2 (66.6)                             | 23.6 (74.5)                             | 24.7 (76.5)                             | 20.7 (69.3)                             | 14.4 (57.9)                             | 8.4 (47.1)                              | 3.5 (38.3)                              | 12.1 (53.8)                             |
| 最低気温記録 °C （°F）                                       | −11.9 (10.6)                            | −11.6 (11.1)                            | −8.2 (17.2)                             | −4.4 (24.1)                             | −0.3 (31.5)                             | 4.9 (40.8)                              | 10.6 (51.1)                             | 11.8 (53.2)                             | 7.8 (46)                                | 0.2 (32.4)                              | −4.4 (24.1)                             | −9.4 (15.1)                             | −11.9 (10.6)                            |
| 降水量 mm （inch）                                           | 53.3 (2.098)                            | 65.1 (2.563)                            | 106.2 (4.181)                           | 117.0 (4.606)                           | 151.4 (5.961)                           | 199.7 (7.862)                           | 223.6 (8.803)                           | 153.8 (6.055)                           | 178.5 (7.028)                           | 143.2 (5.638)                           | 73.9 (2.909)                            | 57.3 (2.256)                            | 1,522.9 (59.957)                        |
| 降雪量 cm （inch）                                           | 5 (2)                                   | 7 (2.8)                                 | 1 (0.4)                                 | 0 (0)                                   | 0 (0)                                   | 0 (0)                                   | 0 (0)                                   | 0 (0)                                   | 0 (0)                                   | 0 (0)                                   | 0 (0)                                   | 2 (0.8)                                 | 15 (5.9)                                |
| 平均降水日数 （≥1.0mm）                                      | 6.4                                     | 7.3                                     | 9.5                                     | 9.4                                     | 9.7                                     | 11.5                                    | 11.6                                    | 8.3                                     | 9.8                                     | 8.2                                     | 6.3                                     | 6.6                                     | 104.6                                   |
| 平均降雪日数 （≥0cm）                                        | 16.3                                    | 14.2                                    | 6.8                                     | 0.4                                     | 0                                       | 0                                       | 0                                       | 0                                       | 0                                       | 0                                       | 0                                       | 6.9                                     | 44.5                                    |
| % 湿度                                                       | 67                                      | 65                                      | 61                                      | 59                                      | 60                                      | 66                                      | 69                                      | 66                                      | 67                                      | 68                                      | 68                                      | 68                                      | 65                                      |
| 平均月間日照時間                                             | 123.5                                   | 122.2                                   | 155.4                                   | 177.3                                   | 182.4                                   | 133.1                                   | 142.7                                   | 182.7                                   | 142.7                                   | 156.0                                   | 140.7                                   | 134.4                                   | 1,794.1                                 |
| 出典：気象庁（平均値：1991年 - 2020年、極値：1880年 - 現在） |                                         |                                         |                                         |                                         |                                         |                                         |                                         |                                         |                                         |                                         |                                         |                                         |                                         |

| 京北の気候                              | 京北の気候    | 京北の気候  | 京北の気候    | 京北の気候    | 京北の気候    | 京北の気候    | 京北の気候    | 京北の気候    | 京北の気候   | 京北の気候    | 京北の気候  | 京北の気候   | 京北の気候      |
| 月                                      | 1月           | 2月         | 3月           | 4月           | 5月           | 6月           | 7月           | 8月           | 9月          | 10月          | 11月        | 12月         | 年              |
| --------------------------------------- | ------------- | ----------- | ------------- | ------------- | ------------- | ------------- | ------------- | ------------- | ------------ | ------------- | ----------- | ------------ | --------------- |
| 降水量 mm （inch）                      | 102.3 (4.028) | 98.8 (3.89) | 117.5 (4.626) | 107.6 (4.236) | 140.8 (5.543) | 176.1 (6.933) | 218.8 (8.614) | 162.6 (6.402) | 197.1 (7.76) | 147.6 (5.811) | 86.1 (3.39) | 93.1 (3.665) | 1,648.2 (64.89) |
| 平均降水日数 （≥1.0 mm）                | 15.3          | 14.7        | 13.7          | 11.5          | 10.9          | 12.1          | 12.6          | 9.2           | 11.1         | 10.2          | 10.2        | 13.4         | 144.9           |
| 出典：気象庁（平均値：1991年 - 2020年） |               |             |               |               |               |               |               |               |              |               |             |              |                 |

### 地域
| 年     | 面積      | 編入地域                             |
| ------ | --------- | ------------------------------------ |
| 1889年 | 29.77km2  |                                      |
| 1902年 | 31.28km2  | 葛野郡の一部                         |
| 1918年 | 60.43km2  | 葛野郡・愛宕郡・紀伊郡の一部         |
| 1931年 | 288.65km2 | 伏見市・紀伊郡と葛野郡・宇治郡の一部 |
| 1948年 | 325.31km2 | 葛野郡                               |
| 1949年 | 535.16km2 | 愛宕郡                               |
| 1950年 | 549.79km2 | 乙訓郡の一部                         |
| 1957年 | 577.56km2 | 北桑田郡・久世郡の一部               |
| 1959年 | 606.67km2 | 乙訓郡の一部                         |
| 2005年 | 827.90km2 | 北桑田郡京北町                       |
| 2014年 | 827.83km2 | （地図電子化により面積改訂）         |

地域名

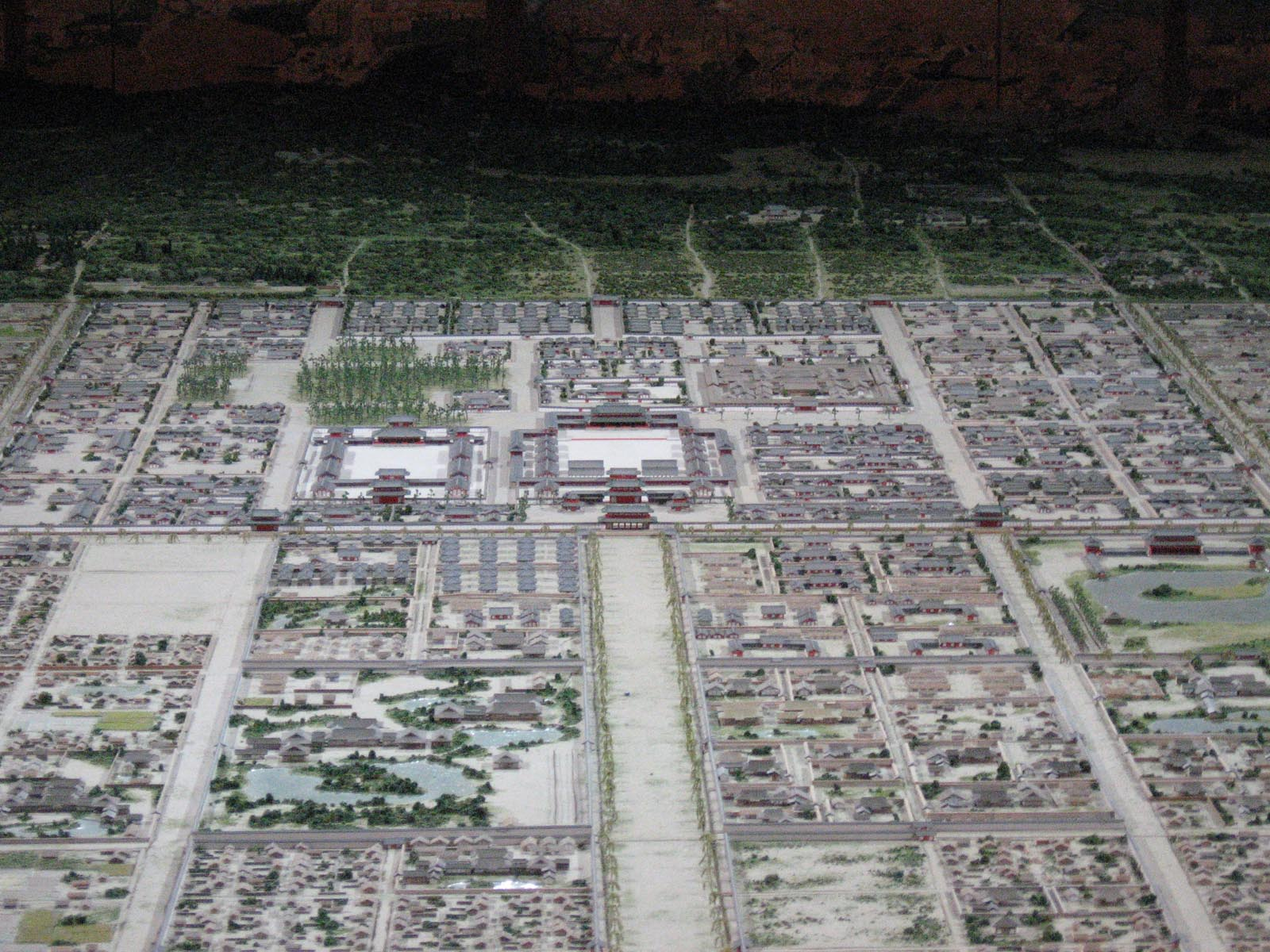
平安京復元模型写真（平安京創生館）

平安京は、平安中期の漢文学においてしばしば「洛陽」「長安城」「洛城」として現れる。いずれも「平安城」に代わる文学上の雅称と考えられる。のちに唐が西の長安を西京、東の洛陽を東都としたのを意識し、朱雀大路の西（右京）を長安、東（左京）を洛陽と称したとする認識が生まれた。その後、低湿地であった右京南部が寂れ、市街地が左京に偏っていっため、洛陽すなわち「洛」が京都の代名詞となっていった。
たとえば、近世に多く描かれた屏風絵に京都の中心部と郊外を表した「洛中洛外図」というものがある。現在でも京都市内の地域名として以下のようなものがある。行政や観光ガイドでもよく使われるが厳密な区分はない。
- 洛中（らくちゅう）- 上京、中京、下京の各区の辺りの呼び方
- 洛外（らくがい）- 洛中の周縁の地域
  - 洛東（らくとう）、東山（ひがしやま）- 左京区銀閣寺辺りから東山区まで（洛東の場合は山科区を包む。東山の場合は含まない）。
  - 洛北（らくほく）、北山（きたやま）- 北区上賀茂から北大路通辺りまで
  - 洛西（らくさい）、西山（にしやま）- 右京区南部から西京区、乙訓辺り。嵐山など。
  - 洛南（らくなん）- JR京都線・琵琶湖線（東海道本線）あるいは九条通以南から伏見辺りまで。宇治まで含むこともある。

上記が大まかな地域名であるのに対して、行政区よりも細かい地域単位として、明治時代に導入された小学校区（学区）による地域名も、生活に密着した地域単位として使われる（詳細は京都の元学区を参照のこと）。
政令指定都市では唯一「住居表示に関する法律」に基づく住居表示を採用しておらず、市中心部の町では近世からの形と名称が継承されており、周縁部においては京都市への編入前の旧町村名や大字・小字が町名に用いられている（例：旧愛宕郡田中村大字田中字門前→左京区田中門前町）。
詳細は
- 京都市北区の町名
- 京都市上京区の町名
- 京都市左京区の町名
- 京都市中京区の町名
- 京都市東山区の町名
- 京都市下京区の町名
- 京都市南区の町名
- 京都市右京区の町名
- 京都市伏見区の町名
- 京都市山科区の町名
- 京都市西京区の町名

を参照のこと。
また、明治中期の市制施行時から京都市内であった町名を住所（所在地）として示す場合、行政区名と町名の間に通り名と方向表示を入れたものが公的な表記として用いられる（例：「中京区寺町通御池上る上本能寺前町488番地」）。近世からの姿を引き継ぐ市内中心部の町には同名の組み合わせが少なくない数あり、古くから用いられるこの通り名と方向表示による住所の表記により識別される。このように町名だけで場所を特定することが困難な市内中心部では町名が地名としては用いられず、交差する通りの名称を組み合わせた名称の交差点名が、周辺一帯の地名としても用いられる（例：「四条河原町」）。（→「#市内の街路」「京都市内の通り」を参照のこと）

#### 行政区
京都市は11の行政区より構成される（地理的位置順）。
区名の読みと、設置年は以下の通り（自治体コード順）。京都市設置当初は上京区・下京区の2区だったが、数度の分区や合併を経て1976年（昭和51年）に現在の11区が揃った。
| コード  | 区名   | 読み         | 人口 （人） | 面積 (km2) | 人口密度 （人/km2） | 設立                         |
| ------- | ------ | ------------ | ----------- | ---------- | ------------------- | ---------------------------- |
| 26102-5 | 上京区 | かみぎょうく | 83,371      | 7.03       | 11,859.32           | 1879年区制による             |
| 26106-8 | 下京区 | しもぎょうく | 83,968      | 6.78       | 12,384.66           | 1879年区制による             |
| 26103-3 | 左京区 | さきょうく   | 162,500     | 246.77     | 658.51              | 1929年上京区から分区         |
| 26104-1 | 中京区 | なかぎょうく | 111,125     | 7.41       | 14,996.63           | 1929年上京区と下京区から分区 |
| 26105-0 | 東山区 | ひがしやまく | 35,074      | 7.48       | 4,689.04            | 1929年下京区から分区         |
| 26108-4 | 右京区 | うきょうく   | 198,225     | 292.07     | 678.69              | 1931年葛野郡から             |
| 26109-2 | 伏見区 | ふしみく     | 269,396     | 61.68      | 4,367.64            | 1931年伏見市と紀伊郡などから |
| 26101-7 | 北区   | きたく       | 114,123     | 94.88      | 1,202.81            | 1955年上京区から分区         |
| 26107-6 | 南区   | みなみく     | 102,777     | 15.78      | 6,513.12            | 1955年下京区から分区         |
| 26110-6 | 山科区 | やましなく   | 130,339     | 28.70      | 4,541.43            | 1976年東山区から分区         |
| 26111-4 | 西京区 | にしきょうく | 142,884     | 59.24      | 2,411.95            | 1976年右京区から分区         |

### 人口
| 年     | 人口（人） | 増減率 |
| ------ | ---------- | ------ |
| 1889年 | 279,165    |        |
| 1890年 | 288,867    | +3.5%  |
| 1900年 | 371,600    | +28.6% |
| 1910年 | 470,033    | +26.5% |
| 1920年 | 591,323    | +25.8% |
| 1930年 | 765,142    | +29.4% |
| 1940年 | 1,089,726  | +42.4% |
| 1950年 | 1,101,854  | +1.1%  |
| 1960年 | 1,284,818  | +16.6% |
| 1970年 | 1,419,165  | +10.5% |
| 1980年 | 1,473,065  | +3.8%  |
| 1990年 | 1,461,103  | -0.8%  |
| 2000年 | 1,467,785  | +0.5%  |
| 2010年 | 1,474,015  | +0.4%  |
| 2020年 | 1,463,723  | -0.7%  |
| 2021年 | 1,453,956  | -0.7%  |
| 2022年 | 1,448,964  | -0.3%  |
| 2023年 | 1,443,486  | -0.4%  |
| 2024年 | 1,437,377  | -0.4%  |

京都市の人口は、国勢調査では1920年の第1回調査で神戸市に次ぐ全国4位になり、三都の一角、東京市・大阪市に次ぐ全国3位という状況は終焉を迎えた。神戸市とは同程度で推移するものの、名古屋市が台頭したため、戦前を通じて全国4位・5位という状況が続いた。1930年の第3回調査の後、1931年に大規模な市域拡張を実施して名古屋市を抜き返し、1932年に3番目の百万都市となったものの、1934年に4番目の百万都市となった名古屋市に1935年の第4回調査で再び抜き返されるという一幕もあった。
戦災被害が六大都市の中で最少だったことから、1945年11月の人口調査および1947年の第6回調査と1950年の第7回調査で全国3位になったが、それは一時的なものに過ぎず、1955年の第8回調査では名古屋市に次ぐ全国4位、1960年の第9回調査では横浜市に次ぐ全国5位になった。
他の大都市や一部の中小都市にみられるような、戦中・戦後における人口の急減・急増がなかったのが京都市の特徴であった。その後も1970年代から2010年代に至るまで、都市部にもかかわらず人口が147万人程度を推移し続け、人口の大きな増減がなかった。この間、1983年に札幌市、2011年に福岡市、2015年に川崎市に抜かれた。また、戦前は同程度で推移し、戦後は甚大な戦災被害による激減から回復してきた神戸市に1990年の第15回調査で抜かれ（翌1995年の第16回調査では、阪神・淡路大震災の影響もあり一時的に再逆転）、2000年代以降は抜き返せない状況にある。結果、全国9位にまで落ちたが、昼間人口では川崎市・神戸市を上回っている。
2015年の第20回調査から2020年の第21回調査の人口増減を見ると、0.8%減の1,463,723人であり、増減率は府下26市町村中7位。区別では最高が2.0%増の南区、最低が6.3%減の東山区。将来推計人口によれば、減少が続き2045年に130万人を割り込むと予測されている。2025年7月1日現在の人口は1,433,782人。コロナ禍の2020年と2021年は2年連続で1年間に最も人口が減少した市となった。
| |                                        |  |
| 京都市と全国の年齢別人口分布（2005年） | 京都市の年齢・男女別人口分布（2005年） |  |
| ■紫色 ― 京都市 ■緑色 ― 日本全国 | ■青色 ― 男性 ■赤色 ― 女性              |  |
| 京都市（に相当する地域）の人口の推移 \| 1970年（昭和45年） \| 1,427,376人 \| \| \| 1975年（昭和50年） \| 1,468,833人 \| \| \| 1980年（昭和55年） \| 1,480,377人 \| \| \| 1985年（昭和60年） \| 1,486,402人 \| \| \| 1990年（平成2年） \| 1,468,190人 \| \| \| 1995年（平成7年） \| 1,470,902人 \| \| \| 2000年（平成12年） \| 1,474,471人 \| \| \| 2005年（平成17年） \| 1,474,811人 \| \| \| 2010年（平成22年） \| 1,474,015人 \| \| \| 2015年（平成27年） \| 1,475,183人 \| \| \| 2020年（令和2年） \| 1,463,723人 \| \| |                                        |  |
| 総務省統計局 国勢調査より |                                        |  |
| 1970年（昭和45年） | 1,427,376人                            |  |
| 1975年（昭和50年） | 1,468,833人                            |  |
| 1980年（昭和55年） | 1,480,377人                            |  |
| 1985年（昭和60年） | 1,486,402人                            |  |
| 1990年（平成2年） | 1,468,190人                            |  |
| 1995年（平成7年） | 1,470,902人                            |  |
| 2000年（平成12年） | 1,474,471人                            |  |
| 2005年（平成17年） | 1,474,811人                            |  |
| 2010年（平成22年） | 1,474,015人                            |  |
| 2015年（平成27年） | 1,475,183人                            |  |
| 2020年（令和2年） | 1,463,723人                            |  |

健康
- 平均年齢：47.3歳（2020年（令和2年））[24]

### 隣接自治体
京都府
 宇治市
 長岡京市
 南丹市
 亀岡市
 向日市
 八幡市
 乙訓郡大山崎町
 久世郡久御山町
滋賀県
 大津市
 高島市
大阪府
 高槻市
 三島郡島本町

## 歴史

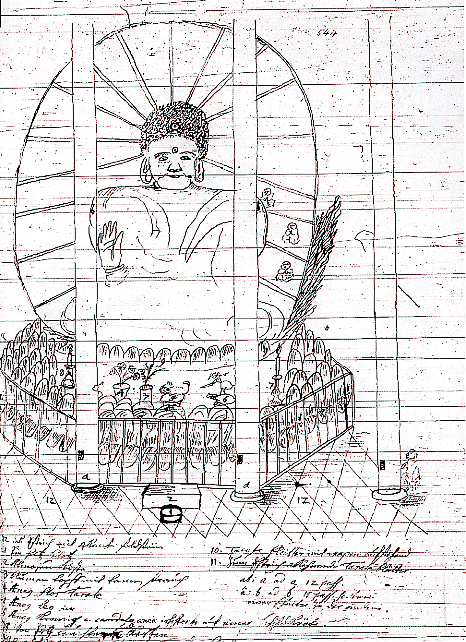
エンゲルベルト・ケンペルの方広寺大仏（京の大仏）のスケッチ。かつて京都に存在し大仏として日本一の高さを誇っていたが、寛政10年（1798年）に落雷による火災で焼失した。

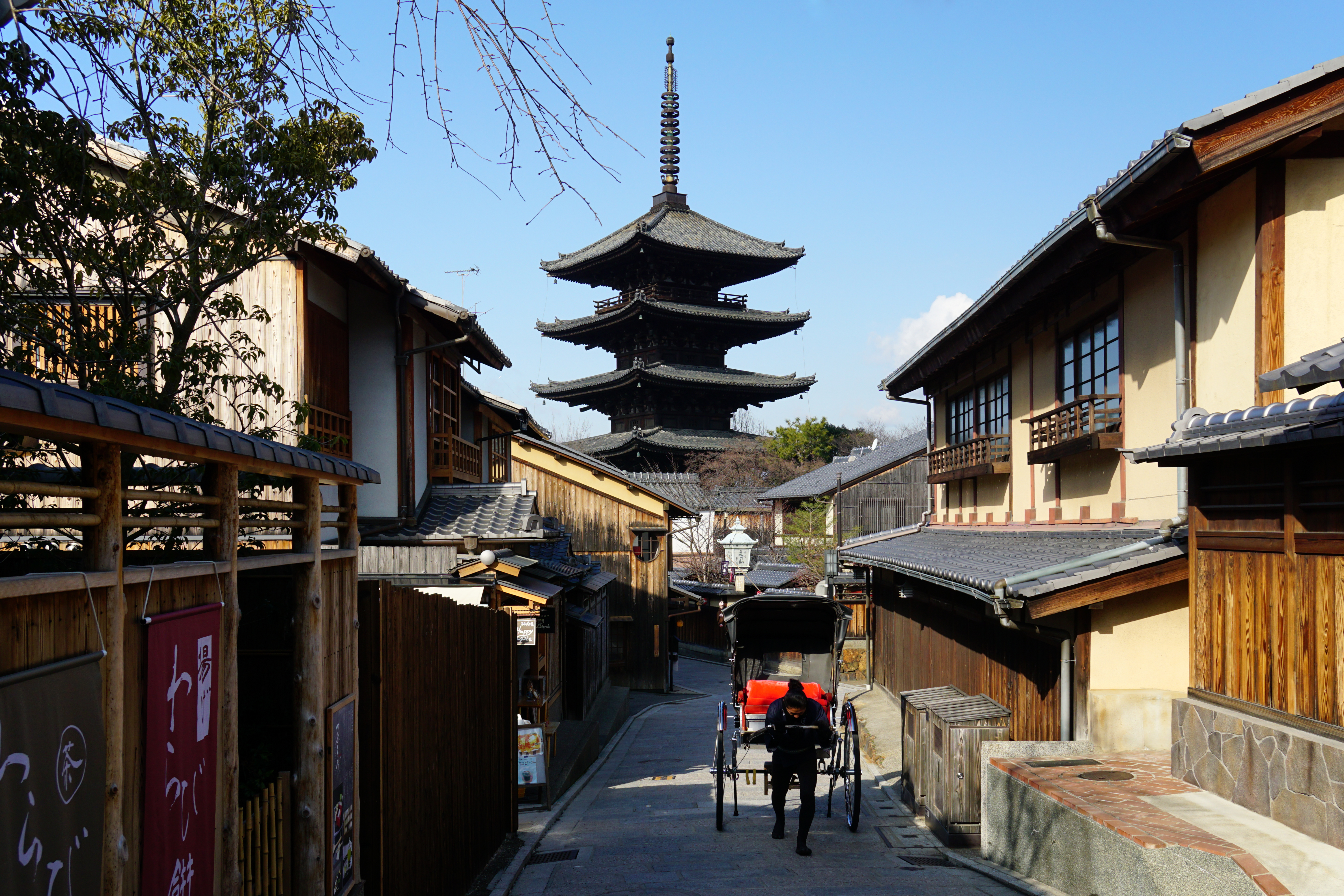
八坂の塔

※ここでは明治維新以後の京都市について述べる。以前の京都市の歴史については、京都を参照。

### 近代都市への変革
幕末に再び政治の中心地となった京都は人口が膨れ上がり、かつてない活況を見せたものの、禁門の変などで街の多くが焼けたのに加え、明治維新後に皇室・公家の大半が東京へ移り住んだため、一転急速な衰退を見せた。江戸時代は「三都」と呼ばれ、享保14年（1729年）には374,000人、明和3年（1766年）に318,000人の人口を誇る江戸・大坂に次ぐ大都市であったが、明治維新後の1873年（明治6年）には238,000人までその人口が落ち込んだ程である。
そのため、京都府知事（市制施行当初は京都市長も兼任）などから産業の振興を呼びかける声が上がり、京都府に復興の顧問として迎え入れられた山本覚馬は京都を何とかして復興させようとある計画を立ち上げる。それは1867年にパリで行われた当時世界最大のイベント「パリ万国博覧会」をヒントにした博覧会を京都で開催するというものであった。そのため、政府に嘆願し、外国人の居留地からの移動制限を博覧会の期間のみ解除することを許され、京都に外国人を迎え入れられるようにした。そして西本願寺・知恩院・建仁寺を会場に「第一回京都博覧会」を開催し、京都の復興の足がかりを作った。前年の明治4年10月10日〜11月11日（1871年11月22日〜12月22日）には日本初の博覧会が民間により西本願寺で開かれている。
また田邉朔郎による琵琶湖疏水の建設と、疏水を用いた日本初の水力発電、さらにその電力を用いた日本初の電車運転（京都電気鉄道、後の京都市電）などの先進的な施策が実行された。人口は明治時代中期以降しばらく、毎年1万の増加を見せるようになった。
人口の増加と市街地の拡大に対応し、明治末期から道路拡築および市電敷設、第二疏水開削、上水道整備からなる「京都市三大事業」が行われた。それに続く形で市区改正道路（都市計画道路）事業と市電の敷設が進められ、昭和初期には伏見市（現在の伏見区中心部）など周辺の市町村を編入し、ほどなくして人口は100万人を超えた。

### 第二次世界大戦下の京都
第二次世界大戦中、六大都市（東京都区部と五大都市）の中では、空襲の大きな被害を受けなかったこともあり、日本の都市としては珍しく戦前からの建造物が比較的多く残されている。これは歴史遺産保護のために大規模空爆を受けなかったという説がある一方、広島市や小倉市（現在の北九州市小倉北区・小倉南区）・新潟市などと共に原子爆弾の投下候補都市と位置付けられており、その兵器の効力を知るためにアメリカ軍が最後まで街を温存したという説が存在する（都市選定の経過については日本への原子爆弾投下を参照）。なお、京都市が全く空襲を受けなかったわけではなく、1945年（昭和20年）1月16日から6月26日にかけて、5回の空襲を受けている（京都空襲）。
戦災による人口減は六大都市のうち最少で、1947年（昭和22年）と1950年（昭和25年）の国勢調査では東京都区部、大阪市に次いで京都市が全国3位となった。

### 年表

#### 明治時代
明治改元後
- 慶応4年
  - 4月25日（新暦換算[* 8]:1868年5月17日）- 京都裁判所を京都府に改称。
  - 7月17日（1868年9月3日） - 西の「京都」に対して東の江戸が「東京」と改称される。
  - 9月8日（1868年10月23日） - 皇太子祐宮の天皇即位（明治天皇の即位）による改元（明治改元）が成され、法令上は慶応4年1月1日（1868年1月25日）に遡って改元したこととされる。
- 明治元年
  - 10月13日（1868年11月26日） - 明治天皇が初めて東京に行幸し、江戸城西の丸に入った時をもって江戸城は行宮となり、その名は「東京城」へと改称される。これら一連の手続きをもって東京奠都が推し進められ、京都は事実上の“旧都”となってゆく。
  - 11月某日（1868年12月14日〜1869年1月12日間の某日[* 9]） - 第1次町組改正の施行／葛野郡の聚楽廻（じゅらくまわり）・西ノ京村（にしのきょうむら）・大将軍村（たいしょうぐんむら）の各一部（洛外町続き）が上京に編入される。愛宕郡粟田口村の一部と、紀伊郡東福寺門前の一部が、下京に編入される。
  - 12月8日（1869年1月20日） - 天皇が、京都の御所へひとまず還幸すべく、東京城を出立する。御所には12月22日（同年2月3日）到着。
- 明治2年
  - 1月末（1869年3月12日かその数日前[* 10]）- 第2次町組改正の施行／上京33番組、下京32番組（旧暦の同年、1番組が分離して33番組となる）に再編成。
  - 3月28日（1869年5月9日） - 東京奠都の完遂（天皇の東京への完全移転）／天皇の東京への2度目の行幸あり、と思われたが、実際は、この時が京都から東京への事実上の“御所”の移転であった。天皇は、東京城に入ったこの日以降、崩御するまで、東京城を拠点として東京に居住し続けることとなり、東京城はその名も「皇城」と呼ぶこととなった（「宮城」と通称されたが、この名は第二次世界大戦後に廃止され、「皇居」が用いられるようになる）。一方、京都の御所は「天皇の正式な住居」という意味での「御所」ではなくなる。
  - 5月21日（1869年6月30日）- 上京第二十七番組小学校（1873年（明治6年）に「柳池校（りゅうちこう）」に改称。1947年（昭和22年）に「柳池小学校」に改称）と下京第十四番組小学校（1873年（明治6年）に「修徳校（しゅうとくこう）」に改称。のちの修徳小学校）の開校／番組小学校（日本初の学区制小学校）の最初の学校、すなわち、日本で最初の小学校として開校。
  - 9月23日か（1869年10月27日）- 西園寺公望が京都御所内の私邸に私塾立命館を設立／日付は西園寺が揮毫した「立命館」の扁額の銘に基づく。
  - 12月21日（1870年1月22日）- 上京第二十八番組及び二十九番組小学校（2番組合同で設立した1校で、のちの京都市立京極小学校）が、番組全65中最後の1校として開校し、京都府内の小学校数が64校となる。
- 明治4年
  - この年までに、刑部省・大蔵省・兵部省などの京都留守・出張所が次々に廃止され、中央行政機関が京都から消えていった。
  - 7月14日（1871年8月29日） - 明治政府が廃藩置県を断行。
  - 10月10日〜11月11日（1871年11月22日〜12月22日） - 西本願寺の書院にて京都博覧会の初開催／これが日本初の博覧会であるが、翌年に開催したものが京都博覧会の第1回とされている。
- 明治5年
  - 3月13日〜5月30日（1872年4月20日〜7月5日） - 第1回京都博覧会の開催／事実上の第2回であるが、成功裏に終わり、以後、1896年（明治29年）まで毎年開催されることとなる。
  - 4月14日（1872年5月20日） - 旧九条殿河原町邸内にて、女学校「新英学校女紅場」（京都府立鴨沂高等学校の前身）の開校／これが日本で最初の公立女学校であった。
  - 5月某日 - 天皇が京都御所に戻る際、「還幸」ではなく「行幸」という語が初めて用いられる／これは天皇の本拠が今や京都でなく東京であることを如実に表す言葉の選択であった。
  - 某月某日 - 番組を区とする市区改正が行われる。
  - 某月某日 - 葛野郡東塩小路村の一部（現・来迎堂町）を下京に編入。
- 1875年（明治8年）- 新島襄が、寺町にて、私立学校「同志社英学校」（同志社大学の前身）を開校。
- 1877年（明治10年）
  - 2月6日 - 工部省管轄の官設鉄道東海道本線の京都線（JR京都線の前身）が開通し、終点に京都停車場（現・京都駅）が開業。神戸と大阪を結ぶ神戸線（JR神戸線の前身）を延伸する形で開通した。開業式だけは前日に執行された。
- 1879年（明治12年）
  - 4月10日 - 郡区町村編制法が京都府で施行され、明治元年に慣習的行政区画名称から慣習的地理名称に変じて以来法的に機能していなかった府内の郡が法的行政区画名称（行政郡）に変更されて整備される一方、上京と下京には新法上の区が置かれ、上京区と下京区が発足する。従来の区は「組」と改められる。
  - 11月1日 - 葛野郡の中堂寺村（現・藪之内町）・八条村（現・薬園町・八条町・東寺町）・西九条村（現・東油小路町・西油小路町）・東塩小路村（現・東塩小路町）の各一部を下京区に編入[28]。
- 1883年（明治16年）1月12日 - 愛宕郡の聖護院村字大石原および二条畑（いずれも現・石原町）を上京区に編入[29]。
- 1888年（明治21年）6月25日 - 愛宕郡の南禅寺村・鹿ケ谷村・浄土寺村・岡崎村・聖護院村・吉田村・粟田口村を上京区に、同郡の今熊野村・清閑寺村を下京区に編入[30]（現在の左京区と東山区の各一部に相当する区域）。
- 1889年（明治22年）
  - 2月11日 - 「即位の礼」と「大嘗祭」を（従来と変わらず）京都で行うことを規定する旧皇室典範が交付される。
  - 4月1日 - 上京区および下京区が合体（新設合併）したうえで市制を施行し、京都市を発足。両区は市下の行政区に変わる。市制特例により市長は置かず、市長職務は府知事が行う。市制施行時の面積は29.77平方キロメートルであった。
  - 4月1日 - 山崎恵純らが、大雲院境内にて、京都法学校（立命館大学法学部の前身の一つ）を開校。

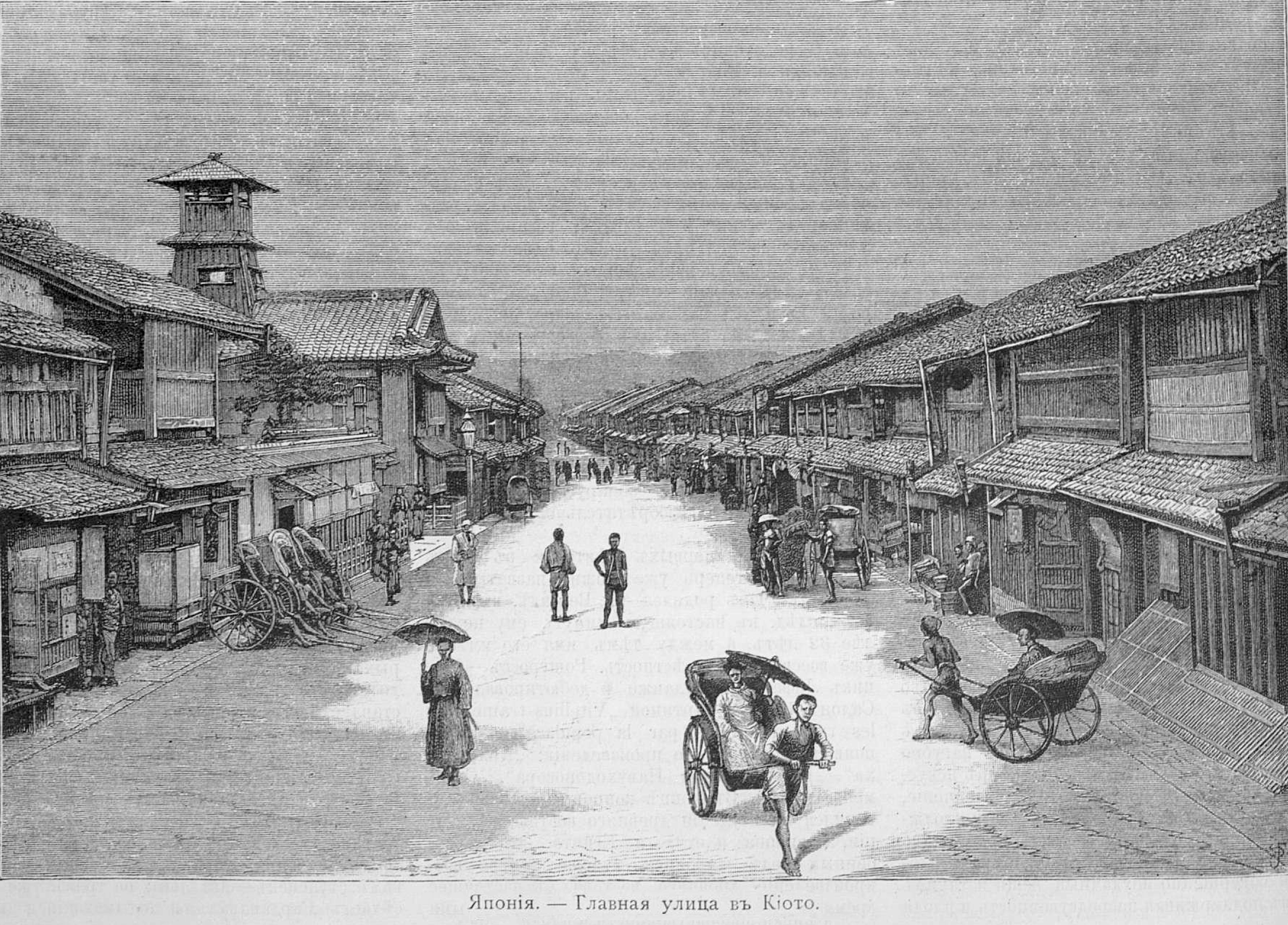
ロシアの週刊誌の1891年発刊号にて挿絵として描かれた京都市の町並み

- 1890年（明治23年）- 琵琶湖疏水の第一期工事が完成（4月9日竣工式）。
- 1891年（明治24年）11月 - 琵琶湖疏水の水を用いて、日本初の水力発電所となる蹴上発電所が稼動開始。
- 1892年（明治25年）5月ごろ - 京都実業協会が平安遷都千百年紀念祭の開催を立案。
- 1895年（明治28年）
  - 2月1日 - 日本初の電気鉄道として京都電気鉄道（後に京都市電となる）の開業。

日清戦争後
- 1895年（明治28年）
  - 3月15日 - 岡崎西天王町にて、平安神宮の創建／来る平安遷都千百年紀念祭の一関連事業として、紀念祭に先立って創祀される。
  - 3月25日 - 京都市議事堂の竣工。
  - 4月1日 - 岡崎の一角（その後の平安神宮境内の一角、今の岡崎公園相当地域）にて、第4回内国勧業博覧会の開催（7月31日まで）／来る平安遷都千百年紀念祭の一関連事業として。
  - 10月22日 - 平安遷都千百年紀念祭の開催。
  - 10月25日 - 平安神宮が第1回時代行列（後付の名称としては第1回時代祭）を開催／平安遷都千百年紀念祭の一関連事業（余興）として執り行われた。
- 1897年（明治30年）
  - 5月1日 - 茶屋町にて、帝国京都博物館（現・京都国立博物館）の開館[31]。
  - 6月18日 - 京都帝国大学（現・京都大学）の創設（明治30年6月22日勅令第209号）[32]。

- 1898年（明治31年）

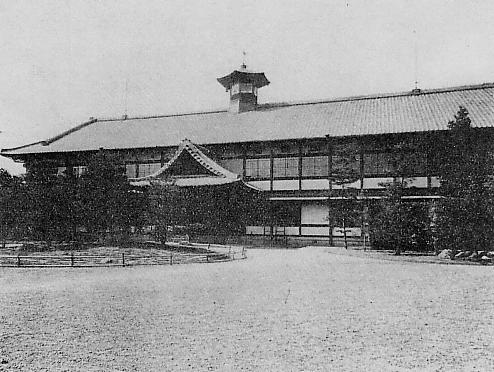
明治時代の京都市役所

  - 10月12日 - 同年9月末で市制特例が廃止されたことに伴い、市長を置く。
  - 10月15日 - 上本能寺前町にて、京都市役所の開庁／のちにこの日は「京都市自治記念日」に制定される。
- 1900年（明治33年）5月19日 - 京都法政学校（立命館大学法学部の主体的前身）の開校。
- 1902年（明治35年）- 葛野郡大内村の一部（大字東塩小路町、西九条）を下京区に編入。

日露戦争後
- 1908年（明治41年）
  - 10月某日 - 京都市三大事業（道路拡張および京都市電、第二琵琶湖疏水建設、上水道整備）の起工式が、平安神宮にて執り行われ、第二琵琶湖疏水が逸早く起工する。
  - 10月30日 - 紀伊郡深草村に陸軍第16師団司令部が移転する。
- 1910年（明治43年）4月15日 - 京阪電気鉄道の開業。
- 1910年（明治43年）- 仁丹が京都市内に町名表示板を設置し始める。
- 1912年（明治45年）
  - 4月1日 - 日本初の急速濾過式浄水場である蹴上浄水場（同年3月竣工）、給水開始[33]。
  - 6月11日 - 京都市電の運転開始。

#### 大正時代
- 1915年（大正4年）11月10日 - 大正天皇即位の礼が京都御所で行われる。
- 1918年（大正7年）- 愛宕郡白川村、田中村、下鴨村、鞍馬口村、野口村および上賀茂村の一部、大宮村の一部ならびに葛野郡衣笠村を上京区に、葛野郡朱雀野村、大内村、七条村および西院村の一部ならびに紀伊郡柳原町および東九条村の一部、上鳥羽村の一部、深草村の一部を下京区に編入。京都市、京都電気鉄道を買収。

#### 昭和時代
昭和戦前
- 1927年（昭和2年）
  - 4月 - 市役所本庁舎竣工。
  - 6月 - 松ヶ崎浄水場竣工、給水開始[34]。
  - 12月11日 - 日本初の中央卸売市場となる京都市中央卸売市場が開業。
- 1928年（昭和3年）11月10日 - 昭和天皇即位の礼が京都御所で行われる。
- 1929年（昭和4年）4月1日 - 上京区と下京区が分区して左京区、東山区、中京区成立。紀伊郡伏見町が市制施行して伏見市成立。
- 1931年（昭和6年）
  - 3月31日 - 京阪電気鉄道新京阪線（今の阪急電鉄京都線）の大宮乗り入れにより、近畿地方初の地下鉄道線開業。
  - 4月1日 - 愛宕郡上賀茂村・大宮村・鷹峯村を上京区に、愛宕郡修学院村・松ヶ崎村を左京区に編入。
  - 5月1日 - 伏見市と紀伊郡深草町・下鳥羽村・横大路村・納所村・堀内村・向島村・竹田村、宇治郡醍醐村を合併して伏見区設置。葛野郡嵯峨町・花園村・西院村・太秦村・梅ヶ畑村・梅津村・京極村・松尾村・桂村・川岡村を合併して右京区設置。紀伊郡上鳥羽村・吉祥院村を下京区に編入。宇治郡山科町を東山区に編入。(これにより、紀伊郡が消滅。)
- 1932年（昭和7年）- 人口が100万人を超える。同年4月1日、日本初の都市トロリーバス（京都市営トロリーバス）が開業。
- 1934年（昭和9年）9月 - 室戸台風が関西に来襲。死者181名・負傷者1021名・家屋全半壊2653軒[35]。
- 1935年（昭和10年）
  - 6月29日 - 京都大水害。高野川・鴨川・天神川・桂川などの主要河川で堤防決壊、三条大橋五条大橋など53橋の流失、死者12名・負傷者71名・家屋全半壊482戸・床上床下浸水43279戸[36]。
  - 8月10日 - 再度の豪雨による水害。鴨川の仮設橋が流失、天神川で氾濫、東山区山科（現・山科区）でため池が決壊・集落を直撃して死者5名・家屋13棟が全半壊[37]。
- 1936年（昭和11年）8月 - 山科浄水場が一部完成、給水開始（1975年（昭和50）6月廃止）。

昭和戦時中
- 1942年（昭和17年）
  - 2月1日 - 味噌と醤油の配給制度が始まる（当初、京都府は京都市のみ）[38]。同時に衣料品にも点数切符制が導入された。
  - 4月1日 - 配電統制令により市営水力発電所・市内送電網を関西配電に現物出資。
- 1944年（昭和19年）7月20日 - 京都市内で建物疎開（第1次建物疎開）開始[39]。
- 1945年（昭和20年）
  - 1月16日 - 米軍爆撃機B-29編隊が上空飛来のうえ市街爆撃、死者41人[40]。
  - 3月18日 - 堀川通・御池通・五条通で建物疎開（第3次建物疎開）開始[39]。
  - 4月16日 - 右京区太秦巽町に投弾あり。死者2人[41]。
  - 6月26日 - 上京区智恵光院通下長者町上ルほかに着弾。死者43人。家屋全壊71戸[42]。

昭和戦後
- 1945年（昭和20年）
  - 9月 - アメリカ陸軍第6軍（司令官：ウォルター・クルーガー大将）が司令部を設置。
  - 10月23日 - 伏見浄水場給水開始（1977年（昭和52年）10月廃止）。
- 1946年（昭和21年）
  - 1月 - アメリカ陸軍第1軍団の司令部を設置。
  - 11月 - 第1回国民体育大会（兼日本陸上競技選手権大会）が開催される。
- 1947年（昭和22年）6月4日 - 昭和天皇が関西地方への行幸（昭和天皇の戦後巡幸）の途上、大宮御所に宿泊。京都駅前に約1万5000人の市民がつめかけて混乱を来した[43]。
- 1948年（昭和23年）
  - 4月1日 - 葛野郡中川村、小野郷村を上京区に編入。(これにより、葛野郡が消滅。)
  - 11月4日 - この日以降、市内でジフテリア予防接種を受けた者が次々と発熱する医療事故が発生。死者68人[44]。
- 1949年（昭和24年）- 愛宕郡雲ヶ畑村を上京区に、愛宕郡岩倉村・八瀬村・大原村・静市野村・鞍馬村・花脊村・久多村を左京区に編入。(これにより、愛宕郡が消滅。)九条山浄水場、給水開始（平成8年廃止）。
- 1950年（昭和25年）- 乙訓郡大枝村を右京区に、乙訓郡久我村・羽束師村を伏見区に編入。
- 1951年（昭和26年）
  - 不明 - 京都市歌が制定される。
  - 7月11日 - 集中豪雨による水害。鴨川で出町橋、正面橋、塩小路橋など8橋が流出[45]。嵐山では土砂崩れが発生、4人が圧死[46]。
- 1955年（昭和30年）- 下京区から分区して南区成立。上京区から分区して北区成立。
- 1956年（昭和31年）- 国から政令指定都市に指定。
- 1957年（昭和32年）- 北桑田郡京北町の一部（大字広河原）を左京区に[* 11]、久世郡淀町を伏見区に編入。
- 1959年（昭和34年）11月1日 - 乙訓郡久世村を南区に、同郡大原野村を右京区に編入。
- 1961年（昭和36年）
  - 5月30日 - 市内で政治活動防止法（原文ママ）に反対する京都府学生自治連合のデモ隊と警官隊が衝突。双方に重軽傷者69人[47]。
  - 6月3日 - 5月30日に引き続きデモが行われ、デモ参加者249人、警官33人が負傷。
  - 8月1日 - 京都市電北野線が廃止。
- 1964年（昭和39年）

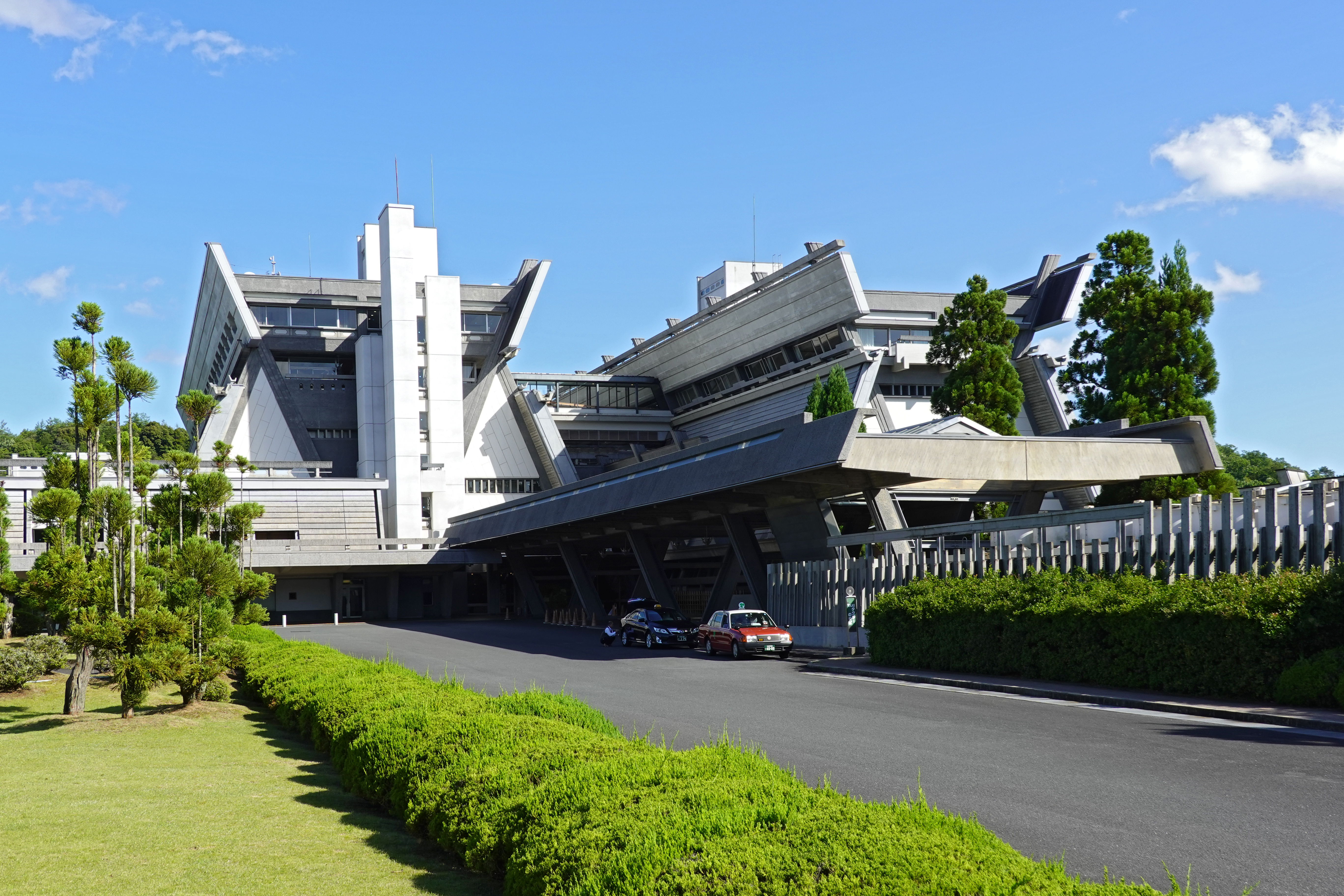
国立京都国際会館

  - 7月29日 - 山ノ内浄水場給水開始（1966年（昭和41年）11月25日完成、2013年（平成25年）3月廃止）。
  - 10月1日 - 東海道新幹線京都駅開業（この際、市民運動が起こった。※ 詳細は、鉄道と政治#京都駅を参照。）

- 1966年（昭和41年）- 宝が池公園内に国立京都国際会館が開館。
- 1968年（昭和43年）8月6日 - 新山科浄水場が一部完成、給水開始（1970年（昭和45年）11月竣工[48]。
- 1969年（昭和44年）10月1日 - トロリーバス廃止。
- 1976年（昭和51年）10月1日 - 東山区を分区して山科区成立。右京区を分区して西京区成立。
- 1978年（昭和53年）10月1日 - 市電全廃。
- 1981年（昭和56年）5月29日 - 市営地下鉄初の路線として、烏丸線が部分開業。

#### 平成
- 1994年（平成6年）-「古都京都の文化財」がユネスコの世界遺産に登録される。
- 1995年（平成7年）1月17日 - 阪神・淡路大震災が発生し、震度5の揺れを観測した[49]。市内の寺院では像が折れたり、ビルの窓ガラスが散乱するなどの被害を受けた。また市内の鉄道が運転を見合わせるなどした。
- 1997年（平成9年）- 第3回気候変動枠組条約締約国会議（地球温暖化防止京都会議、COP3）開催。「京都議定書」採択。
- 2004年（平成16年）12月20日 - 宇治市と境界変更。
- 2005年（平成17年）4月1日 - 北桑田郡京北町を合併、右京区に編入。
- 2013年（平成25年）9月16日 - 台風18号による豪雨・洪水災害。桂川が氾濫し、嵐山、桂、羽束師、淀など複数地区に浸水被害。市は26万人余に避難指示。同日京都府に発令された大雨特別警報は国内初。
- 2016年（平成28年）
  - 3月25日 - 左京区と右京区の一部が京都丹波高原国定公園に指定される／都道府県庁所在地にある国定公園は稀有である。
  - 6月 - 京都府暴力団排除条例が改正されたことを契機に、木屋町および祇園に暴力団排除特別強化地域が設定。暴力団員などによるみかじめ料の要求も、飲食業者などからの支払いも禁止。支払った側にも1年以下の懲役又は50万円以下の罰金が課される[50]。
- 2017年（平成29年）1月4日〜2018年（平成30年）1月3日 - 大政奉還百五十周年記念プロジェクト（大政奉還から150年の節目を迎えるにあたり、幕末維新に京都で活躍した先人達と縁を持つ都市に参画を呼び掛け、相互に交流・連携を図る記念事業）の開催[51]。
- 2018年（平成30年）6月18日 - 大阪府北部地震が発生し、市内各所で震度5強や5弱の揺れを観測した。[52]

#### 令和
- 2023年（令和5年）3月27日 - 文化庁が市内へ移転。中央省庁の京都移転は明治以来初[53]。

## 政治

京都市略章

### 行政

#### 財政
財政は、2008年（平成20年）7月23日に門川大作市長（当時）が同市の都市経営戦略会議で2011年度の実質赤字比率が推計で27%に達する見通しを発表し、財政再建団体への転落を示唆した。行財政改革により2010年度から黒字が続いたが、2020年、基金が2026年度に払底し2028年度に財政再生団体に指定される財政破綻の恐れがあることを公表した。しかし2022年、税収や国からの地方交付税が大幅に伸びたことから、一般財源の収支均衡を22年ぶりに達成。市長は財政破綻はしないと言明した。
京都市は日本有数の歴史的都市であるにもかかわらず、20世紀末から財政状態の不健全性が指摘されている。固定資産税を徴収できるマンションが少ない、固定資産税がかからない寺社仏閣が多い、納税義務のない学生が多いなどの理由で1人当たりの税収が少ないほか、巨額赤字を抱える京都市営地下鉄東西線などの大規模投資や社会福祉・減災などの市独自施策のため、将来の借金返済に充てるための公債償還基金を計画外に取り崩して財政運営を行っていたことにより、京都市は深刻な財政難に苦しめられている。ただし市営地下鉄は2015年度から2019年度は黒字となっていた。この財政難のためバス・地下鉄の敬老乗車証制度の見直しなど市民サービスのカットが行われた。
他の自治体との比較では、1人当たりの債務に着目して作成されたランキングで全国の自治体のうち2021年度末にワースト7位とする例などがある。

#### 市長
- 現職市長 - 松井孝治（まつい こうじ）

#### シンボルカラー
京都市の公式サイト「京都市情報館」の外郭色は紫である。

### 議会

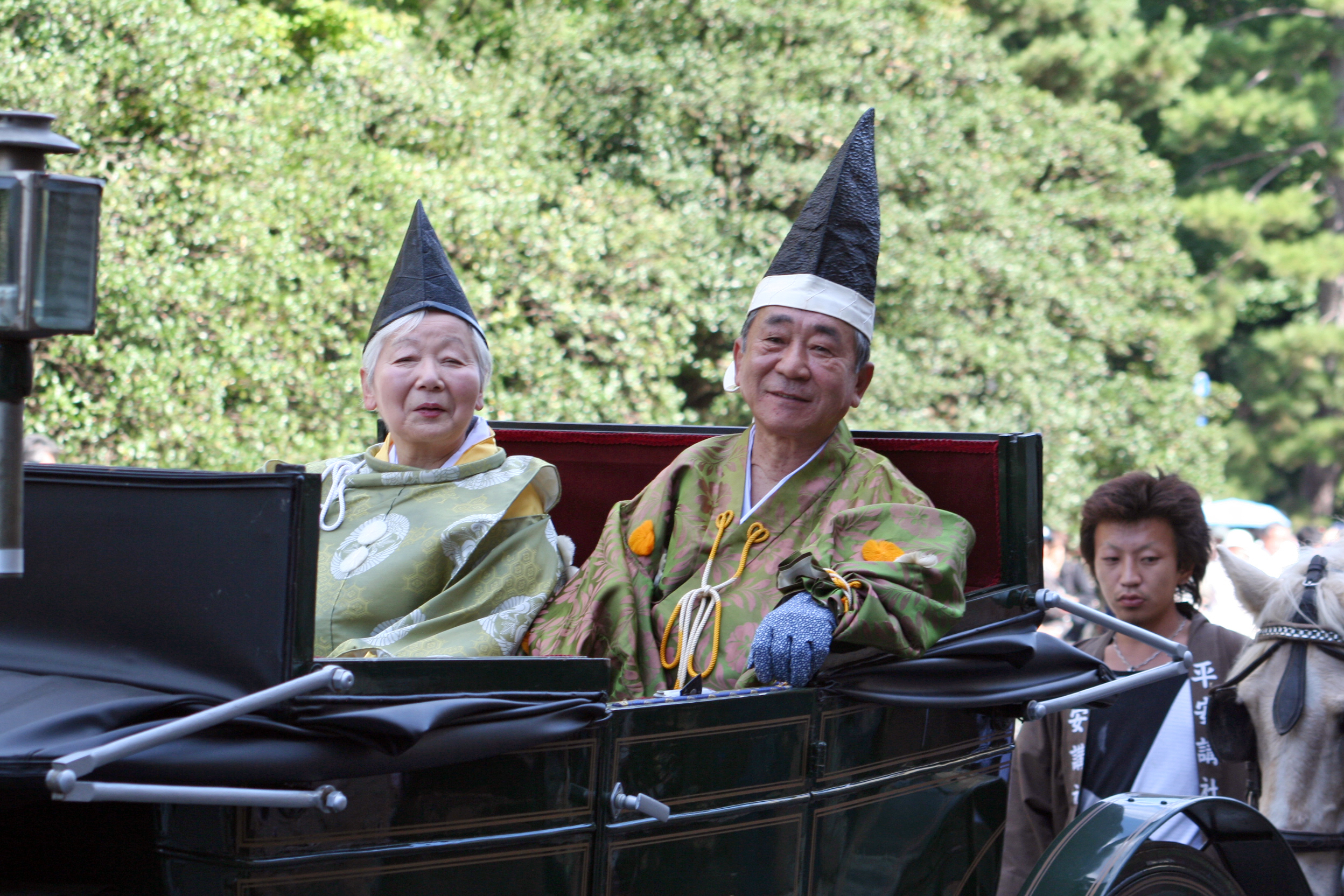
市内で行われる時代祭には、議長や副議長も歴史的な衣装をまとって参加する（写真は2009年の様子。右から繁隆夫市会議長と安孫子和子市会副議長。肩書はいずれも当時）

京都市では慣例により市議会を市会と呼称する。これは大阪、神戸、横浜、名古屋の各市でも同様である。

#### 市会
議員定数は67人である。
- 議長（第85代）：田中明秀（所属会派：自由民主党京都市会議員団、2021年（令和3年）5月20日就任）
- 副議長（第91代）：吉田孝雄（所属会派：公明党京都市会議員団、2021年（令和3年）5月20日就任）

会派構成
| 会派名                             | 議員数 | 所属党派                             |
| ---------------------------------- | ------ | ------------------------------------ |
| 自由民主党京都市会議員団           | 18     | 自由民主党                           |
| 維新・京都・国民市会議員団         | 18     | 京都維新の会10・京都党5・国民民主党3 |
| 日本共産党京都市会議員団           | 14     | 日本共産党                           |
| 公明党京都市会議員団               | 11     | 公明党                               |
| 民主・市民フォーラム京都市会議員団 | 2      | 無所属                               |
| 無所属                             | 4      | 立憲民主党1・無所属                  |

※ 2024年（令和6年）1月18日現在。

#### 府議会
京都市選出
- 定数：34名
- 任期：2019年（令和元年）5月18日〜2023年（令和5年）5月17日

| 選挙区     | 氏名       | 会派名                       | 備考                 |
| ---------- | ---------- | ---------------------------- | -------------------- |
| 北区 (3)   | 岸本裕一   | 自由民主党京都府議会議員団   |                      |
| 北区 (3)   | 浜田良之   | 日本共産党京都府議会議員団   |                      |
| 北区 (3)   | 平井斉己   | 府民クラブ京都府議会議員団   | 所属党派は無所属     |
| 上京区 (2) | 迫祐仁     | 日本共産党京都府議会議員団   |                      |
| 上京区 (2) | 宮下友紀子 | 自由民主党京都府議会議員団   |                      |
| 左京区 (3) | 石田宗久   | 自由民主党京都府議会議員団   |                      |
| 左京区 (3) | 北岡千はる | 府民クラブ京都府議会議員団   | 所属党派は国民民主党 |
| 左京区 (3) | 光永敦彦   | 日本共産党京都府議会議員団   |                      |
| 中京区 (3) | 青木義照   | 自由民主党京都府議会議員団   |                      |
| 中京区 (3) | 田中健志   | 府民クラブ京都府議会議員団   | 所属党派は立憲民主党 |
| 中京区 (3) | 原田完     | 日本共産党京都府議会議員団   |                      |
| 東山区 (1) | 荒巻隆三   | 自由民主党京都府議会議員団   |                      |
| 山科区 (3) | 菅谷寛志   | 自由民主党京都府議会議員団   |                      |
| 山科区 (3) | 梶原英樹   | 府民クラブ京都府議会議員団   | 所属党派は国民民主党 |
| 山科区 (3) | 林正樹     | 公明党京都府議会議員団       |                      |
| 下京区 (2) | 小巻實司   | 自由民主党京都府議会議員団   |                      |
| 下京区 (2) | 西脇郁子   | 日本共産党京都府議会議員団   |                      |
| 南区 (3)   | 秋田公司   | 自由民主党京都府議会議員団   |                      |
| 南区 (3)   | 小鍛治義広 | 公明党京都府議会議員団       |                      |
| 南区 (3)   | 山内佳子   | 日本共産党京都府議会議員団   |                      |
| 右京区 (5) | 二之湯真士 | 自由民主党京都府議会議員団   |                      |
| 右京区 (5) | 岡本和德   | 府民クラブ京都府議会議員団   | 所属党派は無所属     |
| 右京区 (5) | 諸岡美津   | 公明党京都府議会議員団       |                      |
| 右京区 (5) | 島田敬子   | 日本共産党京都府議会議員団   |                      |
| 右京区 (5) | 北原慎治   | 自由民主党京都府議会議員団   |                      |
| 西京区 (3) | 近藤永太郎 | 自由民主党京都府議会議員団   |                      |
| 西京区 (3) | 成宮真理子 | 日本共産党京都府議会議員団   |                      |
| 西京区 (3) | 畑本久仁枝 | 日本維新の会京都府議会議員団 |                      |
| 伏見区 (6) | 山口勝     | 公明党京都府議会議員団       |                      |
| 伏見区 (6) | 渡辺邦子   | 自由民主党京都府議会議員団   |                      |
| 伏見区 (6) | 前波健史   | 自由民主党京都府議会議員団   |                      |
| 伏見区 (6) | 馬場紘平   | 日本共産党京都府議会議員団   |                      |
| 伏見区 (6) | 上倉淑敬   | 日本維新の会京都府議会議員団 |                      |
| 伏見区 (6) | 西山頌秀   | 日本共産党京都府議会議員団   |                      |

#### 国会
衆議院
- 任期：2024年（令和6年）10月27日〜2028年（令和10年）10月26日（「第50回衆議院議員総選挙」参照）

| 選挙区                                            | 議員名   | 党派名       | 当選回数 | 備考     |
| ------------------------------------------------- | -------- | ------------ | -------- | -------- |
| 京都府第1区（北区、上京区、中京区、下京区、南区） | 勝目康   | 自由民主党   | 2        | 選挙区   |
| 京都府第2区（左京区、東山区、山科区）             | 前原誠司 | 日本維新の会 | 11       | 選挙区   |
| 京都府第2区（左京区、東山区、山科区）             | 堀川朗子 | 日本共産党   | 1        | 比例復活 |
| 京都府第3区（伏見区など）                         | 泉健太   | 立憲民主党   | 9        | 選挙区   |
| 京都府第4区（右京区、西京区など）                 | 北神圭朗 | 無所属       | 5        | 選挙区   |

### 条例

#### 街並み・景観保全

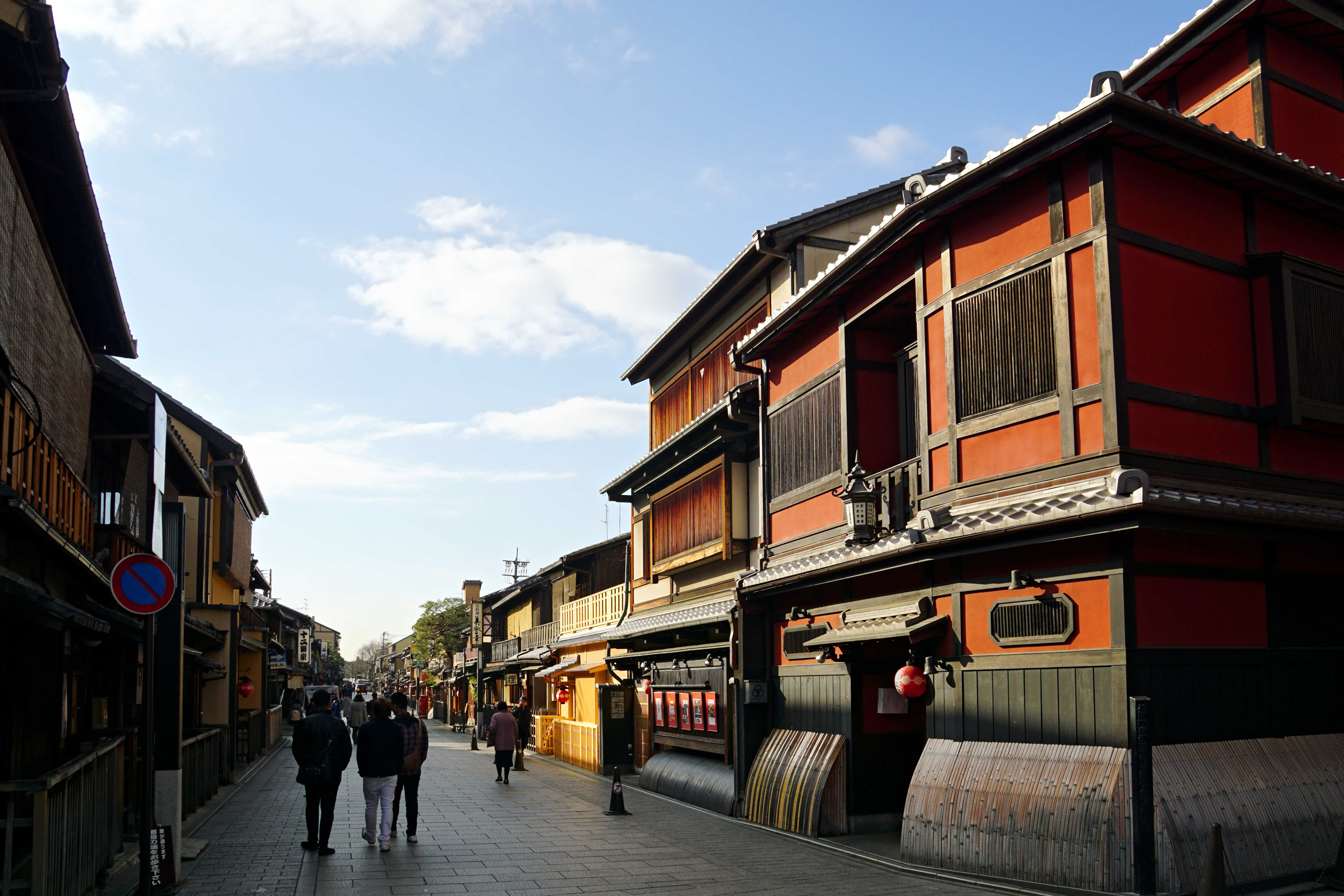
祇園甲部（花見小路通）

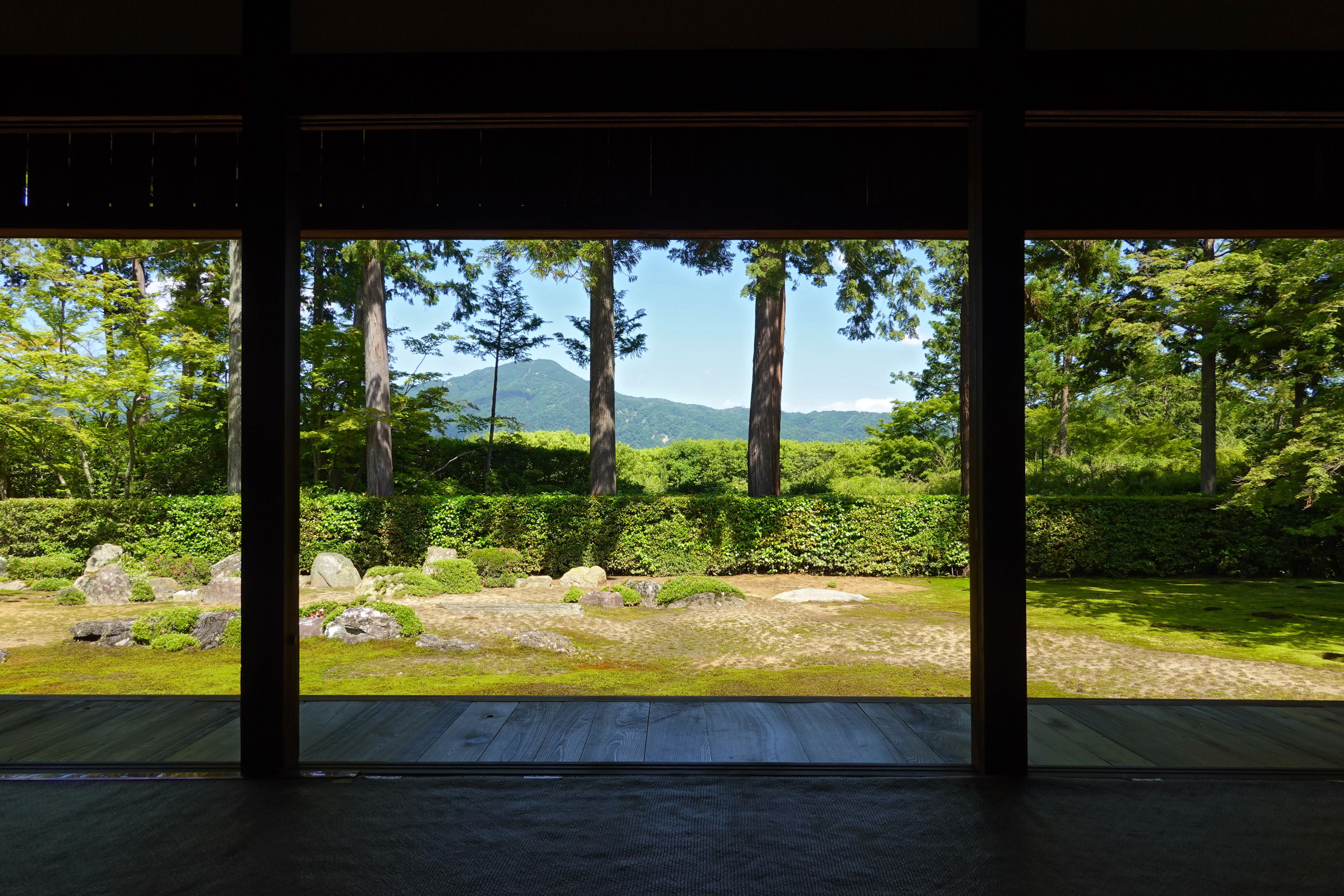
円通寺から望む比叡山

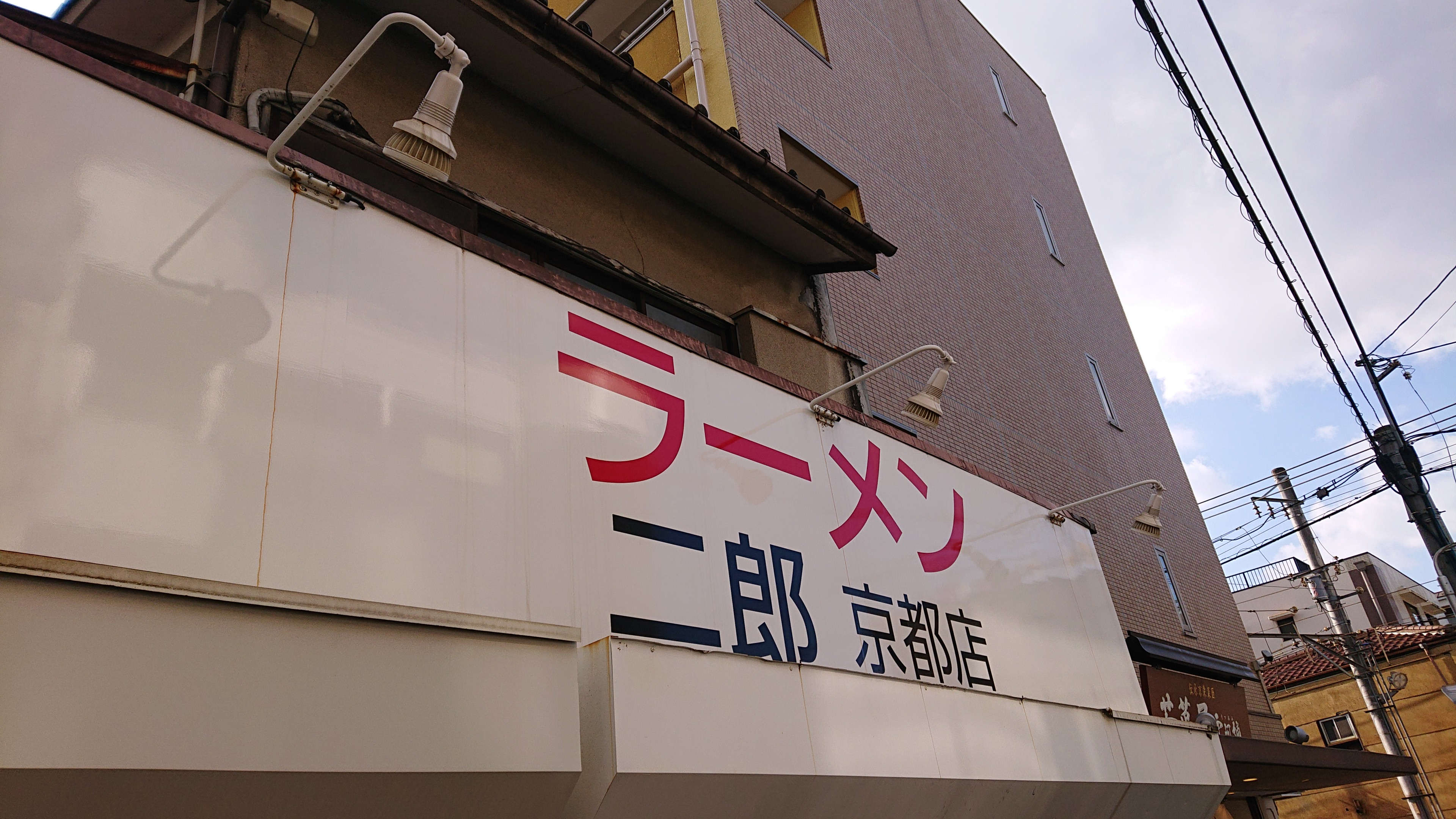
他店舗と異なり白地に書かれたチェーン店の看板

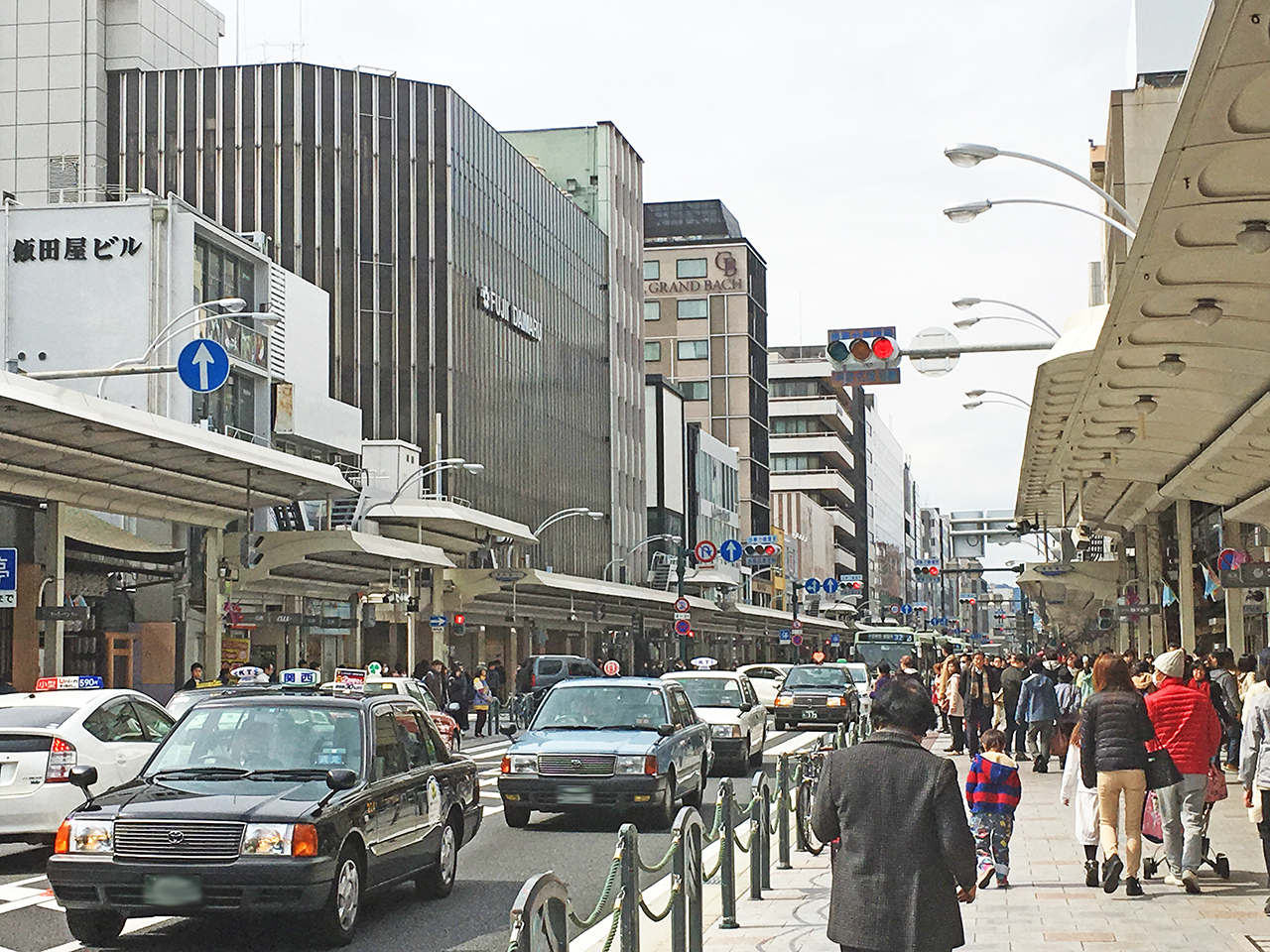
繁華街四条通の風景。条例により道路への突き出し看板がない

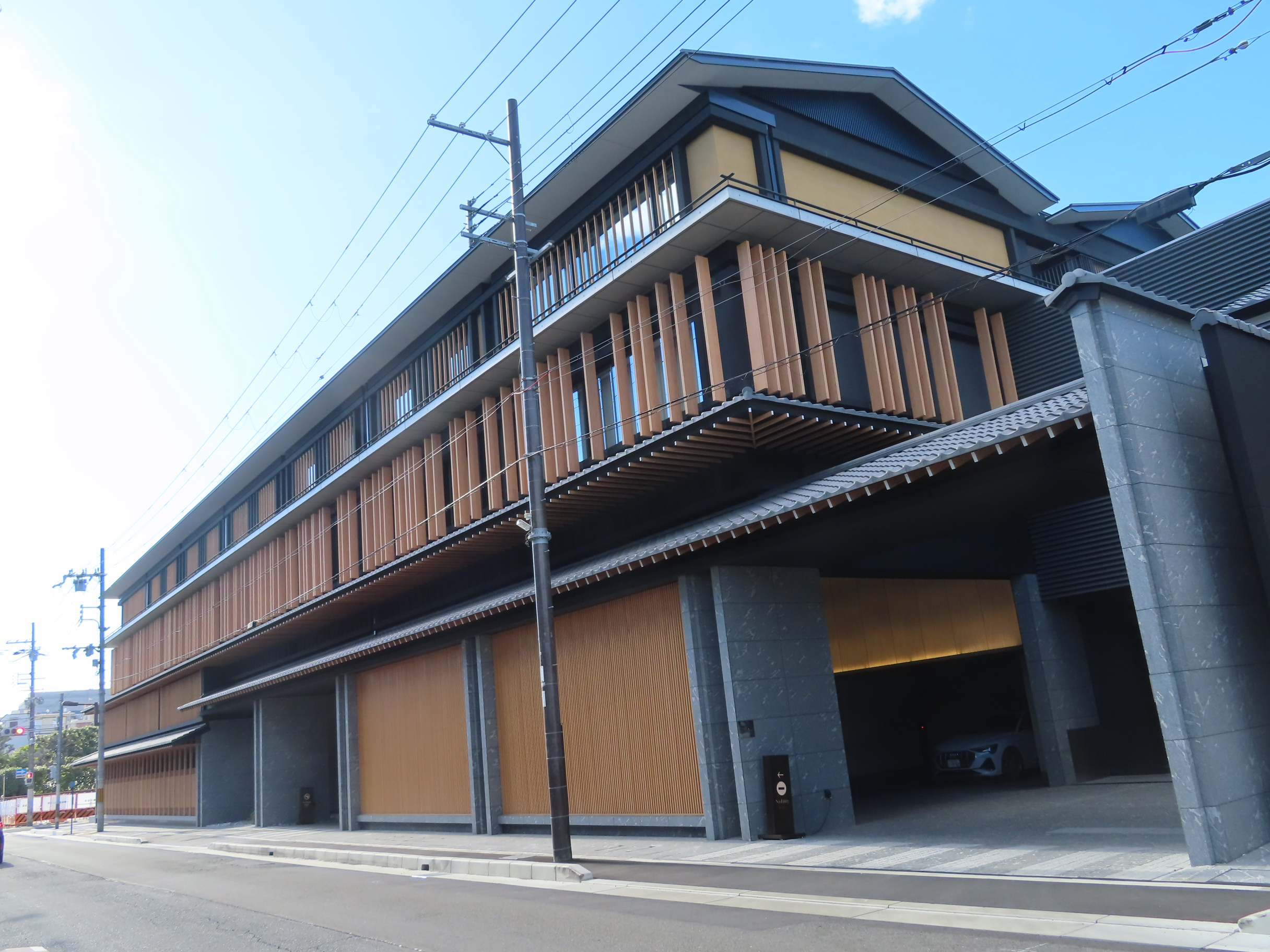
瓦を使い、ひさしや切妻屋根を設置し建てられたホテル

京都市は、第二次世界大戦後になると社会の変化や経済優先の政策、モダニズム建築の台頭により徐々に伝統的景観が破壊され、これに対して景観論争がたびたび起こっている。
1964年（昭和39年）に建造された京都タワーは、京都の「第1次景観論争」を引き起こした。また1970年代の経済成長期には、風致地区や美観地区など戦前から継続的になされている景観保護の施策があるにもかかわらず、1950年（昭和25年）に制定された建築基準法により伝統工法が違法となったほか、バブル期には多くの建て替えにより京町家による街並みが徐々に壊されていった。これは「第2次景観論争」といわれている。
山並みも京都の都市景観の重要な要素である。山間地での開発は概ね抑制されているが、1990年代には市内の高層建築によって山への眺望景観が阻害されることになった。
2004年の景観法制定により、これまでの景観条例に実効性・強制力を持たせることが可能となり、2007年には新しい景観政策が施行された。新しい景観政策では、建造物の高さ、デザイン、色などの規制がより強化された。中心市街地でも、建てられる建造物の高さは幹線道路沿いで最大31メートル、それ以外の職住共存地区では最大15メートルとなった。
市街地のほぼ全域に指定されている景観地区では、その地域ごとにデザインの規制がされ、厳しい地区では屋根の形状が「切妻、寄棟、入母屋」であること、屋根の葺き方が「日本瓦又は銅板」であること、屋根の勾配の比率が一定以上一定以下であることなどのかなり具体的な規制に服することになる。建築物を建築など（増改築を含む）する際には、こうした具体的な基準に適合しているかどうか、市長の認定を受けなければならない。
また、眺望景観保全地域として、東寺、清水寺などからの境内の眺めや、円通寺などからの庭園の眺め、鴨川からの大文字の眺めなど、38箇所からの眺望を指定し、その周辺をデザイン保全区域として、標高規制やデザインの規制がされる。
広告物についても、屋上広告物や点滅式照明は市内全域で禁止されているほか、都市景観を乱す恐れのある派手な広告看板は地域によって使える色や大きさが規制されている。日本全国に展開するチェーン店鋪の看板も、鮮やかなコーポレートカラーの使用を控え、他の地域とは異なる比較的地味な配色を採用する事例が多い。一例としては、飲食チェーンではマクドナルドやすき家は他地域で紅系統を使用しているが、市内では赤褐色を使用している。小売店では、市内のローソンの一部では看板の青地の表示面積を少なくしているほか、ガソリンスタンドのENEOSは赤系統が採用された店舗用ロゴタイプを使用していない。金融機関では、メガバンクの三菱UFJ銀行やみずほ銀行では本来の地色を使用せず、白地にそれぞれのコーポレートカラーの文字色を配したものを使用している。しかし改修費用の問題もあり、一部に違反状態が残る。屋外広告物条例は2014年9月に経過措置期間が終了し完全施行された。
また、重要伝統的建造物群保存地区をはじめとして市内には木造建築物や細街路が多い。そのための防火対策が進められ、年間の火災発生は200件台で人口当たり件数が全国平均より少ない。火災未満の事象も京都市消防局では無損事故として取り扱い、防火活動に役立てられている。

### 対外関係

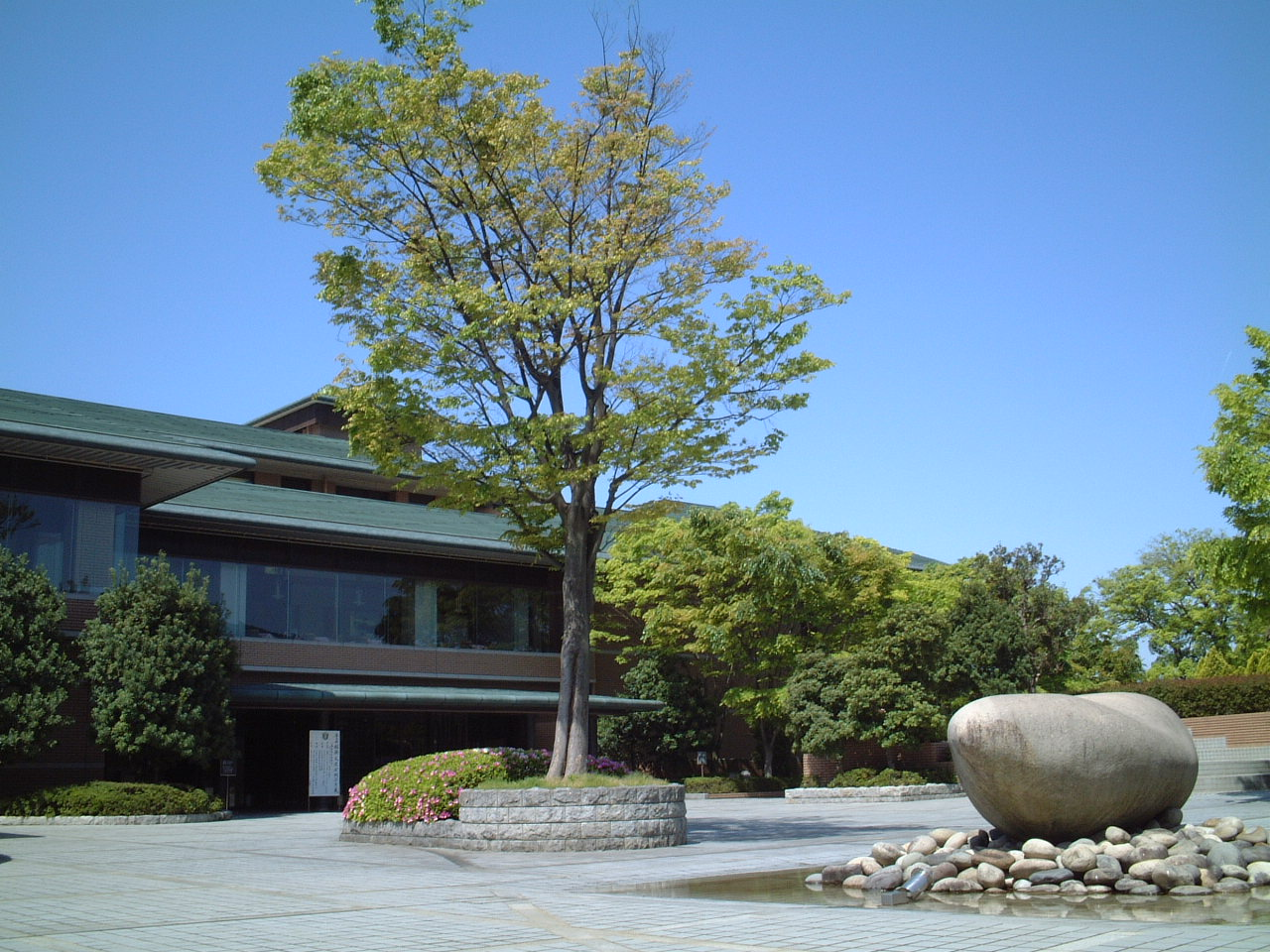
京都市国際交流会館

#### 姉妹都市･提携都市

##### 国内
日本国内の自治体との間で各種の交流を行い、協定を結んでいる。次に示すほか、複数の自治体の間で交流を謳った共同宣言に、龍馬の絆で結ぶ都市間交流宣言（2014年）と西郷菊次郎翁を縁とした交流宣言（2018年）がある。
| 自治体名   | 県名   | 地方名   | 提携日                     | 提携名                             |
| ---------- | ------ | -------- | -------------------------- | ---------------------------------- |
| 会津若松市 | 福島県 | 東北地方 | 2012年（平成24年）3月20日  | 相互交流宣言                       |
| 大津市     | 滋賀県 | 近畿地方 | 2012年（平成24年）5月28日  | みやこサミット宣言                 |
| 奈良市     | 奈良県 | 近畿地方 | 2012年（平成24年）5月28日  | みやこサミット宣言                 |
| 新潟市     | 新潟県 | 中部地方 | 2013年（平成25年）3月26日  | 観光・文化交流宣言                 |
| 向日市     | 京都府 | 近畿地方 | 2014年（平成26年）10月15日 | 相互交流宣言                       |
| 宇治市     | 京都府 | 近畿地方 | 2015年（平成27年）12月22日 | 観光振興と安心安全に関する連携協定 |

##### 海外
姉妹都市やパートナーシティの提携を自治体間で結び、諸分野で交流が進められている。
| 自治体名         | 国名                   | 地域名                           | 提携日                     | 提携名                                                       |
| ---------------- | ---------------------- | -------------------------------- | -------------------------- | ------------------------------------------------------------ |
| パリ市           | フランス共和国         | イル・ド・フランス地方           | 1958年（昭和33年）6月15日  | 友情盟約宣言                                                 |
| ボストン市       | アメリカ合衆国         | マサチューセッツ州               | 1959年（昭和34年）6月24日  | 姉妹都市盟約宣言                                             |
| ケルン市         | ドイツ連邦共和国       | ノルトライン・ヴェストファリア州 | 1963年（昭和38年）5月29日  | 姉妹都市盟約宣言                                             |
| フィレンツェ市   | イタリア共和国         | トスカーナ州                     | 1965年（昭和40年）9月22日  | 姉妹都市盟約宣言                                             |
| キーウ市         | ウクライナ国           | （特別市）                       | 1971年（昭和46年）9月7日   | 姉妹都市宣言                                                 |
| 西安市           | 中華人民共和国         | 陝西省                           | 1974年（昭和49年）5月10日  | 友好都市                                                     |
| グアダラハラ市   | メキシコ合衆国         | ハリスコ州                       | 1980年（昭和55年）10月20日 | 姉妹都市盟約                                                 |
| ザグレブ市       | クロアチア共和国       | ザグレブ郡                       | 1981年（昭和56年）10月22日 | 姉妹都市盟約                                                 |
| プラハ市         | チェコ共和国           | プラハ州                         | 1996年（平成8年）4月15日   | 姉妹都市盟約                                                 |
| 晋州市           | 大韓民国               | 慶尚南道                         | 1999年（平成11年）4月27日  | パートナーシティ（学術、教育）                               |
| コンヤ市         | トルコ共和国           | コンヤ県                         | 2009年（平成21年）12月12日 | パートナーシティ（文化、芸術）                               |
| 青島市           | 中華人民共和国         | 山東省                           | 2012年（平成24年）8月26日  | パートナーシティ（経済、環境、文化、スポーツ、教育）         |
| フエ市           | ベトナム社会主義共和国 | トゥアティエン・フエ省           | 2013年（平成25年）2月20日  | パートナーシティ（学術、教育、福祉）                         |
| イスタンブール市 | トルコ共和国           | イスタンブール県                 | 2013年（平成25年）6月14日  | パートナーシティ（学術研究、教育）                           |
| ワーラーナシー市 | インド共和国           | ウッタル・プラデーシュ州         | 2014年（平成26年）8月30日  | パートナーシティ（文化、芸術、学術、文化財保護、都市現代化） |
| ヴィエンチャン市 | ラオス人民民主共和国   | ヴィエンチャン都                 | 2015年（平成27年）11月3日  | パートナーシティ（学術研究）                                 |
| 宜蘭市           | 中華民国（台湾）       | 宜蘭県                           | 2018年（平成30年）8月19日  | 西郷菊次郎翁を縁とした交流宣言                               |
| 台南市           | 中華民国（台湾）       | （直轄市）                       | 2021年（令和3年）6月30日   | 台南市との交流推進協定締結式について                         |

#### 加盟組織
関西広域連合、全国京都会議、イクレイ、世界歴史都市連盟などの自治体の連携組織に参加している。

## 官公庁・施設

### 国家機関
市内には文化庁、京都迎賓館、近畿農政局などの行政機関がある。主な国家機関などは以下の通り。
| 行政機関名 | 行政機関名                        | 行政機関名                                      | 行政機関名                                      |
| ---------- | --------------------------------- | ----------------------------------------------- | ----------------------------------------------- |
| 内閣府     | 内閣府                            | 京都迎賓館                                      | 京都迎賓館                                      |
|            | 宮内庁                            | 京都事務所                                      | 京都事務所                                      |
| 書陵部     | 宮内庁                            | 桃山陵墓監区事務所                              |                                                 |
| 書陵部     | 宮内庁                            | 月輪陵墓監区事務所                              |                                                 |
| 警察庁     | 皇宮警察本部 京都護衛署           | 皇宮警察本部 京都護衛署                         |                                                 |
| 警察庁     | 近畿管区警察局 京都府情報通信部   |                                                 |                                                 |
| 総務省     | 総務省                            | 近畿管区行政評価局 京都行政監視行政相談センター | 近畿管区行政評価局 京都行政監視行政相談センター |
| 法務省     | 法務省                            | 京都地方法務局                                  | 京都地方法務局                                  |
| 法務省     | 法務省                            | 大阪矯正管区                                    | 京都刑務所                                      |
| 法務省     | 法務省                            | 大阪矯正管区                                    | 京都拘置所                                      |
| 法務省     | 法務省                            | 大阪矯正管区                                    | 京都少年鑑別所                                  |
| 法務省     | 法務省                            | 京都保護観察所                                  |                                                 |
|            | 出入国在留管理庁                  | 大阪出入国在留管理局 京都出張所                 | 大阪出入国在留管理局 京都出張所                 |
| 検察庁     | 京都地方検察庁                    | 京都地方検察庁                                  |                                                 |
| 公安調査庁 | 近畿公安調査局 京都公安調査事務所 | 近畿公安調査局 京都公安調査事務所               |                                                 |
| 財務省     | 財務省                            | 近畿財務局 京都財務事務所                       | 近畿財務局 京都財務事務所                       |
| 財務省     | 財務省                            | 大阪税関 京都税関支署                           |                                                 |
|            | 国税庁                            | 大阪国税不服審判所 京都支所                     | 大阪国税不服審判所 京都支所                     |
| 文部科学省 | 文化庁                            | 文化庁                                          | 文化庁                                          |
| 厚生労働省 | 厚生労働省                        | 近畿厚生局 京都事務所                           | 近畿厚生局 京都事務所                           |
| 厚生労働省 | 厚生労働省                        | 京都労働局                                      |                                                 |
| 農林水産省 | 農林水産省                        | 近畿農政局                                      | 近畿農政局                                      |
|            | 林野庁                            | 近畿中国森林管理局 京都大阪森林管理事務所       | 近畿中国森林管理局 京都大阪森林管理事務所       |
| 国土交通省 | 国土交通省                        | 近畿地方整備局                                  | 京都国道事務所                                  |
| 国土交通省 | 国土交通省                        | 近畿地方整備局                                  | 京都営繕事務所                                  |
| 国土交通省 | 国土交通省                        | 近畿地方整備局                                  | 淀川河川事務所出張所（2か所）                   |
| 国土交通省 | 国土交通省                        | 近畿運輸局 京都運輸支局                         |                                                 |
|            | 気象庁                            | 大阪管区気象台 京都地方気象台                   | 大阪管区気象台 京都地方気象台                   |
| 環境省     | 環境省                            | 京都御苑管理事務所                              | 京都御苑管理事務所                              |
| 防衛省     | 防衛省                            | 近畿中部防衛局 京都防衛事務所                   | 近畿中部防衛局 京都防衛事務所                   |
| 防衛省     | 防衛省                            | 自衛隊京都地方協力本部                          |                                                 |
|            | 陸上自衛隊                        | 桂駐屯地                                        | 桂駐屯地                                        |

| 司法機関名 | 司法機関名     |
| ---------- | -------------- |
| 裁判所     | 京都地方裁判所 |
| 裁判所     | 京都簡易裁判所 |
| 裁判所     | 伏見簡易裁判所 |
| 裁判所     | 右京簡易裁判所 |
| 裁判所     | 京都家庭裁判所 |

| 所管省庁名 | 機関名                | 機関名                          |
| ---------- | --------------------- | ------------------------------- |
| 外務省     | 国際交流基金 京都支部 | 国際交流基金 京都支部           |
| 農林水産省 | 森林研究・整備機構    | 森林総合研究所 関西支所         |
| 農林水産省 | 森林研究・整備機構    | 森林整備センター 近畿北陸整備局 |

### 外国関連施設

#### 領事館
総領事館
- 在京都フランス共和国総領事館（左京区）

名誉総領事館
- 在京都アイスランド共和国名誉総領事館（中京区）
- 在京都ニカラグア共和国名誉総領事館（右京区）

名誉領事館
- 在京都グアテマラ共和国名誉領事館（右京区）
- 在京都パラグアイ共和国名誉領事館（伏見区）
- 在京都ペルー共和国名誉領事館（上京区）
- 在京都ベルギー王国名誉領事館（中京区）
- 在京都ポルトガル共和国名誉領事館（北区）
- 在京都マルタ共和国名誉領事館（下京区）
- 在京都メキシコ合衆国名誉領事館（右京区）
- 在京都ラオス人民民主共和国名誉領事館（下京区）
- 在京都ルクセンブルク大公国名誉領事館（中京区）

#### 外国政府関連機関
- アンスティチュ・フランセ関西京都
- ヴィラ九条山
- フランス極東学院京都支部
- ゲーテ・インスティトゥート・ヴィラ鴨川
- イタリア東方学研究所
- 在日本大韓民国民団京都本部
- 在日本朝鮮人総聯合会京都府本部
- 中華民国留日京都華僑総会
- 日本トルコ文化協会

### 警察

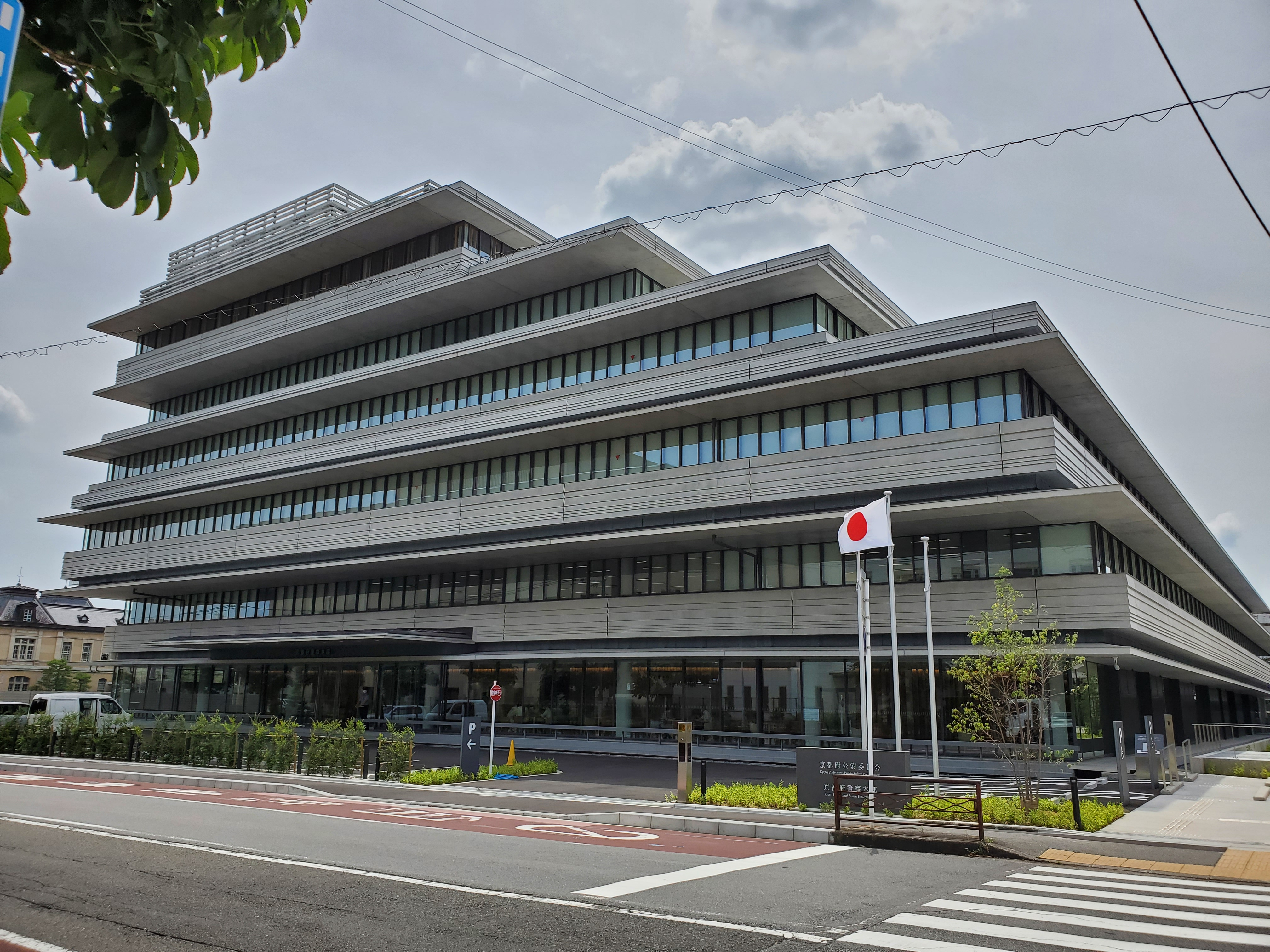
京都府警察本部庁舎

本部
- 京都府警察

警察署
| ※    | 地域 | 警察署名称 | 所在地 | 所在地                       | 管轄区域 | 管轄区域                           | 前身                    |
| ---- | ---- | ---------- | ------ | ---------------------------- | -------- | ---------------------------------- | ----------------------- |
| 京都 | 京都 | 川端警察署 | 京都市 | 左京区岡崎徳成町             | 京都市   | 左京区の南部                       |                         |
| 京都 | 京都 | 上京警察署 | 京都市 | 上京区御前通今小路下ル馬喰町 | 京都市   | 上京区                             | 西陣警察署 中立売警察署 |
| 京都 | 京都 | 東山警察署 | 京都市 | 東山区清水                   | 京都市   | 東山区                             | 松原警察署              |
| 京都 | 京都 | 中京警察署 | 京都市 | 中京区壬生坊城町             | 京都市   | 中京区                             | 堀川警察署 五条警察署   |
| 京都 | 京都 | 下京警察署 | 京都市 | 下京区烏丸通高辻上る大政所町 | 京都市   | 下京区                             | 五条警察署 七条警察署   |
| 京都 | 京都 | 下鴨警察署 | 京都市 | 左京区田中馬場町             | 京都市   | 左京区の中北部                     |                         |
| 京都 | 京都 | 伏見警察署 | 京都市 | 伏見区下鳥羽浄春ケ前町       | 京都市   | 伏見区（一部を除く）、八幡市の一部 |                         |
| 京都 | 京都 | 山科警察署 | 京都市 | 山科区大宅神納町             | 京都市   | 山科区、伏見区の一部               |                         |
| 京都 | 京都 | 右京警察署 | 京都市 | 右京区太秦蜂岡町             | 京都市   | 右京区                             | 太秦警察署              |
| 京都 | 京都 | 南警察署   | 京都市 | 南区西九条森本町             | 京都市   | 南区                               | 九条警察署              |
| 京都 | 京都 | 北警察署   | 京都市 | 北区紫竹東桃ノ本町           | 京都市   | 北区                               | 上鴨警察署              |
| 京都 | 京都 | 西京警察署 | 京都市 | 西京区山田大吉見町           | 京都市   | 西京区                             | 桂警察署                |

### 消防

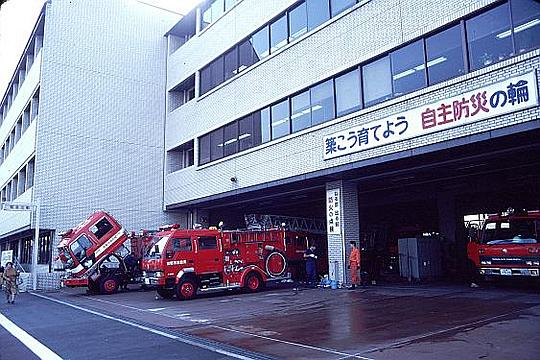
京都市消防局

本部
- 京都市消防局

消防署
| 消防署     | 住所                              | 分署                     | 出張所 |
| ---------- | --------------------------------- | ------------------------ | --- |
| 北消防署   | 北区大宮西脇台町17番地の2         | なし                     | 大徳寺：北区紫野大徳寺町88 紫明：北区小山南上総町1-1 中川：北区中川北山町48-2 |
| 上京消防署 | 上京区釜座通下立売下る東裏辻町398 | なし                     | 北野：上京区今小路通御前西入紙屋川町870 |
| 左京消防署 | 左京区田中西大久保町36            | なし                     | 岡崎：左京区岡崎円勝寺町23-1 鹿ケ谷：左京区鹿ケ谷上宮ノ前町37 岩倉：左京区岩倉幡枝町1204 修学院：左京区修学院大林町13-8 大原：左京区大原大長瀬町179-2 鞍馬：左京区鞍馬貴船町5-2 花背：左京区花脊八桝町1-1 |
| 中京消防署 | 中京区西堀川通御池下ル西三坊町521 | なし                     | 寺町：中京区押小路通寺町東入榎木町101 京都市立病院：中京区壬生東高田町1-2 西大路：中京区西ノ京東中合町45                                                                                                  |
| 東山消防署 | 東山区清水5-130-8                 | なし                     | 泉涌寺：東山区泉涌寺五葉ノ辻町13-2 |
| 山科消防署 | 山科区西野今屋敷町2-10            | なし                     | 西勧修寺：伏見区深草神明講谷町2番地の1 大塚：山科区大塚北溝町23-1 |
| 下京消防署 | 下京区五条通高倉西入堺町27番地    | なし                     | 塩小路：下京区上之町13番地 中堂寺：下京区中堂寺北町71 |
| 南消防署   | 南区西九条菅田町4-1               | なし                     | 京都駅西：南区西九条戒光寺町2番地 吉祥院：南区吉祥院御池町6 西八条：南区吉祥院西ノ庄淵ノ西町42 久世：南区久世中久世町2-129-2                                                                              |
| 右京消防署 | 右京区太秦蜂岡町36                | なし                     | 嵯峨：右京区嵯峨天竜寺今堀町1 梅津：右京区梅津高畝町46 御室：右京区御室大内35-1 京北：右京区京北下中町勝山田8                                                                                             |
| 西京消防署 | 西京区樫原佃19                    | なし                     | 桂：西京区桂市ノ前町12 松尾：西京区松尾木ノ曽町59-6 洛西：西京区大枝東新林町2-4 |
| 伏見消防署 | 伏見区竹田七瀬川町9-1             | 醍醐：伏見区醍醐大構町28 | 南浜：伏見区南浜町273-2 淀：伏見区淀池上町197 神川：伏見区久我森の宮町14-27 向島：伏見区向島四ツ谷池7-10 山ノ下：伏見区桃山町山ノ下44-5                                                                   |

### 医療・福祉

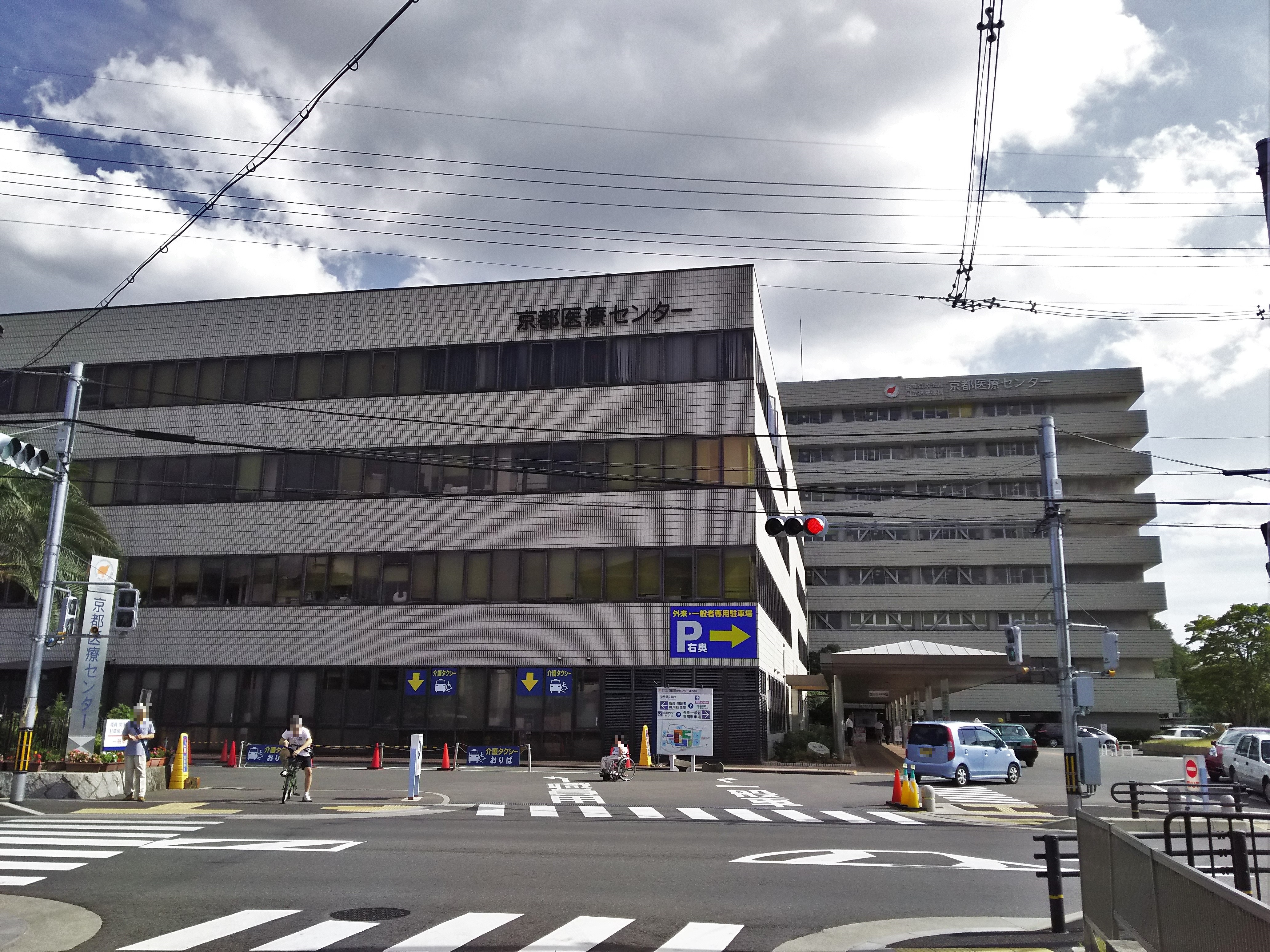
京都医療センター

主な病院
- 上京診療所
- 川越病院
- 吉祥院病院
- 京都桂病院
- 京都からすま病院
- 地域医療機能推進機構京都鞍馬口医療センター
- 京都市立病院
- 京都市立京北病院
- 京都第一赤十字病院（東山日赤）
- 京都第二赤十字病院（府庁前日赤）
- 京都大学医学部附属病院
- 京都新町病院（京都逓信病院）
- 京都府立医科大学附属病院
- 京都民医連あすかい病院
- 京都民医連中央病院
- 国立病院機構宇多野病院
- 国立病院機構京都医療センター
- 武田総合病院
- 武田病院
- 三菱京都病院
- 洛西ニュータウン病院
- 洛和会音羽病院
- 洛和会東寺南病院
- 洛和会丸太町病院

### 郵便局

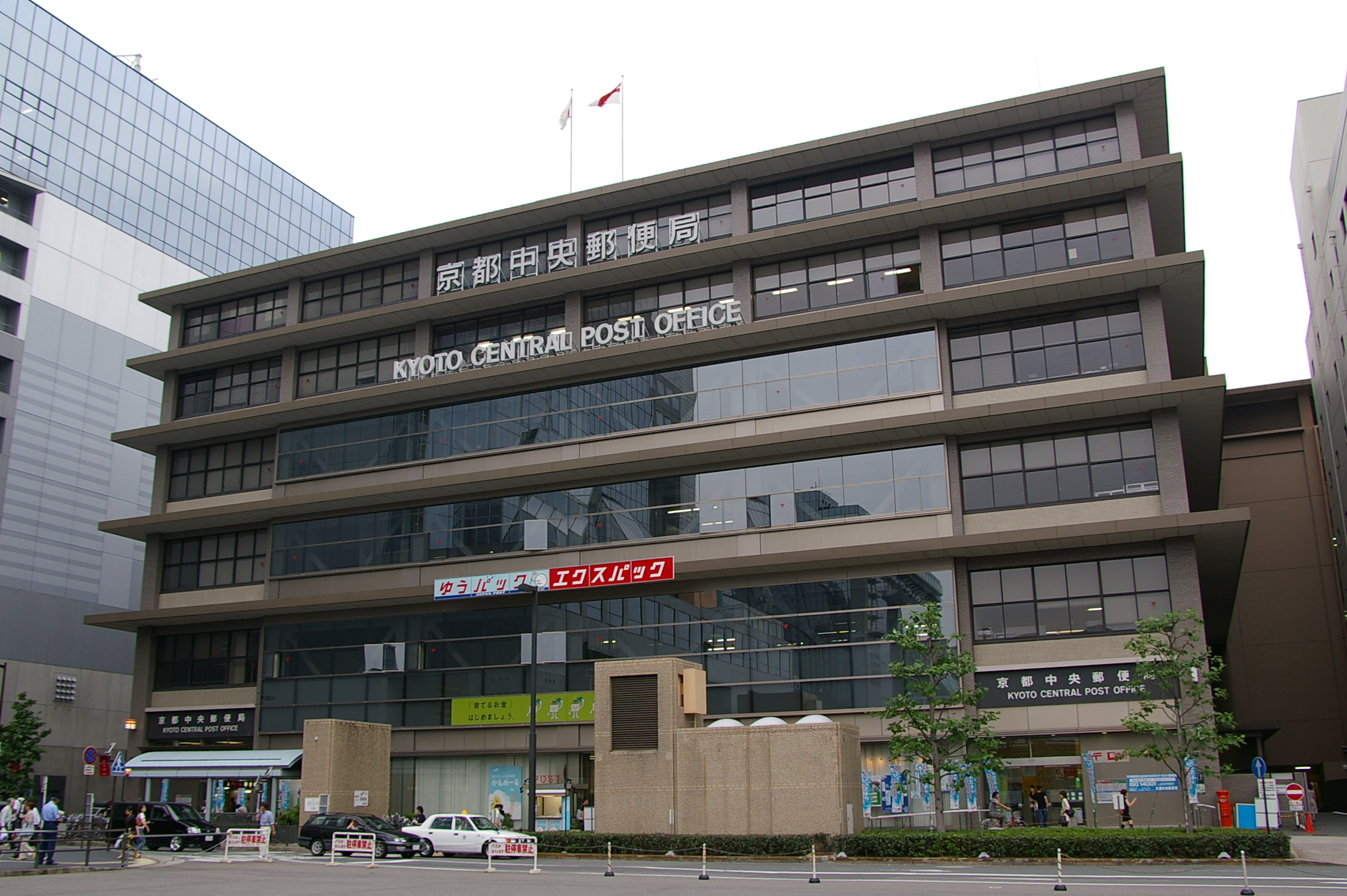
京都中央郵便局

主な郵便局
- 京都中央郵便局
- 右京郵便局
- 京都北郵便局
- 京都西郵便局
- 左京郵便局
- 中京郵便局
- 西陣郵便局
- 東山郵便局
- 伏見郵便局
- 伏見東郵便局
- 山科郵便局
- 洛西郵便局

### 文化施設

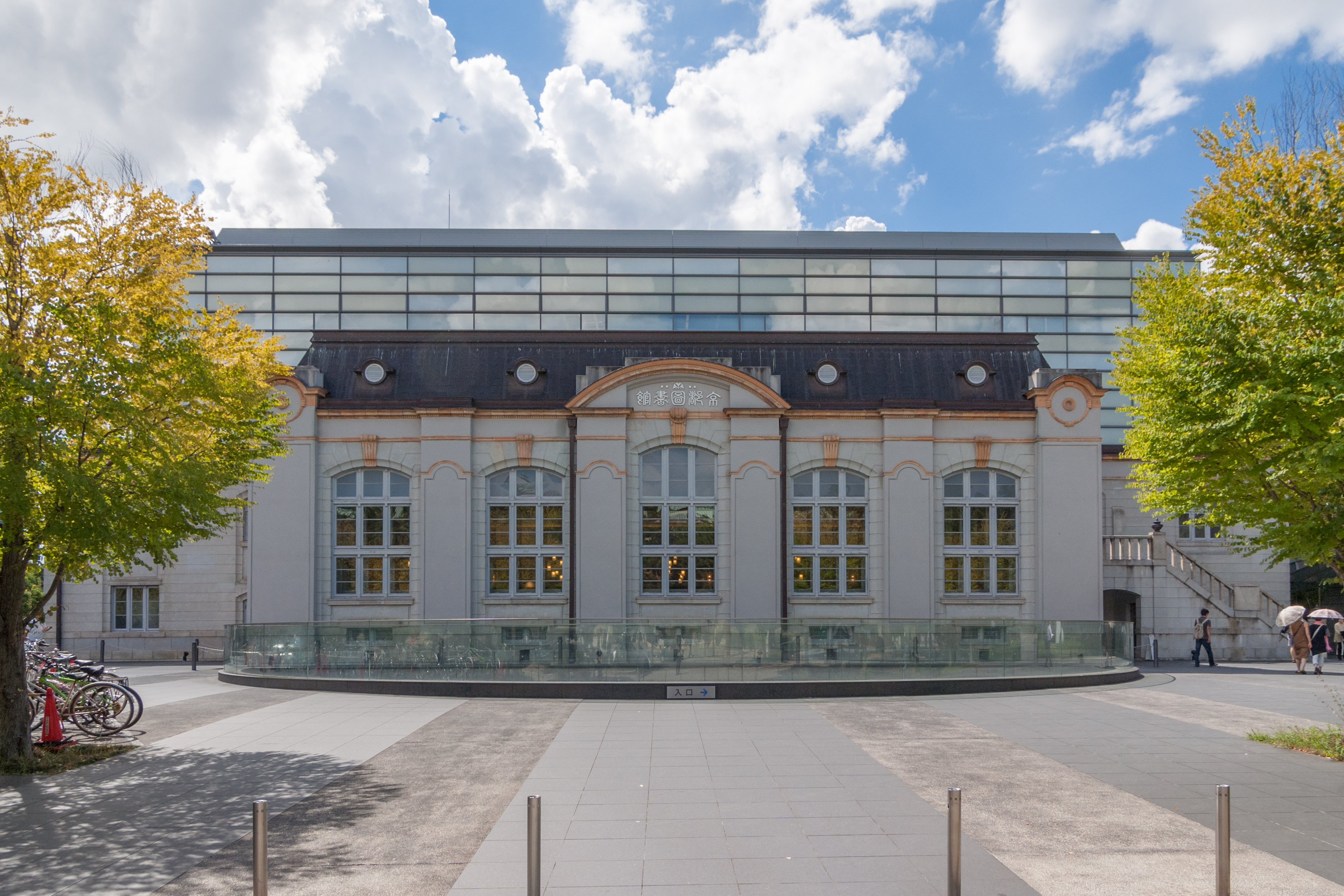
京都府立図書館

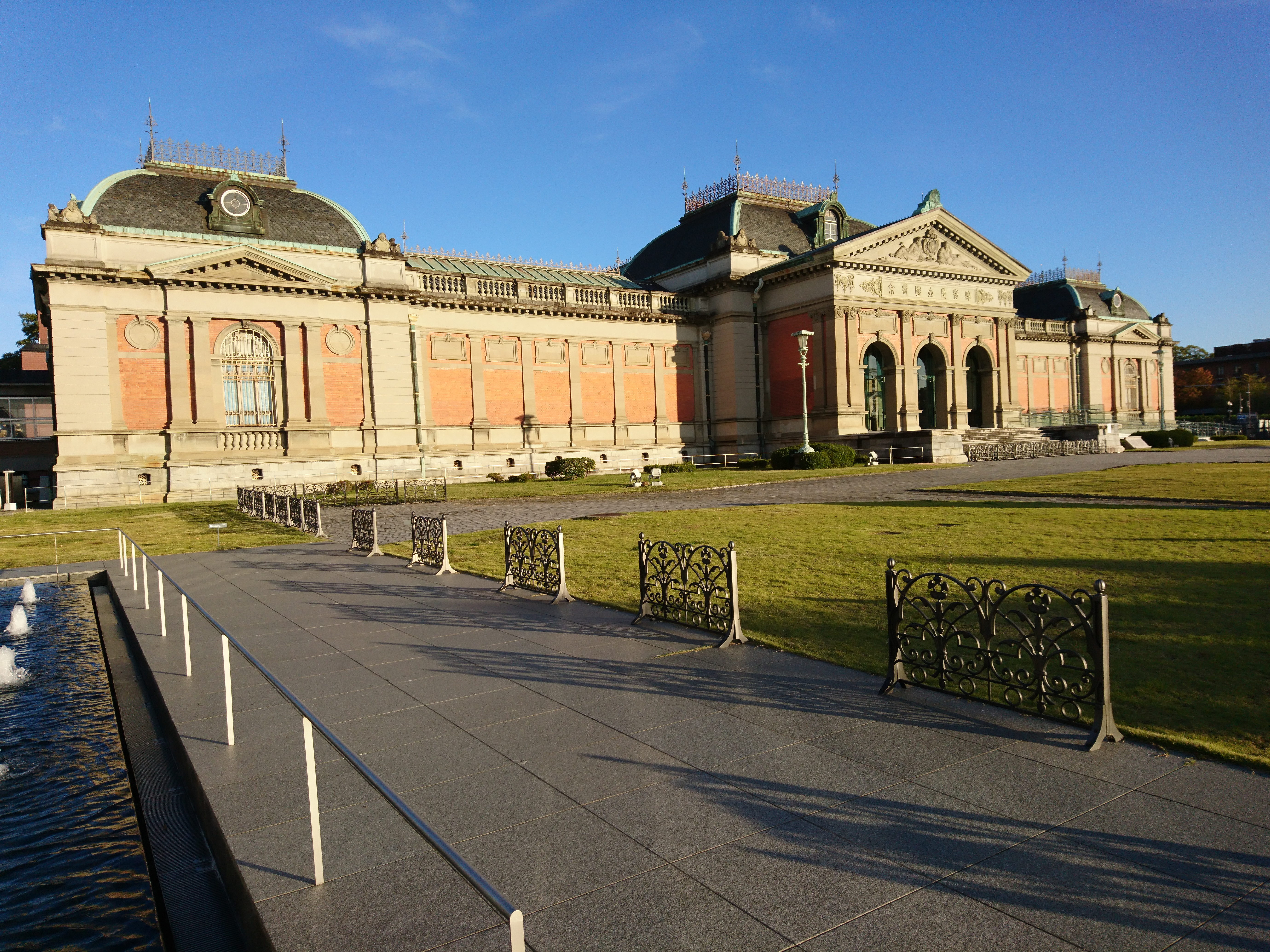
京都国立博物館

図書館
- 京都府立図書館
- 京都市図書館

博物館・美術館・資料館
「#観光スポット」を参照。

### 交流施設
劇場・ホール
- 歌舞練場
  - 祇園甲部歌舞練場
  - 先斗町歌舞練場
- アートコンプレックス1928
- 京都劇場
- 京都コンサートホール
- 京都市勧業館（みやこめっせ）
- 京都府総合見本市会館（京都パルスプラザ）
- 京都府立府民ホール アルティ
- KBSホール
- THEATRE E9 KYOTO
- 南座
- よしもと祇園花月（祇園会館）
- ロームシアター京都（京都会館）

## 経済
| 年度 | 万円  |
| ---- | ----- |
| 1975 | 141.6 |
| 1980 | 233.9 |
| 1985 | 287.0 |
| 1990 | 386.2 |
| 1995 | 412.3 |
| 2000 | 418.1 |
| 2005 | 417.0 |
| 2010 | 405.3 |
| 2015 | 428.4 |

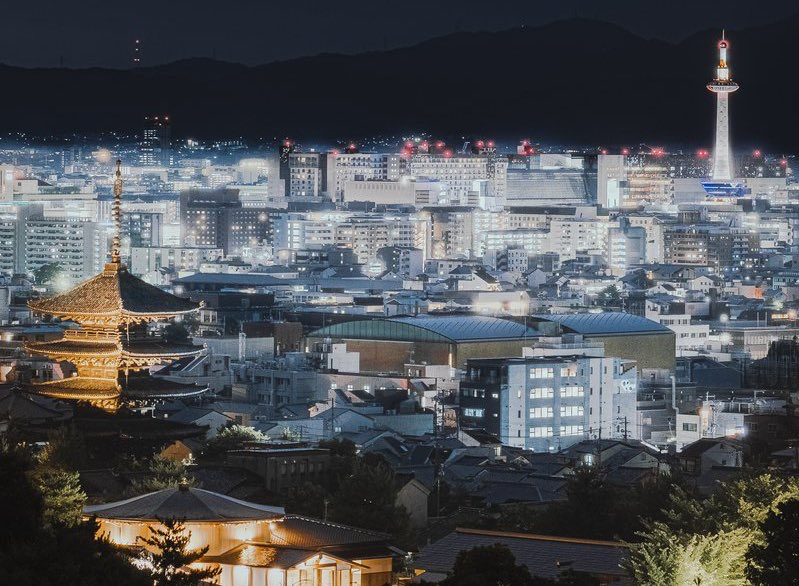
京都都心部のスカイライン

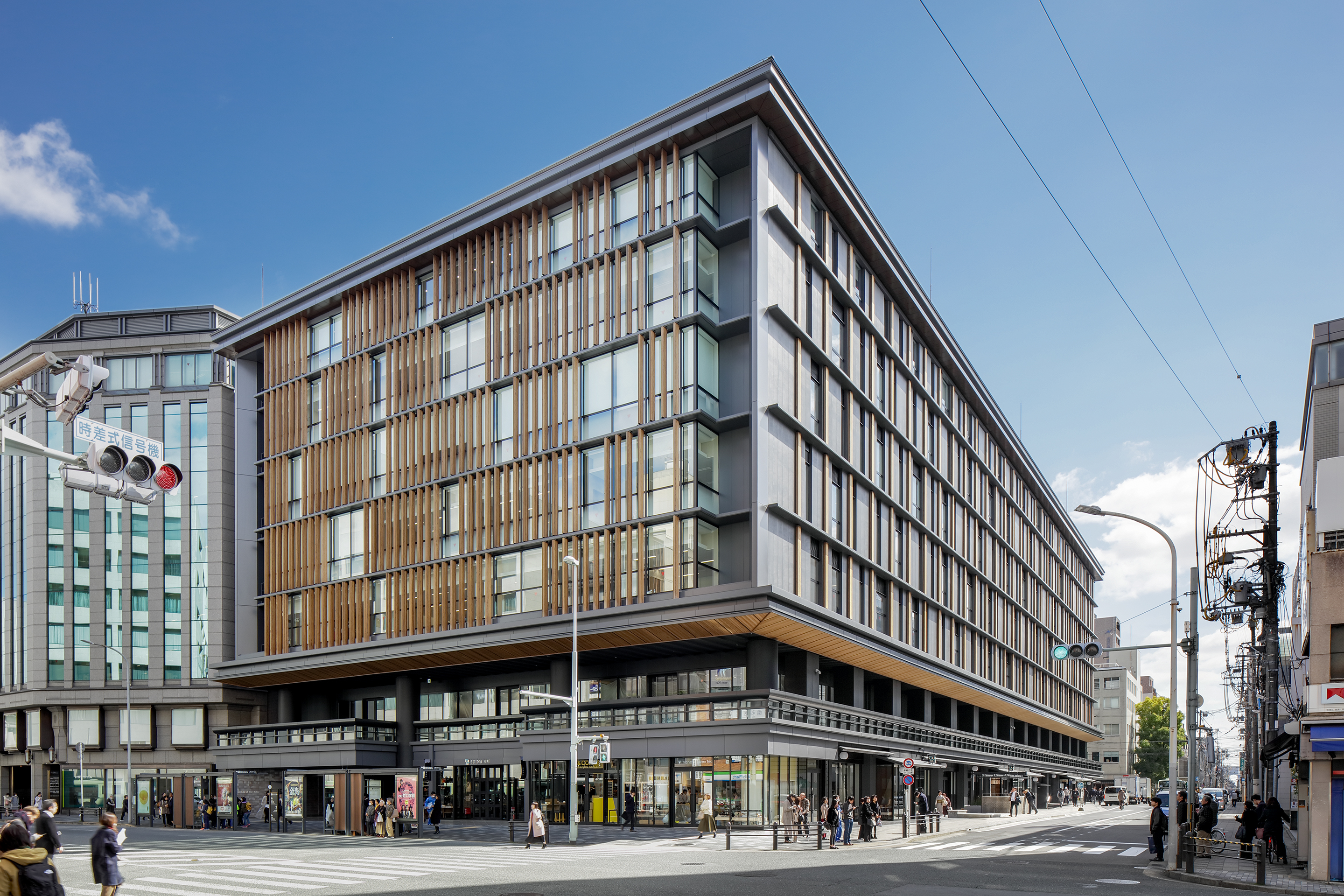
京都商工会議所などが入居する京都経済センター

2018年度の市内総生産（名目）は6兆6292億円で京都府のおよそ3分の2の規模に当たる。ドルで換算すると約600億ドルであり、ミャンマーのGDPに相当する。市民所得は4兆6694億円、一人当たり318万円である。最大の産業は製造業（工業）であり、市内総生産の経済活動別シェアは製造業、不動産業、卸売・小売業、保健衛生・社会事業、専門・科学技術・業務支援サービス業の順に大きい。大阪市や神戸市の有力企業が東京一極集中の影響で本社機能を東京に移転させている事例が多いのに対して、京都市では任天堂や京セラなどの日本を代表するメーカーが拠点を置き続けており、首都圏への企業の流出が比較的軽微である。

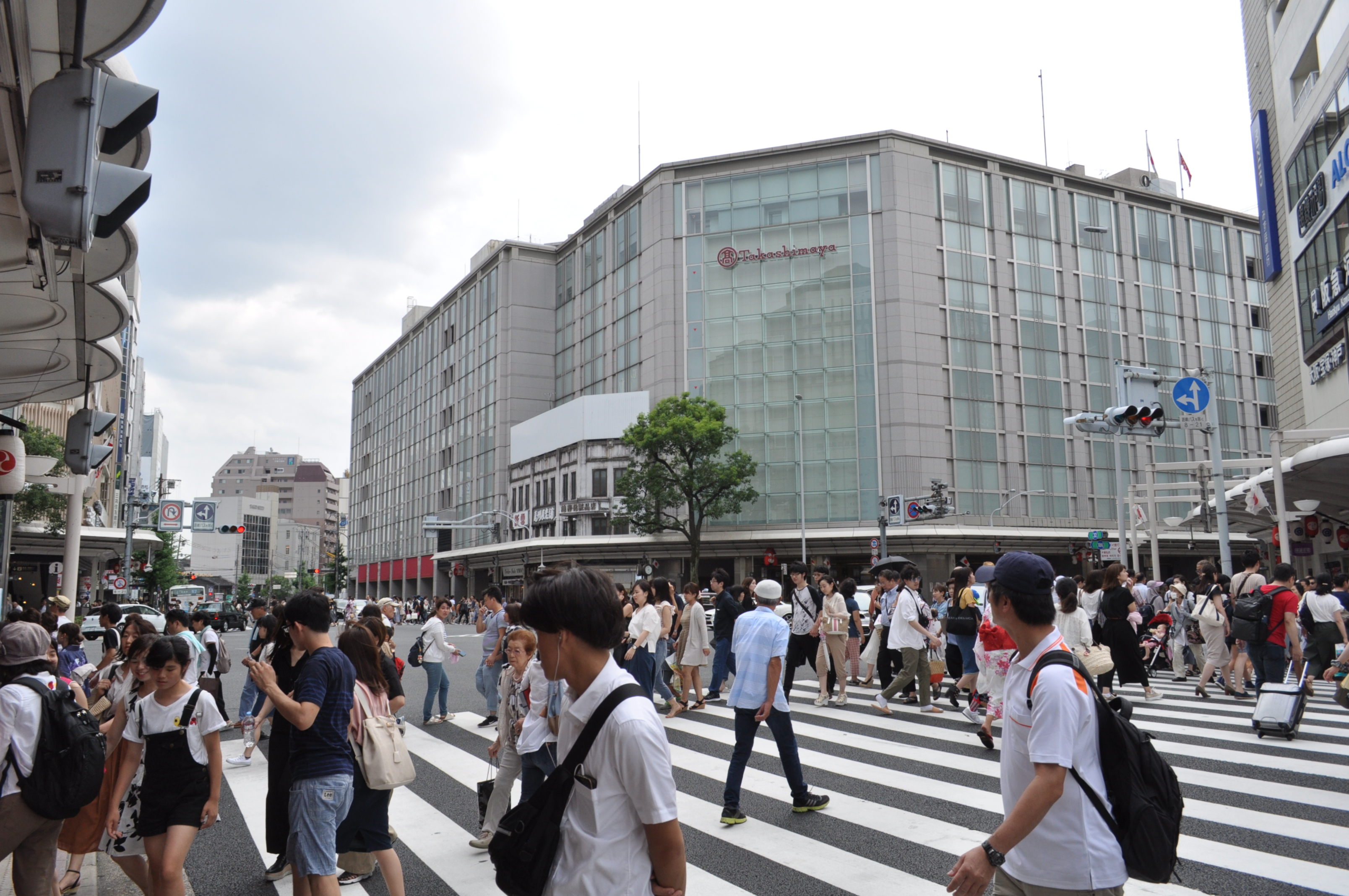
繁華街の四条河原町
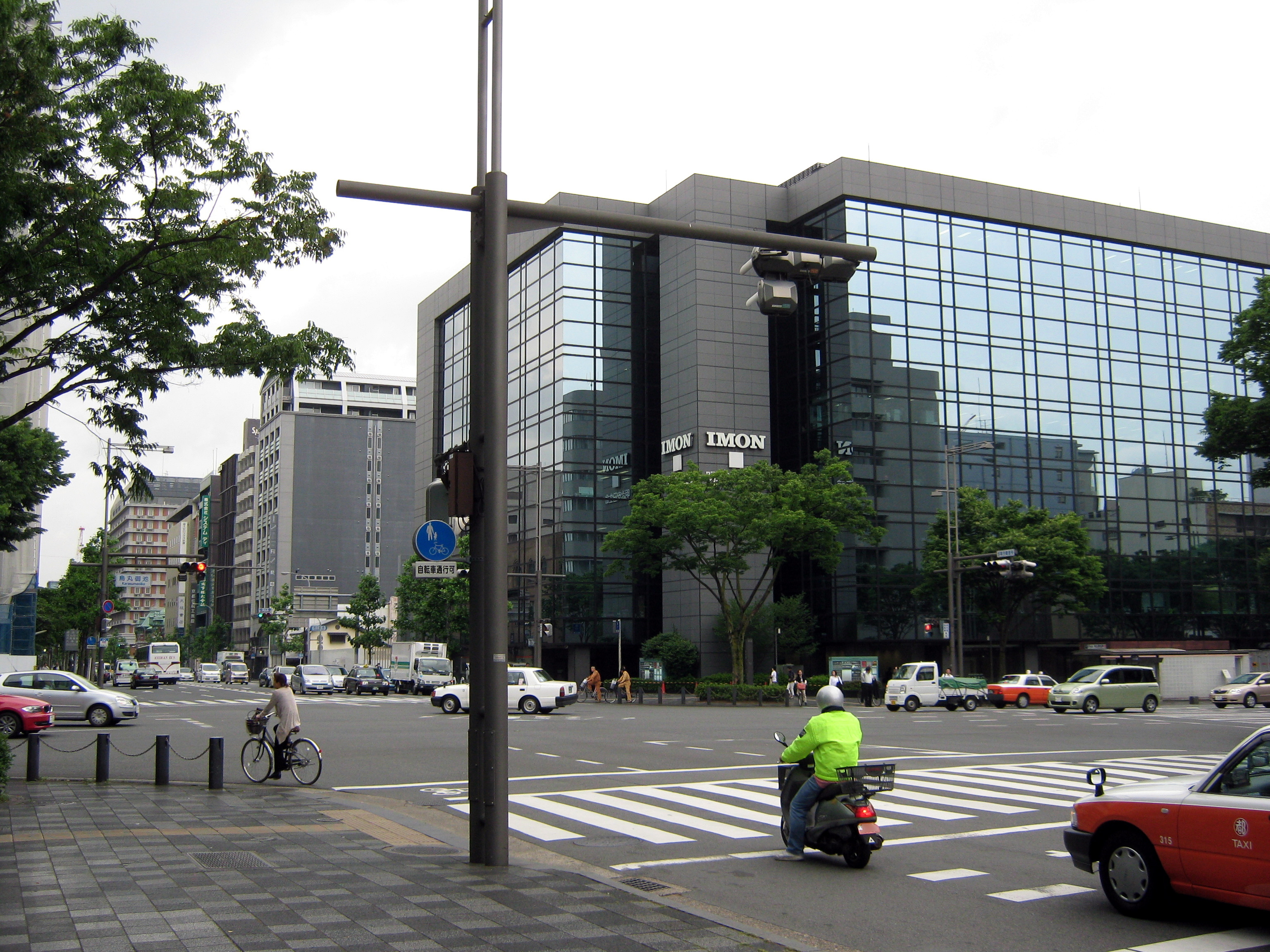
オフィス街の烏丸御池
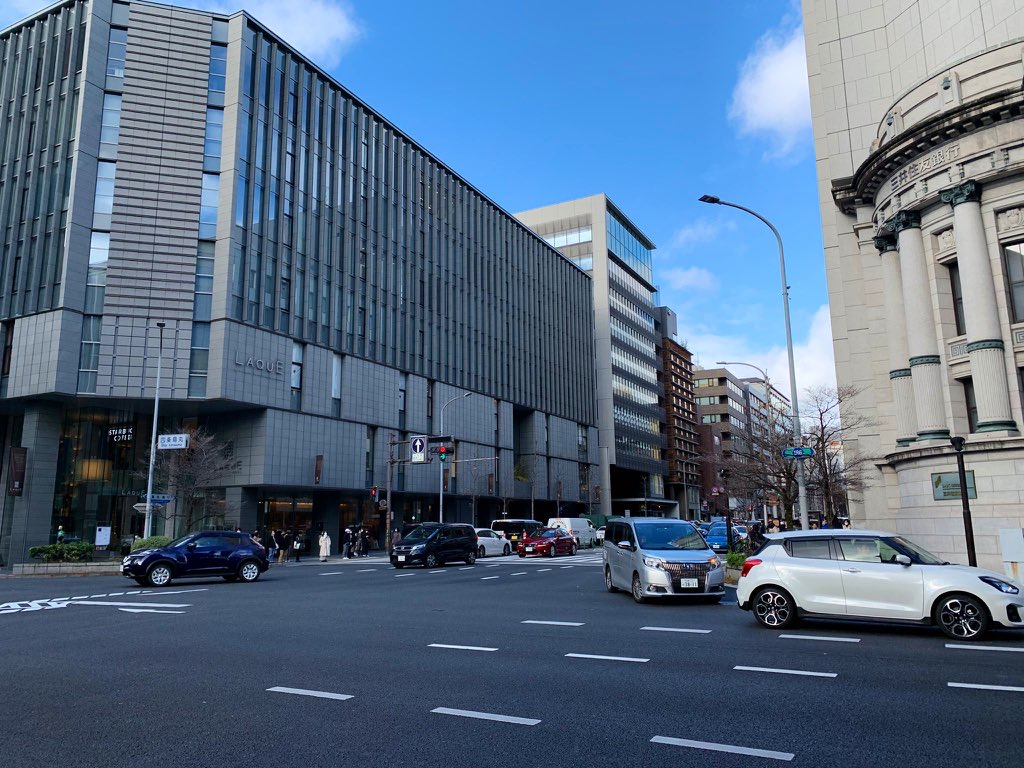
金融街の四条烏丸

### 第一次産業

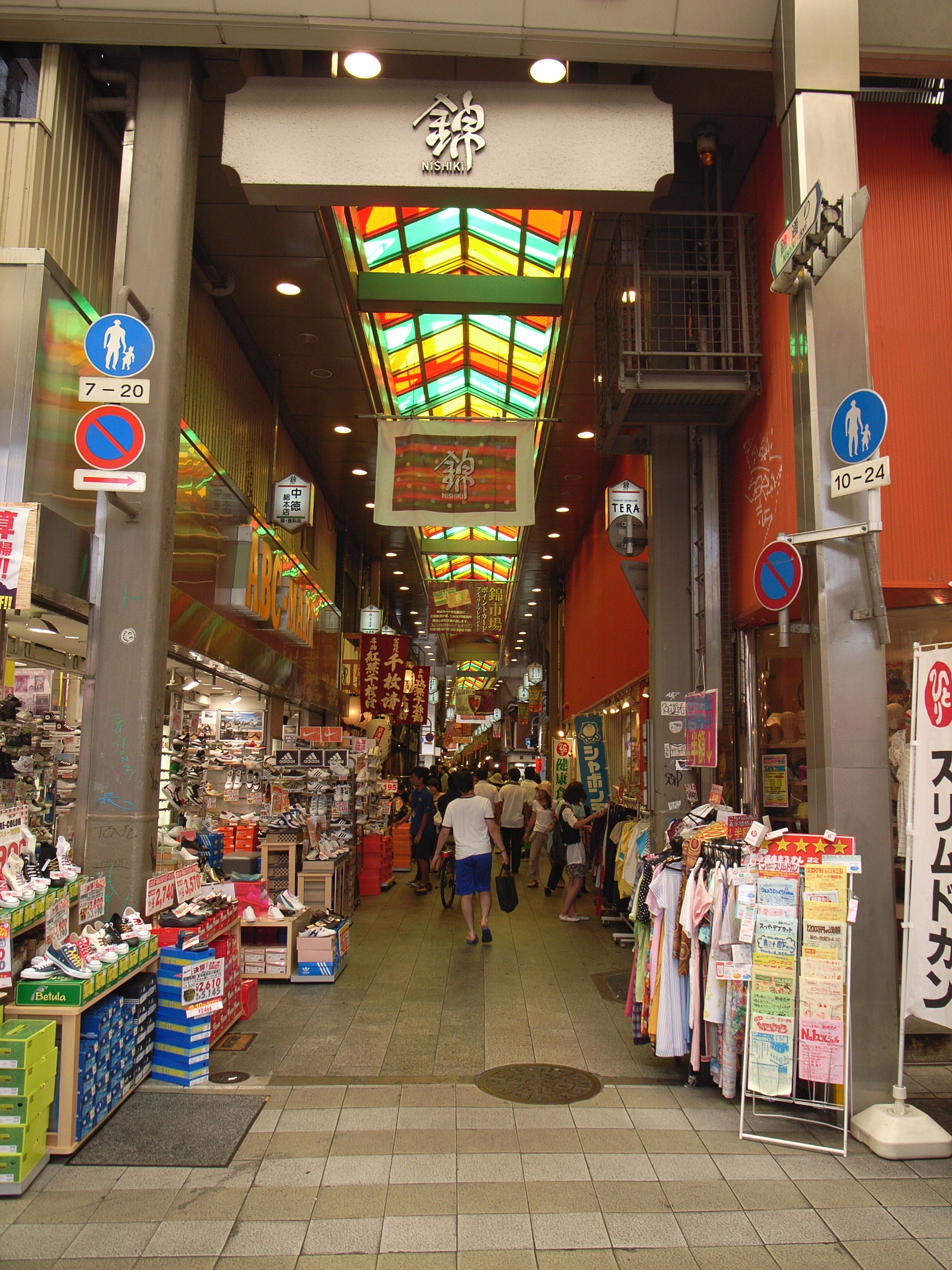
錦市場

#### 農業
伝統的な京野菜や全国的に有名な宇治茶などの生産が行われる。
中央市場
- 京都市中央卸売市場第一市場（下京区）
- 京都市中央卸売市場第二市場（南区）

主な市場
- 錦市場

### 第二次産業

#### 工業
任天堂・京セラ・ニデック・島津製作所・オムロンなど日本を代表する製造業メーカーが集積しており、精密機械や医療器具の生産が盛んである。南区と伏見区にまたがる高度集積地区らくなん進都などへの集積誘導がなされている。

#### 窯業
かつて京焼・清水焼などの伝統的工芸品の生産が盛んであった。山科区に清水焼団地がある。
近年はキャンパスプラザ京都や京都リサーチパークと産官学連携で研究・開発を行い、碍子やセラミックス・セラミックファイバーの生産へ転換し、関西電力などの電力会社や京セラなどのファインセラミック企業と提携していく動きが盛んである。

### 第三次産業

#### 商業

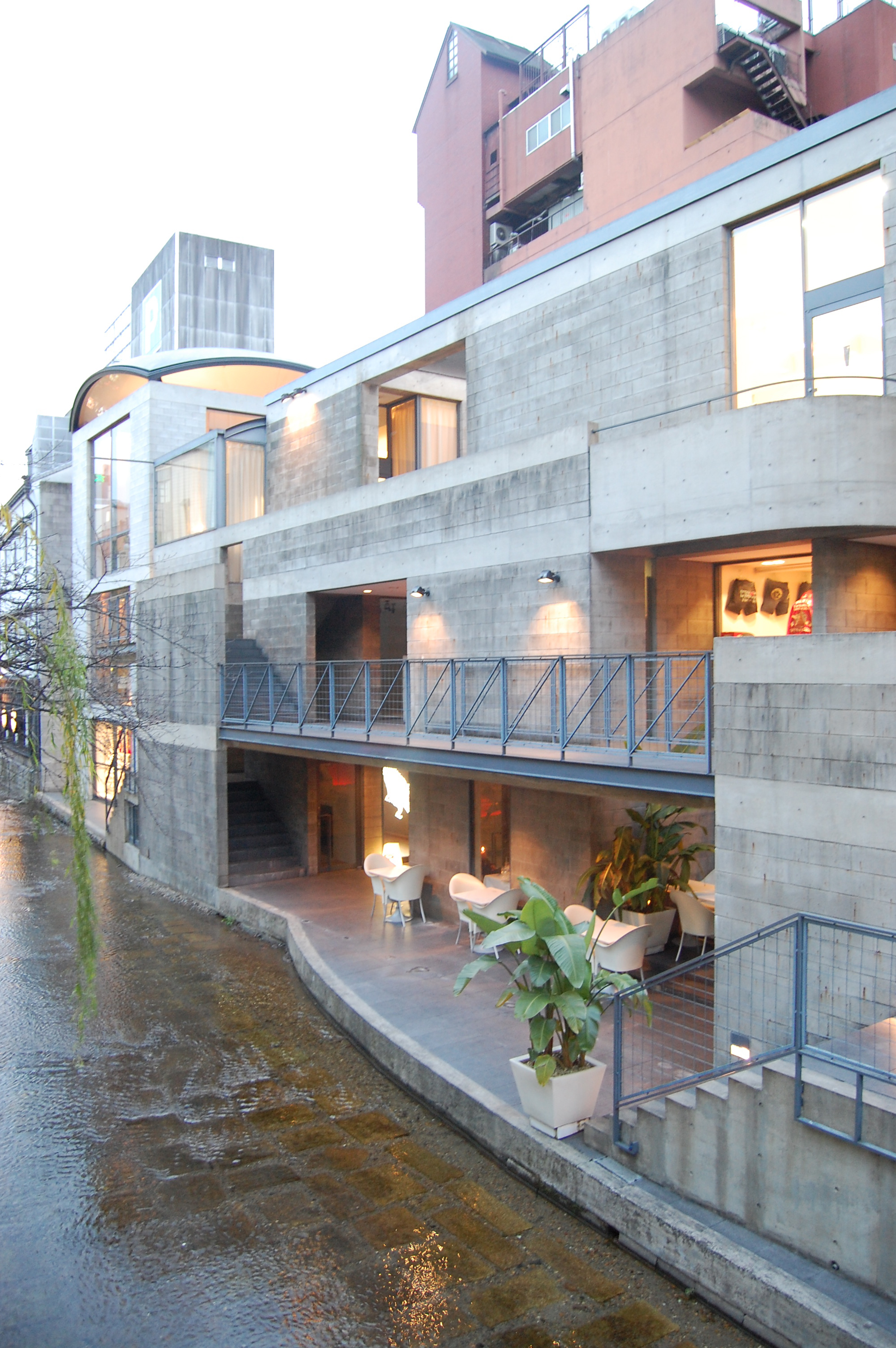
高瀬川沿いのカフェ

以前より緩和されてはいるが、京都における老舗や伝統的な商店を守るため大規模店舗の出店が旧市街地においては厳しく制限されている。
都心部の主な商業施設
四条烏丸から四条河原町、三条にかけて商業施設が集積。老舗百貨店とされる大丸京都店や藤井大丸、高島屋京都店が出店。全国的に見られる中心市街地の空洞化はほとんど見られず、JR京都伊勢丹、イオンモールKYOTO、京都ヨドバシの出店により現在は京都駅前との競争が活発となる。

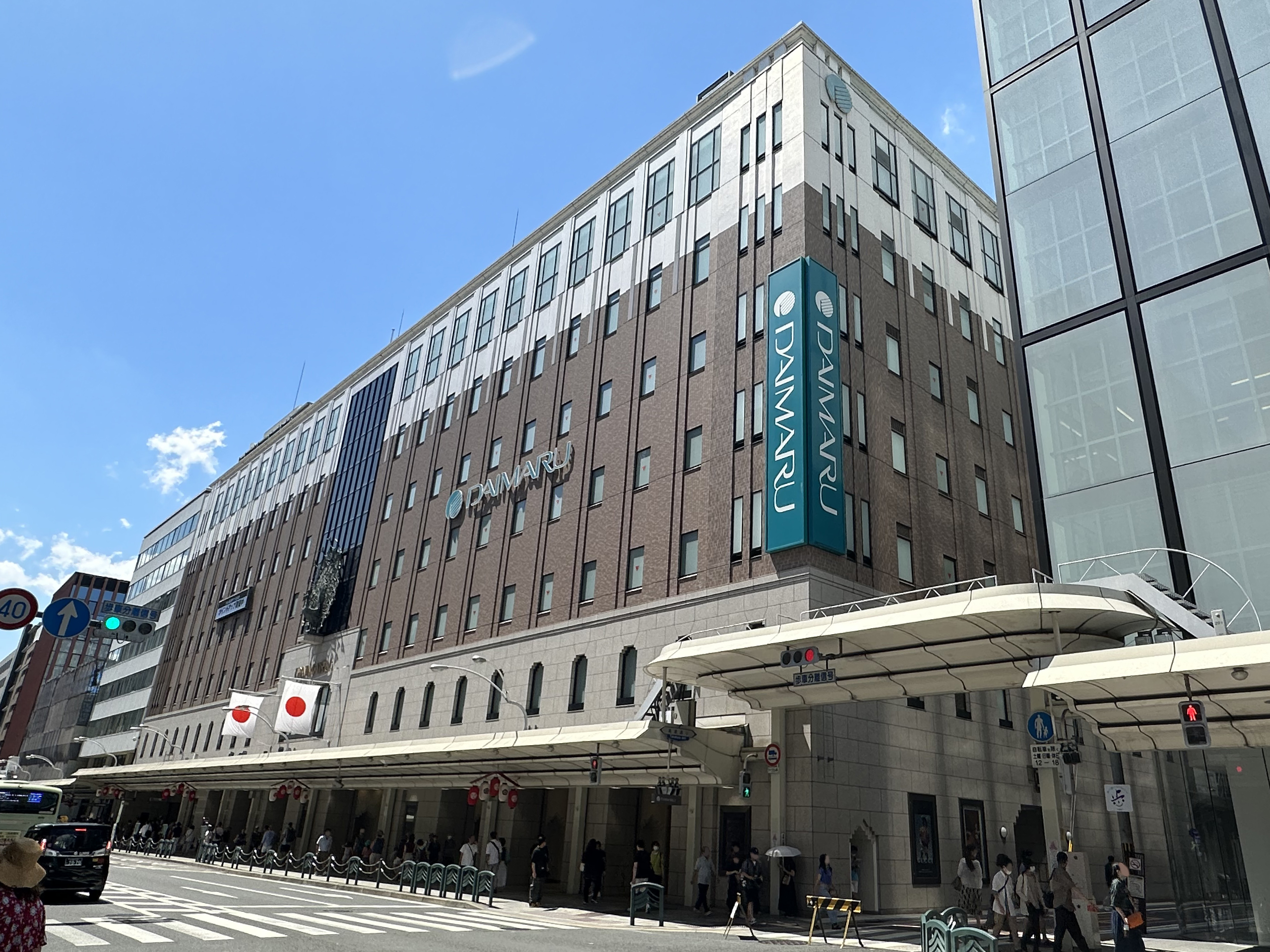
大丸京都店
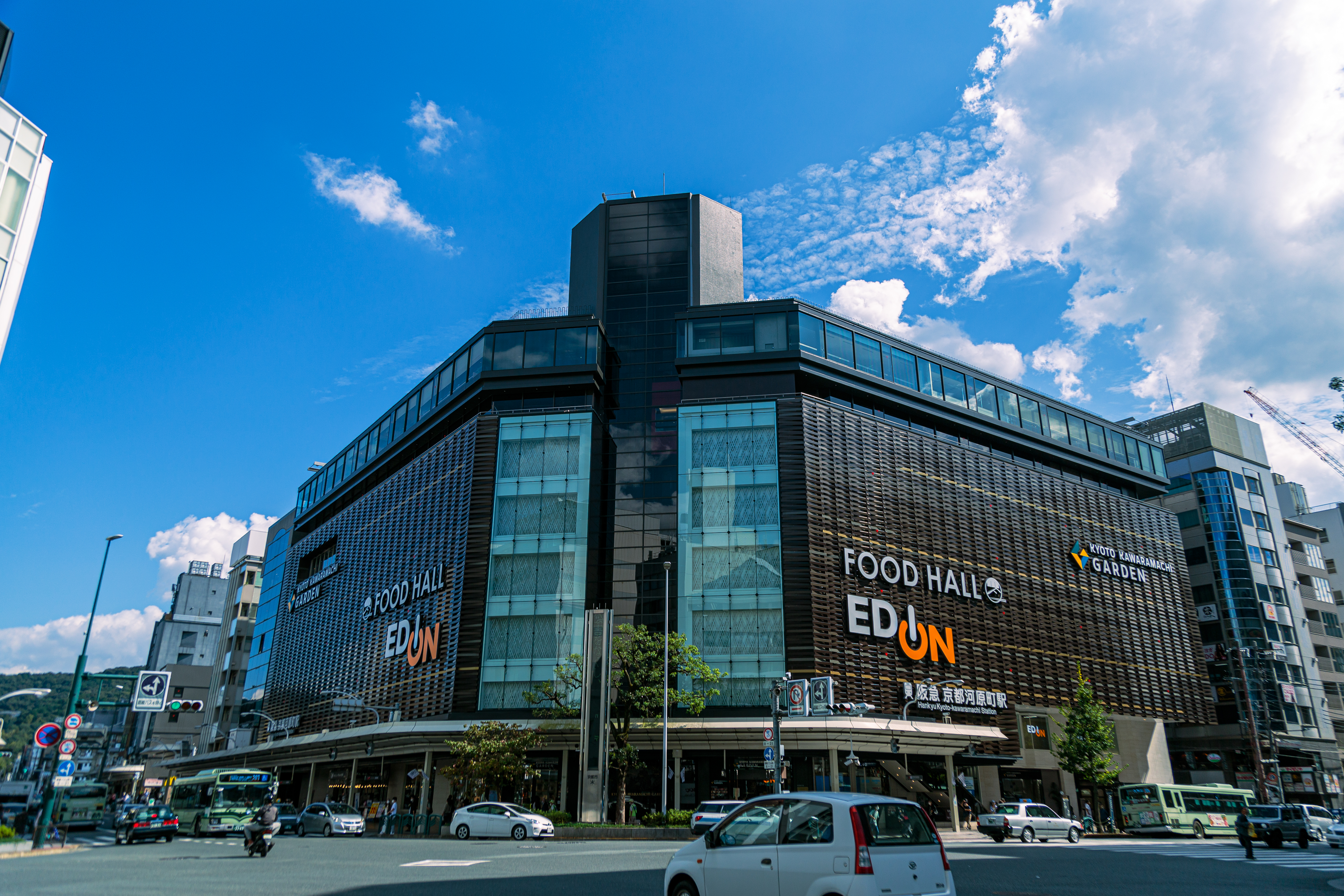
京都河原町ガーデン
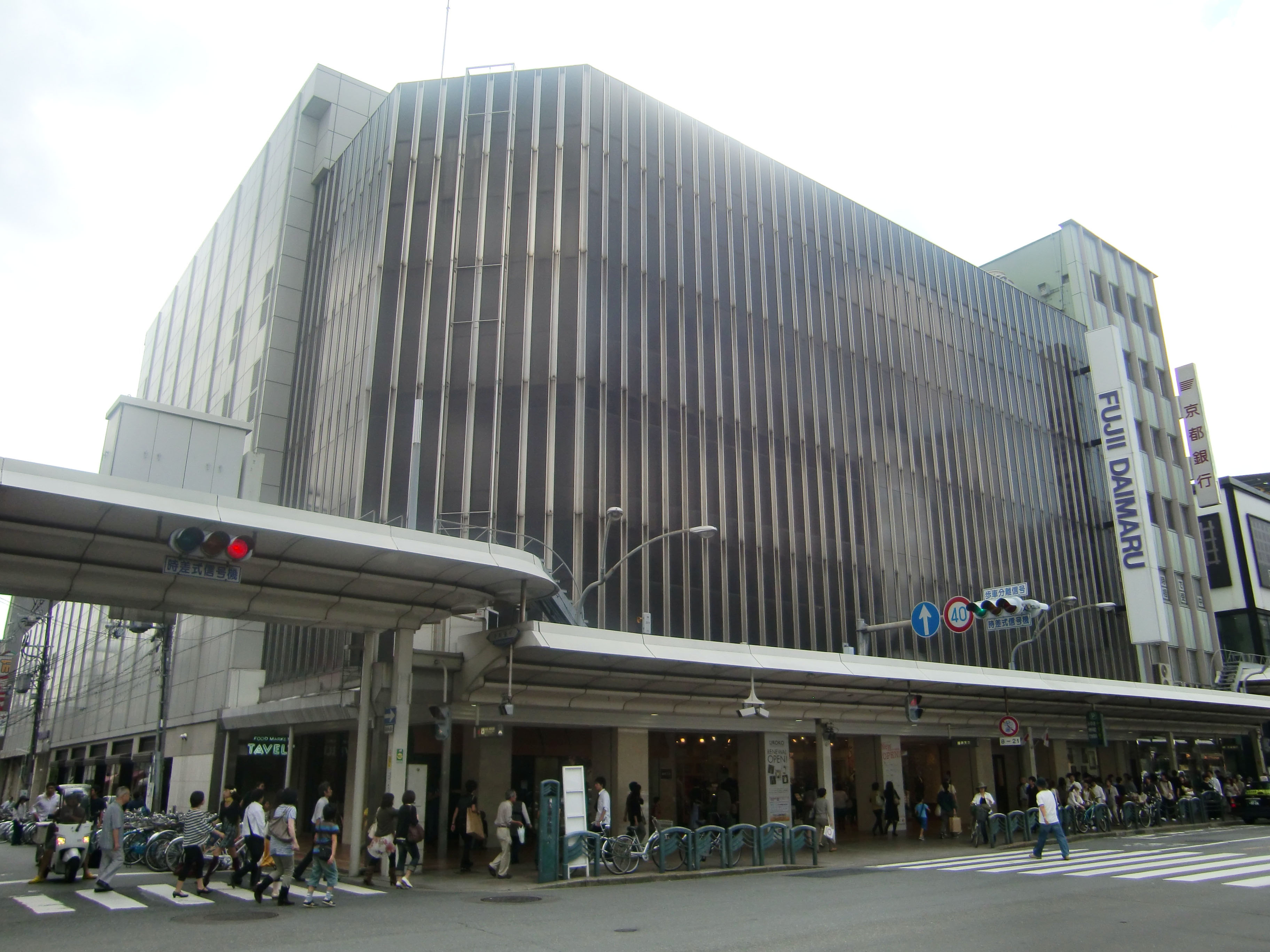
藤井大丸
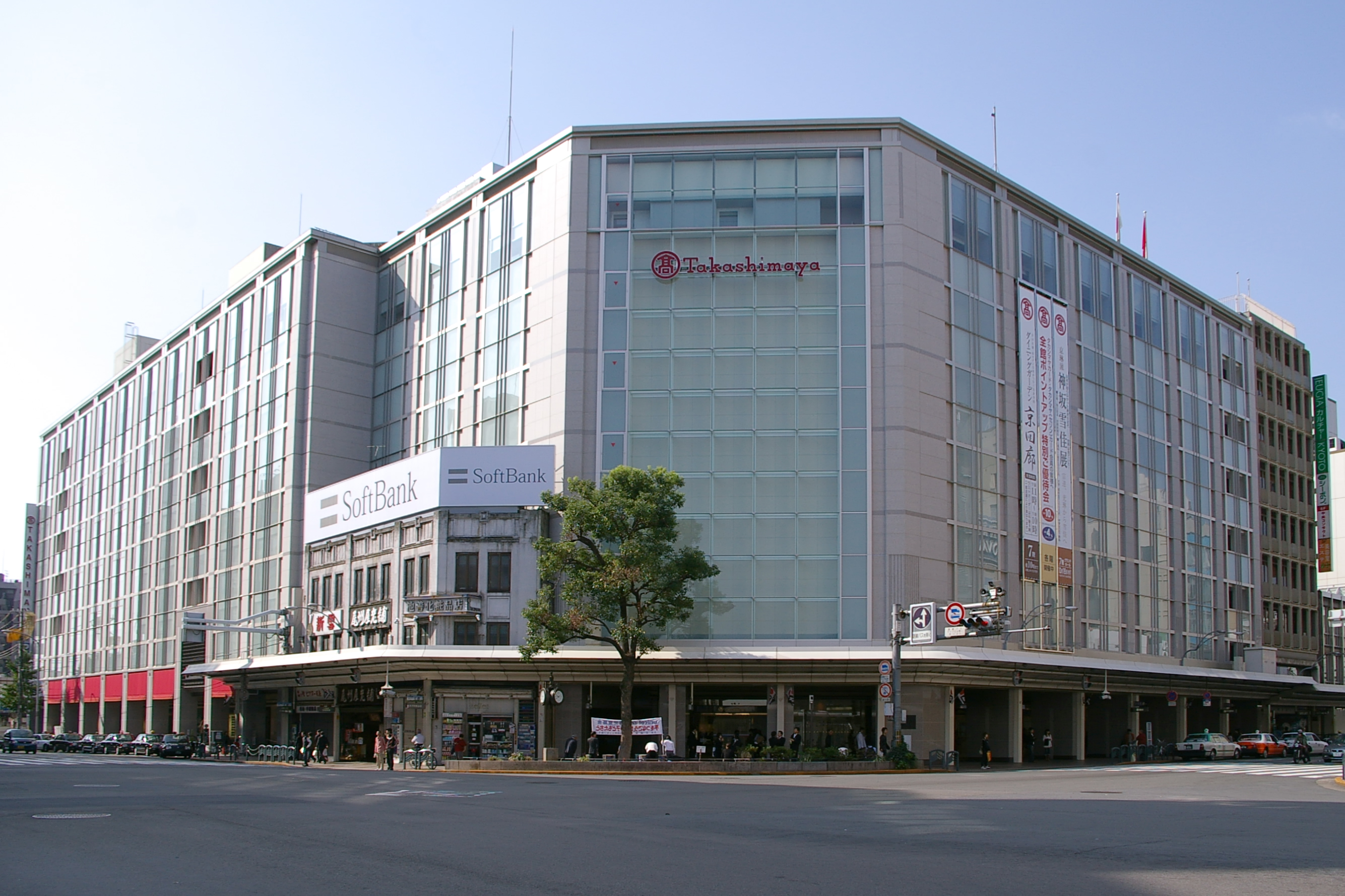
高島屋京都店
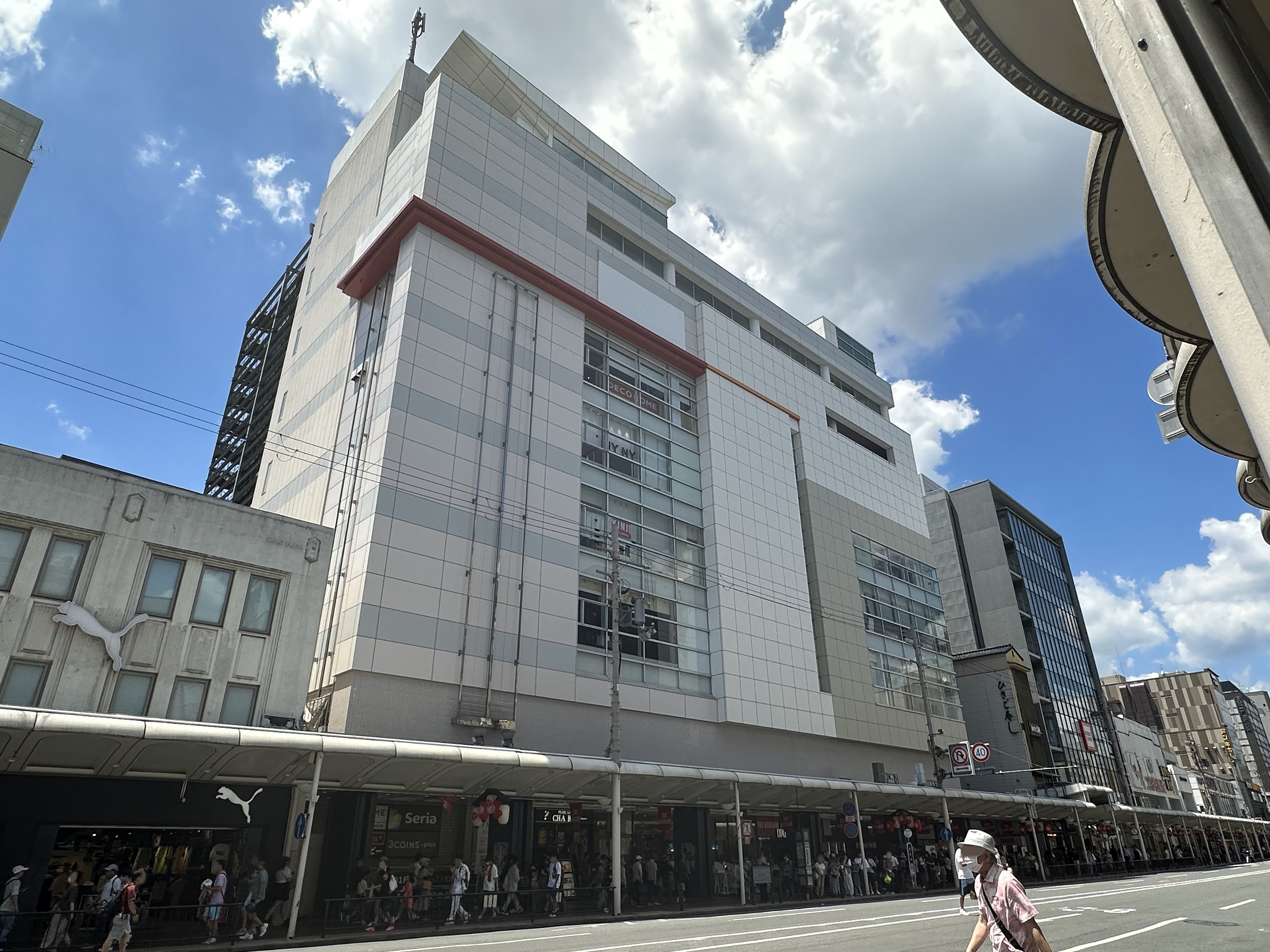
河原町OPA
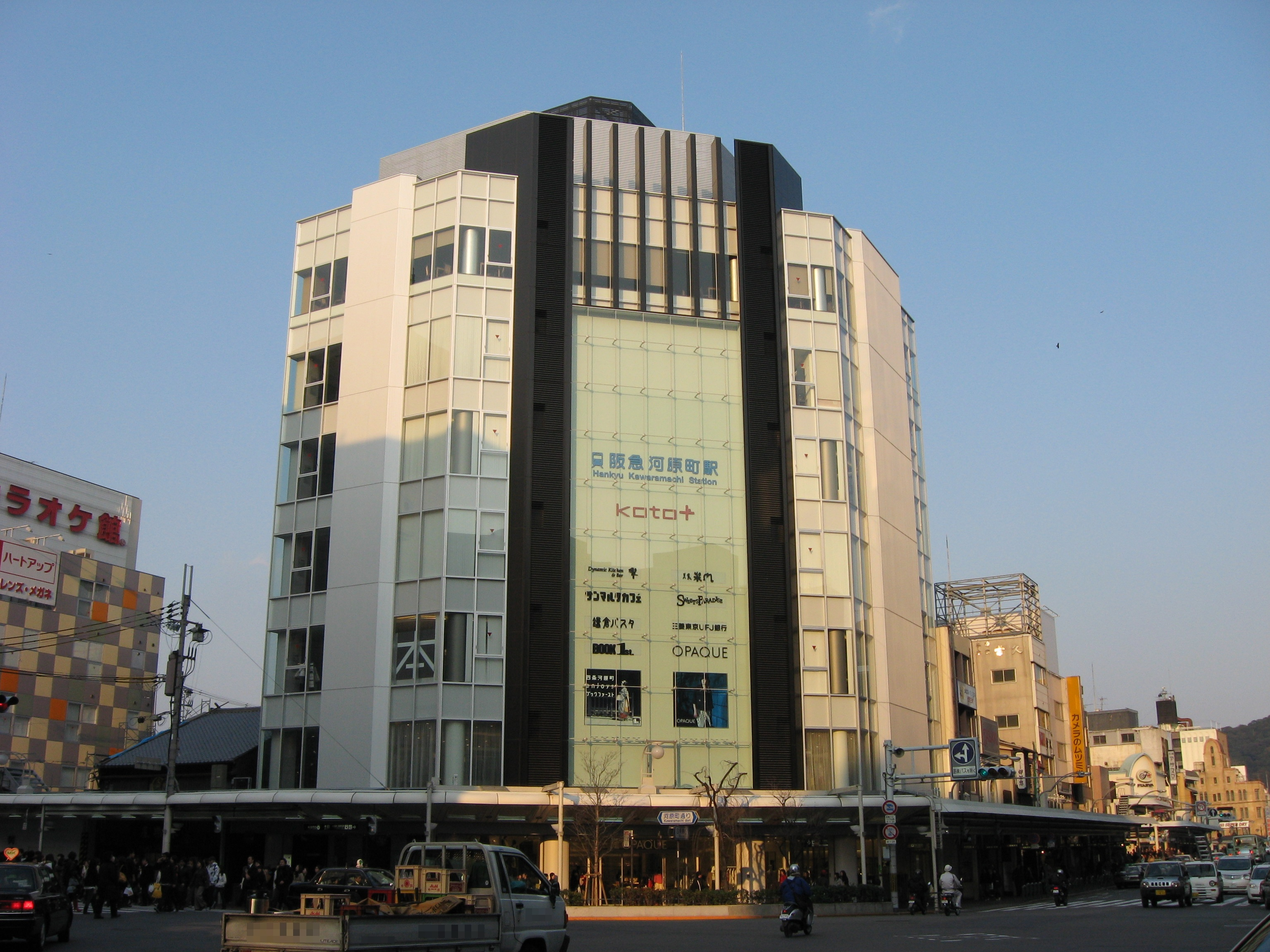
コトクロス阪急河原町
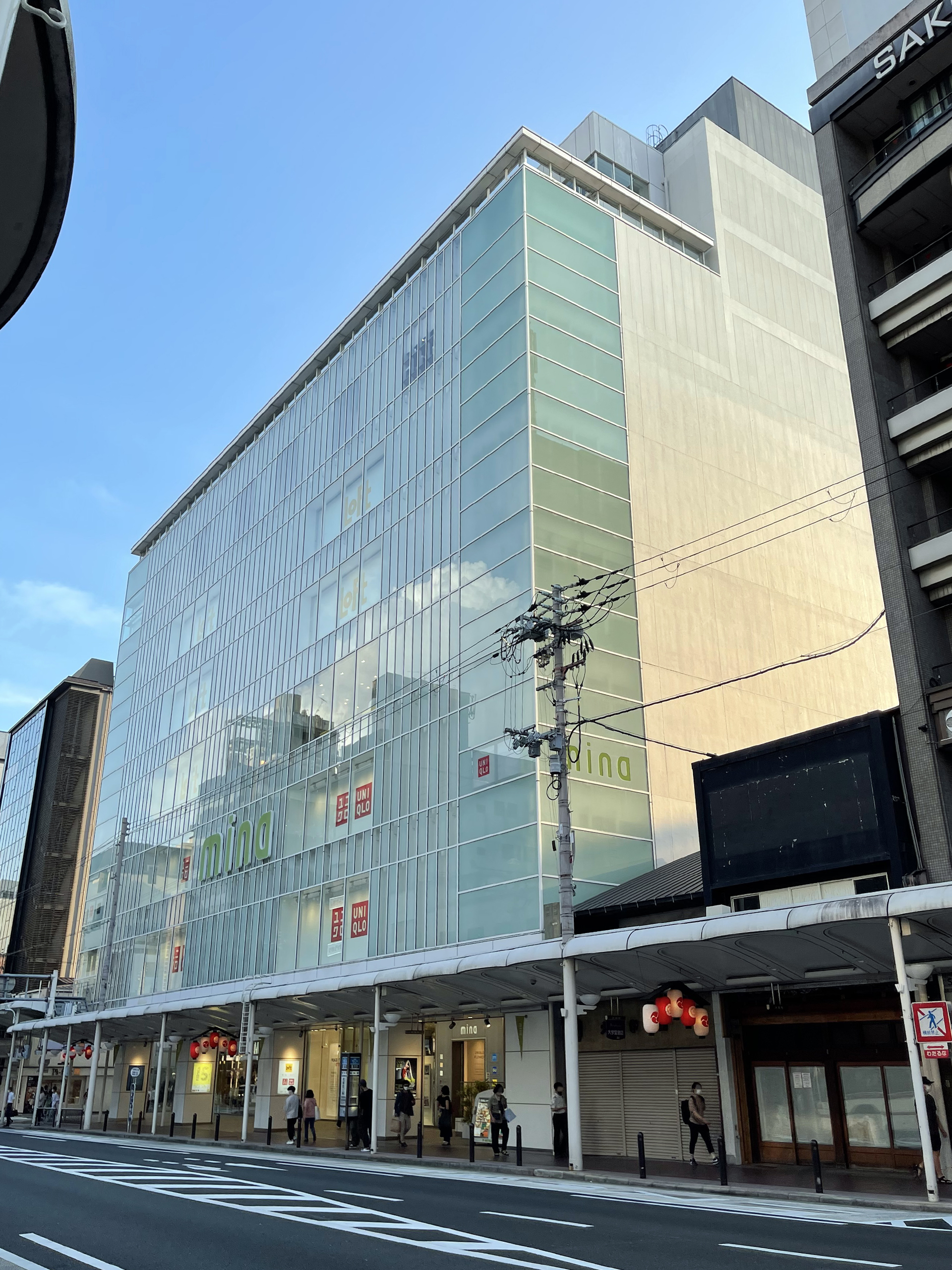
ミーナ京都
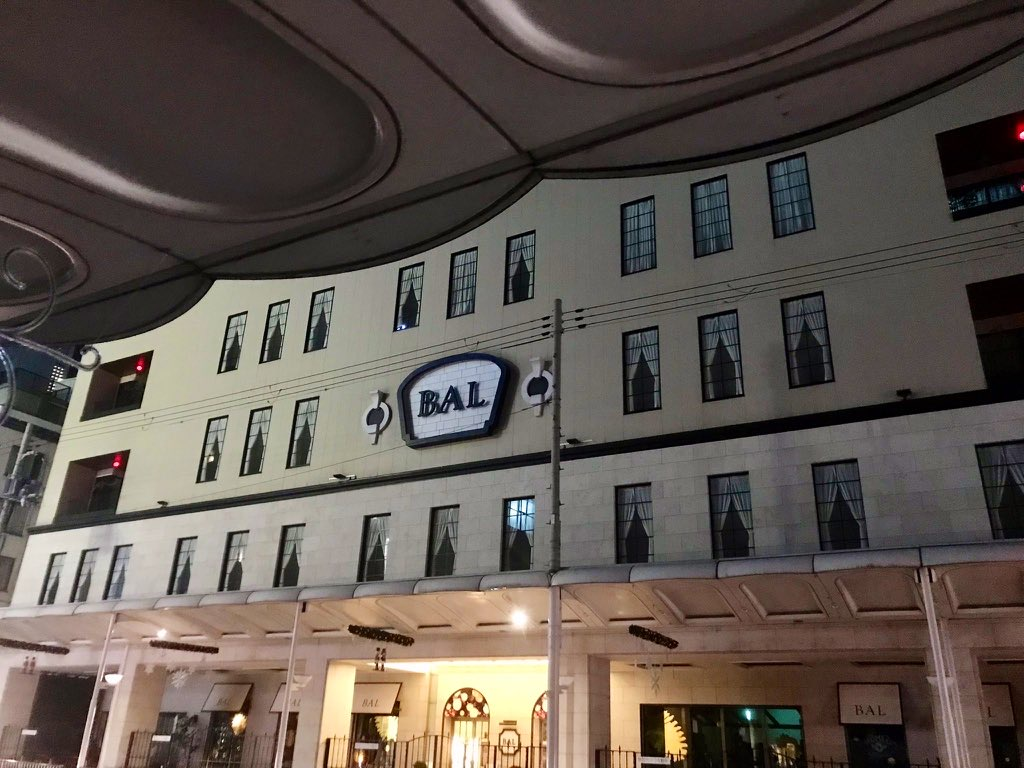
京都BAL
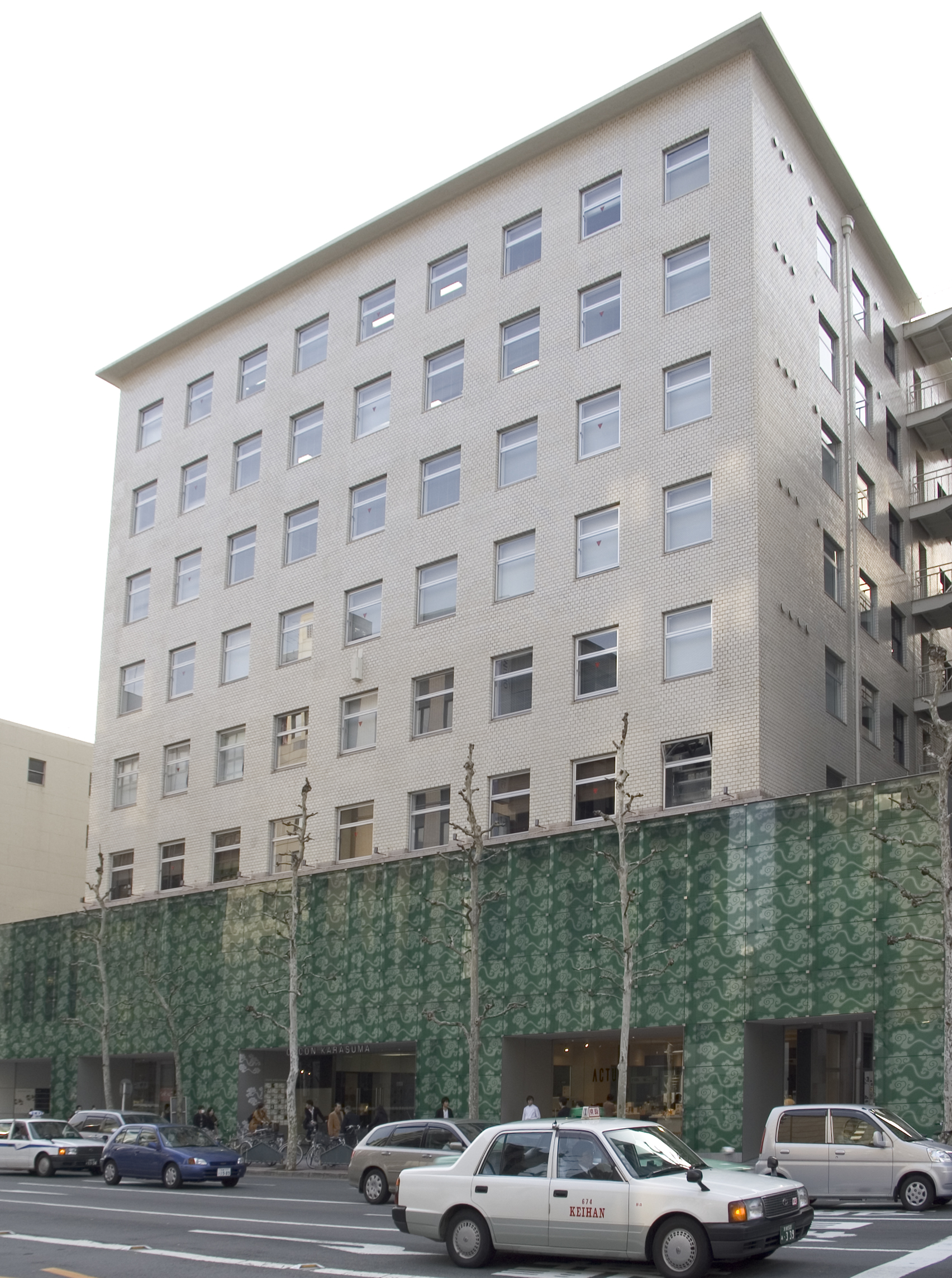
COCON KARASUMA
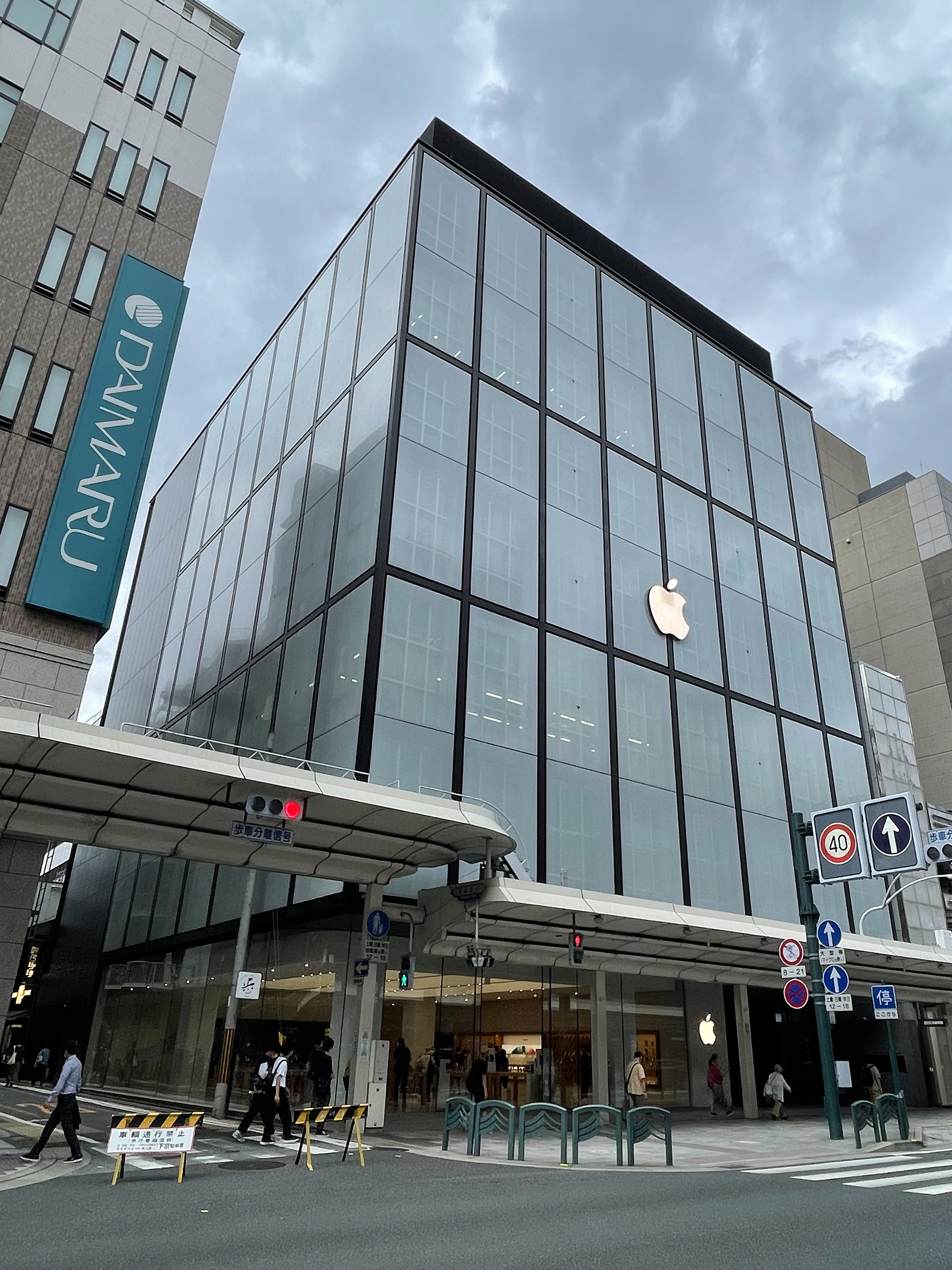
京都ZERO GATE
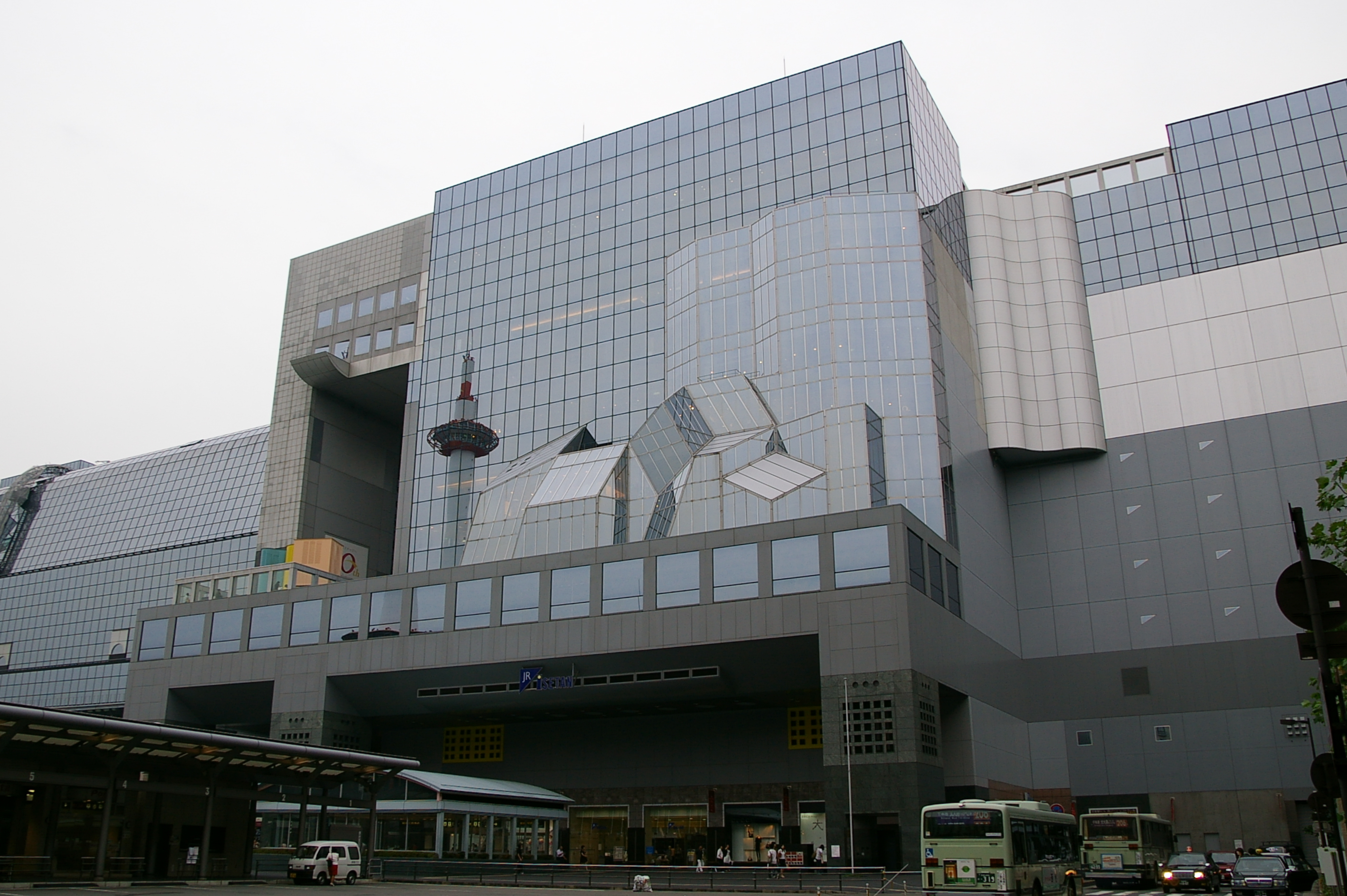
JR京都伊勢丹
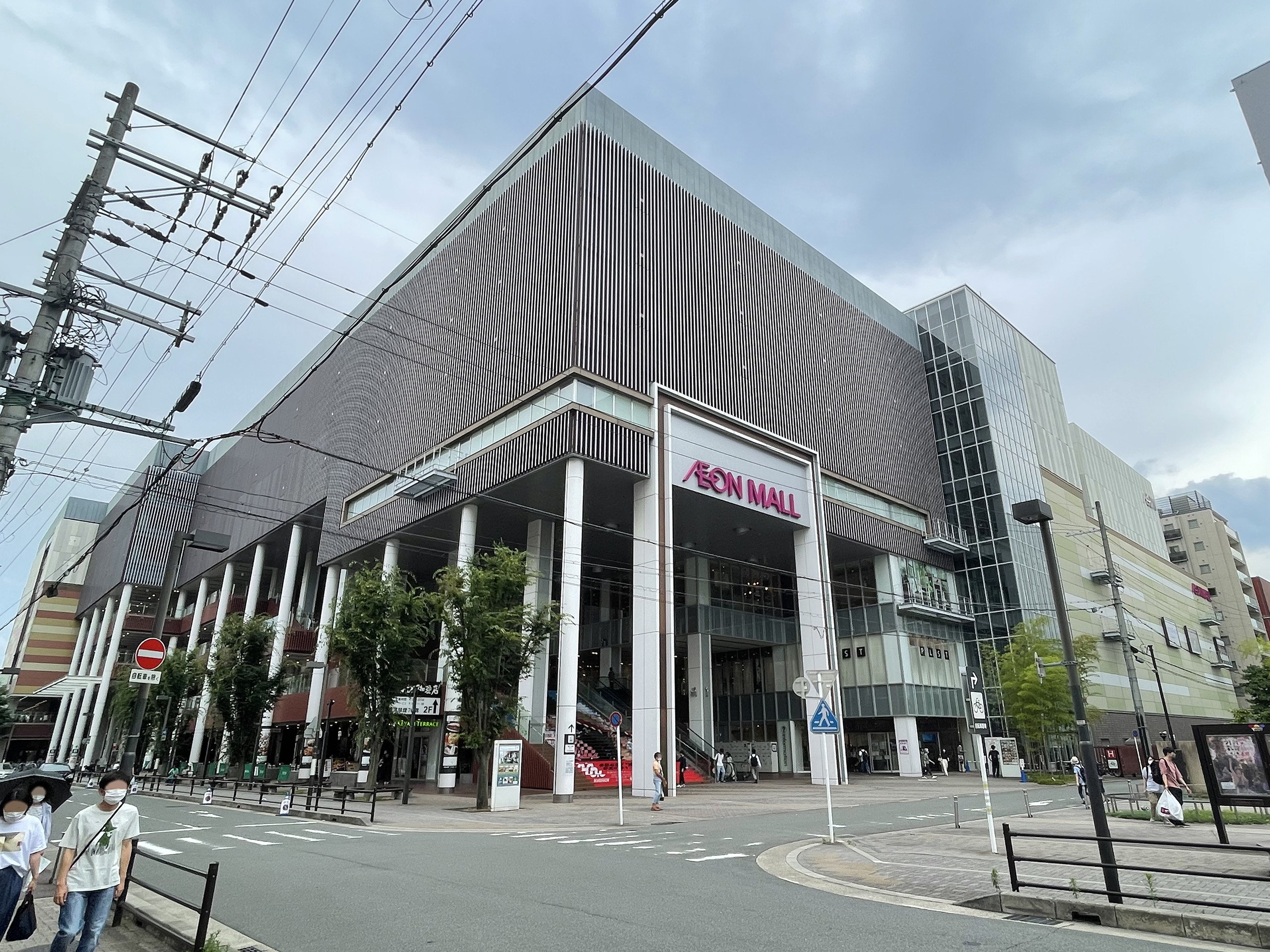
イオンモールKYOTO
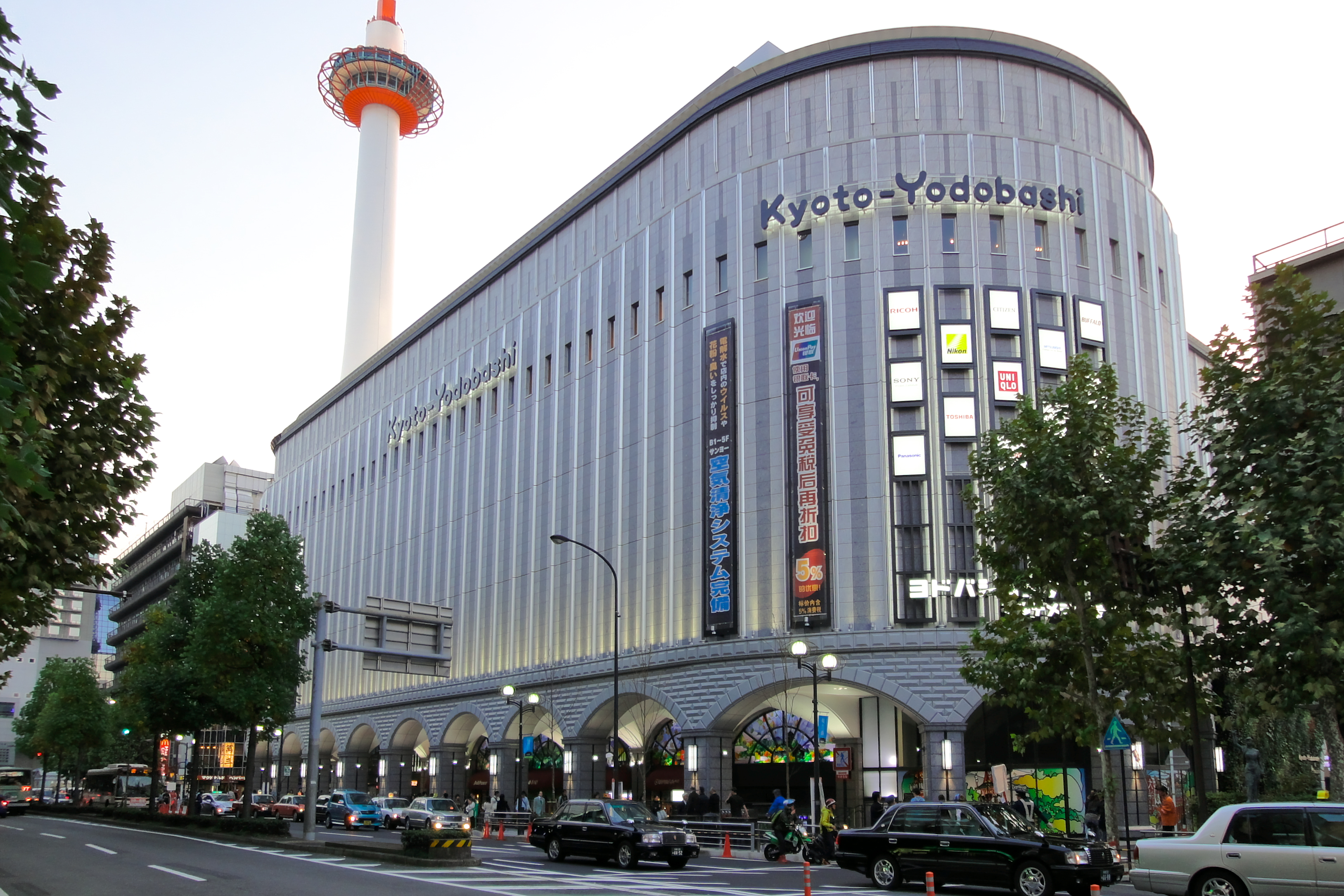
京都ヨドバシ
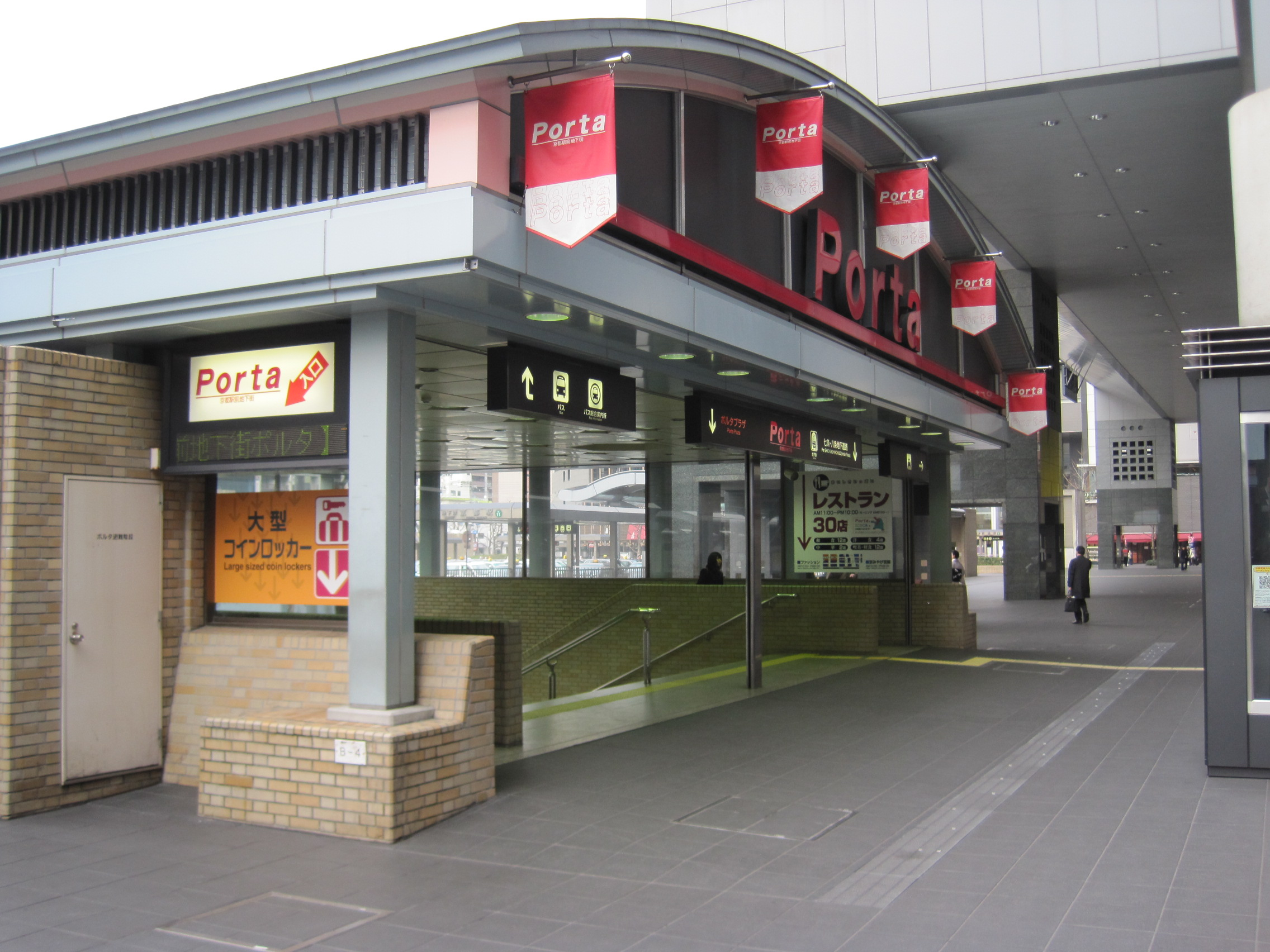
京都駅前地下街ポルタ
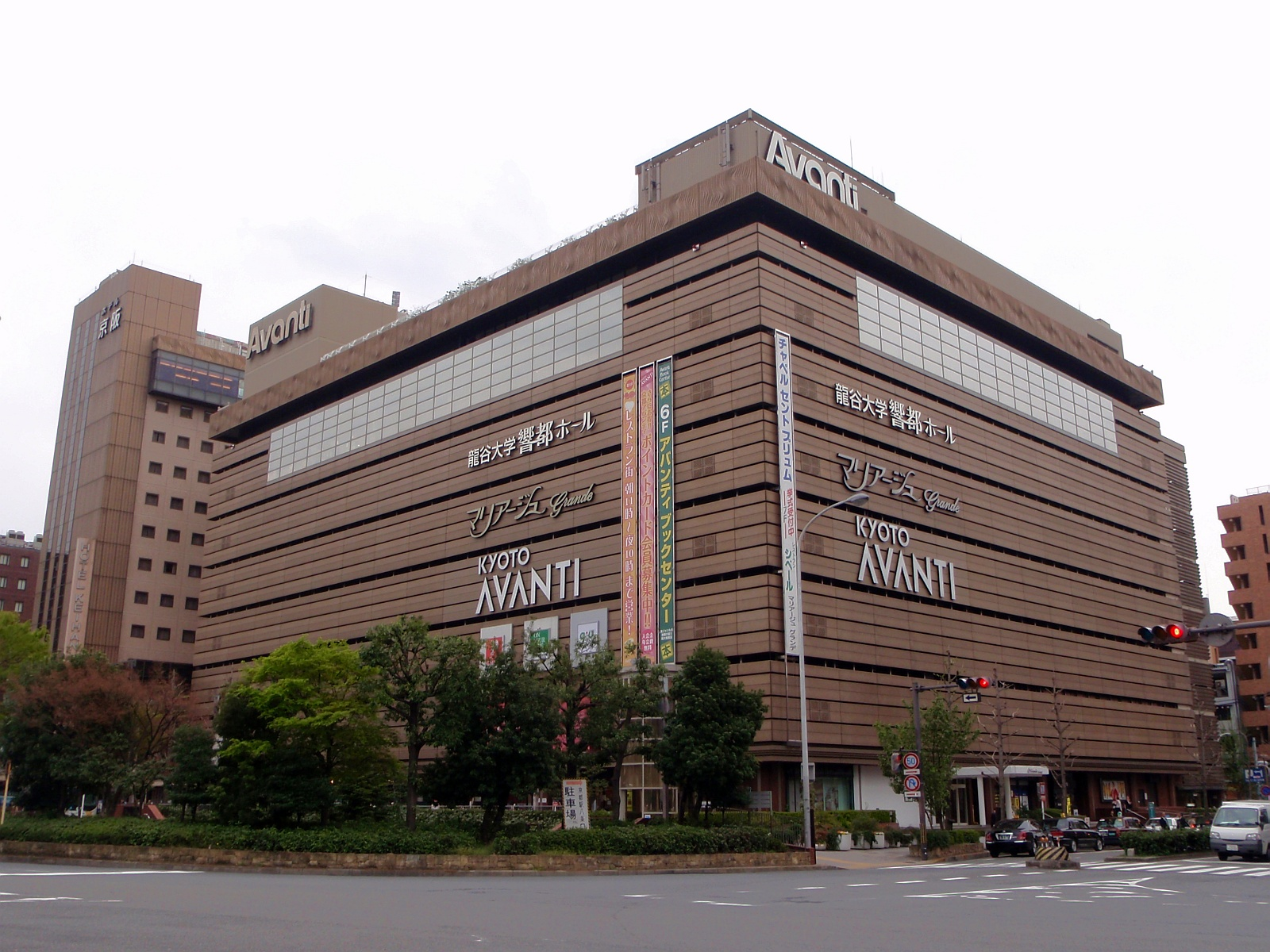
京都アバンティ

その他の主な商業施設
- イオンモール京都桂川（南区）
- イオンモール京都五条（右京区）
- イオン洛南店（南区）
- イズミヤ白梅町店（北区）
- 洛北阪急スクエア（左京区）
- キタオオジタウン（北区）
- 京都ファミリー（右京区）
- ダイエー桂南店（南区）
- パセオ・ダイゴロー（伏見区）
- BiVi二条（中京区）
- 伏見大手筋商店街（伏見区）
- GOOD NATURE STATION（下京区）

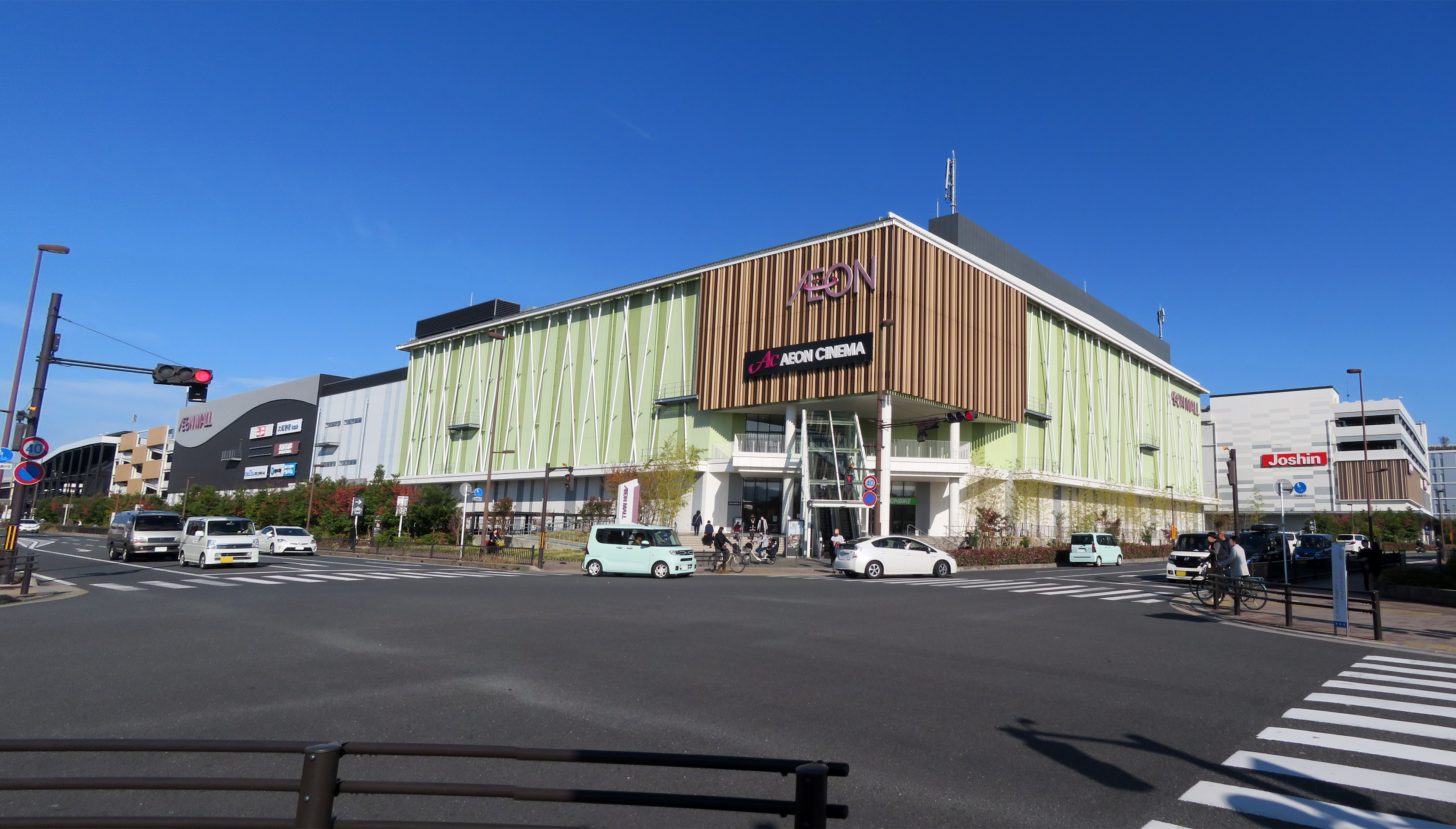
イオンモール京都桂川
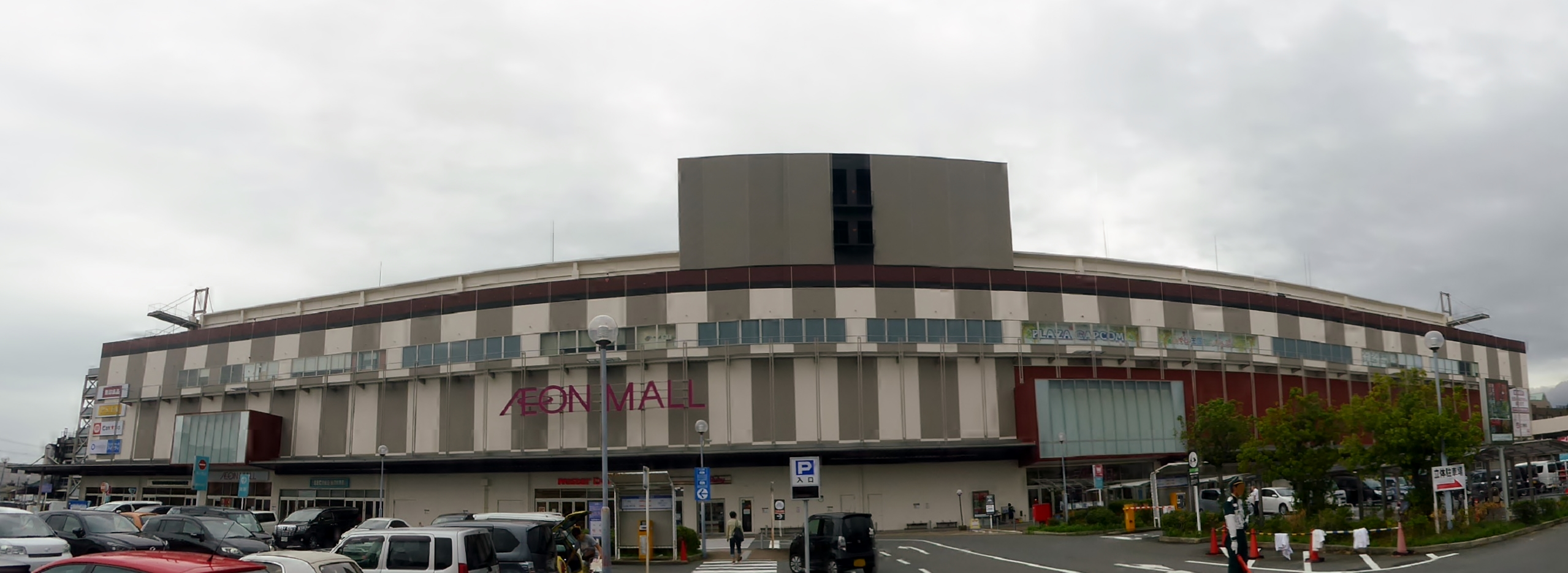
イオンモール京都五条
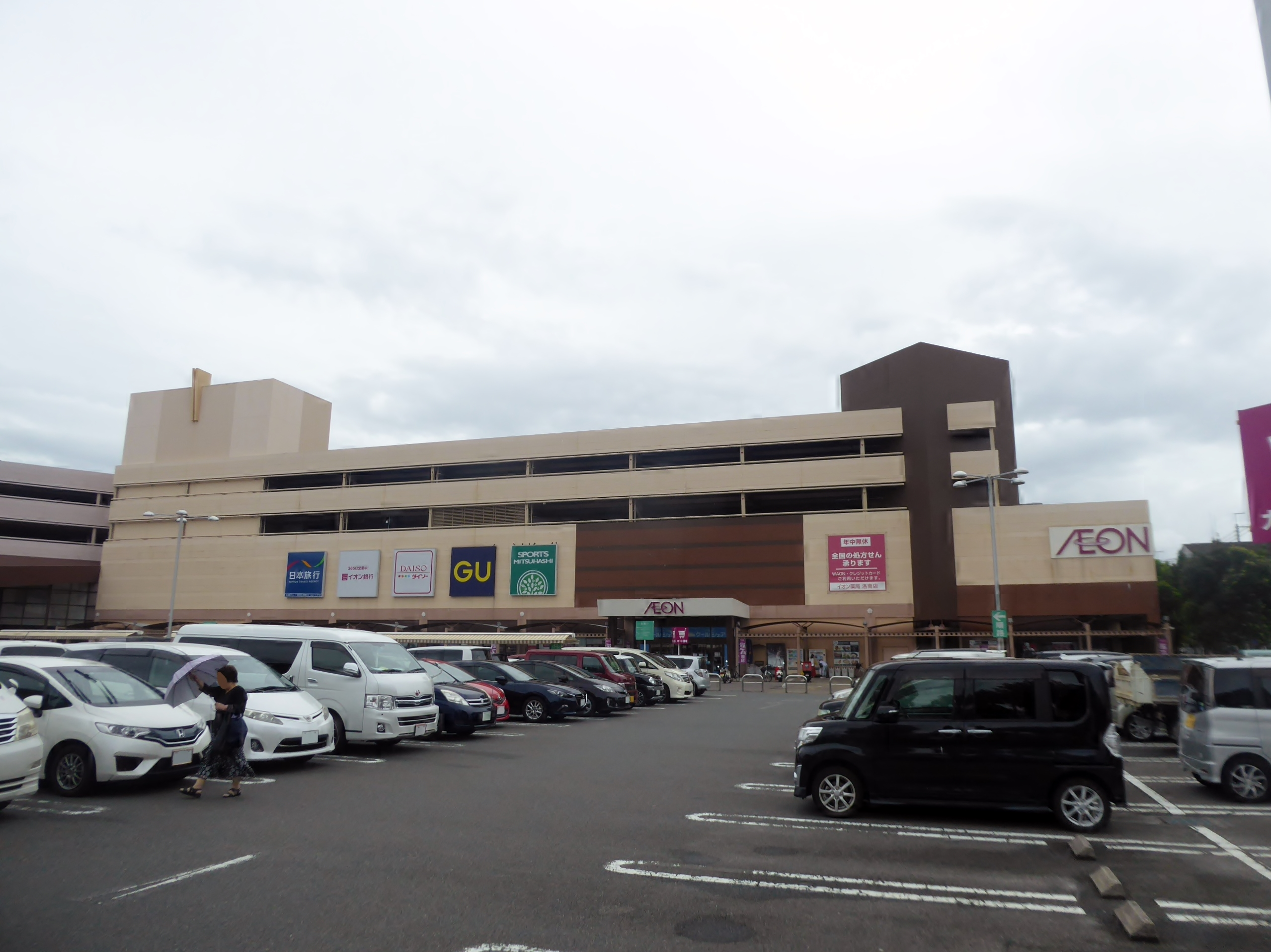
イオン洛南店
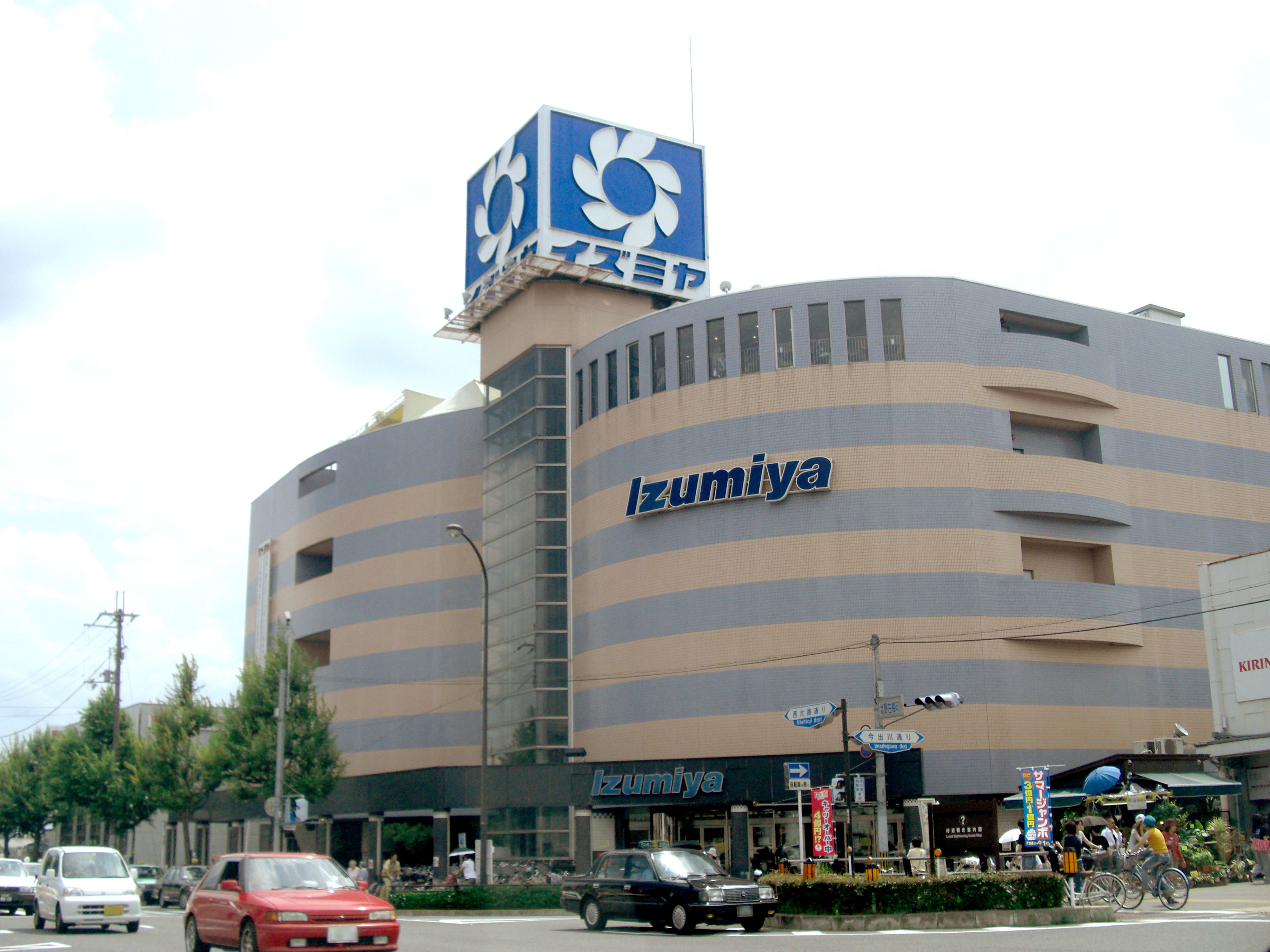
イズミヤ白梅町店
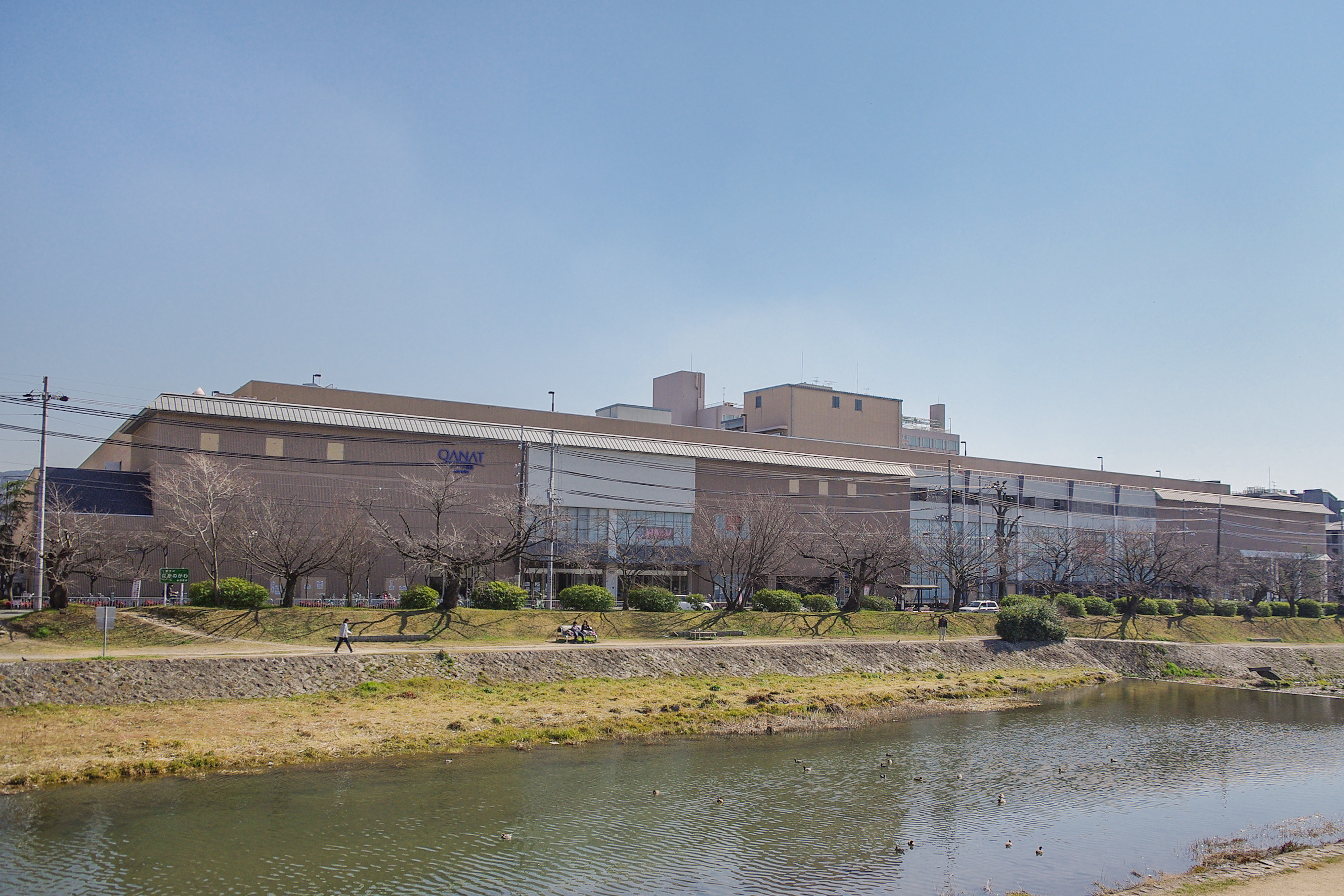
洛北阪急スクエア
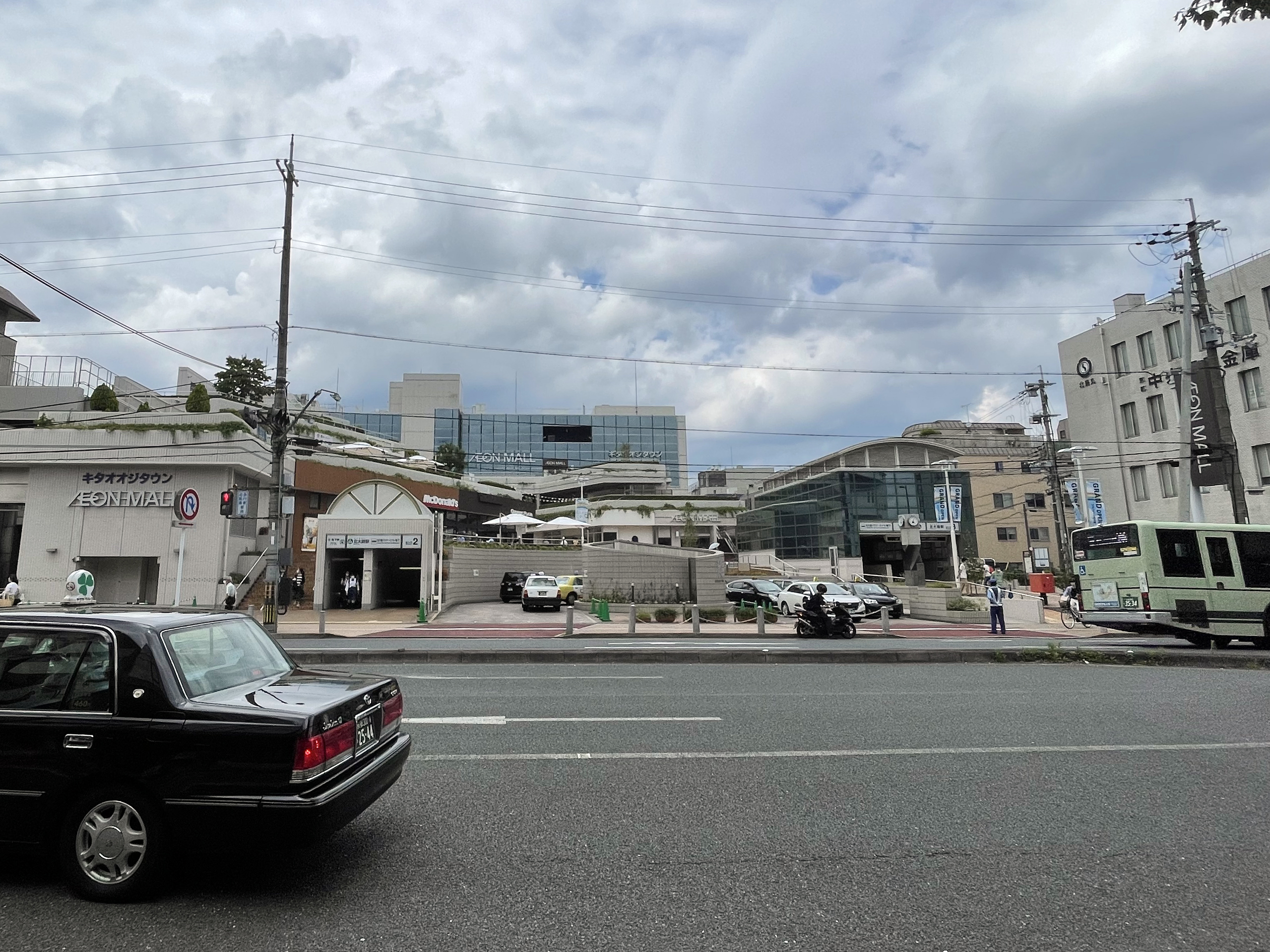
キタオオジタウン
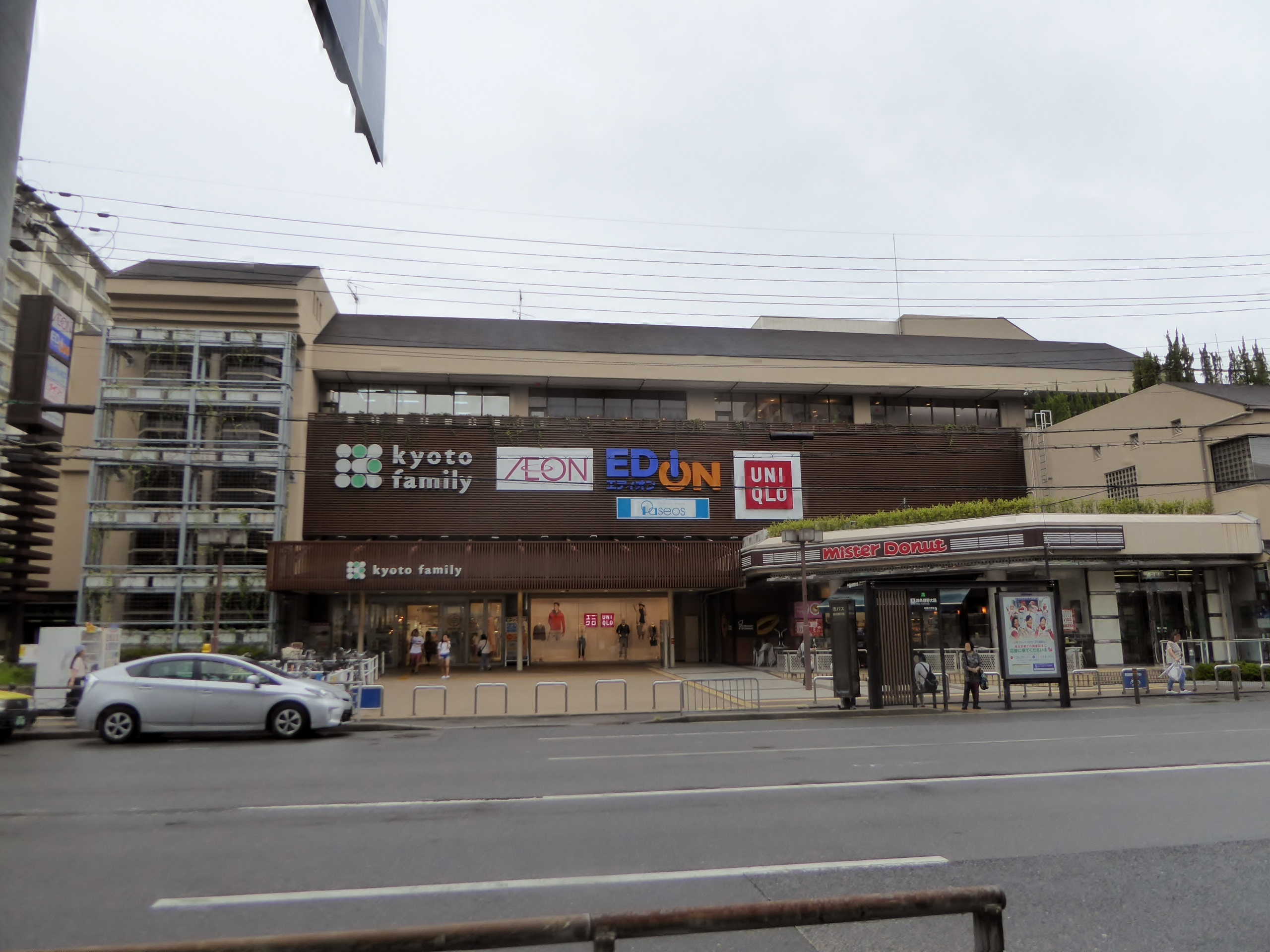
京都ファミリー
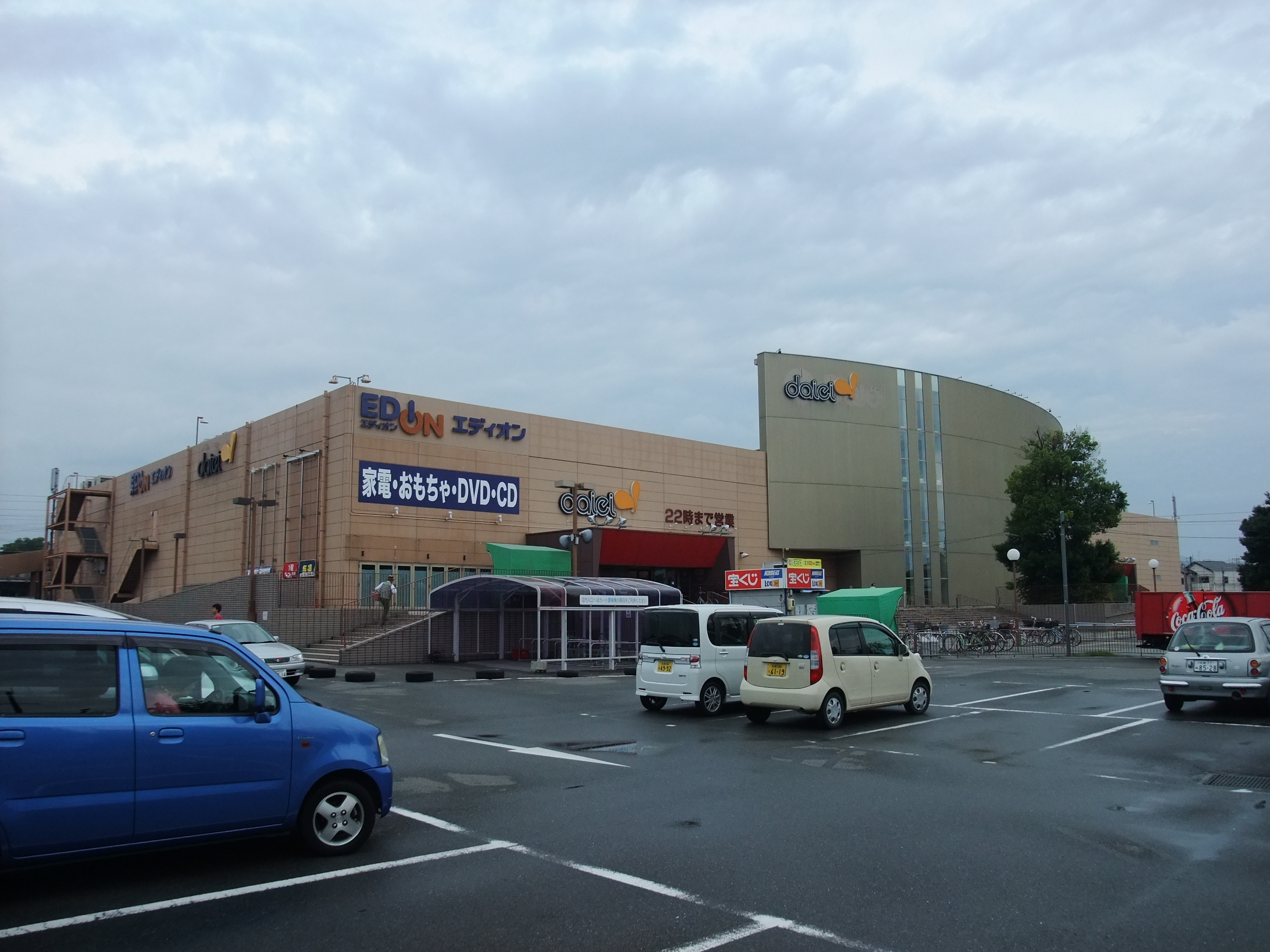
ダイエー桂南店
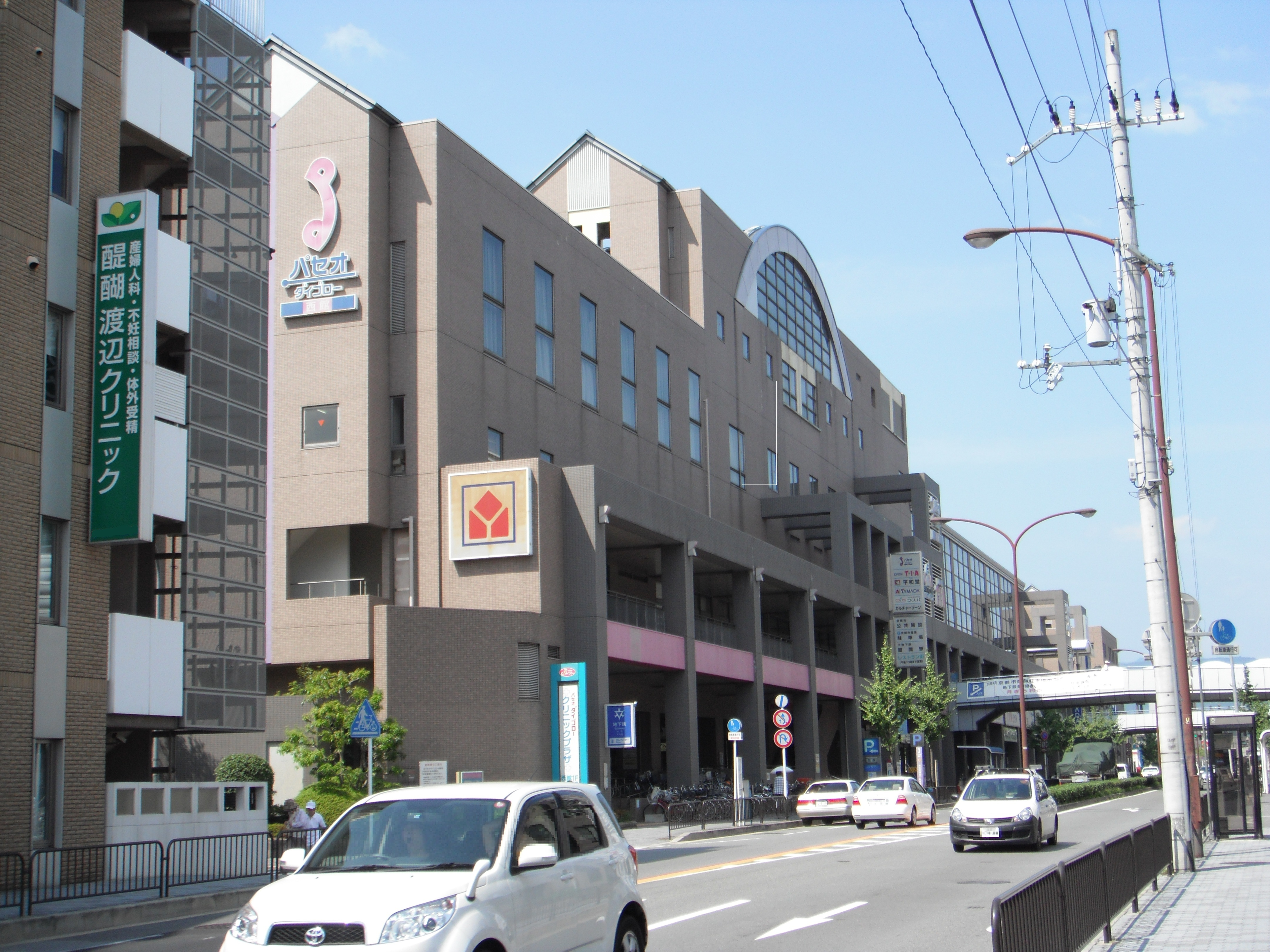
パセオ・ダイゴロー
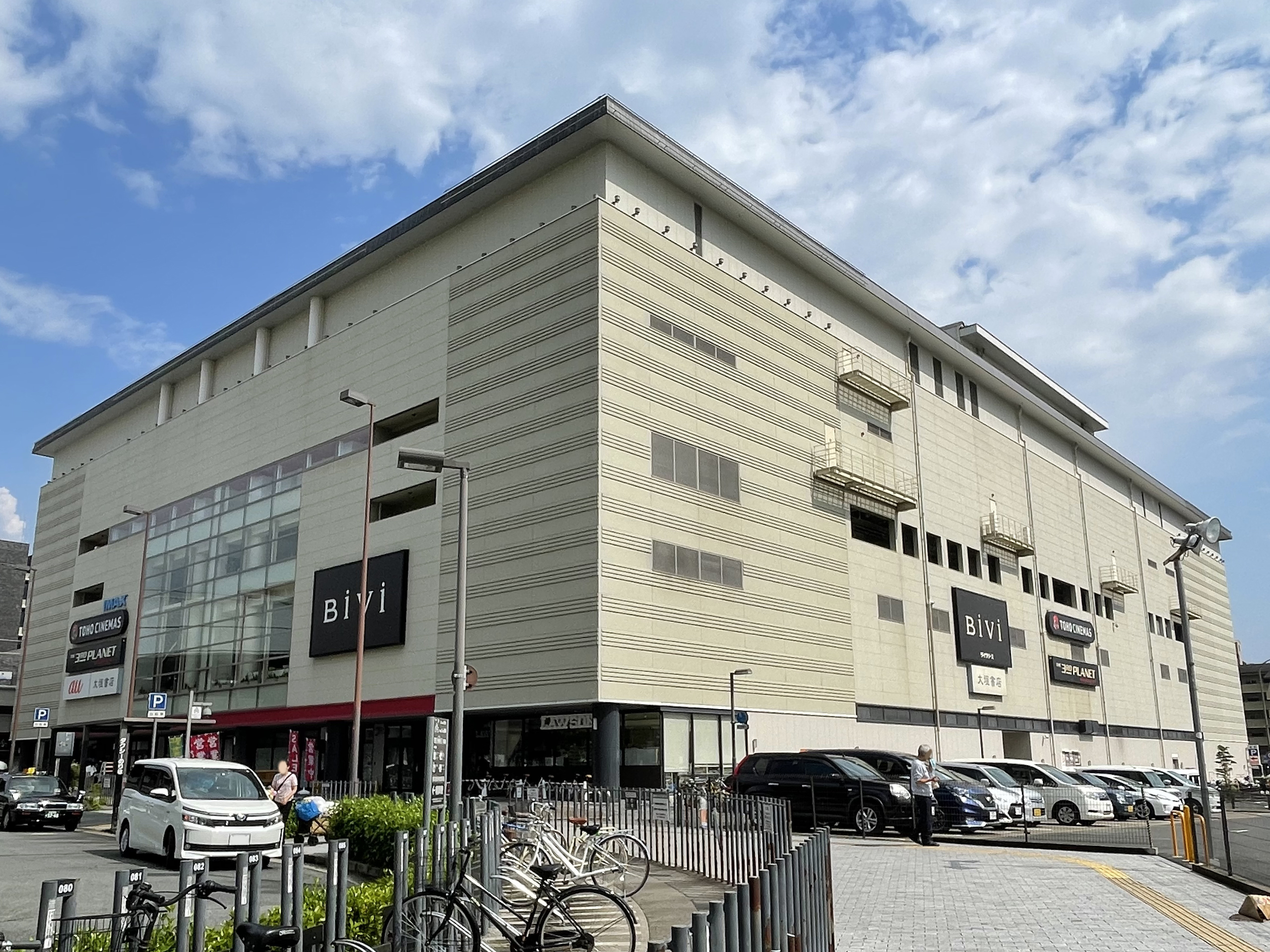
BiVi二条
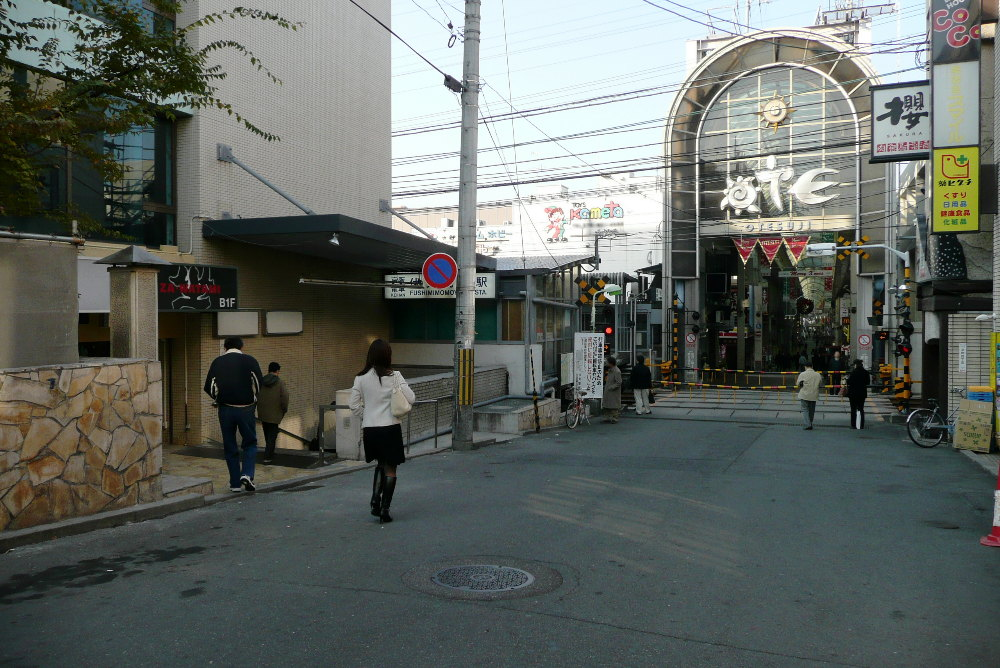
伏見大手筋商店街

### ベンチャー企業
京都市は、多くの大学が立地する学生の街でもあり、産官学連携が行われているベンチャー企業の街・スタートアップの街としても注目されている。

### 本社を置く主要企業
上場企業
- アイフル
- エスケーエレクトロニクス
- SGホールディングス
- 王将フードサービス
- オムロン
- 京進
- 京セラ
- 京都銀行
- 京都ホテル
- クラウディアホールディングス
- 京福電気鉄道
- サムコ
- サンコール
- 三洋化成工業
- ジーエス・ユアサコーポレーション
- システム ディ
- 島津製作所
- 松風
- SCREENホールディングス
- 第一工業製薬
- 宝ホールディングス（宝酒造）
- たけびし
- 中央倉庫
- トーセ
- TOWA
- ニチコン
- ニッセンホールディングス
- NISSHA
- 日本新薬
- ニデック
- 任天堂
- 野崎印刷紙業
- はてな
- ファーマフーズ
- ファルコホールディングス
- フェイス
- 不二電機工業
- 堀場製作所
- ムーンバット
- YUSHIN
- ローム
- ワイズホールディングス
- ワコール

非上場企業
- アークレイ
- I-PEX
- イシダ
- 井筒八ッ橋本舗
- イノダコーヒ
- 一保堂
- 一澤信三郎帆布（しんざぶ）
- 一澤帆布
- 上原成商事
- 上羽絵惣
- ウライ
- エクソル
- エフエム京都
- エムケイ
- 小川珈琲
- オプテックス・エフエー
- オープン工業
- オンリー
- 川島織物セルコン
- 黄桜
- かもがわ出版
- 京都新聞社
- 京都信用金庫
- 京都中央信用金庫
- 京都パープルサンガ
- 京都放送
- 月桂冠
- 小丸屋
- 晃洋書房
- 佐川急便
- 佐々木酒造
- サン・クロレラ
- シーシーエス
- GK京都
- 十字屋
- 昭和堂
- 人文書院
- 秀和 (がま口)
- タキイ種苗
- 淡交社
- つえ屋
- デグナー
- TOAI
- ナカニシヤ出版
- 日新電機
- PHP研究所
- ビデオ近畿
- ファイテン
- 福田金属箔粉工業
- フジックス
- フューチャーベンチャーキャピタル
- Baseconnect
- 法律文化社
- ボークス
- 堀金箔粉
- 松原興産
- マルハン
- ミネルヴァ書房
- 村田機械
- モリタ製作所
- ヤサカグループ（彌榮自動車他）
- 吉忠
- 吉本（着物直し）
- よーじや
- リカーマウンテン
- Reboot
- ルシアン
- ローバー都市建築事務所
- わかさ生活
- 和多田印刷
- ワタベウェディング

## 情報・生活

### マスメディア

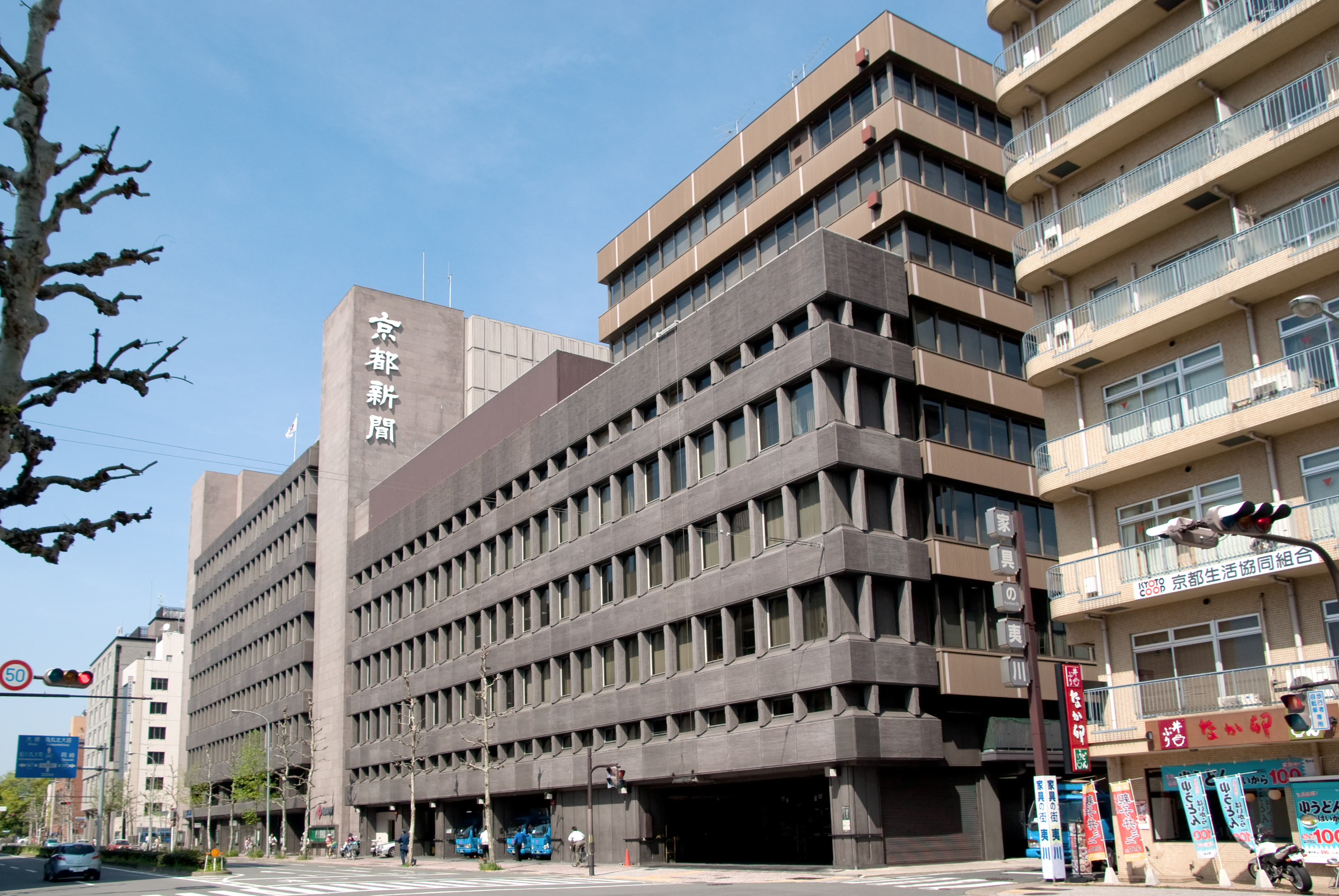
京都新聞社

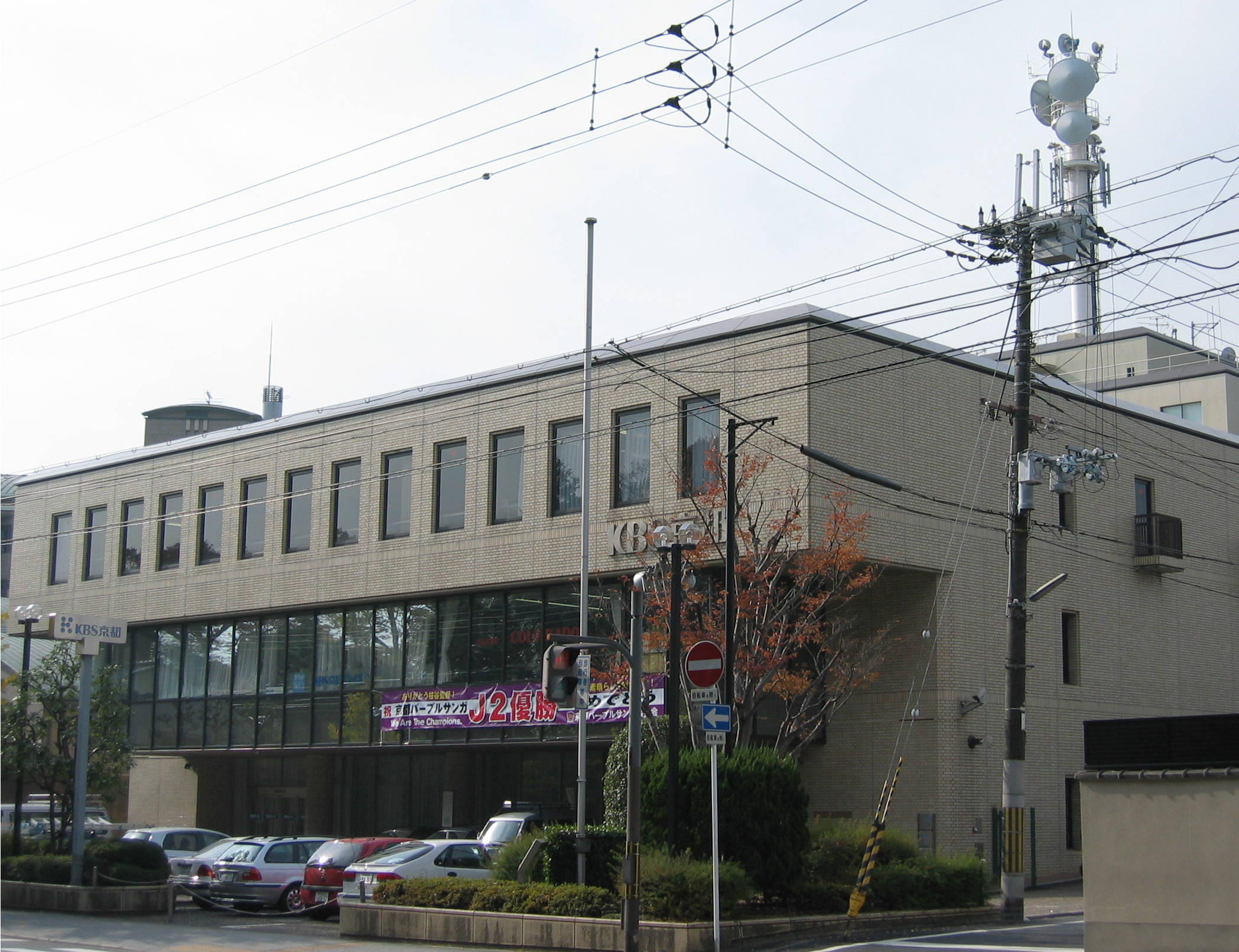
京都放送

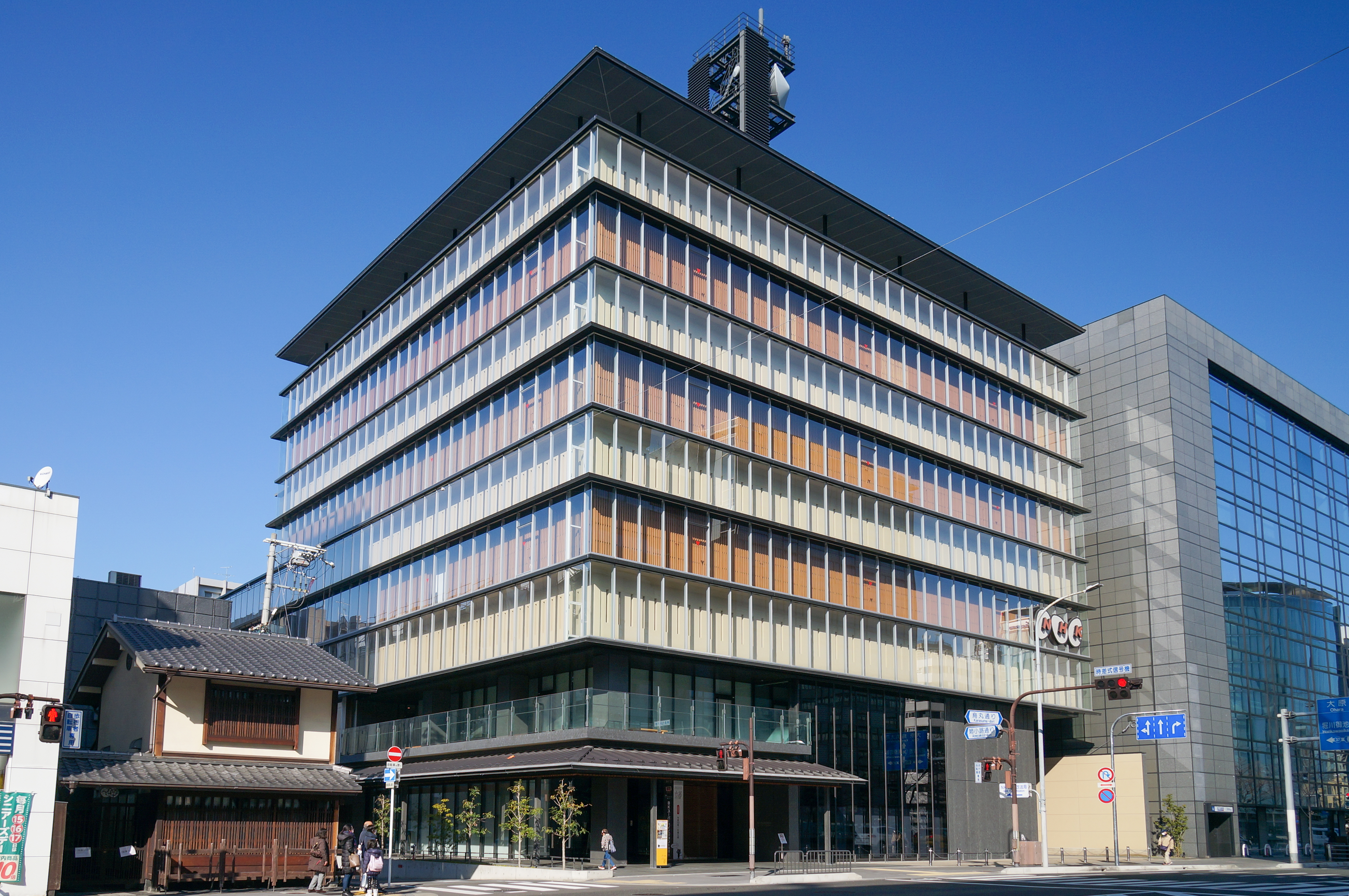
NHK京都放送局

#### 新聞社
- 京都新聞社
- 京都民報
- 朝日新聞社京都総局
- 毎日新聞社京都支局
- 読売新聞大阪本社京都総局 - 『京都 影の権力者たち』では編者名から「大阪本社」の文字を外している。
- 産業経済新聞社京都総局
- 日本経済新聞社京都支社 - 大阪本社の支局扱い

#### 通信社
- 共同通信社京都支局
- 時事通信社京都総局

#### 放送局
テレビ放送
- 日本放送協会 (NHK) 京都放送局
- 京都放送（KBS京都）- その他民放地上波TVは大阪の主要5局が放映。

ラジオ放送
- エフエム京都 (α-Station)
- 京都コミュニティ放送（京都三条ラジオカフェ）- 中京区に所在するコミュニティ放送。特定非営利活動法人（NPO法人）。
- 京都リビングエフエム (FM845) - 伏見区に所在するコミュニティ放送。

#### 出版社
- 京都大学学術出版会
- 晃洋書房
- 昭和堂
- 人文書院
- PHP研究所
- ミネルヴァ書房
- ナカニシヤ出版
- 淡交社
- 思文閣出版
- 世界思想社教学社
- 臨川書店
- 化学同人
- 現代数学社
- 吉岡書店
- 金芳堂
- 京都廣川書店
- 法律文化社
- 文理閣
- 嵯峨野書院
- 松籟社
- 洛北出版
- 法蔵館
- 平楽寺書店
- 本願寺出版社
- 朋友書店
- 松香堂書店
- かもがわ出版
- 学芸出版社
- 山口書店

### ライフライン

#### 電力
京都市の電力供給は関西電力（関電）の営業区域となっている。なお、京都市役所は一部PPSのエネットから買電した電力も使用している。市内には零細な発電設備しか存在せず、従来の琵琶湖疏水系の水力 (関西電力管理) に南部地域の中小新規の発電設備を含めても、市内発電による2021年度の供給電力量の割合は0.54％未満である。ほぼすべての消費電力は関西電力と関連企業などによって、京都府以外の近畿各府県と長野県(大町)、富山県(立山黒部)、岐阜県(飛騨)、福井県(若狭敦賀)などから発送電されている。
水力発電所
京都市内には関西電力の6箇所の水力発電所がある。これらは琵琶湖疏水にあり、かつて京都市直営により運営されていた蹴上 (4,500 kW)・夷川 (300 kW)・墨染 (2,200 kW) の各発電所と、京都電燈により設置され、後に京都市に移管された鞍馬川の洛北発電所 (450 kW)・清滝川の清滝発電所 (250 kW)・栂ノ尾発電所 (750 kW) が、日中戦争以降の電力国家管理政策「配電統制令」（昭和16年8月30日勅令第832号）により関西配電（のちの関電）に京都市内の送電設備と共に現物出資されたもので、これが京都市が現在も関西電力の株式419万株を保有する株主の理由でもある。このほか、京都電燈により設置されたものとして、旧京北町桂川上流部の黒田発電所 (980 kW) がある（発電所の名称とカッコ内の発電出力は2015年現在のもの）。
関電以外にも京都嵐山保勝会が2005年嵐山渡月橋上流部に出力 5.5KW の小型水力発電機を設置、夜間「渡月橋周辺」をLED照明で照らし、余剰電力は関西電力に売却している。2013年度には修学院音羽谷の砂防ダム・蹴上インクライン横の放水路・嵯峨越畑の農業用水の3箇所の小水力発電所の建設 が計画されていたが、2020年4月現在、未だに設置されては無い。その代わり石田水環境保全センターに定格出力9kW・発電実績81,480kWh（令和元年度）の小水力発電機が稼働している。
太陽光発電
京都市では、国の一般家庭への太陽光発電パネル設置の補助金 1 kW 当たり3万〜3万5千円にプラスして 1 kW あたり2万円補助金を独自に出しているほか、市内の浄水場・下水処理場、青少年科学センター、魚アラリサイクルセンターなど公共施設・市内公立小中学校の増改築時 に太陽光発電パネルを設置している。これらは大規模災害時の非常用電源としても考えられている。さらに2013年度から新山科浄水場と鳥羽下水処理場に1MW、松ヶ崎浄水場に730kW、石田下水処理場に1MWの設備が順次整備された。
また、市民から出資を得て京都市の施設の屋上に太陽光発電パネルを設置して売電で得た収益を出資者に配当する「市民協働発電制度」を創設。2012年度から9か所で実施された。
京都市以外では、NEDO の技術開発機構フィールドテスト事業として1997年にJR東海の京都駅の新幹線ホームの屋根上に 最大出力100kW(平均出力8.5kW)の太陽光発電パネルを設置、1998年8月京セラの新本社の屋上と南壁面 214kW の太陽光発電パネルが設置、1999年京都府営乙訓浄水場の沈殿池の上に 30kW の太陽光発電パネルが設置された。
2012年7月、ソフトバンク関連会社および京セラ関連会社と市の協業により、伏見区内にある市の最終処分場跡地にメガソーラーが設置された。同年9月の設備拡張分と併せた公称出力4.2MW(平均出力355kW)の出力は京都府内で当時最大だった。2015年には同じ伏見区で最大出力23MW(平均出力1950kW)のメガソーラーが着工した。
また京阪電気鉄道は淀車庫の遊休地に土地の有効活用として2016年4月に物流倉庫「淀ロジスティクスヤード」を建設し、その屋上に太陽光発電パネルを設置して年間100万キロワット時(平均出力114kW)の電力量を発電している。
その他の発電所
京都市内3箇所の クリーンセンター（ごみ焼却処理場）は廃棄物発電が行われ最大出力約35,000kWで発電されていて、入札により売電されている。また 伏見水環境保全センター ではガスコージェネレーション設備で発電した電気で汚水の浄化に利用している。

#### ガス
京都市地域は大阪ガスの供給エリア で天然ガス13Aを京都市内に供給しているが、山科区の清水焼団地は大阪ガスの供給エリアの中にありながら、独自のLPガスの供給網を設備運用している。これは陶器を焼くのにカロリーの高いLPガスの方が大阪ガスの供給する天然ガスより適しているためである。

#### 上水道

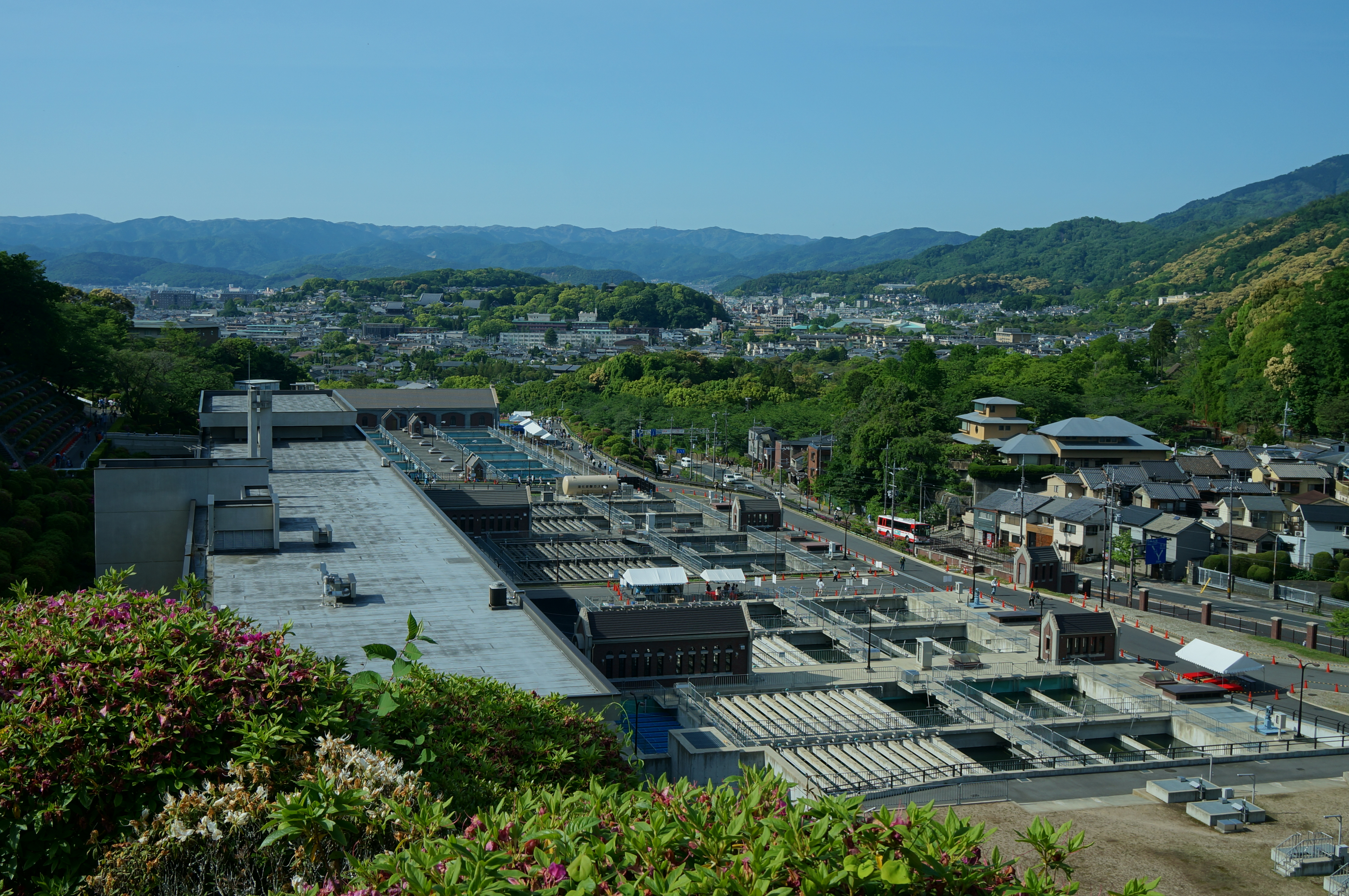
蹴上浄水場（東山区）

上水道普及率（2019年度末現在）
人口普及率 99.8%（給水人口 1,458,799人/全市人口 1,461,218人）
琵琶湖疏水からの水を利用する日本初の急速濾過式浄水場「蹴上浄水場」が1912年（明治45年）に完成して2012年で100周年を迎えた。人口と供給面積増加に伴い、山科・九条山・伏見・松ヶ崎・新山科・山ノ内の各浄水場が設置されたが、現在は蹴上・松ヶ崎・新山科の3ヶ所の浄水場に集約された。また蹴上・松ヶ崎・新山科の3浄水場ではソーラーパネルによる太陽光発電が行われていて、2013年10月には新山科浄水場を1000kWまで増設され、2014年度は松ヶ崎浄水場に730kWに増設された。
ちなみに琵琶湖疏水を通して年間2億トンの琵琶湖の湖水を得ていて、京都市は1947年に『疏水感謝金』の契約を滋賀県と結んだ。これは法的な根拠はない感謝金であり、滋賀県も「山の植林・間伐・林道整備など、水源地となる山の保護事業に使っている」としている。感謝金額の査定は10年ごとに物価変動を考慮して滋賀県と京都市が相談して決定する。2012年当時の契約は消費税が8%になる予定の2013年度末までの『疏水感謝金』は年間2億2千万円が滋賀県へ支払われていた。2015年度から10年間は年間2億3千万円となった。
一方、市民の節水意識の向上や生活スタイルの変化によって水道使用量は減少し、水道契約世帯の37%が基本料金の使用量10トン以下となっている。また京都市内は伏見をはじめとする「名水の井戸」が数多くあり、水道水を使わず井戸水を使用する宿泊施設 や商業施設・病院などが40事業者もあり、それらの業者にもバックアップ用の大口径水道管が接続されているため、収益は無いのに維持費が掛かり9億円の減収となっている。
配水管約2500kmのうち500kmは法定耐用年数の40年を越えるが、年間の更新は27kmであり、更新がなければ20年後に配水管の7割以上が耐用年数を越えると推定される。2011年10月に洛西ニュータウンで大規模な断水事故も起きていて、早急な対策が必要とされる。
このほか左京区大原地区では地元の河川を利用した水道が設置され、2005年4月に右京区に編入された旧京北町では、独自の上水道が整備されていたが、京都市編入後は2011年11月より黒田・弓削の2つの浄水場が稼動を開始した。西京区京都大学桂キャンパス側に府の乙訓浄水場（保津川嵐山付近より取水）があり、向日市・長岡京市・大山崎町へ供給している。

#### 下水道
下水道普及率（2023年度末現在）
人口普及率 99.5%（処理区域人口 1,428,900人/全市人口 1,436,247人）

区間の大半がシールドトンネルの公共下水道幹線

京都市内の下水道網は、ほぼ全域をカバーしているが、初期に造られた下水道を中心に市内40パーセントで雨水と汚水を一緒に流す合流式で、大雨になると下水道から河川に雨水を放流する放流口が83箇所もあり、このときに汚水が未処理のまま河川に流れ出し悪臭や環境汚染が堀川や西高瀬川などで問題になり、1980年代より大雨時に水を溜めて下水処理場へ送る貯水幹線が堀川通や五条通の地下に整備された。
こうして集められた汚水は桂川東岸・宇治川北岸までが京都市上下水道局の鳥羽・伏見・石田に有る3つの水環境保全センター（下水処理場）と鳥羽水環境保全センター吉祥院支所で、桂川西岸は京都府の「洛西浄化センター」（京都市伏見区と大山崎町に跨る）・宇治川南岸は同「洛南浄化センター」（八幡市）で処理されて淀川水系へ放流され、旧京北町地区は京北浄化センターで処理されて桂川上流部へ放流される。なお京都市山科区の上流部の滋賀県大津市藤尾地区・醍醐小栗栖地区の下水道管が通過する宇治市の六地蔵地区の一部の汚水も、京都市上下水道局の石田水環境保全センターで下水処理されている。
淀川下流では、大阪府下全域と兵庫県の阪神地区で再度浄水として使用されているため、BOD は国の基準・水1Lあたり 20mgを下回る 3mg前後まで浄化され、旧京北町に有る京北浄化センター以外は、通常の下水処理に加えて窒素・リンを取り除く高度処理が行われ、さらに鳥羽水環境保全センター吉祥院支所・伏見水環境保全センターでは友禅染などの作業所から出る染料の色素を除去するためにオゾン処理を導入している。
省エネ対策として過去・昭和17年～25年ごろに下水処理で発生する消化ガスのメタンを利用して、市公用車や市バスを走らせたり、ゴミ処理場で廃棄物発電の電力や熱を利用するなどしていた。現在は最大の下水処理場「鳥羽水環境保全センター」では、処理施設の上部に 1000kW の太陽光発電パネルを設置して2013年度より太陽光発電を導入。石田水環境保全センターでは隣接するゴミ処理場からの廃棄物発電の電気による施設内の電力供給と余熱での汚泥の乾燥減量化していたが、ゴミ処理場の老朽化で2013年2月で休止されたため、2015年度に1000kW太陽光発電パネルが設置され、排水時には9KWの小水力発電が行われている。伏見水環境保全センターではガスコージェネレーション設備を導入して自家発電による施設内の電力供給と余熱による汚泥の乾燥減量化を行っている。

#### ゴミ処理
2013年4月現在、京都市のごみ収集は有料で一般ゴミは黄色の専用ゴミ袋を市内のコンビニ・スーパーマーケット・小売店で購入し、それにゴミを入れてごみ収集指定日に道路上の指定場所に出す。これらのゴミ袋は5リットル・10リットル・20リットル・30リットル・45リットルの6種類が用意されている。なお一般ゴミは市内3ヶ所の「クリーンセンター（ごみ焼却処理場）」で焼却されこの熱を利用して廃棄物発電が行われていて入札により売電されている。焼却灰は伏見区醍醐に有る最終処分場「エコランド音羽の杜」に埋め立てられる。
ビン・カン・ペットボトルとプラスティックトレイ・プラ包装材は資源ゴミは透明の専用ゴミ袋の使用が義務付けられていて、それぞれ週1回資源ゴミ専用指定場所に出すことになっている。ビン・カン・ペットボトルは伏見区横大路に有る「南部クリーンセンター」に隣接する知的障害者対象就労継続支援B型事業所『京都市横大路福祉工場』でアルミ缶・スチール缶・ペットボトルに分別されリサイクル業者に払い下げられる。プラスティックトレイ・プラ包装材は知的障害者対象生活介護事業所『京都市横大路学園』でプラスティックトレイ・プラ包装材に分別されリサイクル業者に払い下げられる。
横大路地区には市民や業務用から集められた「使用済みテンプラ油」のバイオディーゼル燃料に加工する工場も有り、加工された燃料は一部のゴミ収集車に使用されている。また業務用廃棄物の「魚アラリサイクルセンター」が有り魚粉飼料に加工されていたが、2019年からは民間へ事業を移行した。古紙類の回収は民間の古紙回収業者が充実しているなどとして、京都市としてリサイクルを行っておらず、このため市民は独自に民間の古紙回収業者を頼るか、燃えるごみとして出す必要がある。ただし地域での自主的な集団回収に毎年最大10000円（古紙類のみを回収する場合。その他の品目も回収する場合は最大15000円）の助成金を交付している。

#### 電信
市外局番は、大部分の地域は「075」（京都MA）。ただし、右京区嵯峨樒原、嵯峨越畑では「0771」（亀岡MA）。京北室谷町では「0771」（園部MA）。伏見区醍醐一ノ切町、二ノ切町および三ノ切町では「077」（大津MA）。西京区大原野出灰町では「072」（茨木MA）。京北室谷町を除く旧京北町域は京都市への編入後、2011年12月1日をもって「0771」（亀岡MA）から「075」（京都MA）へと変更された。

## 教育

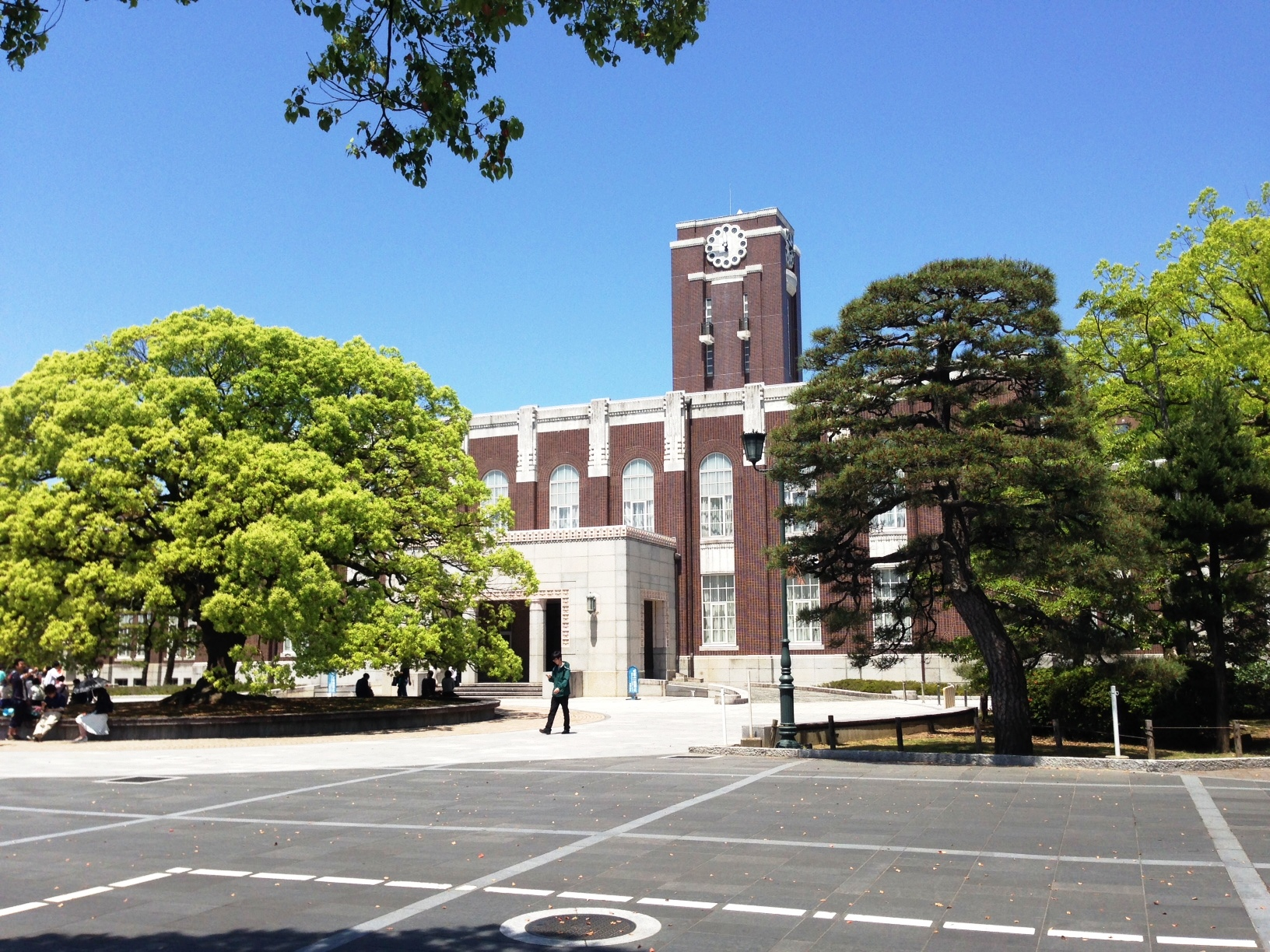
京都大学

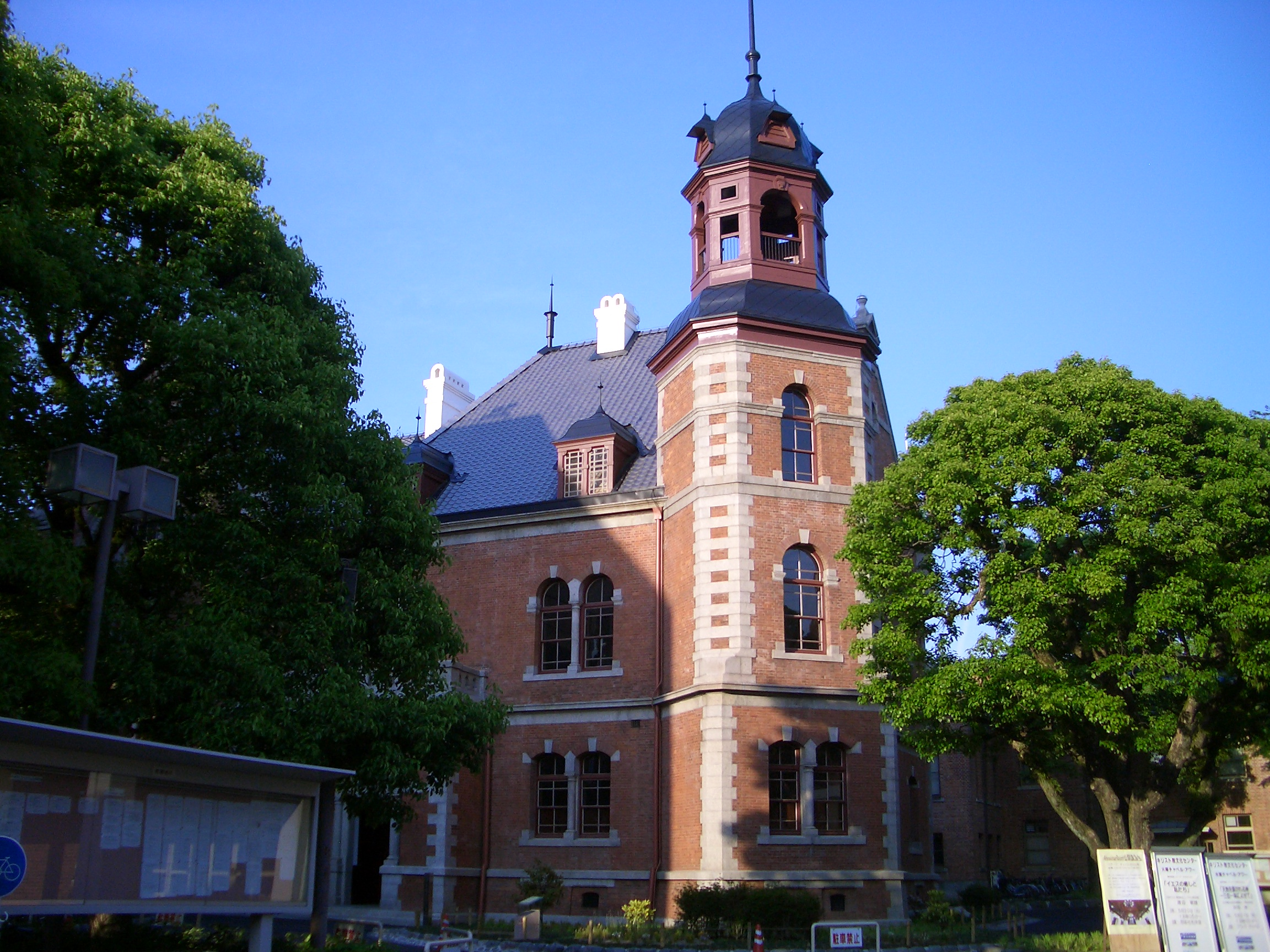
同志社大学

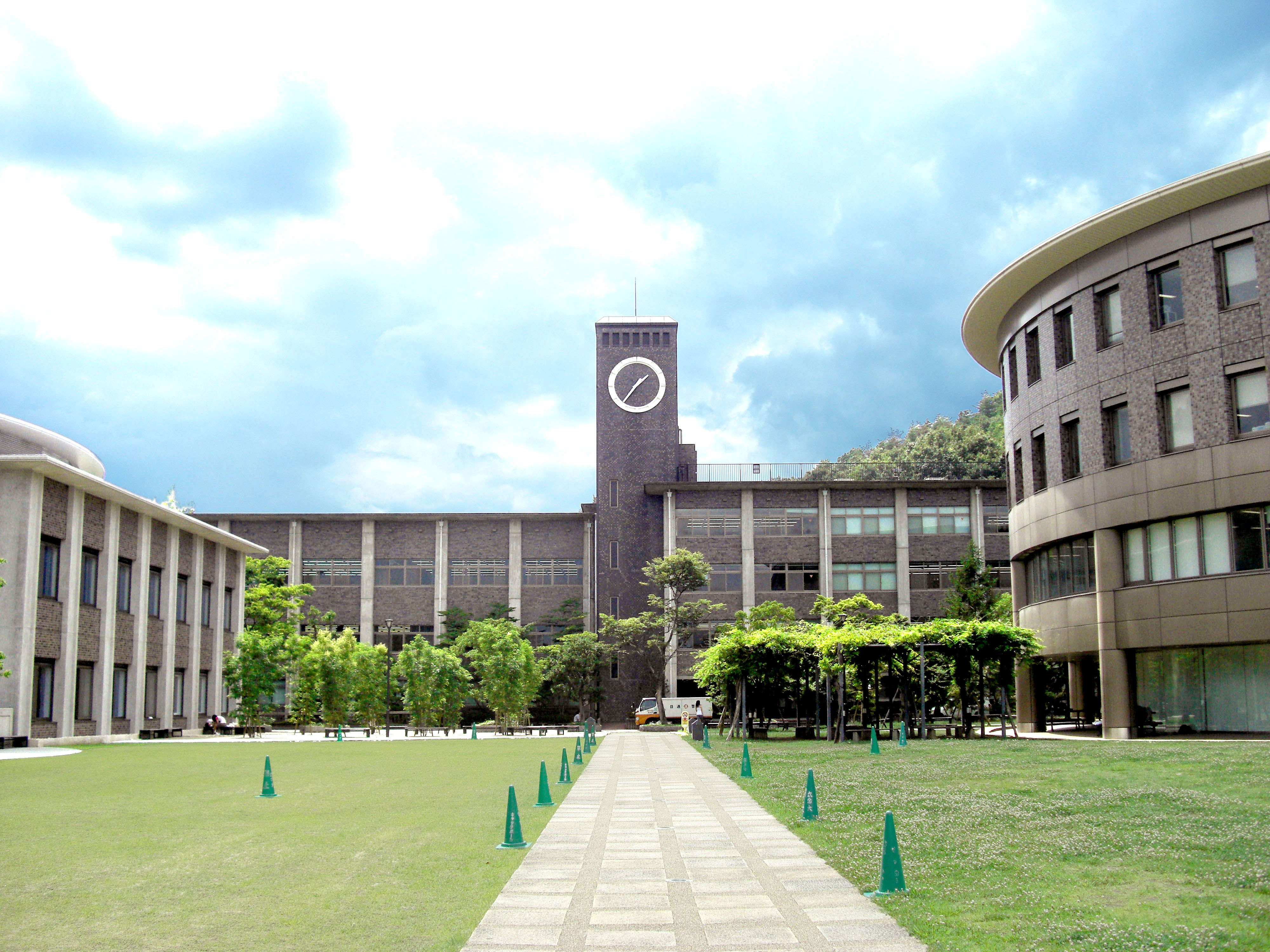
立命館大学

京都市には40校を超える大学・短期大学のキャンパスがあり、多様な高等教育機関が集積する学生のまちとしても知られている。大学相互の結びつきを深め、また、経済界との連携を強めるため設立された日本最大の大学間連携組織、大学コンソーシアム京都があるのも特徴的である。2003年（平成15年）以降、毎年10月上旬に京都学生祭典が開催されている。
（※ 小学校、中学校、高等学校、特別支援学校、専修学校、各種学校などは、各区のページを参照）

### 大学
国立
- 京都大学
- 京都教育大学
- 京都工芸繊維大学
- 総合研究大学院大学 桂坂キャンパス・上賀茂キャンパス

公立
- 京都市立芸術大学
- 京都府立大学
- 京都府立医科大学

私立
- 大谷大学 本部キャンパス
- 育英館大学 京都キャンパス
- 京都外国語大学
- 京都先端科学大学 京都太秦キャンパス
- 京都華頂大学
- 京都看護大学
- 京都芸術大学
- 京都光華女子大学
- 京都産業大学
- 京都情報大学院大学
- 京都女子大学
- 京都精華大学
- 京都橘大学
- 京都ノートルダム女子大学(2026年度、学生募集停止予定)
- 京都美術工芸大学 東山キャンパス
- 京都薬科大学
- 種智院大学
- 嵯峨美術大学
- 同志社大学 今出川校地（今出川キャンパス、烏丸キャンパス、室町キャンパス、新町キャンパス）
- 同志社女子大学 今出川キャンパス
- 花園大学
- 佛教大学 紫野キャンパス・二条キャンパス
- 平安女学院大学 京都キャンパス
- 放送大学 京都学習センター
- 立命館大学 衣笠キャンパス・朱雀キャンパス
- 龍谷大学 深草キャンパス・大宮キャンパス

外国大学の日本校
- テンプル大学ジャパンキャンパス京都（「TUJ京都」）

### 短期大学
私立
- 池坊短期大学
- 大谷大学短期大学部
- 華頂短期大学
- 京都外国語短期大学
- 京都経済短期大学
- 京都光華女子大学短期大学部
- 京都嵯峨芸術大学短期大学部
- 龍谷大学短期大学部

### 学会
- 日本内分泌学会 - 中京区に事務局を置いている。
- 日本生態学会 - 北区に事務局を置いている。
- 日本臨床分子形態学会 - 左京区に事務局を置いている。
- 日本ビタミン学会 - 左京区に事務局を置いている。
- 日本血液学会 - 左京区に事務局を置いている。
- 人文地理学会 - 左京区に事務局を置いている。
- 日本鼻科学会 - 上京区に事務局を置いている。
- 日本史研究会 - 上京区に事務局を置いている。
- 日本植物生理学会 - 上京区に事務局を置いている。
- 日本細胞生物学会 - 上京区に事務局を置いている。
- 園芸学会 - 上京区に事務局を置いている。
- 日本人類学会 - 上京区に事務局を置いている。
- 日本先天異常学会 - 伏見区に事務局を置いている。
- 日本衛生学会- 左京区に事務局を置いている。
- 日本妊娠高血圧学会 - 左京区に事務局を置いている。
- 史学研究会 - 左京区に事務局を置いている。
- 日本放射線技術学会 - 下京区に事務局を置いている。
- 日本呼吸器外科学会 - 中京区に事務局を置いている。
- 耳鼻咽喉科臨床学会 - 左京区に事務局を置いている。
- システム制御情報学会 - 左京区に事務局を置いている。
- 日本材料学会 - 左京区に事務局を置いている。
- エントロピー学会 - 下京区に事務局を置いている。
- 古代学協会 - 中京区に事務局を置いている。

### その他
この他、アメリカの大学も積極的に京都で活動を行っている。1989年（平成元年）9月に設立された京都アメリカ大学コンソーシアム（Kyoto Consortium for Japanese Studies、略称：KCJS）は、アメリカの13大学 からなる組織であり、日本研究を志すアメリカの大学生が毎年約40～50名来日している。また、スタンフォード大学は、KCJSに参加すると共にスタンフォード日本センターを同志社大学今出川キャンパスに設置している。大学共同利用機関法人として国際日本文化研究センターと総合地球環境学研究所がある。また、2015年9月に京都市と公益財団法人大学コンソーシアム京都の協働により京都学生広報部が創設され、京都での学生生活の魅力をPRしている。

## 交通

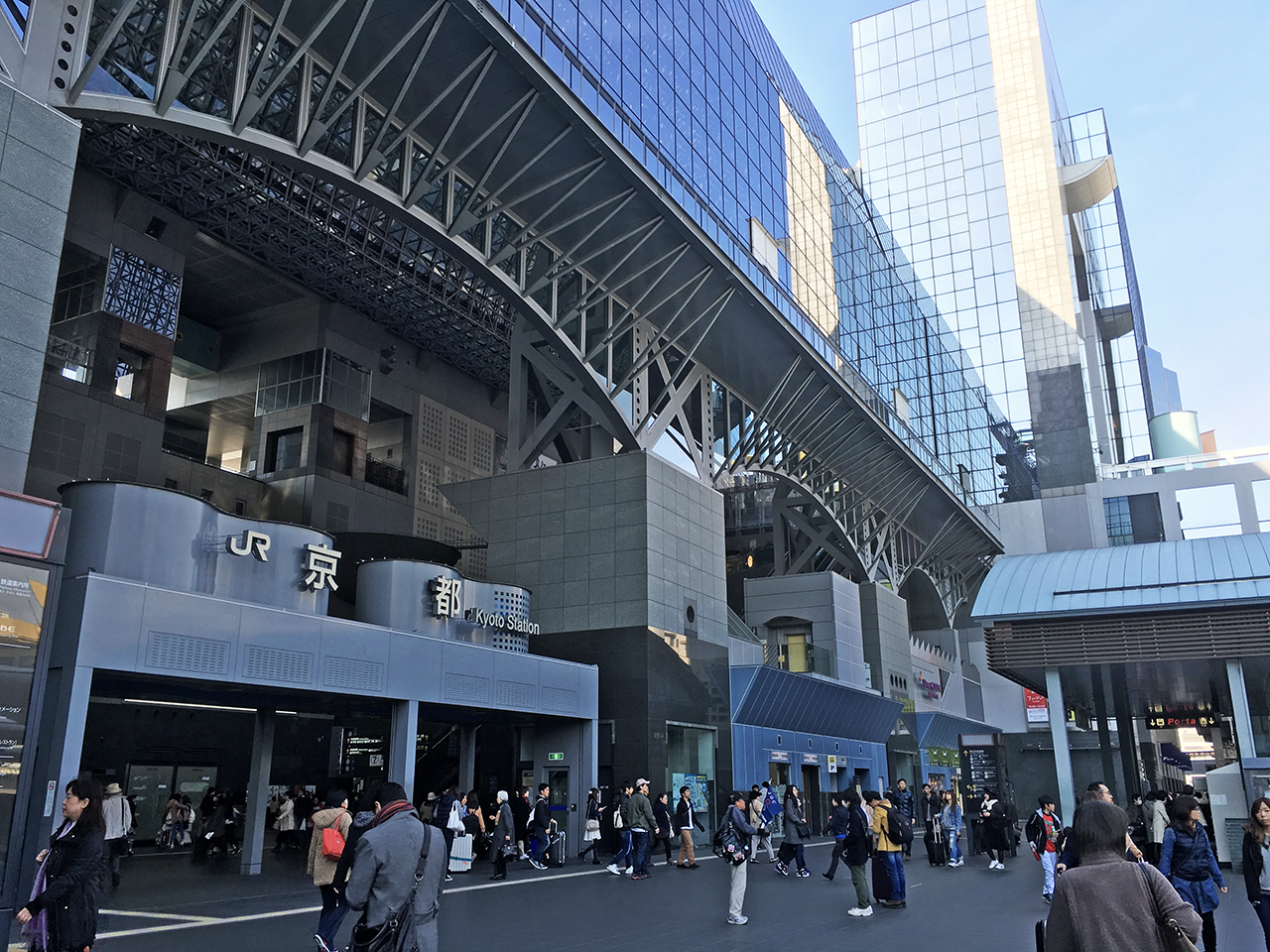
京都駅烏丸口

近畿圏各地からは出発地によってJR・私鉄各線を使い分けるが、京都駅周辺はJR・近鉄、四条河原町周辺は阪急・京阪のターミナルと、主に二箇所に分散している。また京都市内を発着地とする中長距離バス路線は、多くが京都駅をターミナルとしている。
東海道新幹線・山陽新幹線沿線からは、大阪市内や神戸市内と比べて近畿三空港との距離が離れている（最も近い伊丹空港から京都駅までリムジンバスで約50分）。その一方、東海道新幹線で名古屋以西を走る全ての列車（「のぞみ」を含む）が京都駅に停車することから、新幹線が航空機に対して圧倒的に優位に立っている。

### 空港
京都府内に空港は存在しないが、かつてはIATA都市コード UKY が設定されていたほか、空港外のチェックイン施設（シティエアターミナル、CAT）が設置されていたこともある。
最寄りの空港
- 大阪国際空港（伊丹空港）
- 神戸空港
- 八尾空港
- 関西国際空港

### 鉄道

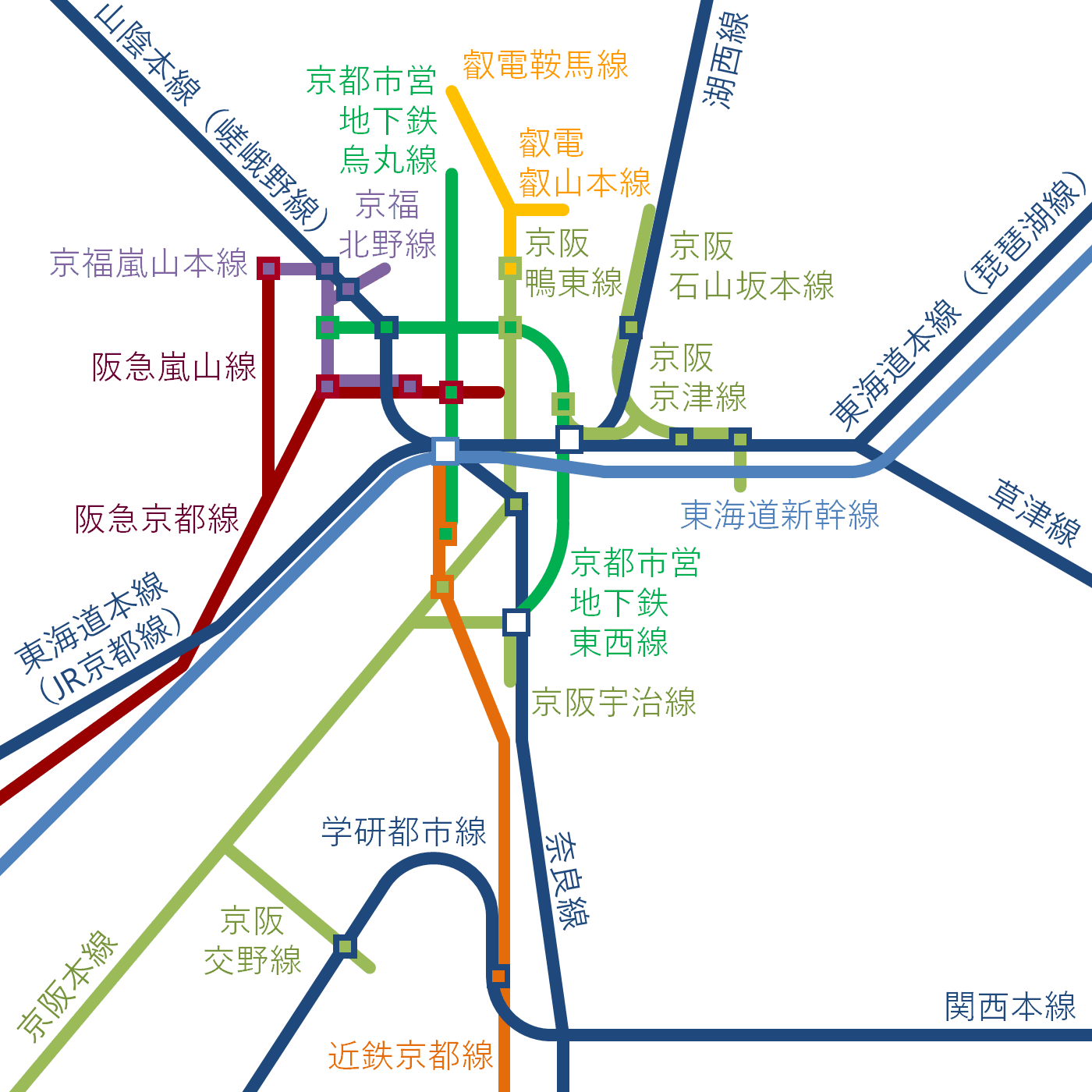
京都市付近の鉄道路線

京都駅が事実上の中央駅として機能している。なお、京阪および阪急の路線は京都駅を通らず、市内に独自のターミナル駅を設けている。
市域には、事実上の同一駅や近隣に接する駅の場合でも運営社局によって駅名が相違している事例がいくつかある。
ICカード乗車券はJR西日本ではICOCAおよび相互利用カード（ICOCAの項を参照。電子マネー機能はPiTaPaは利用不可）、嵯峨野観光鉄道を除く私鉄・地下鉄各線では PiTaPa・ICOCAおよび相互利用カードが利用可能（嵐電は専用の「らんでんカード」がある）。また、JR西日本各線および近鉄線ではJスルーカード（現在は自動券売機でのみ対応）、叡電・嵯峨野観光鉄道を除く私鉄・地下鉄各線ではスルッとKANSAIカードに対応している。
| 鉄道事業者名                    | 路線名                            | 駅一覧 | 所在地                                              | 連絡する市町               |
| ------------------------------- | --------------------------------- | --- | --------------------------------------------------- | -------------------------- |
| 東海旅客鉄道 （JR東海）         | 東海道新幹線                      | 京都駅 | 下京区                                              | 大阪府大阪市・滋賀県米原市 |
| 西日本旅客鉄道 （JR西日本）     | 東海道本線 （JR京都線・琵琶湖線） | 山科駅 - 京都駅 - 西大路駅 - 桂川駅 | 南区・下京区・山科区                                | 向日市・滋賀県大津市       |
| 西日本旅客鉄道 （JR西日本）     | 山陰本線 （嵯峨野線）             | 京都駅 - 梅小路京都西駅 - 丹波口駅 - 二条駅 - 円町駅 - 花園駅 - 太秦駅 - 嵯峨嵐山駅 - 保津峡駅                                                                               | 下京区・中京区・右京区・西京区                      | 亀岡市                     |
| 西日本旅客鉄道 （JR西日本）     | 湖西線                            | 山科駅 | 山科区                                              | 滋賀県大津市               |
| 西日本旅客鉄道 （JR西日本）     | 奈良線                            | 桃山駅 - JR藤森駅 - 稲荷駅 - 東福寺駅 - 京都駅 | 下京区・東山区・伏見区                              | 宇治市                     |
| 阪急電鉄                        | 京都本線                          | 洛西口駅 - 桂駅 - 西京極駅 - 西院駅 - 大宮駅 - 烏丸駅 - 京都河原町駅 | 西京区・右京区・中京区・下京区                      | 向日市                     |
| 阪急電鉄                        | 嵐山線 （全線市内）               | 桂駅 - 上桂駅 - 松尾大社駅 - 嵐山駅 | 西京区                                              | （全線市内）               |
| 京阪電気鉄道                    | 京阪本線                          | 淀駅 - 中書島駅 - 伏見桃山駅 - 丹波橋駅 - 墨染駅 - 藤森駅 - 龍谷大前深草駅 - 伏見稲荷駅 - 鳥羽街道駅 - 東福寺駅 - 七条駅 - 清水五条駅 - 祇園四条駅 - 三条駅                  | 伏見区・東山区                                      | 八幡市                     |
| 京阪電気鉄道                    | 鴨東線 （全線市内）               | 三条駅 - 神宮丸太町駅 - 出町柳駅 | 東山区・左京区                                      | （全線市内）               |
| 京阪電気鉄道                    | 宇治線                            | 中書島駅 - 観月橋駅 - 桃山南口駅 - 六地蔵駅 | 伏見区                                              | 宇治市                     |
| 京阪電気鉄道                    | 京津線                            | 御陵駅 - 京阪山科駅 - 四宮駅 - | 山科区                                              | 滋賀県大津市               |
| 近畿日本鉄道 （近鉄）           | 京都線                            | 京都駅 - 東寺駅 - 十条駅 - 上鳥羽口駅 - 竹田駅 - 伏見駅 - 近鉄丹波橋駅 -桃山御陵前駅 - 向島駅                                                                                | 下京区・南区・伏見区                                | 宇治市                     |
| 京都市交通局 （京都市営地下鉄） | 烏丸線 （全線市内）               | 国際会館駅 - 松ヶ崎駅 - 北山駅 - 北大路駅 - 鞍馬口駅 - 今出川駅 - 丸太町駅 - 烏丸御池駅 - 四条駅 - 五条駅 - 京都駅 - 九条駅 - 十条駅 - くいな橋駅 - 竹田駅                   | 左京区・北区・上京区・中京区・ 下京区・南区・伏見区 | （全線市内）               |
| 京都市交通局 （京都市営地下鉄） | 東西線                            | 太秦天神川駅 - 西大路御池駅 -二条駅 - 二条城前駅 - 烏丸御池駅 - 京都市役所前駅 - 三条京阪駅 - 東山駅 - 蹴上駅 - 御陵駅 - 山科駅 - 東野駅 - 椥辻駅 - 小野駅 - 醍醐駅 - 石田駅 | 右京区・中京区・東山区・ 山科区・伏見区             | 宇治市                     |
| 京福電気鉄道                    | 嵐山本線 （全線市内）             | 四条大宮駅 - 西院駅 - 西大路三条駅 - 山ノ内駅- 嵐電天神川駅 - 蚕ノ社駅 - 太秦広隆寺駅 - 帷子ノ辻駅 - 有栖川駅 - 車折神社駅 - 鹿王院駅 - 嵐電嵯峨駅 - 嵐山駅                  | 中京区・右京区                                      | （全線市内）               |
| 京福電気鉄道                    | 北野線 （全線市内）               | 帷子ノ辻駅 - 撮影所前駅 - 常盤駅 - 鳴滝駅 - 宇多野駅 - 御室仁和寺駅 - 妙心寺駅 - 龍安寺駅 - 等持院・立命館大学衣笠キャンパス前駅 - 北野白梅町駅                              | 右京区・北区                                        | （全線市内）               |
| 叡山電鉄                        | 叡山本線 （全線市内）             | 出町柳駅 - 元田中駅 - 茶山・京都芸術大学駅 - 一乗寺駅 - 修学院駅 - 宝ケ池駅 - 三宅八幡駅 - 八瀬比叡山口駅                                                                    | 左京区                                              | （全線市内）               |
| 叡山電鉄                        | 鞍馬線 （全線市内）               | 宝ケ池駅 - 八幡前駅 - 岩倉駅 - 木野駅 - 京都精華大前駅 - 二軒茶屋駅 - 市原駅 - 二ノ瀬駅 - 貴船口駅 - 鞍馬駅                                                                  | 左京区                                              | （全線市内）               |
| 嵯峨野観光鉄道                  | 嵯峨野観光線                      | トロッコ嵯峨駅 - トロッコ嵐山駅 - トロッコ保津峡駅 | 右京区・西京区                                      | 亀岡市                     |

### バス

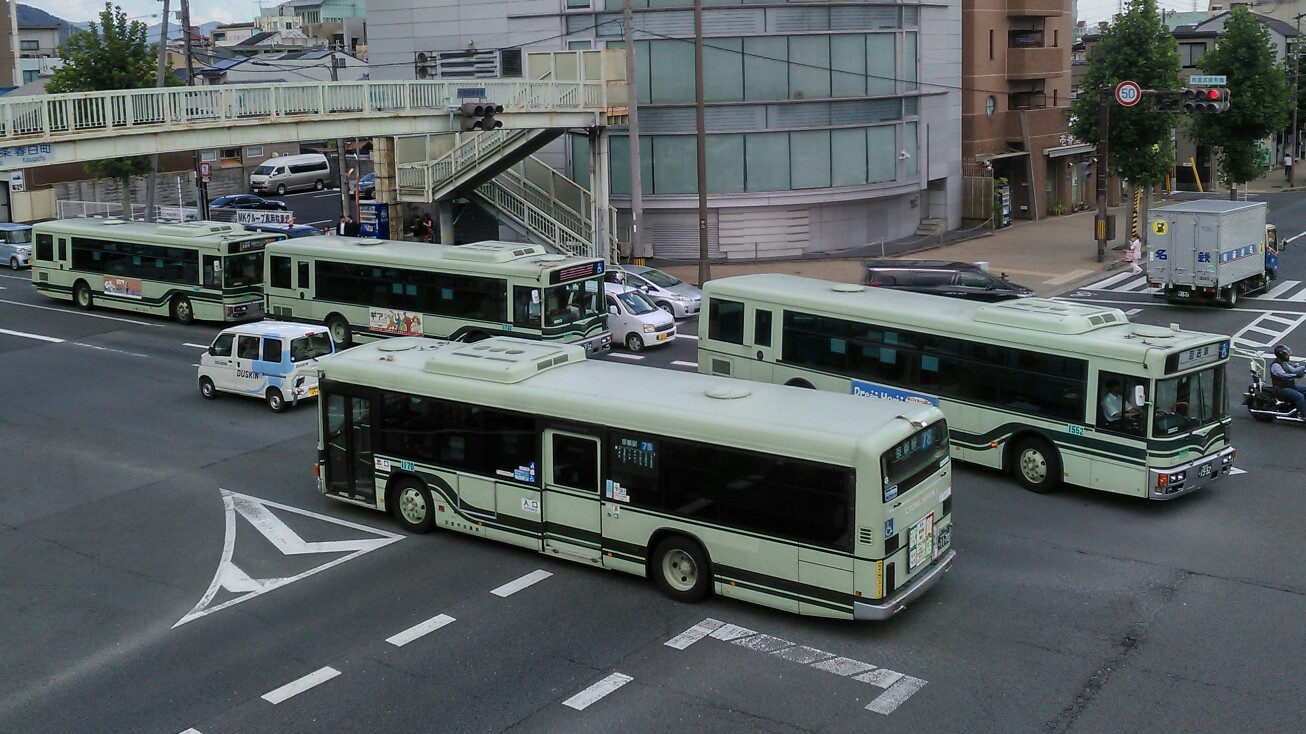
市内を行き交う京都市バス

#### 路線バス
市内の移動は路線バスがメインとなる。観光シーズンになると積み残しが続出する状況のルートもあり、渋滞が悪化して所要時間が読めなくなることから、鉄道各社線との乗り継ぎ利用でそれらのリスクを最小限に抑える利用方法が推奨されている。
京都市交通局（市バス）・京阪グループ・阪急バス・西日本ジェイアールバスなどとの間では、従来より回数券の共通化を行っており、地下鉄割引券込みの物も販売されていた。現在では、ICカードなどで市バス・京都バス・地下鉄の乗継割引が行われる。市バス・京都バス（それぞれ一部路線除く）および地下鉄全線が乗り放題の「地下鉄・バス一日（二日）券」が発売されている（他にも市バス・京都バスの均一区間専用の「バス一日券」、市外発の市内各線フリーきっぷ込みの割引きっぷ類などもあり）。
運行地域は、市バスが旧市街地中心で、京阪京都交通は西京区、および西京区・亀岡方面から旧市街地への乗り入れ、京都バスが右京区嵯峨地区と左京区岩倉・鞍馬・大原地区および両方面から旧市街地への乗り入れ、京阪バスが山科区と伏見区醍醐および両方面から旧市街地への乗り入れと比叡山方面、阪急バスが西京区（洛西ニュータウン）、西日本JRバスが旧京北町および北区小野郷・中川地区、右京区梅ケ畑地区から旧市街地への乗り入れとなっているが、一部競合区間が存在する。
この他に、伏見区向島地区を運行する近鉄バス、西京区（桂坂ニュータウン・洛西ニュータウン）を運行するヤサカバス、京都女子大学と京都駅八条口・四条河原町を結ぶプリンセスラインバス、旧京北町を中心に運行する京北ふるさとバス、京都駅とらくなん進都内を巡回する京都らくなんエクスプレス、旧京北町と南丹市を結ぶ南丹市営バス、北大路駅と北区雲ケ畑地区を結ぶ雲ケ畑バスなどがある。
乗車方法は主に後乗り前降り後払いで、運賃は旧市街地周辺は均一制（主に230円）。均一区間外は整理券による区間制となっている。
- 京都市営バス（京都市交通局）#●※
- 京阪グループ系列
  - 京都バス#●※
  - 京阪バス#●
  - 京阪京都交通#●（立命館大学(BKC)線を除く）
  - 京都京阪バス●
- 西日本ジェイアールバス#●
- 阪急バス#●
- ヤサカバス#●
- 近鉄バス●
- プリンセスラインバス
- 京北ふるさとバス（きょうと京北ふるさと公社）#
- 奈良交通●（第二日曜日のみ運行）[* 17]
- 高槻市営バス（高槻市交通部）●（1バス停のみ）[* 18]
- 京都らくなんエクスプレス
- 南丹市営バス
- 雲ケ畑バス

＃は京都市域バス共通回数券が使用可能なバス
●は交通系ICカード全国相互利用サービスが使用可能なバス
※はトラフィカ京カードが使用可能なバス

#### 都市間バス
高速バス
京都駅と名古屋駅を結ぶ名神ハイウェイバスや、首都圏などと京都を含む京阪神地区を結ぶ多くの高速路線バス、ツアー形式の貸切バス（ツアーバス）が運行されている。京都市内を発着地とする高速バス路線の多くは京都駅をターミナルとしている。詳しくは京都駅の高速バス欄を参照。
また大阪市内を発着地として名神高速道路を経由するバス路線のうち、京都駅に発着しない路線では、伏見区の深草バスストップ（京都深草）を京都の玄関口と位置づけているものがある。詳しくは当該項目を参照。

### 道路

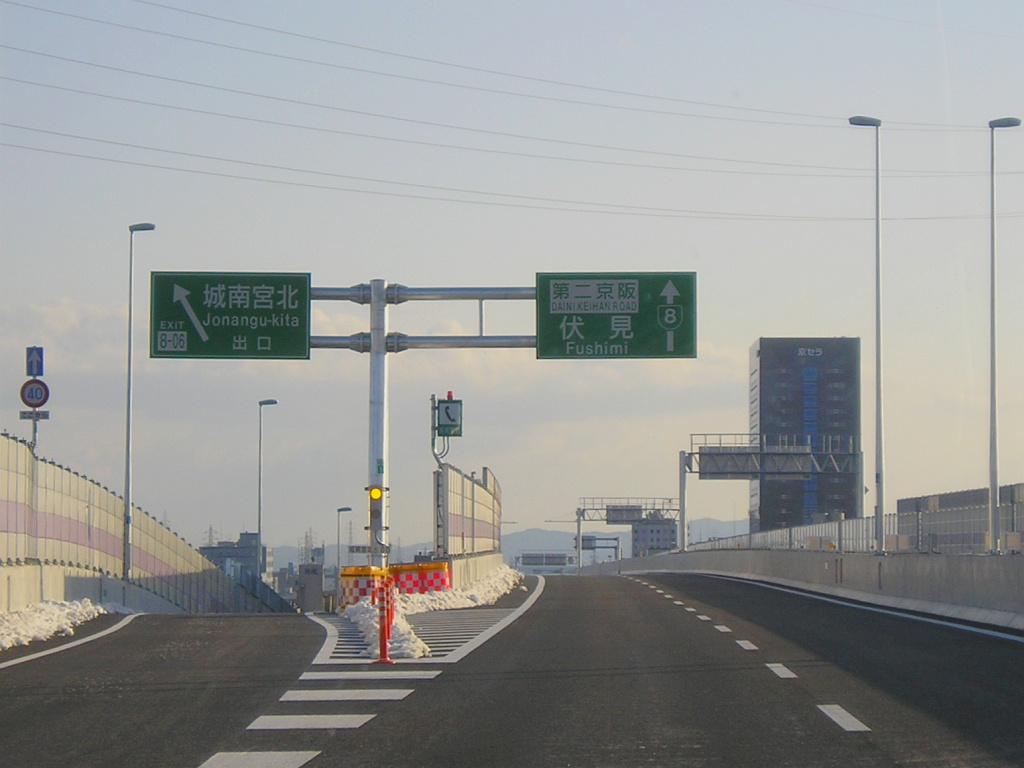
第二京阪道路（旧京都高速道路･阪神高速京都線）

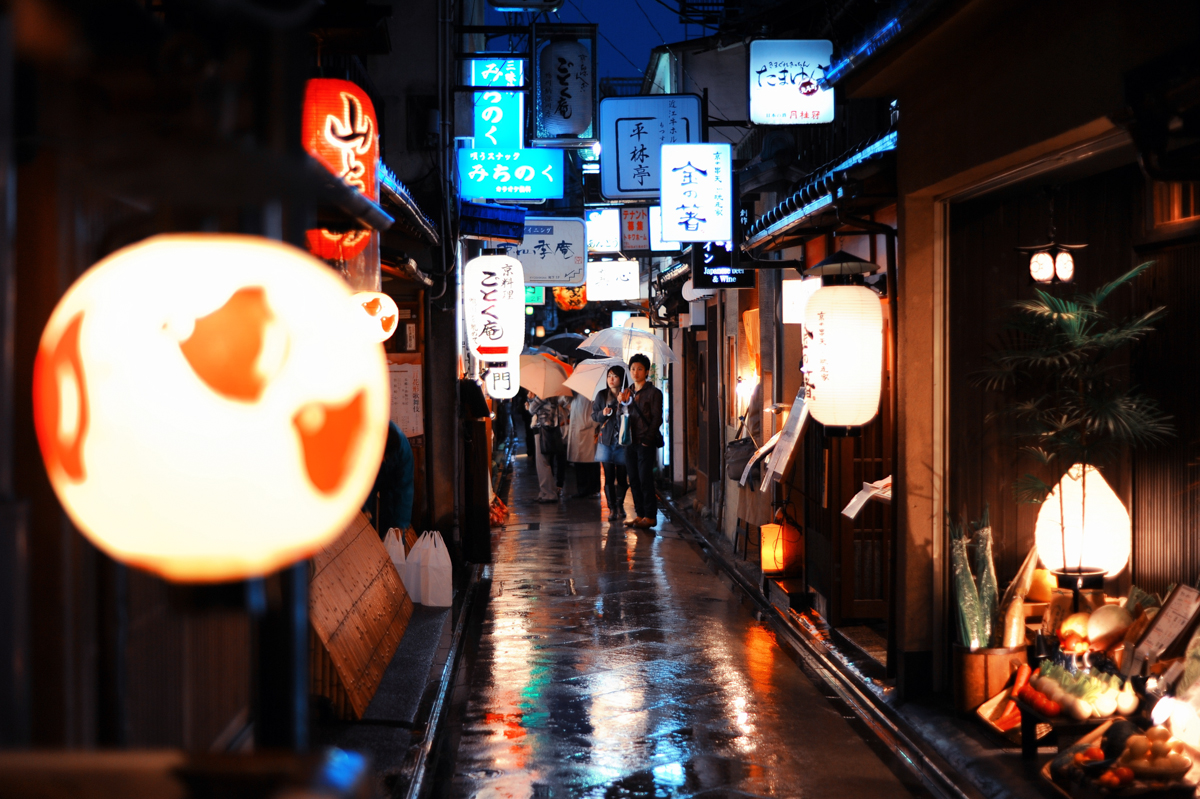
先斗町通

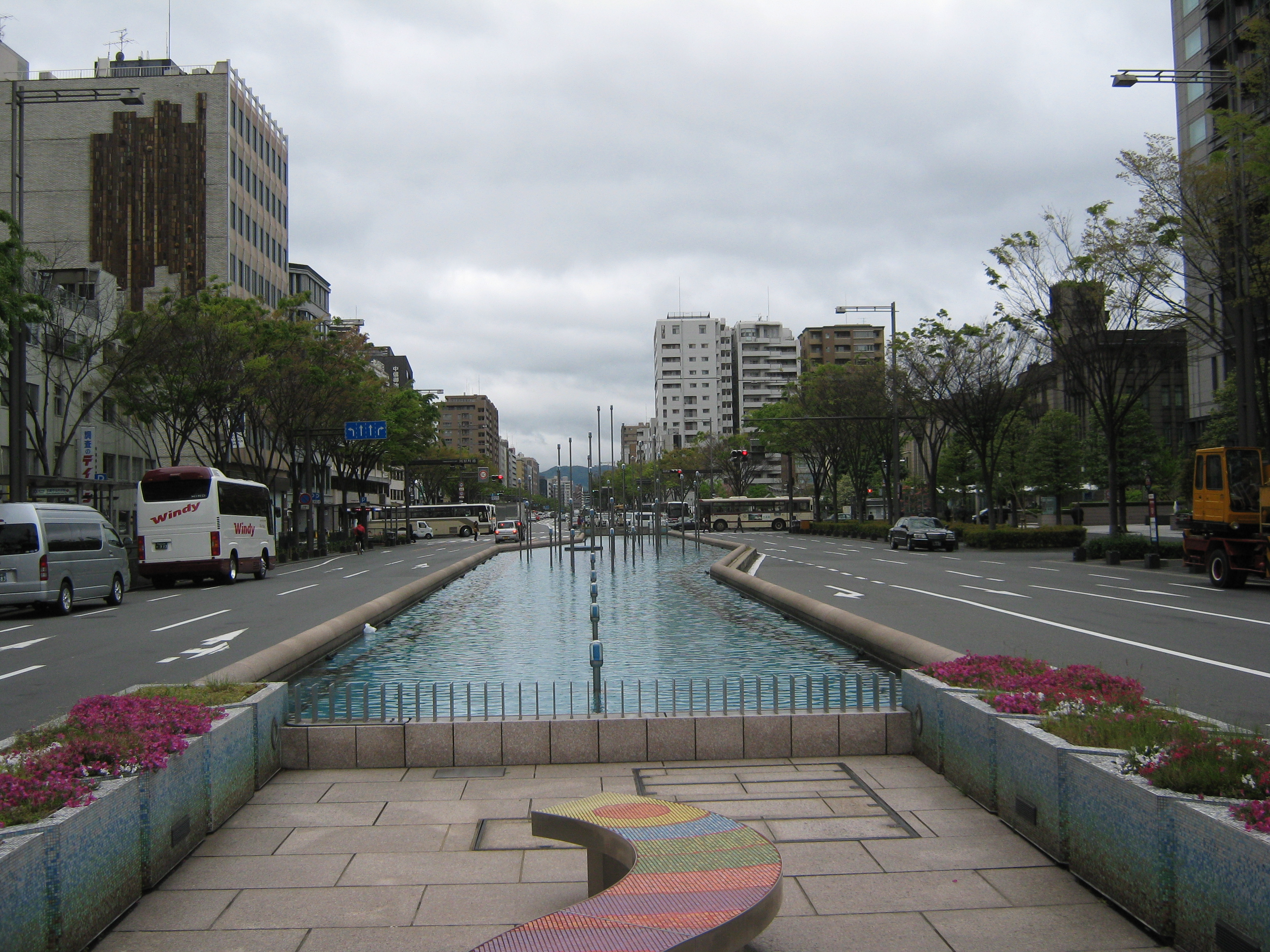
御池通

駐輪スペースを確保できれば、自転車や原付含む自動二輪の方が柔軟な移動ができる。
近年、地球温暖化防止の観点から見直されたこともあってレンタサイクルが急増しており、宿泊客に対してこれらの便宜をはかる宿泊施設も増加している。また、ベロタクシーの日本発祥の地でもある。

#### 高速道路
- E1 名神高速道路（京都東インターチェンジ - 京都南インターチェンジ）

その他の有料道路
- E89 第二京阪道路（国道1号バイパス）
- E9 京都縦貫自動車道（国道478号）
- 嵐山-高雄パークウエイ（民営）
- 比叡山ドライブウェイ（民営）※一部区間で当市に近接・越境している。

かつて有料だった道路
- 東山ドライブウェイ ※日本道路公団が運営していたが、のちに市に移管され無料化。
- 稲荷山トンネル ※(阪神高速8号京都線) 阪神高速道路株式会社が運営していたが、延伸反対運動により市に移管され無料化。

#### 国道
- 国道1号
  - 第二京阪道路（有料道路の側道）
- 国道8号（国道1号と重複）
- 国道9号
- 国道24号
- 国道162号
- 国道171号
- 国道367号
- 国道477号
- 国道478号（大部分は京都縦貫自動車道）

#### 府道
主要地方道の越境路線のみ記載。
- 大阪府道・京都府道6号枚方亀岡線
- 京都府道7号京都宇治線
- 京都府道10号大山崎大枝線
- 京都府道・大阪府道13号京都守口線
- 京都府道15号宇治淀線
- 京都府道・滋賀県道30号下鴨大津線
- 滋賀県道・京都府道35号大津淀線
- 滋賀県道・京都府道36号大津宇治線
- 京都府道38号京都広河原美山線
- 京都府道50号京都日吉美山線
- 京都府道・大阪府道67号西京高槻線
- 京都府道78号佐々江下中線
- 京都府道・大阪府道79号伏見柳谷高槻線
- 京都府道81号八幡宇治線

#### 市内の街路
市内の街路名
旧市街地では、平安京造成時の都市計画の名残で、東西・南北に通じる街路をもってあたかも碁盤の目状に区切られており、街路はすべて固有の名称がある。
なお、街路名に付される「通り」の送り仮名「り」は付けないのが通例である。
市内の中心部など旧市街地では、街路（通り）の名称が場所を表すために用いられる。また、多くの交差点名が交差する通り名を合成したものとなっており場所を示す地名として通用している。
街路名を基準とした位置の表記
主に碁盤の目状に区切られた街路を持つ地域では、街路名の交差とその地点からの東西南北を指すことによって位置を示す方法が一般的に用いられる。
先ず当該地が面している街路名を示し、次にその街路と直近で交差する街路名を示したうえ、その交差点から見た当該地の位置を東西南北で示す。北に向かう場合は上ル／上る（あがる）、南へは下ル／下る（さがる）、東西に向かう場合はそれぞれ東入（ひがしいる）、西入（にしいる）と表記する。
交差点と交差点のちょうど中間地点では、どちらの交差点を基準とするかによって二通りの表記が可能である。また、原則では近い方の交差点を基準とするものの、大通りなどの大きな交差点がある場合はそれを優先することもある。
この表記は、公的な住所（所在地）にも含まれる。一例をあげると、京都市役所の所在地は「京都市中京区寺町通御池上ル（公的には「上る」） 上本能寺前町488番地」となり、寺町通に面し御池通から北に向かった地点を「寺町通御池上ル」で表し、その後ろに町名の「上本能寺前町」と番地を示す。なお、この表記方法は1889年（明治22年）の市制施行時から市域であった場所の大部分 において、住民基本台帳や不動産登記などにおける公的な表記として用いられるものである。
一方、公的な表記ではない場合、町名や番地は省略し、街路名と方向のみにより表記することが通例であるが、近年、街路名と方向による伝統的な表記では、インターネットの地図サイトやカーナビゲーションで検索できないという理由で、街路名を含まない町名と番地だけで住所を表記する事例も増えている。
しかし町域が狭く、膨大な数の町名がある京都では、町名と番地だけの表記では直感的な場所の把握が困難である。例えば、「四条河原町」交差点周辺は繁華街として知られているが、町名の「下京区真町」では理解しづらい。
また、同一区内に多数組の同一町名が存在し、町名のみで場所を特定できないことも多い。例えば中京区内に「亀屋町」は5箇所あり、さらには下京区にも2箇所、上京区にも4箇所ある。このような同一町名は中京区内だけでも32組もある。これらは一つの町の飛び地ではなく、関係のないまったく別の町である。ただし、同じ町名でもそれぞれ郵便番号が異なるため、7桁の郵便番号を記載すれば、街路名がなくとも郵便物は配達される。
交差点名の表記
交差点の名称は、交差する2つの街路名を合成したものが用いられることが多い。どちらの通りを先に呼称しても意味は通じるが、多くの場合どちらかの通りを先に呼ぶものが固有名詞化している。たとえば「四条河原町」と「河原町四条」は同一地点を指すが「四条河原町」と呼ばれ、交差点やバス停の名称も「四条河原町」である。ただし、どちらの通りを先に呼称するかについて定説は無く、道路上の交差点名の表記では「五条大宮」である一方、バス停の名称は「大宮五条」であるなど不一致がみられる例もある。
一方で、街路名を由来としない交差点名も少なくない。一例として、四条通と東大路通の交差点は「祇園」、西大路通と丸太町通の交差点は「円町」、今出川通と東大路通の交差点は「百万遍」と呼称しているが、これは都市計画による新たな街路が敷設された場合に、交差点名として伝統的な地名を採用したものが多い。

### 港湾
地方港湾
- 伏見港 - かつて存在した、宇治川の河川港である。港湾機能は喪失しているが、法制上は引き続き地方港湾としての港格が残っている[120][121]。

## 観光
市内に観光地が散在し、2000年以降は年間4〜5千万人台の観光客が訪れる。2020年（令和2年）の通勤通学目的以外の宿泊客数は531万人、うち外国人宿泊者数は45万人だった。近年は英米の旅行情報誌などで旅行先としての認知が進む。国際会議の開催も日本国内では東京に次いで多く、国際会議観光都市に指定されている。

### 京都観光サポーター制度
観光大使の任命などを内容とする京都観光サポーター制度が京都市により実施されている。
- 京都名誉観光大使：京都にゆかりのある著名人が任命されている。
- 京都国際観光大使：海外でも活動している京都通などが大使となっている。
- 京都おもてなし大使：京都の魅力発信に貢献している大使が任命されている。

### 代表的な観光名所

#### 神社
- 賀茂別雷神社（上賀茂神社）
- 賀茂御祖神社（下鴨神社）
- 八坂神社
- 梅宮大社
- 天津神社
- 今宮神社
- 大田神社
- 久我神社
- 建勲神社
- 惟喬神社
- 大将軍神社
- 道風神社
- 敷地神社（わら天神）
- 平野神社
- 深泥池貴舩神社
- 厳島神社
- 首途八幡宮
- 上御霊神社
- 護王神社
- 白雲神社
- 白峯神宮
- 水火天満宮
- 晴明神社
- 大将軍八神社
- 梨木神社
- 福長神社
- 宗像神社
- 霊光殿天満宮
- 北野天満宮
- 御金神社
- 下御霊神社
- 武信稲荷神社
- 梛神社
- 錦天満宮
- 菅原院天満宮
- 若一神社
- 愛宕神社
- 貴船神社
- 松尾大社
- 大原野神社
- 三ノ宮神社
- 電電宮
- 櫟谷宗像神社
- 月読神社
- 平安神宮
- 粟田神社
- 大石神社
- 岩屋神社
- 折上神社
- 中臣神社
- 日向大神宮
- 諸羽神社
- 山科神社
- 大石神社
- 京都神田明神
- 文子天満宮
- 菅大臣神社
- 北菅大臣神社
- 五條天神社
- 神明神社
- 住吉神社
- 繁昌神社
- 火除天満宮
- 車折神社
- 伏見稲荷大社
- 御香宮神社
- 藤森神社
- 城南宮
- 羽束師坐高御産日神社
- 與杼神社
- 豊国神社

#### 寺院
- 清水寺
- 華厳寺（鈴虫寺）
- 建仁寺
- 高山寺
- 高台寺
- 広隆寺
- 西芳寺（苔寺）
- 三十三間堂
- 三千院
- 詩仙堂（丈山寺）
- 相国寺
- 青蓮院
- 神護寺
- 清凉寺（嵯峨釈迦堂）
- 泉涌寺
- 大覚寺
- 大徳寺 - 塔頭寺院に龍源院、大仙院、高桐院などがある。
- 大報恩寺（千本釈迦堂）
- 醍醐寺
- 知恩院
- 智積院
- 頂法寺（六角堂）
- 天龍寺
- 東寺（教王護国寺）
- 東福寺
- 南禅寺 - 塔頭寺院に天授庵、南禅院、金地院などがある。
- 西本願寺（龍谷山本願寺）
- 東本願寺（真宗本廟）
- 二尊院
- 仁和寺
- 鹿苑寺（金閣寺）
- 慈照寺（銀閣寺）
- 鞍馬寺
- 法輪寺
- 法然院
- 本能寺
- 曼殊院
- 壬生寺
- 妙心寺 - 塔頭寺院に桂春院、春光院、退蔵院などがある。
- 法観寺（八坂の塔）
- 龍安寺
- 善峯寺
- 六波羅蜜寺
- 廬山寺
- 禅林寺（永観堂）

#### 観光スポット
- 愛宕山
- 嵐山
- 梅小路公園
- 大原
- 岡崎公園
- 河原町
- 祇園
- 京都タワー
- 京都ハリストス正教会（生神女福音聖堂）
- 嵯峨野
- 産寧坂（重要伝統的建造物群保存地区）
- 将軍塚
  - 青蓮院
- 新京極
- 新風館
- 高瀬川
- 哲学の道
- 京都御苑
- 京都御所
- 京都大宮御所
- 京都仙洞御所
- 拾翠亭・厳島神社（九条家の遺構）
- 二条城（正式名称：元離宮二条城）
- 修学院離宮
- 桂離宮
- 冷泉家住宅
- 錦市場
- 二条陣屋
- 京都府庁旧本館
- 京都清宗根付館 (旧神先家住宅)
- 日本聖公会 聖アグネス教会（1898年（明治31年）築、京都市指定有形文化財）
- 比叡山
- 平安女学院明治館（1894年（明治27年）築、国登録有形文化財）
- 伏見城
- 伏見の日本酒醸造関連遺産（近代化産業遺産）
  - 月桂冠大倉記念館
  - 松本酒造酒蔵
- 伏見桃山陵
- 先斗町
- 円山公園
- 京都市洛西竹林公園
- 八木邸（新選組壬生屯所旧跡）
- 柳小路
- 淀城

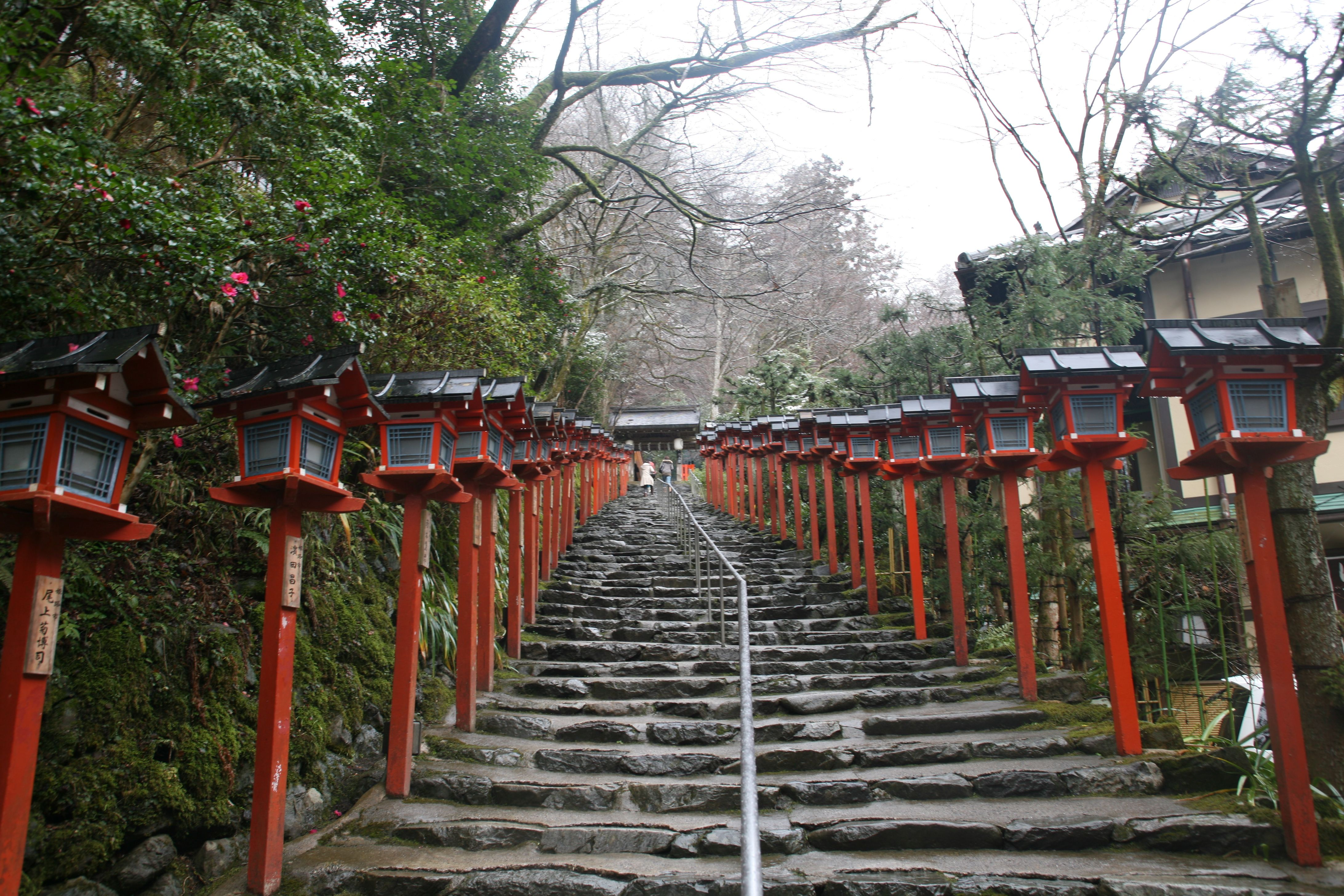
貴船神社
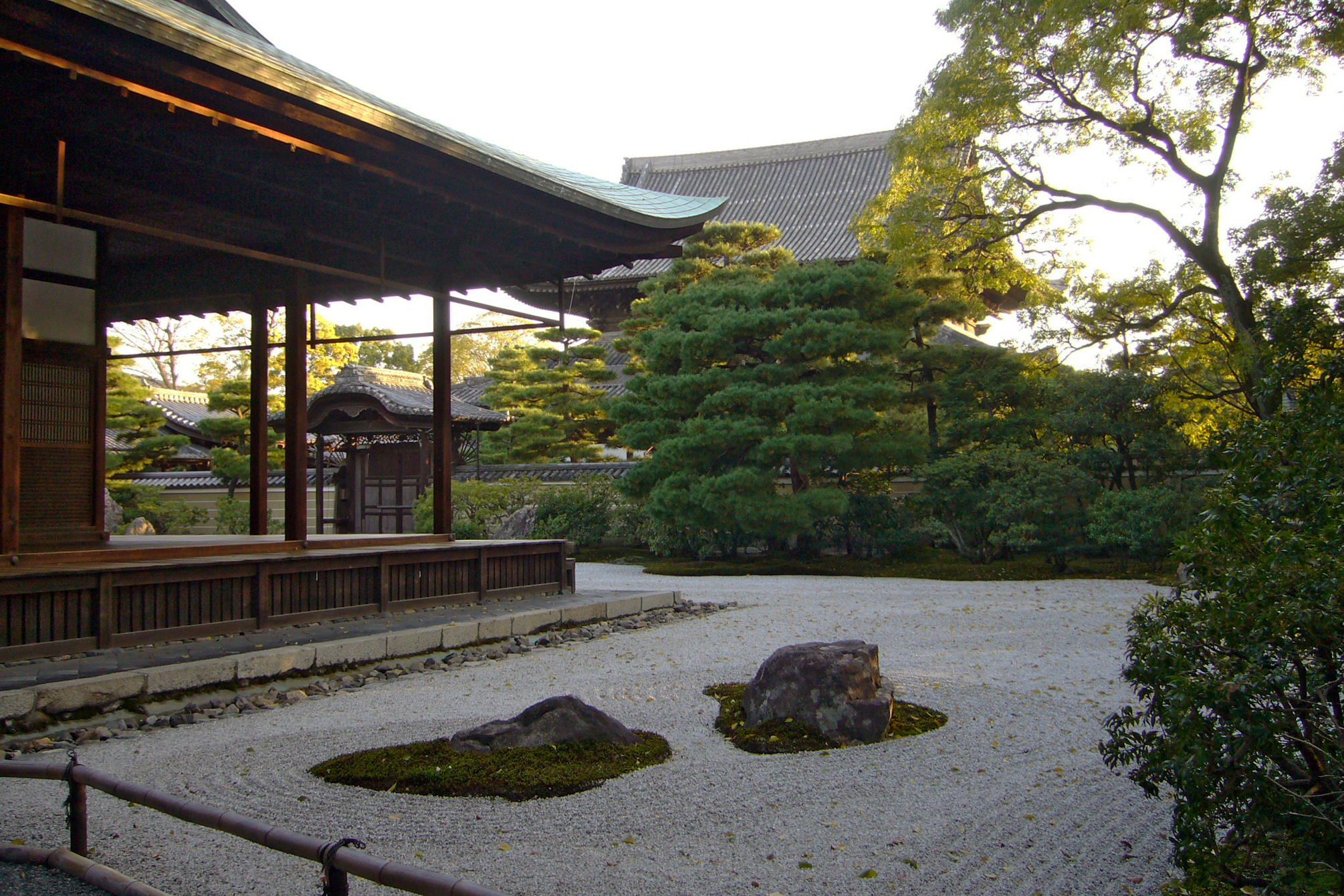
建仁寺
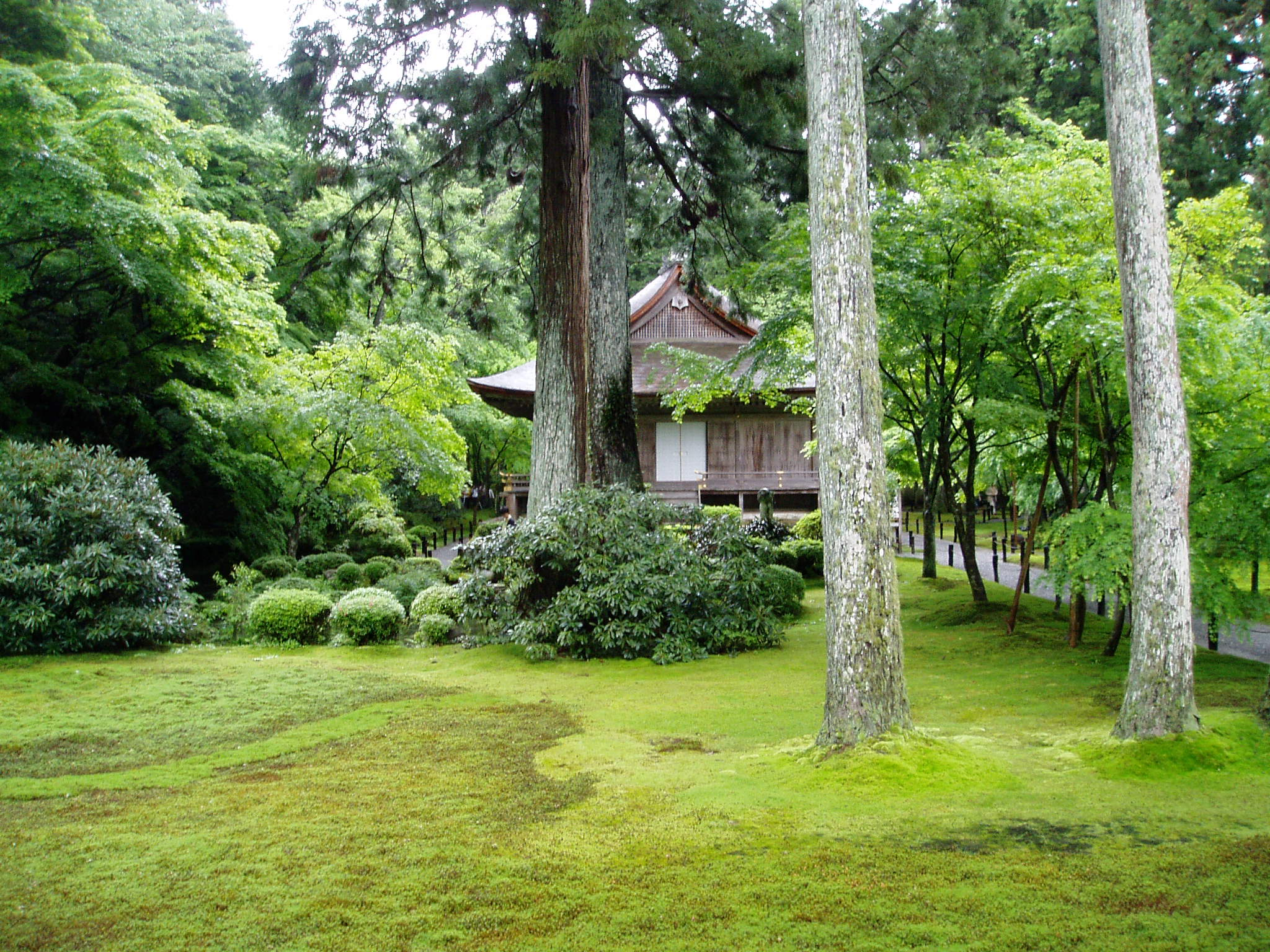
三千院
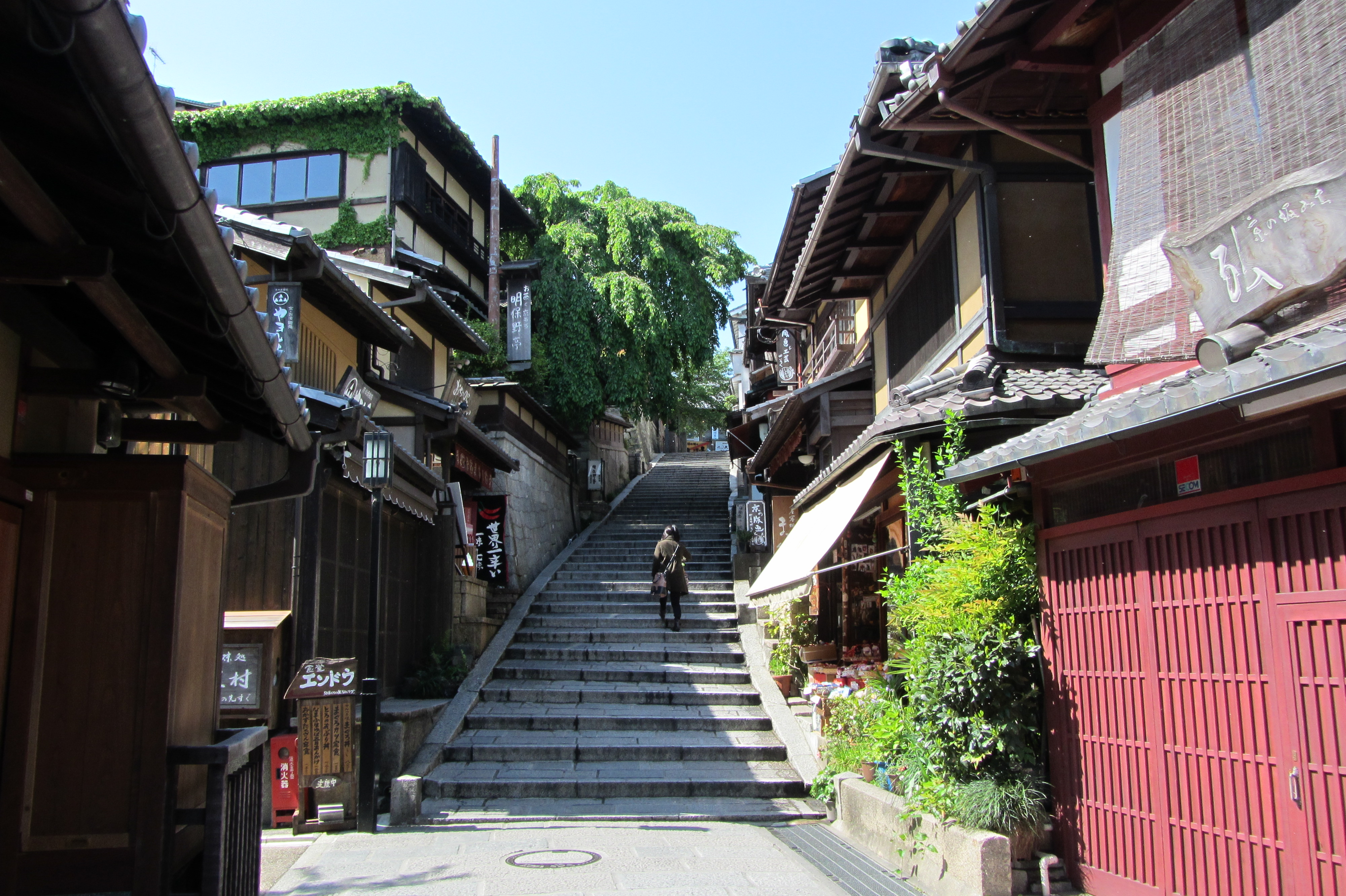
産寧坂
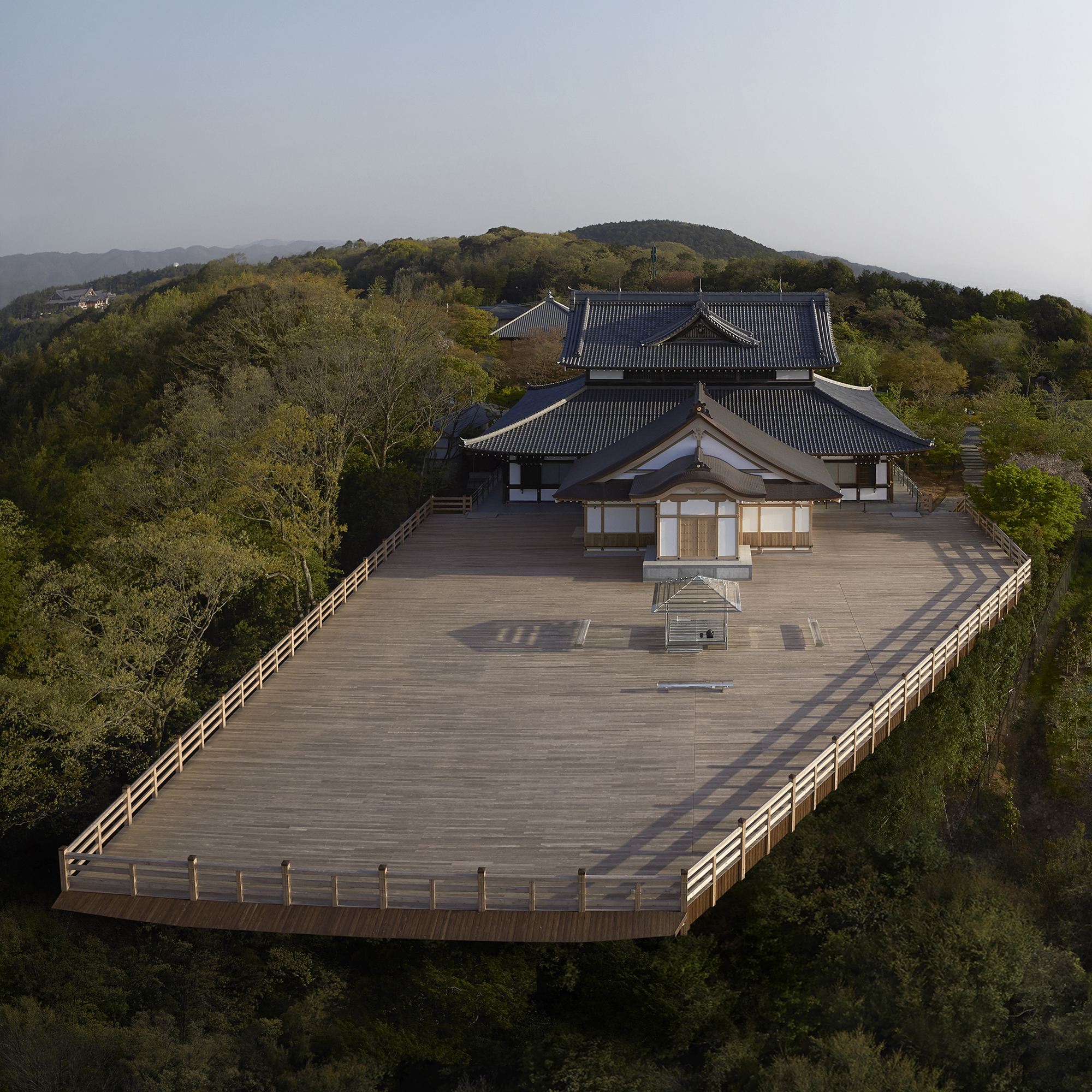
将軍塚・青蓮院
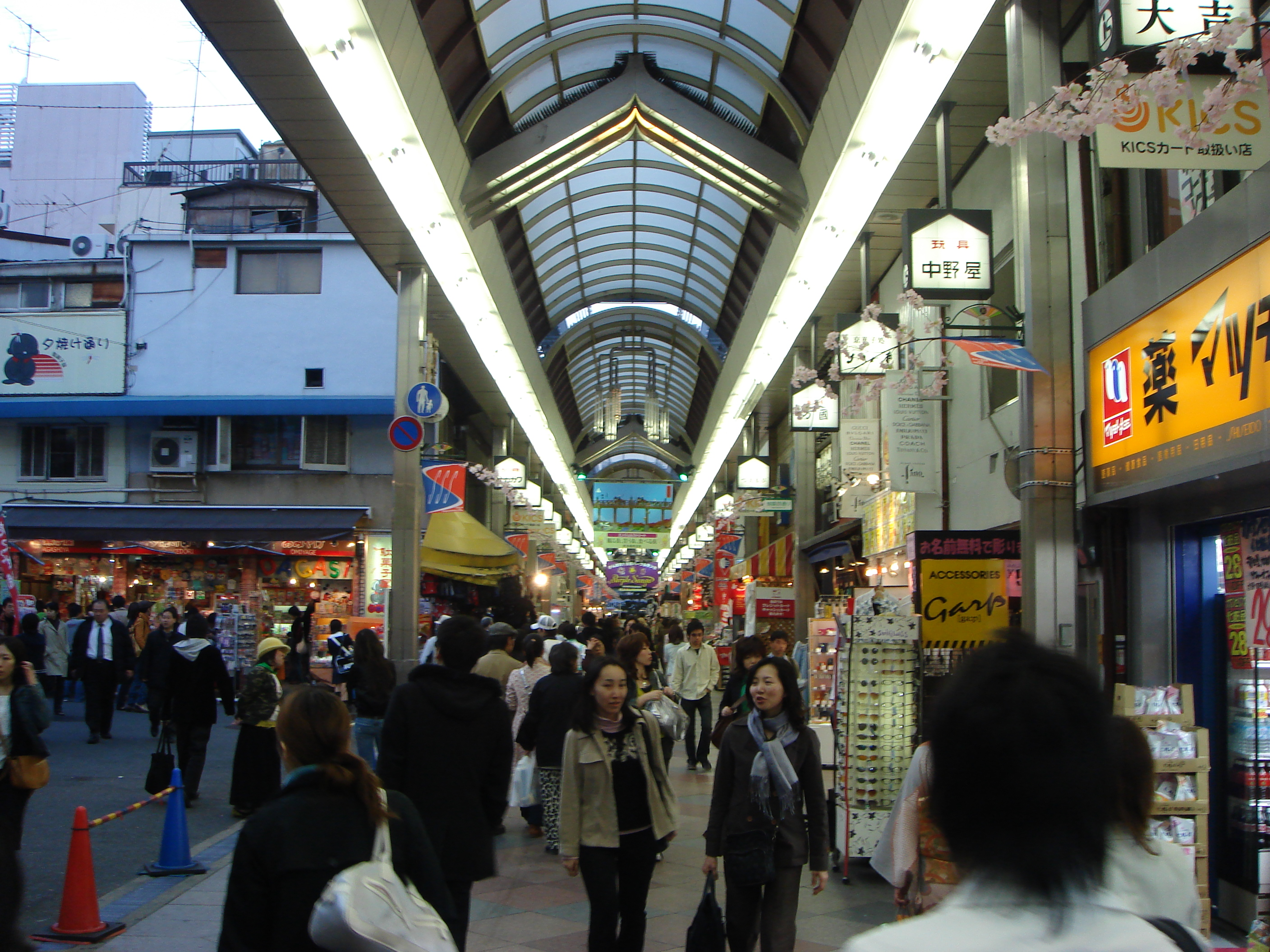
新京極
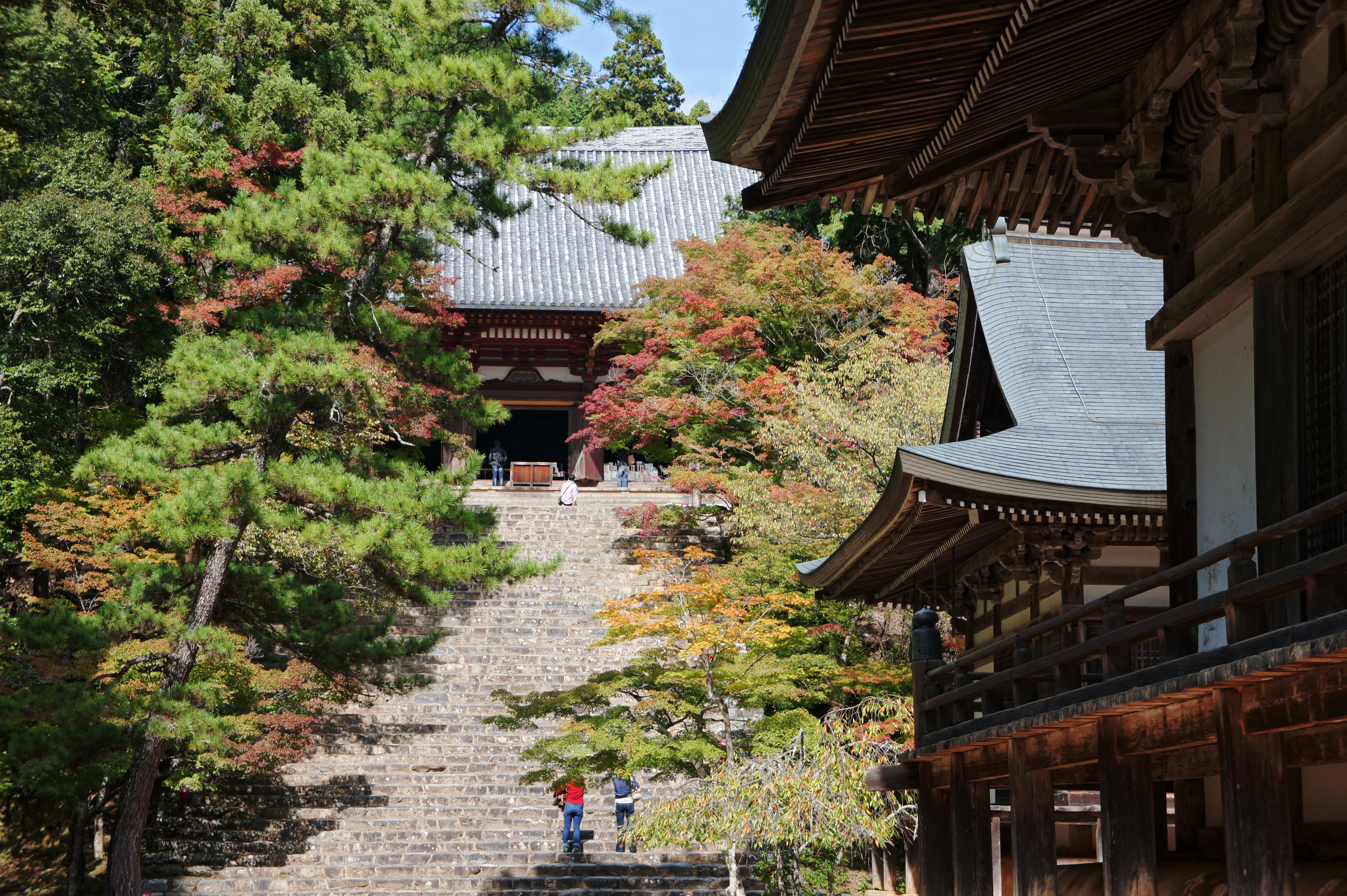
神護寺
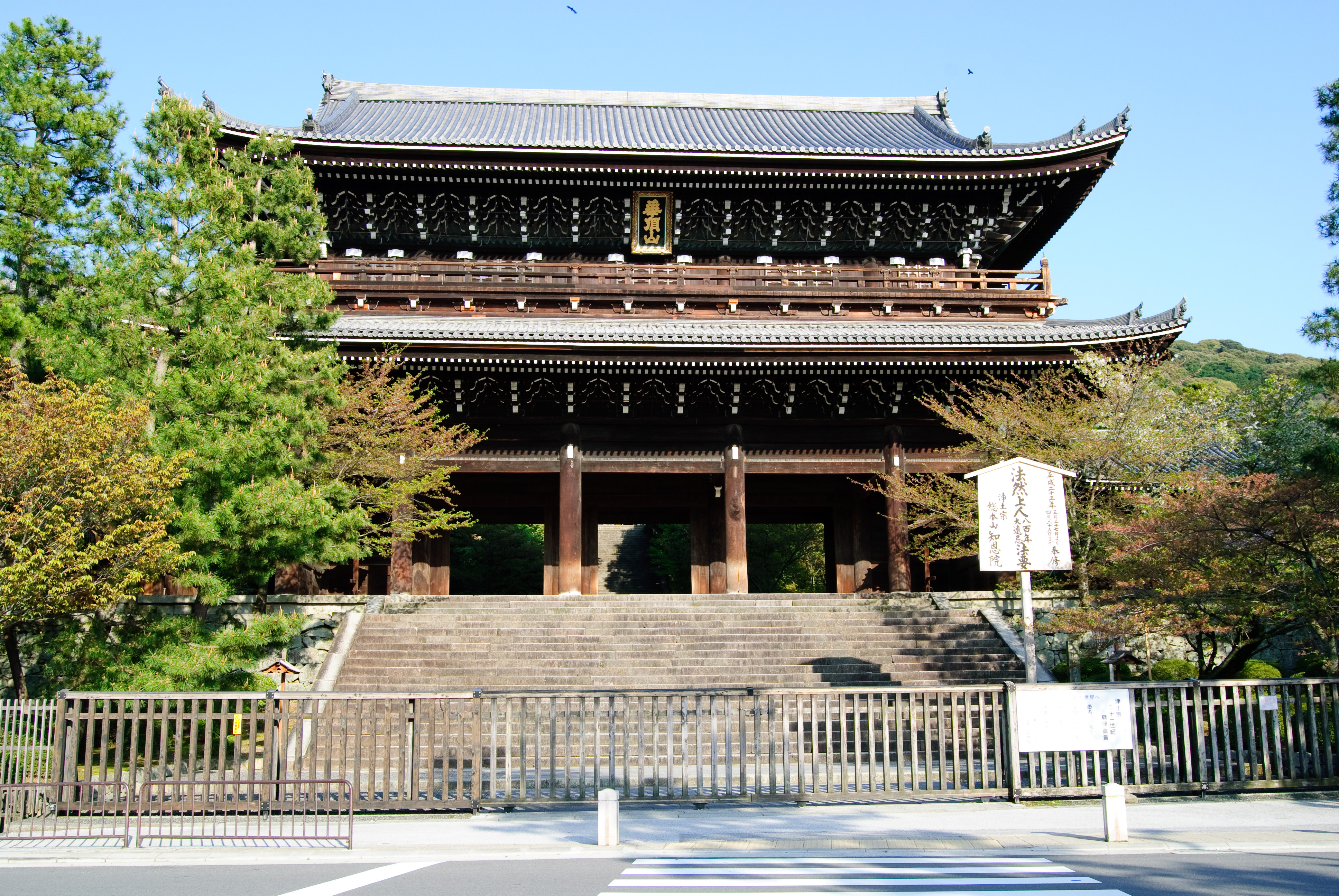
知恩院
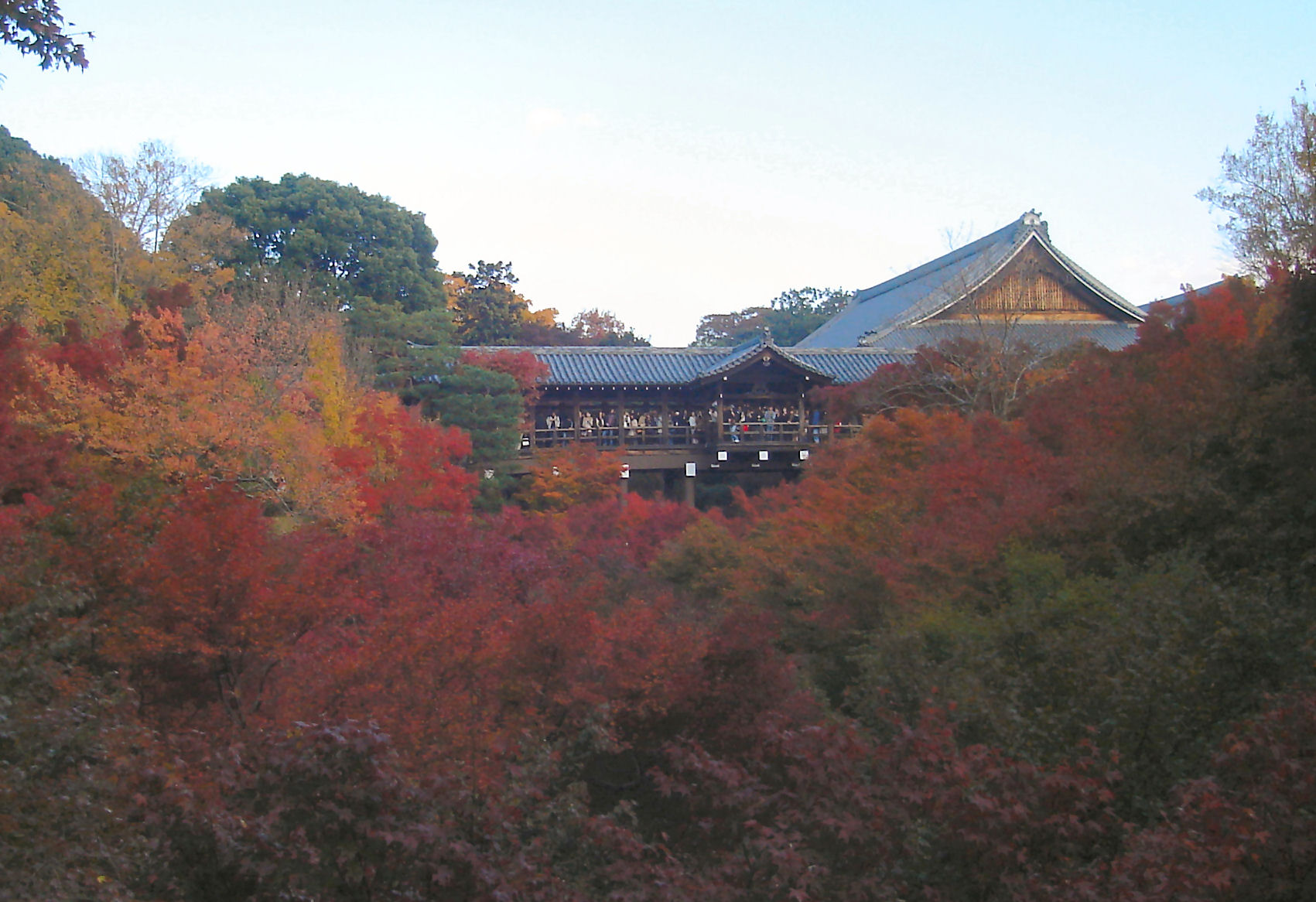
東福寺
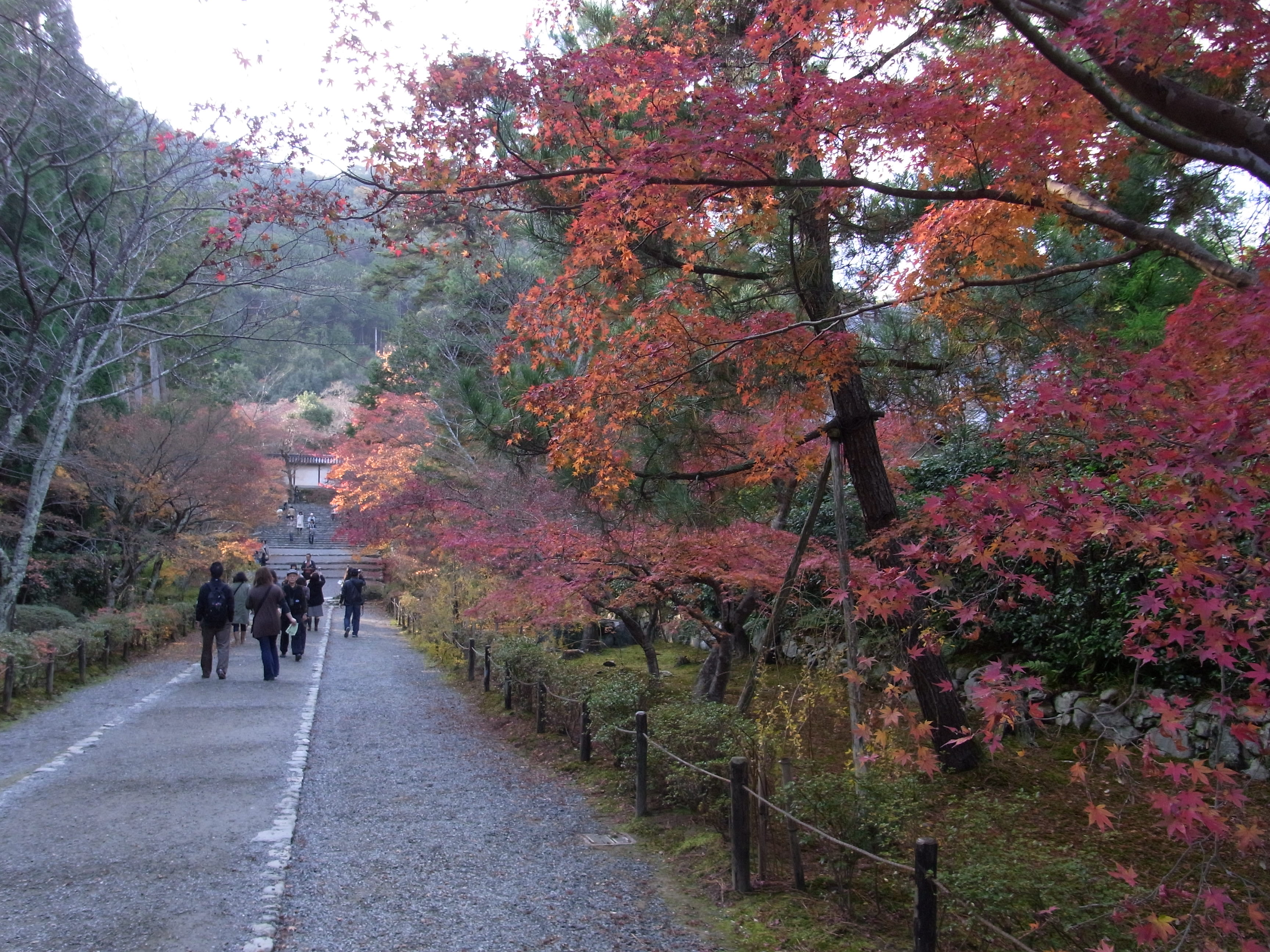
二尊院
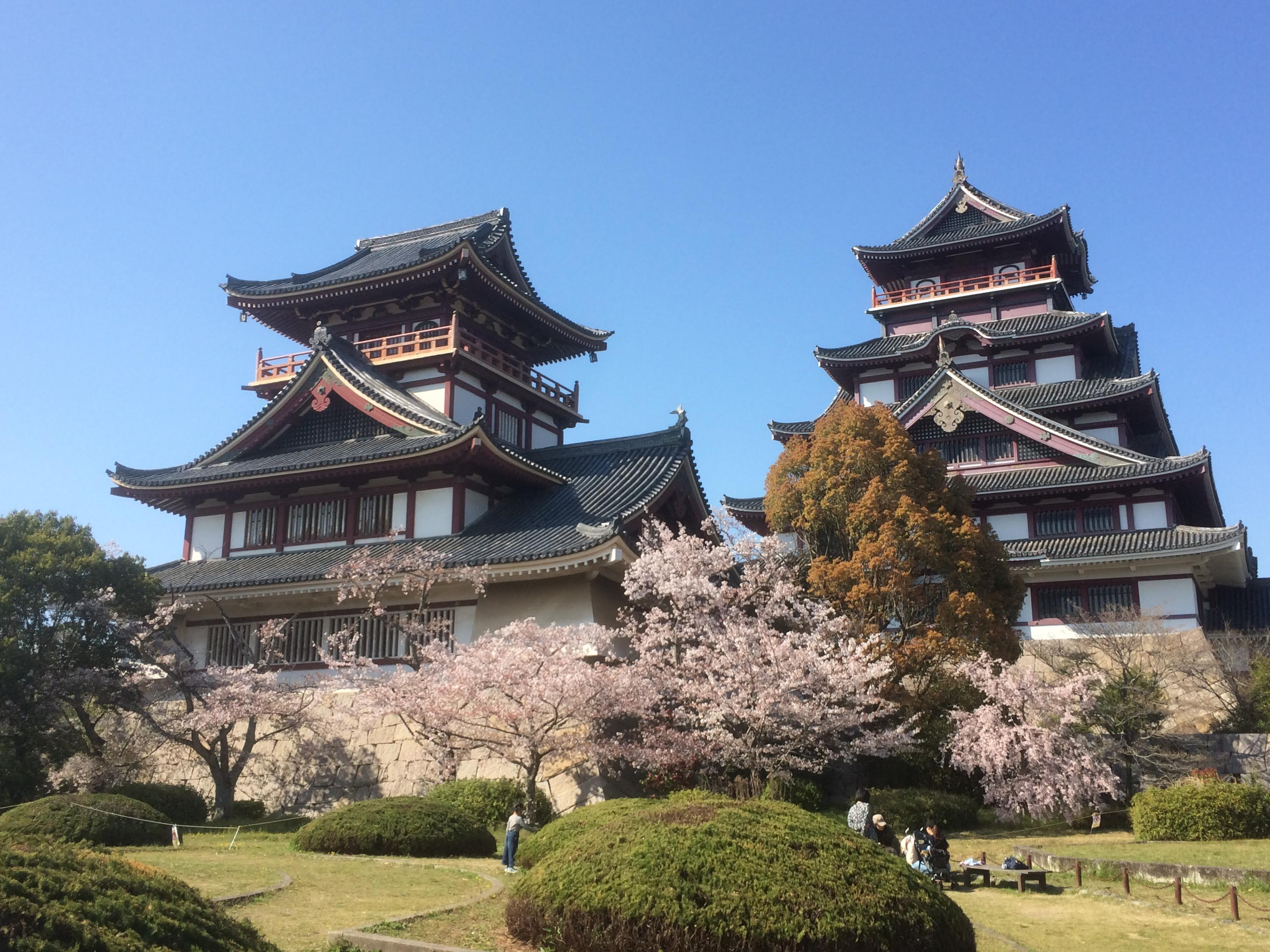
伏見城
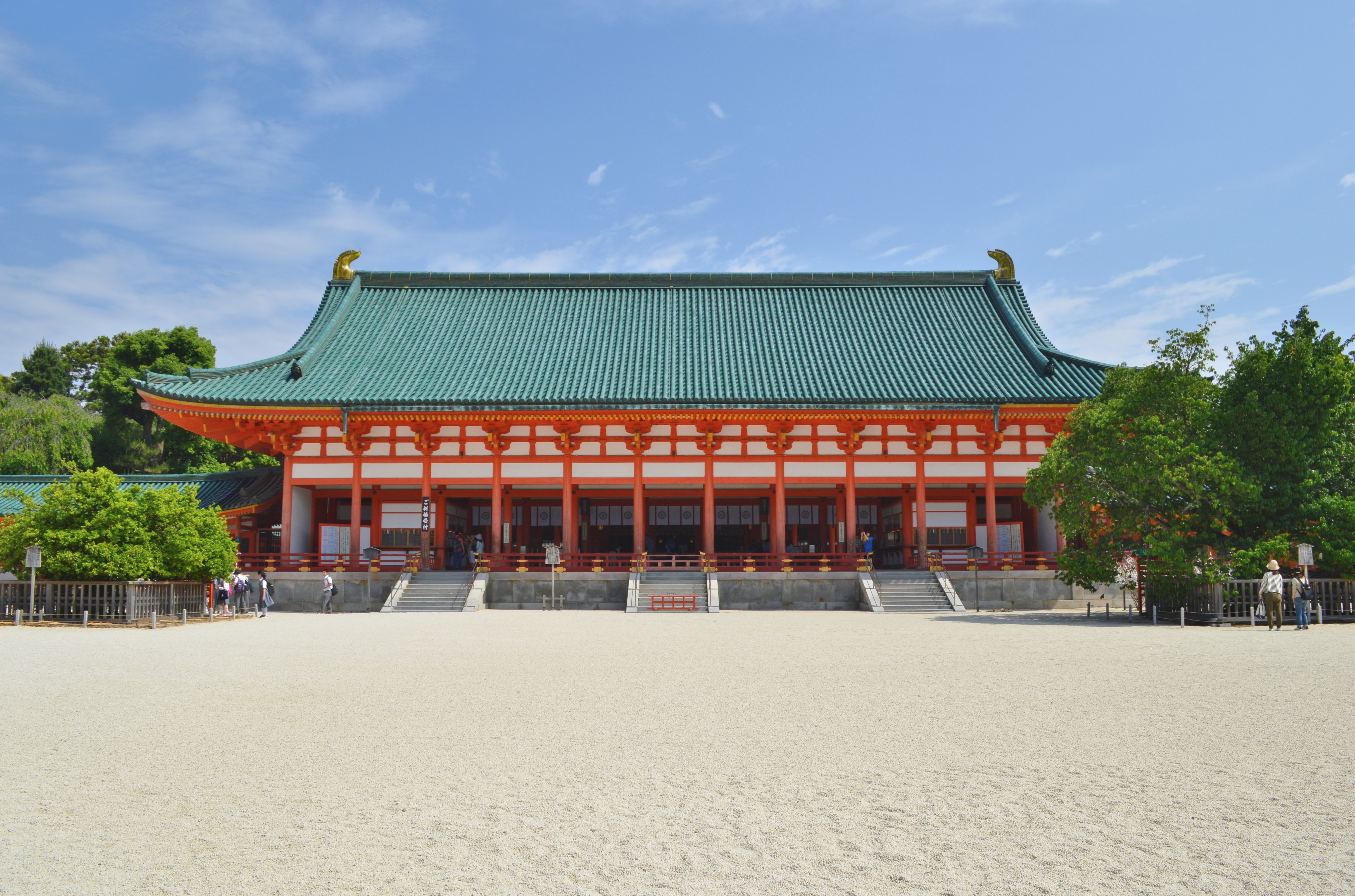
平安神宮
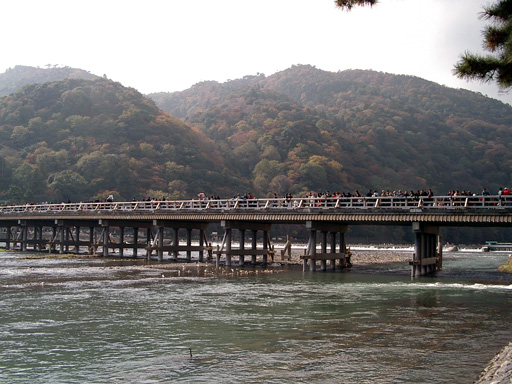
嵐山
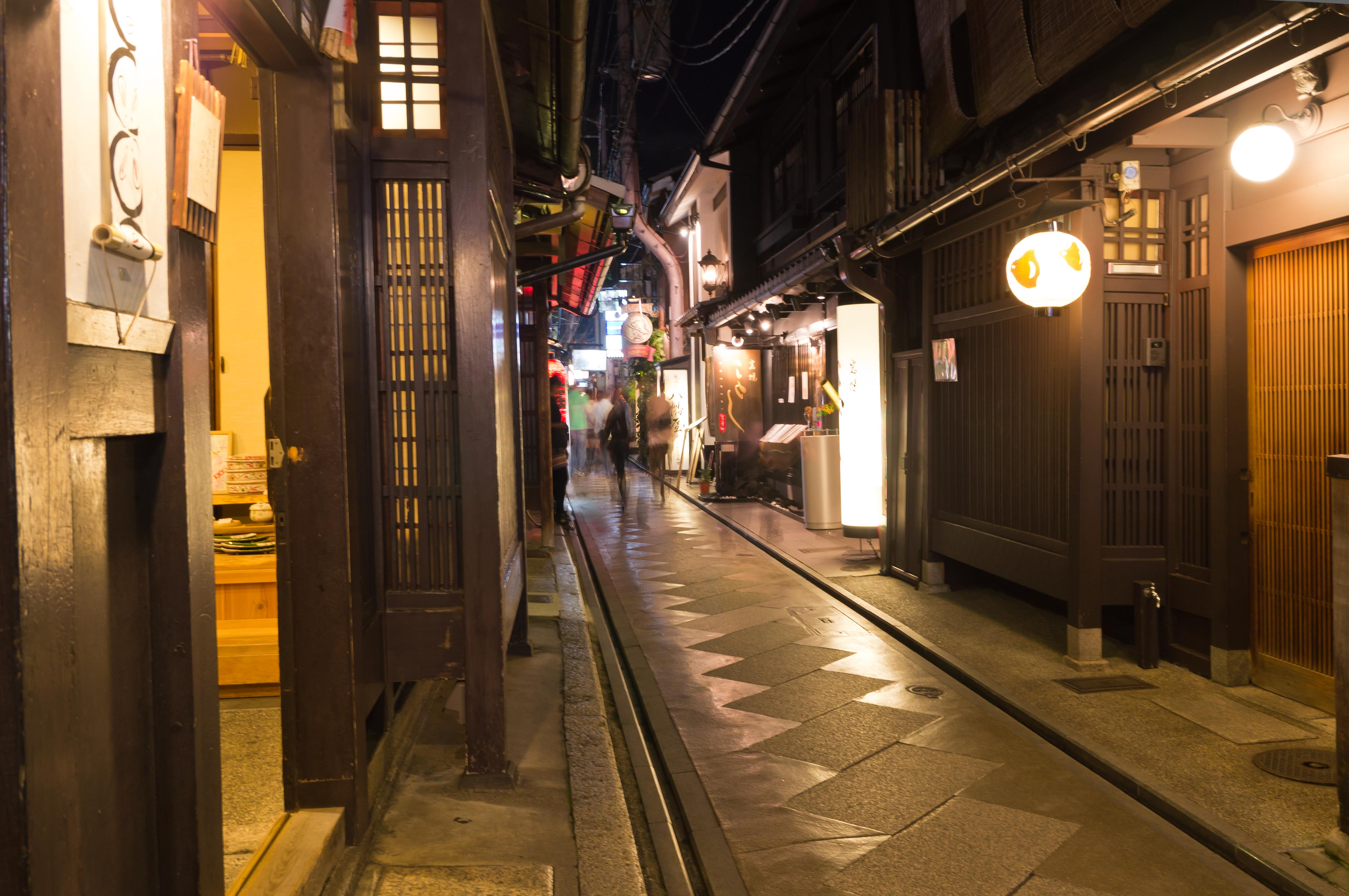
先斗町
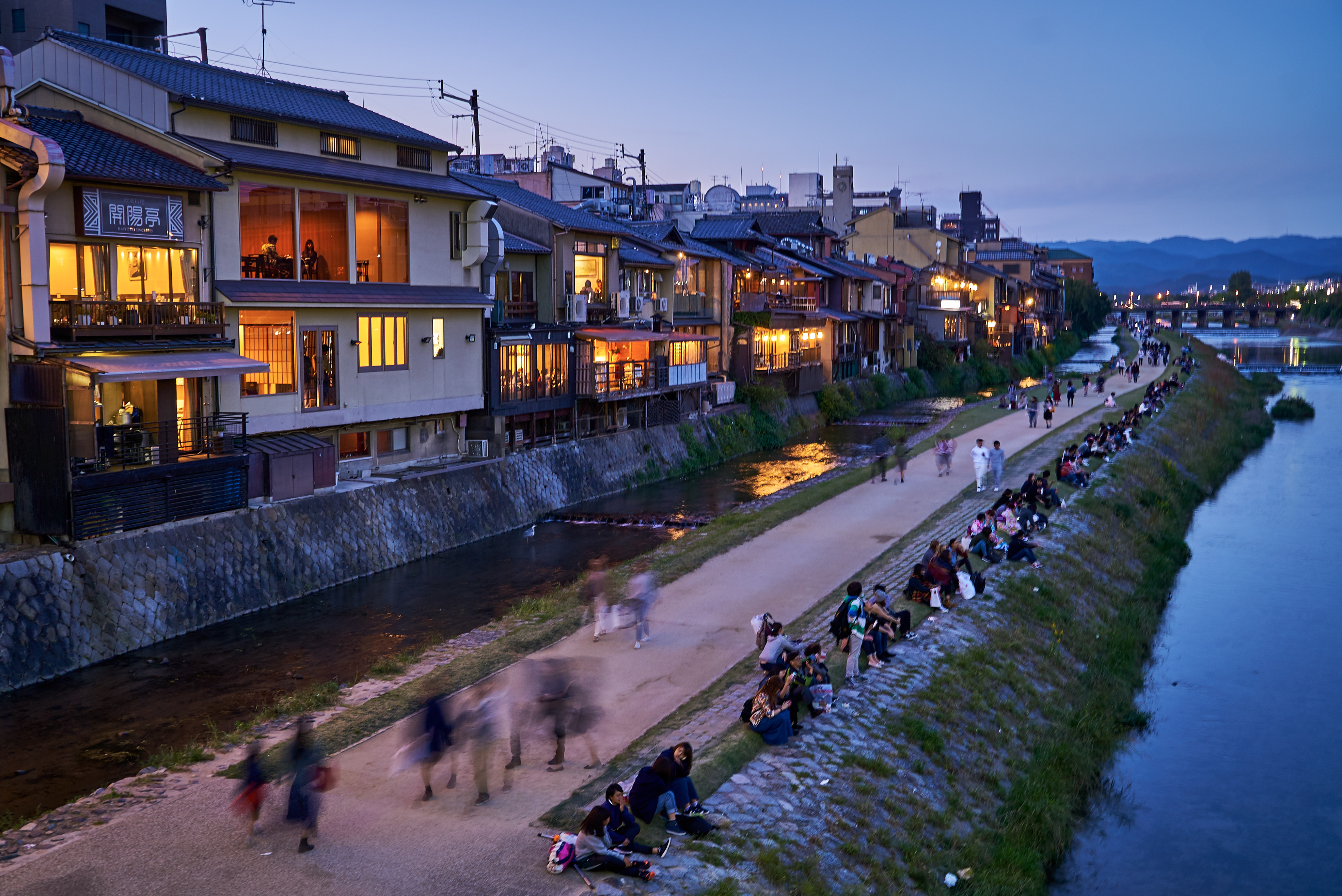
鴨川沿いの先斗町
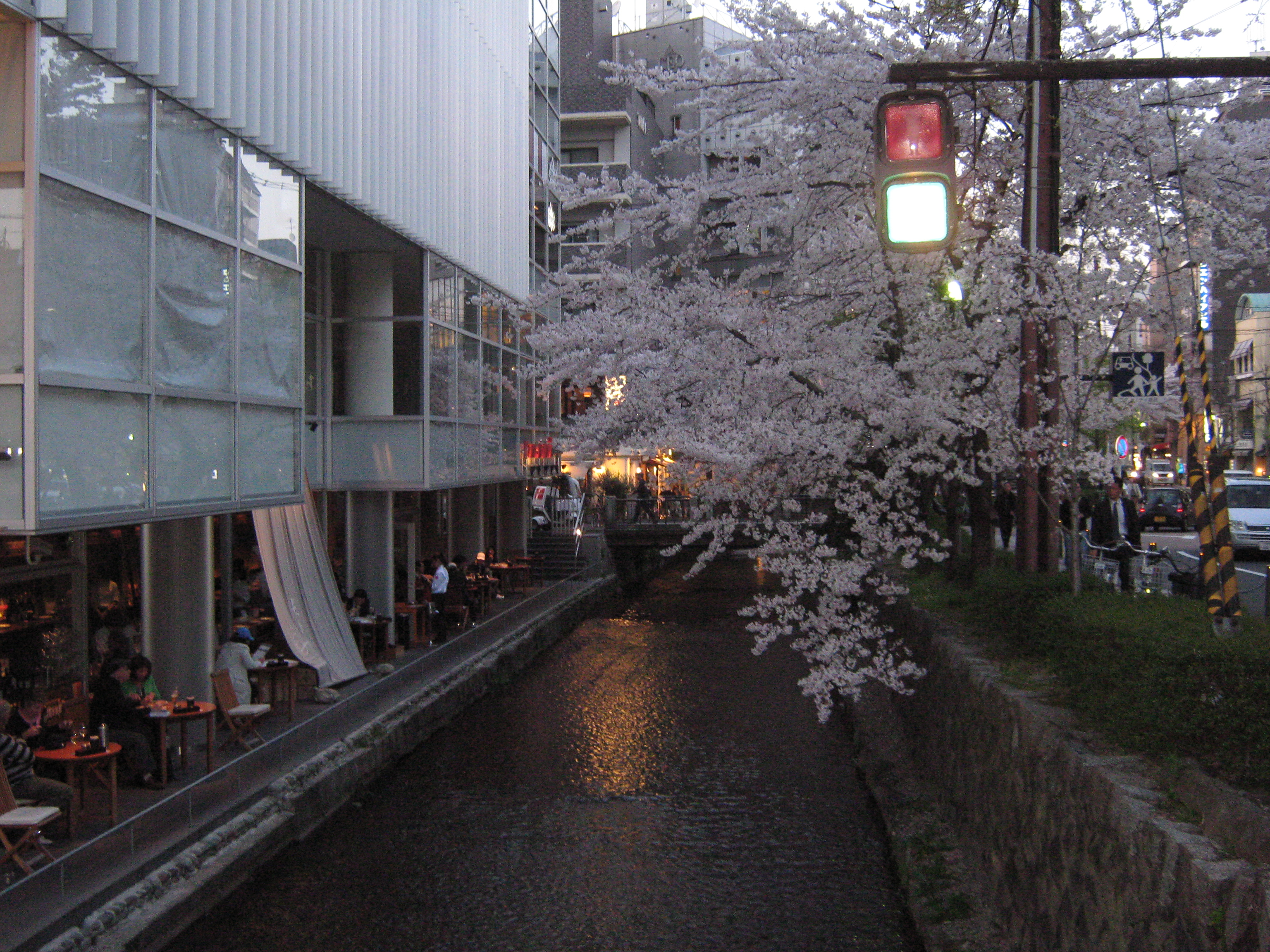
高瀬川
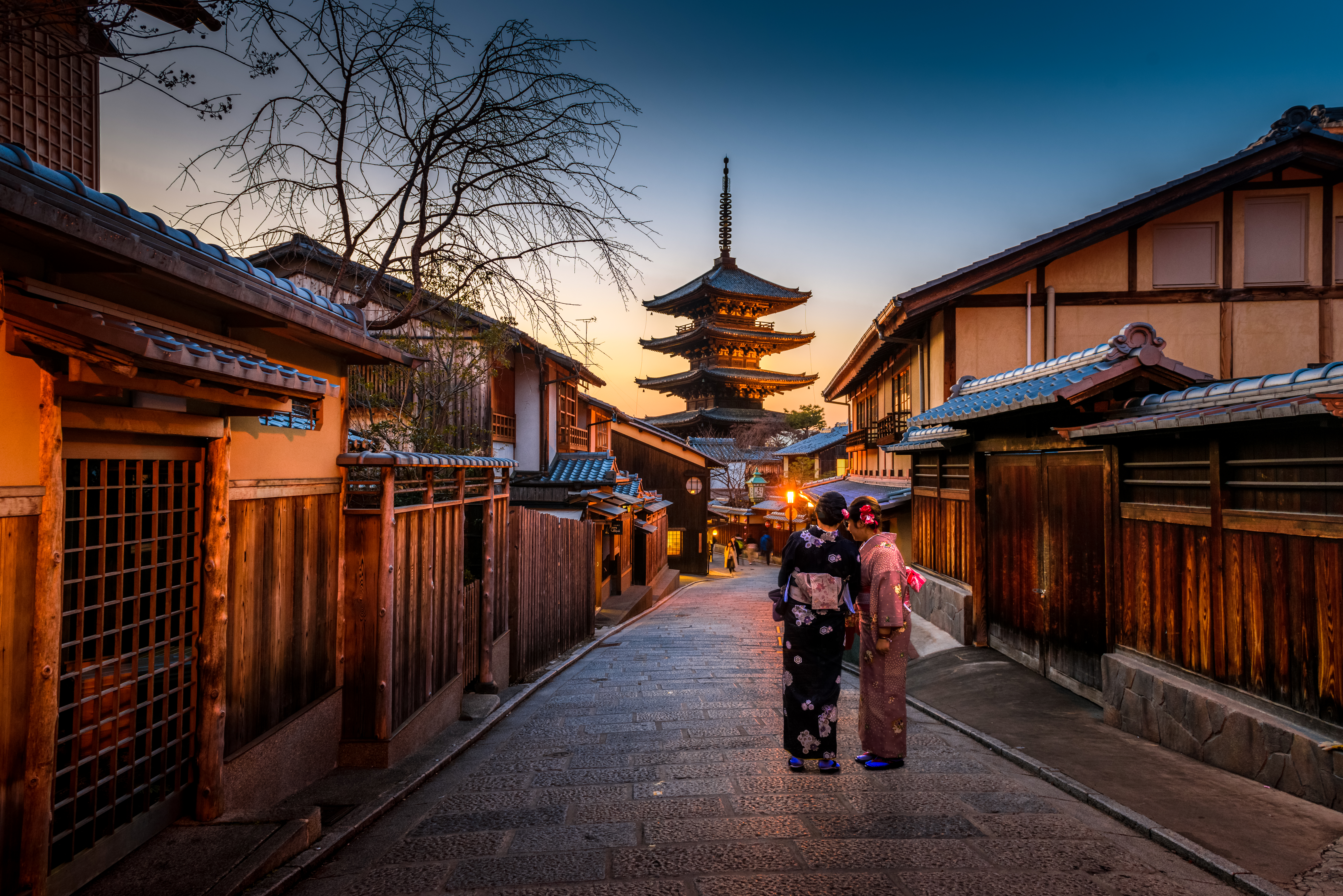
八坂の塔
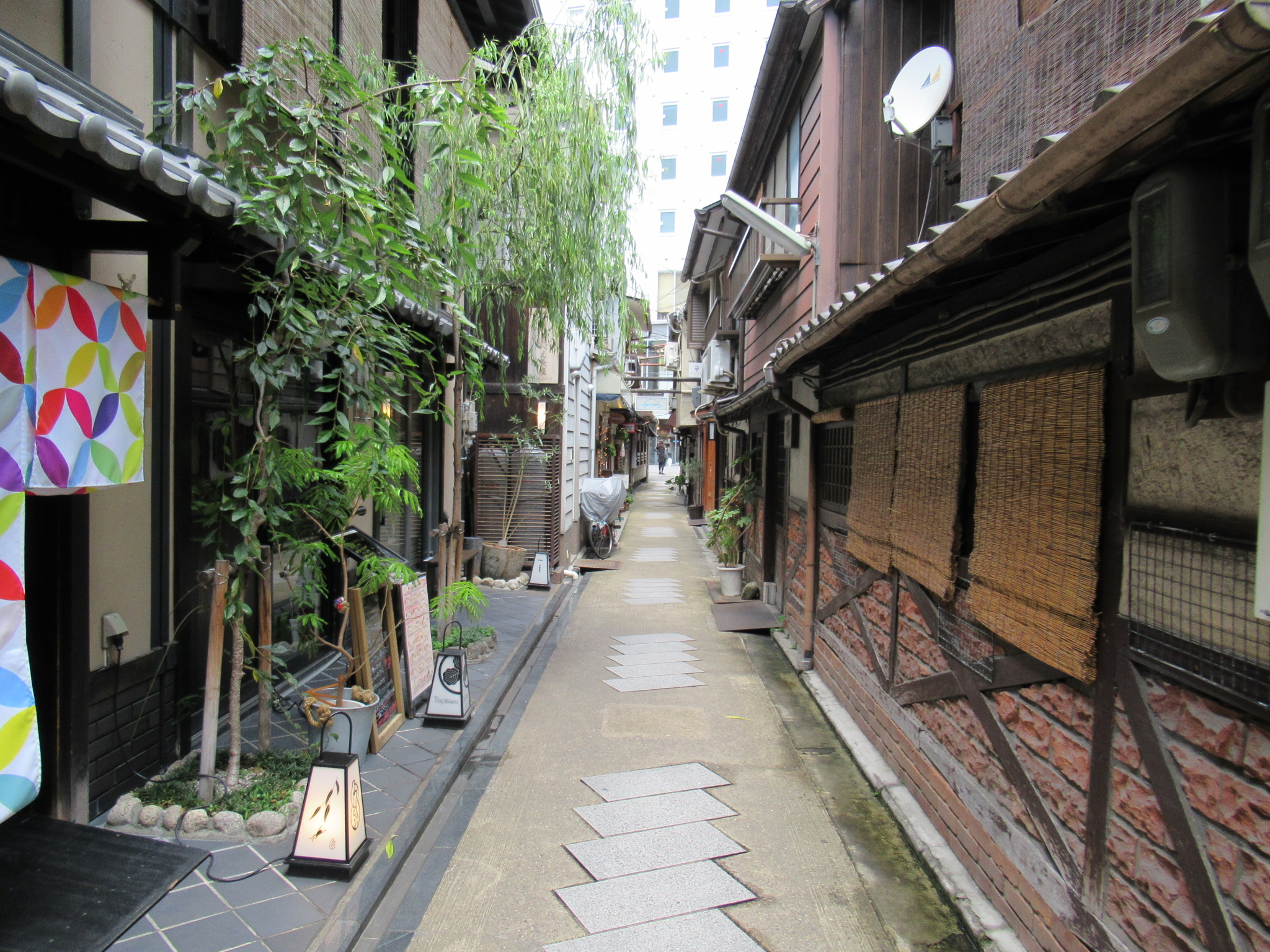
柳小路

文化施設
- 井村美術館
- 大西清右衛門美術館
- 何必館・京都現代美術館
- 河井寛次郎記念館
- 川島織物文化館
- 北村美術館
- 漢検漢字博物館・図書館（漢字ミュージアム）
- 京菓子資料館
- 京都嵐山オルゴール美術館
- 京都祇園らんぷ美術館
- 京都市学校歴史博物館
- 京都市勧業館（みやこめっせ）
- 京都市京セラ美術館
- 京都市考古資料館
- 京都市国際交流会館
- 京都市市民防災センター
- 京都市生涯学習総合センター（京都アスニー）
- 京都市青少年科学センター
- 京都市動物園
- 京都市歴史資料館
- 京都ギリシアローマ美術館
- 京都芸術センター
- 京都国際マンガミュージアム
- 京都国立近代美術館
- 京都国立博物館
- 京都水族館
- 京都大学総合博物館
- 京都鉄道博物館（旧梅小路蒸気機関車館）
- 京都文化博物館
- 京都府立京都学・歴彩館
- 京都府立植物園
- 京都府立陶板名画の庭
- 京都府立堂本印象美術館
- 京都万華鏡ミュージアム 姉小路館
- 高麗美術館
- 広隆寺霊宝殿
- 金比羅絵馬館
- 嵯峨嵐山文華館 （旧時雨殿）
- 茶道資料館
- ジオラマ・京都・JAPAN
- 思文閣美術館
- 島津創業記念資料館
- 19世紀ホール
- 承天閣美術館
- 泉屋博古館
- 大覚寺収蔵庫
- 醍醐寺霊宝館宝聚院
- 東映太秦映画村
- 東寺宝物館
- 並河靖之七宝記念館
- 西陣織会館
- 仁和寺霊宝館
- 野村美術館
- 琵琶湖疏水記念館
- 風俗博物館
- 福田美術館
- 藤井斉成会有鄰館
- ブリキのおもちゃと人形博物館
- 細見美術館
- 橋本関雪記念館
- 楽美術館
- 立命館大学国際平和ミュージアム
- 龍谷ミュージアム
- 霊山歴史館

相互協力団体として「京都市内博物館施設連絡協議会」があり、市内の博物館・美術館などのうち約200館で組織している。また、比較的大規模で公立の4館が「京都ミュージアムズ・フォー」の名で連携事業を行っている。

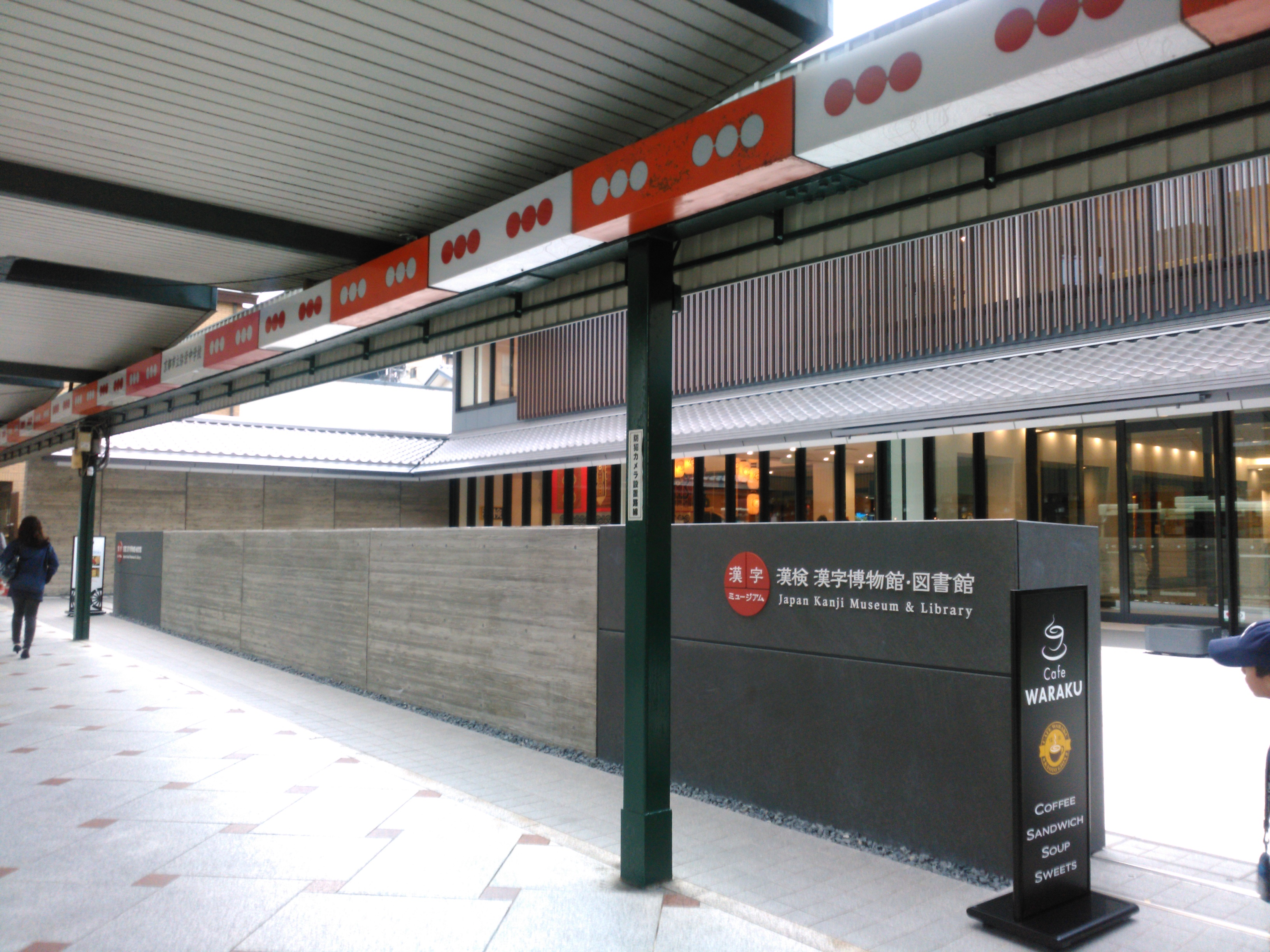
漢検漢字博物館・図書館（漢字ミュージアム）
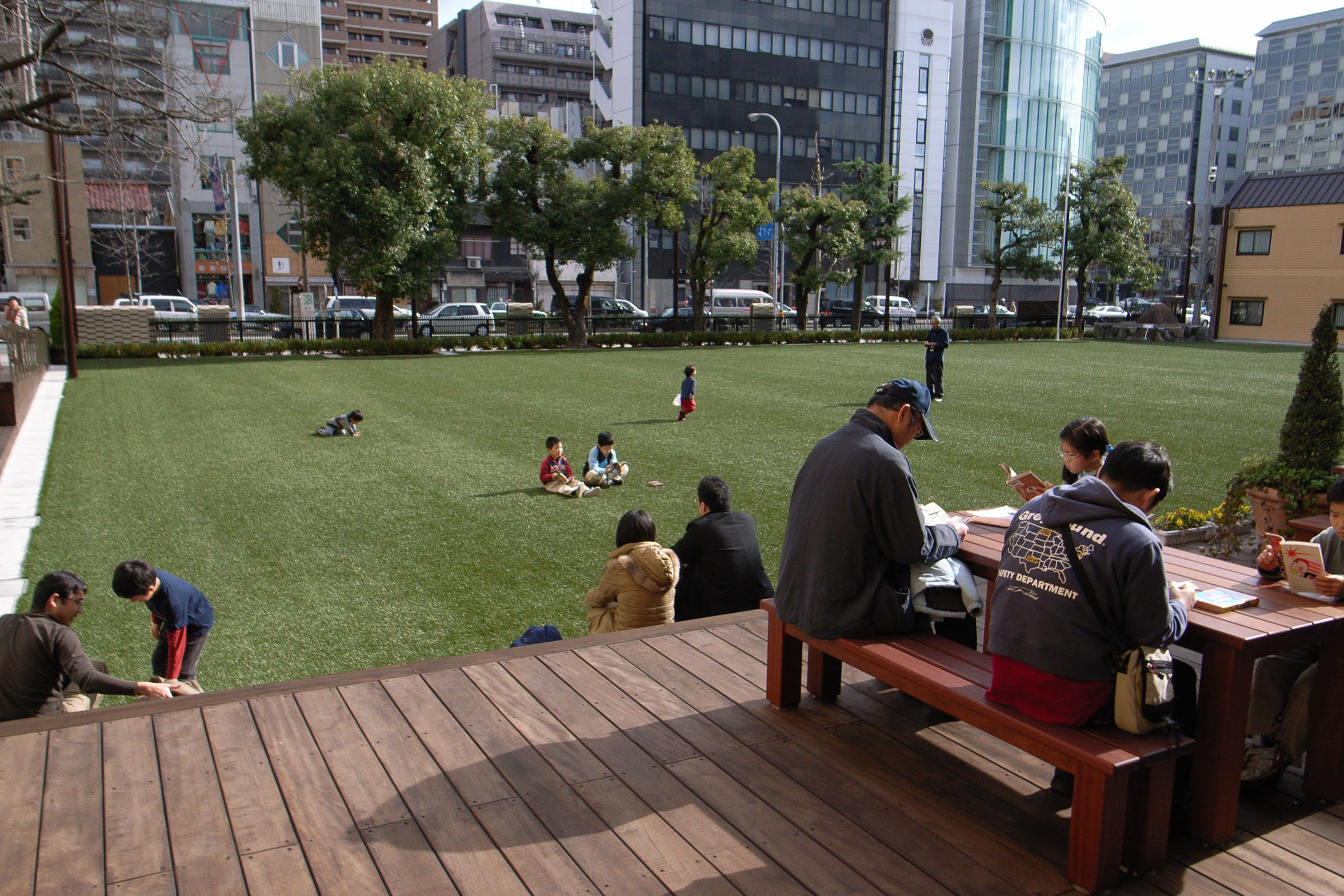
京都国際マンガミュージアム
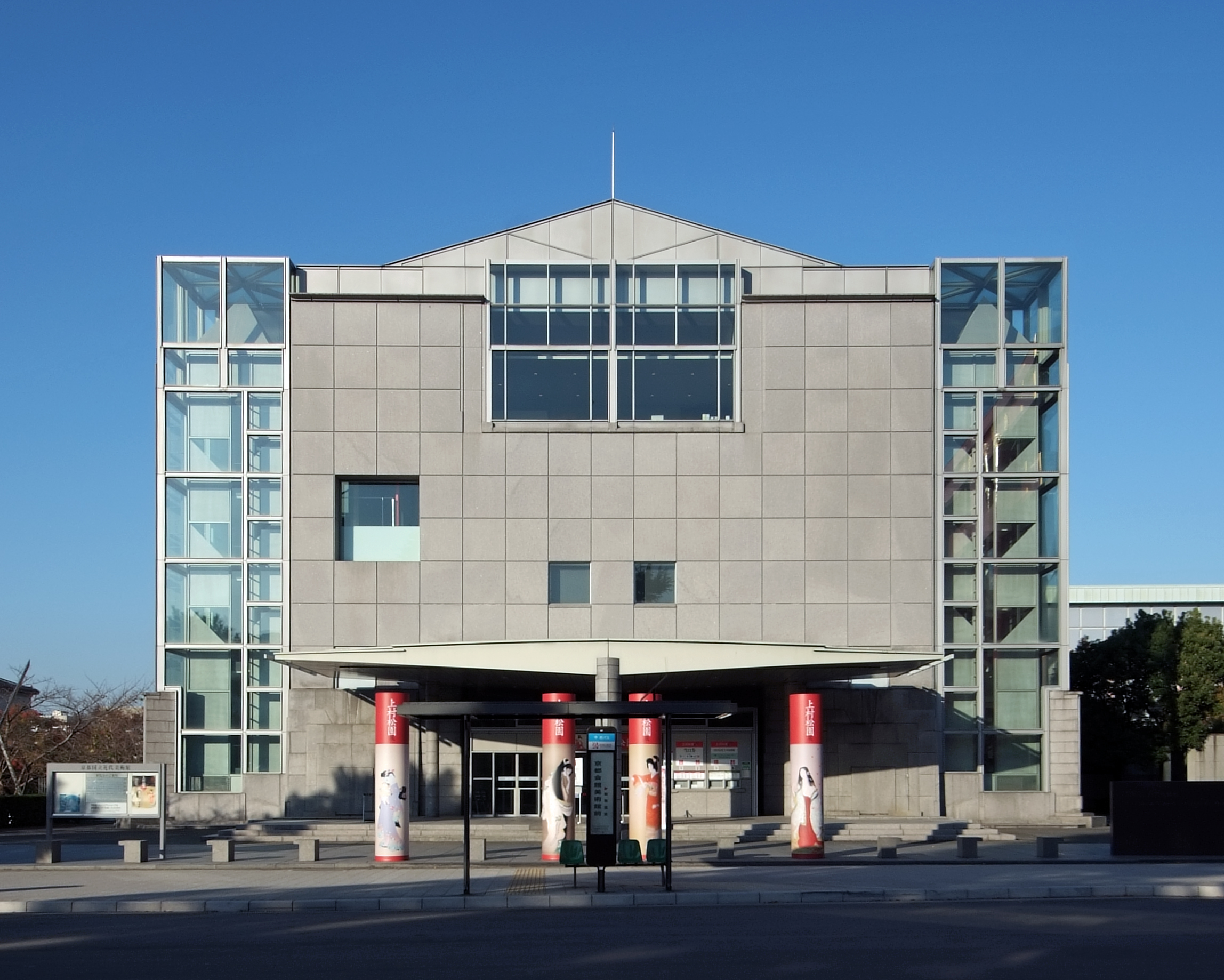
京都国立近代美術館
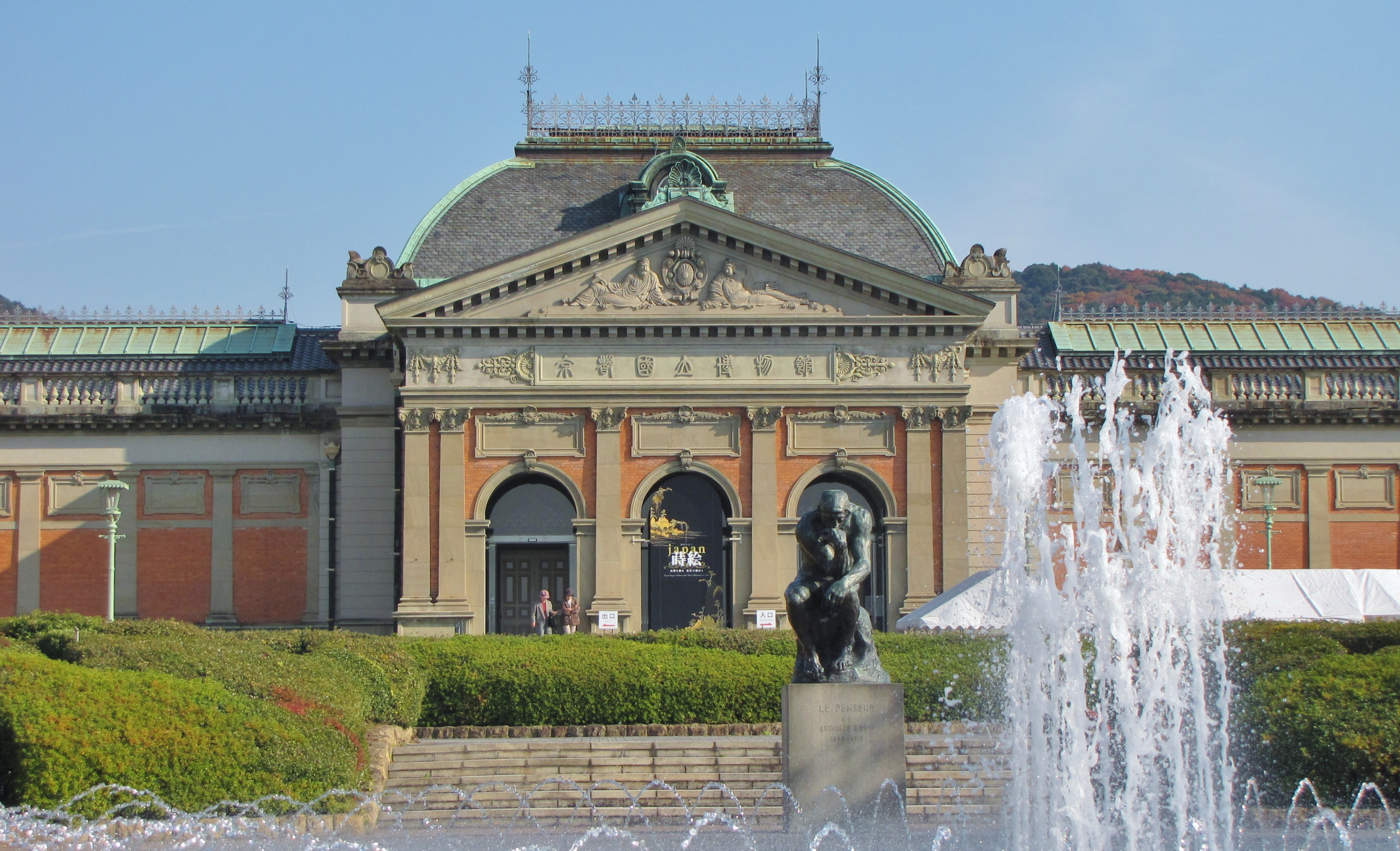
京都国立博物館
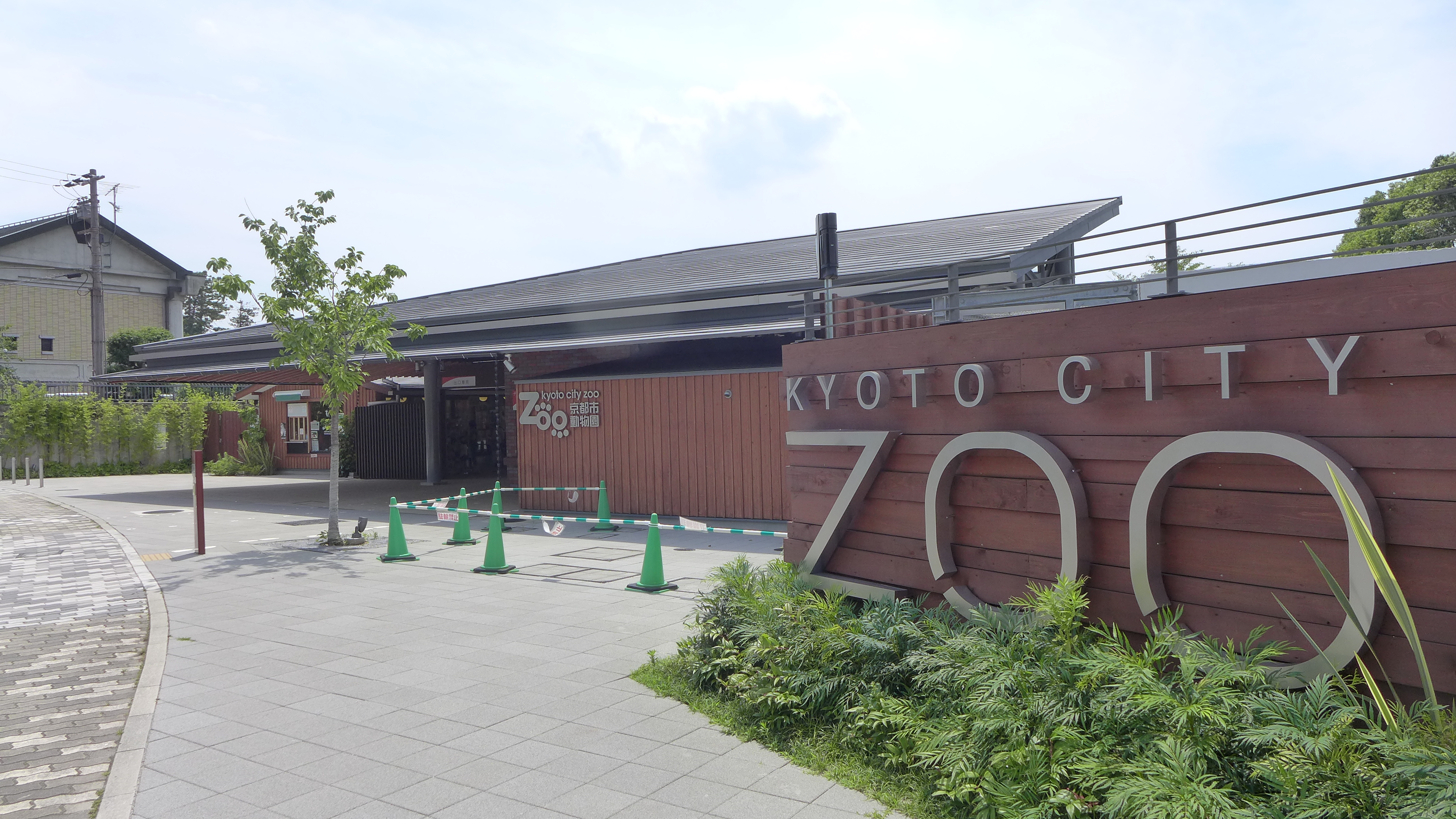
京都市動物園
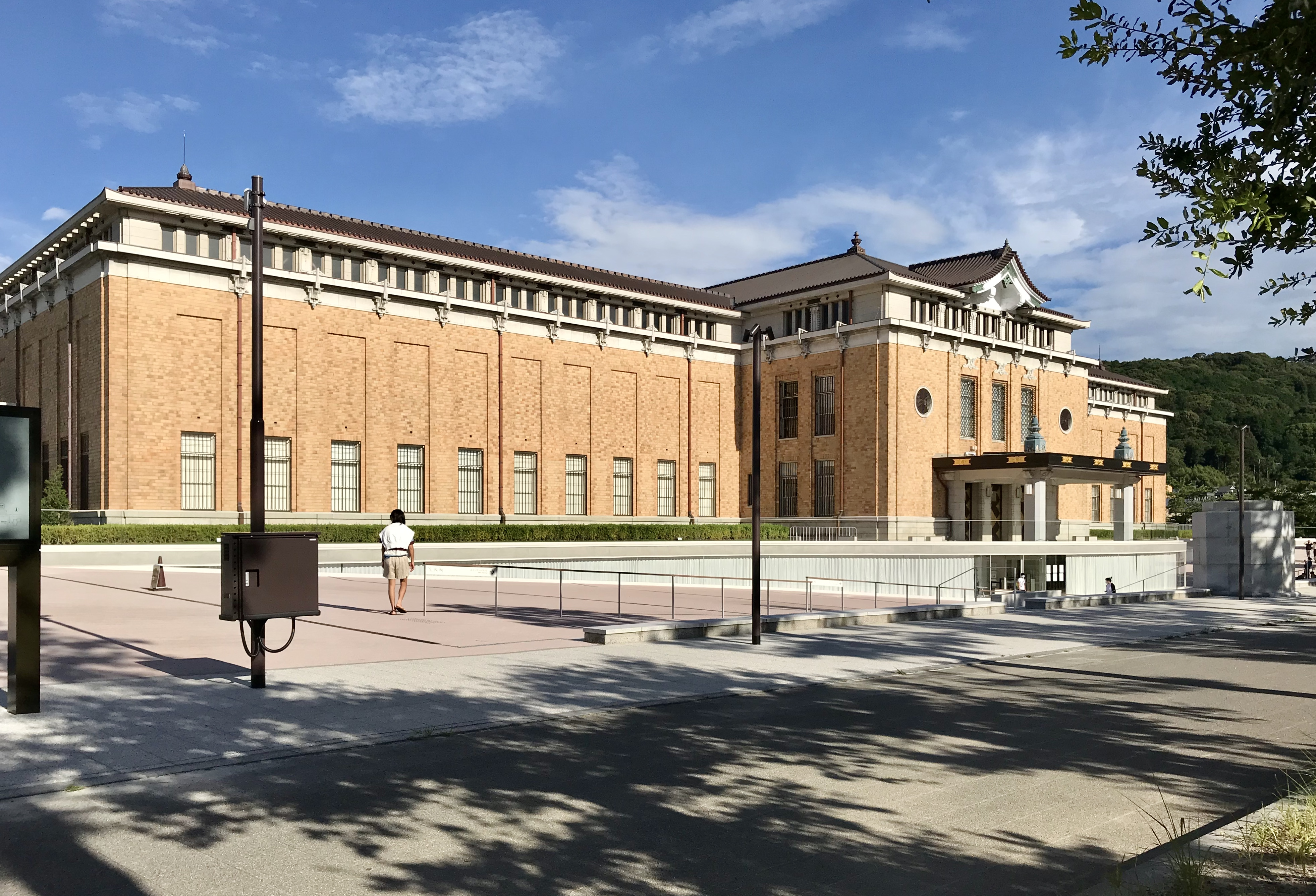
京都市京セラ美術館
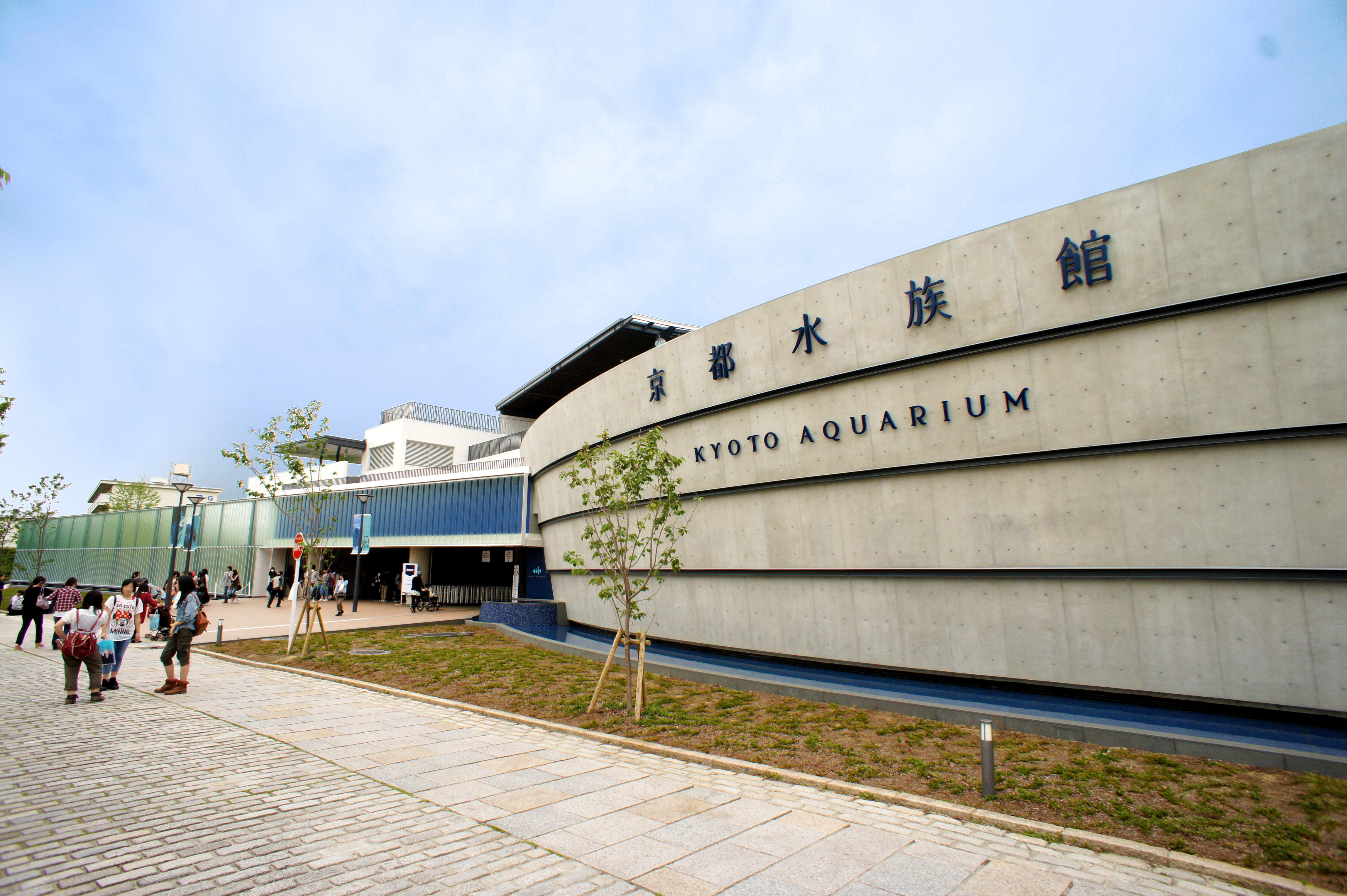
京都水族館
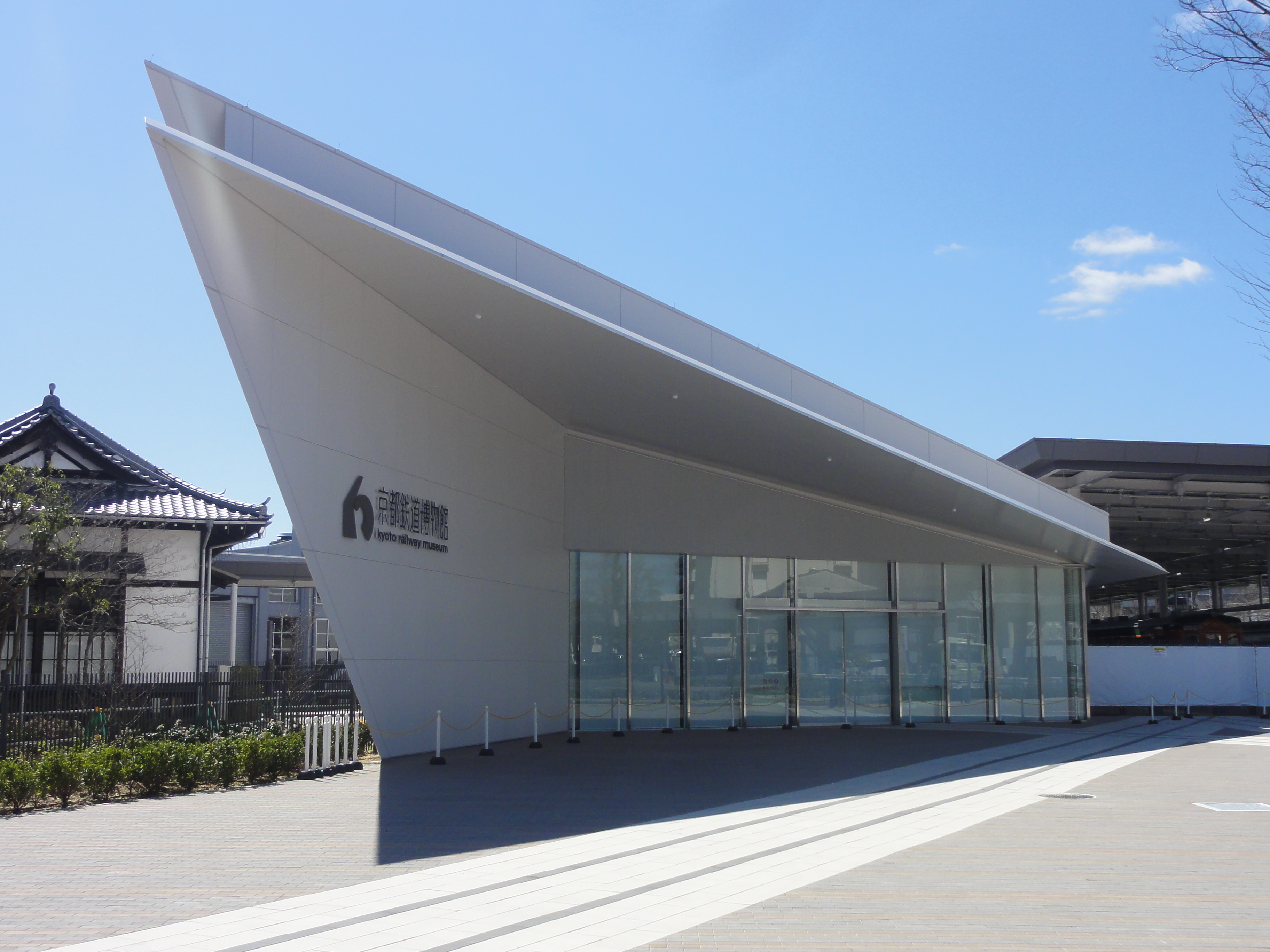
京都鉄道博物館
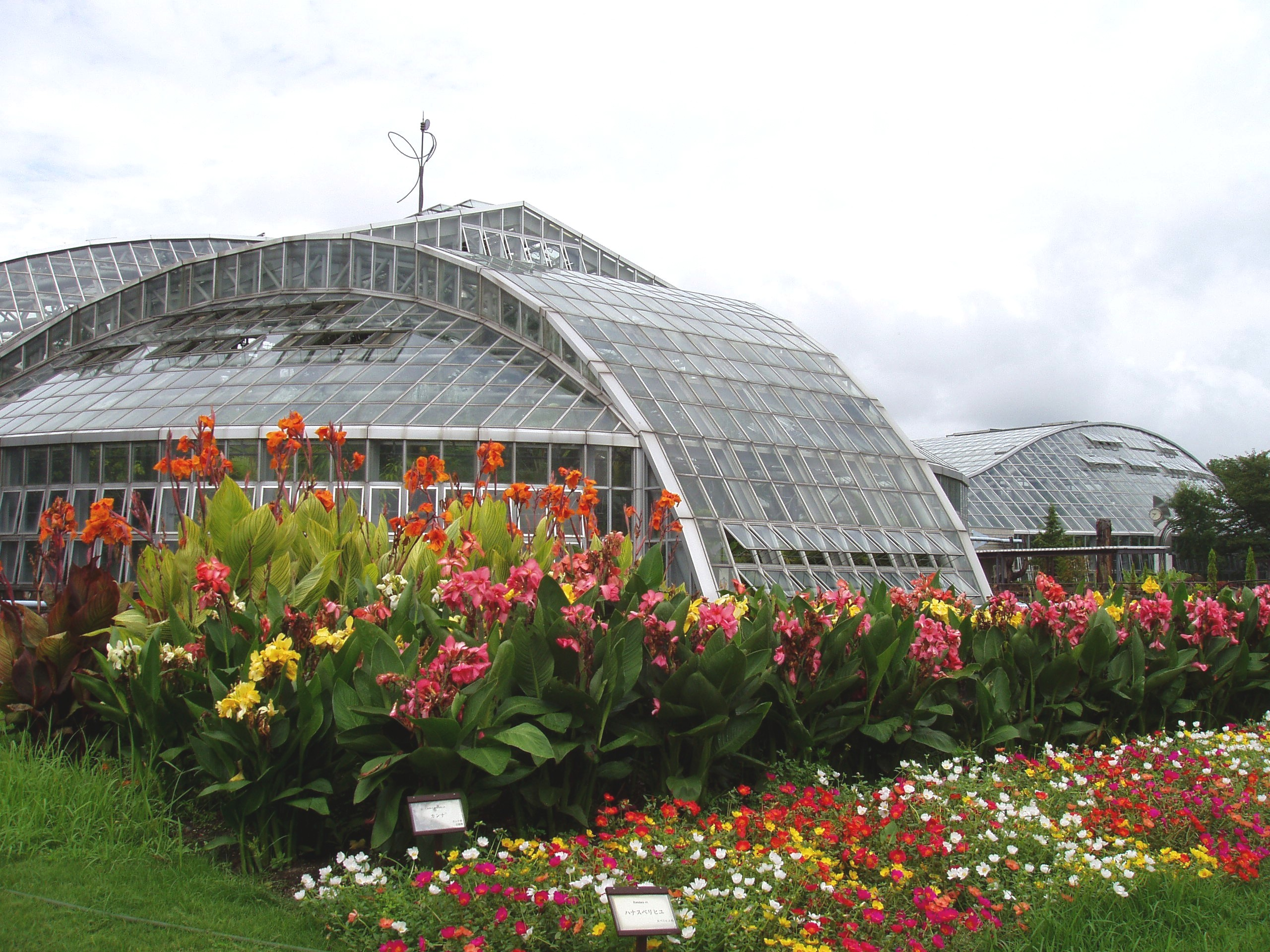
京都府立植物園
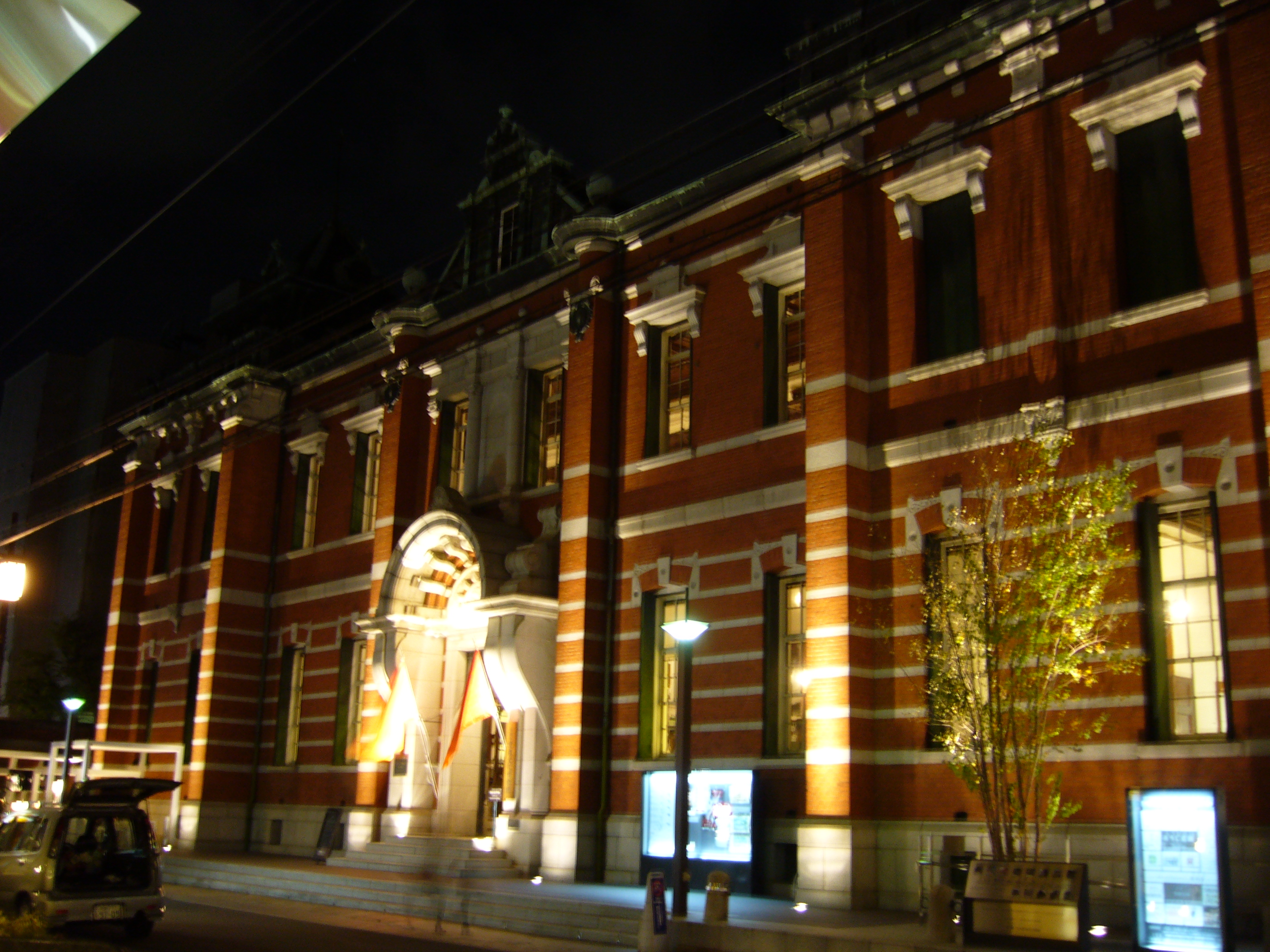
京都文化博物館
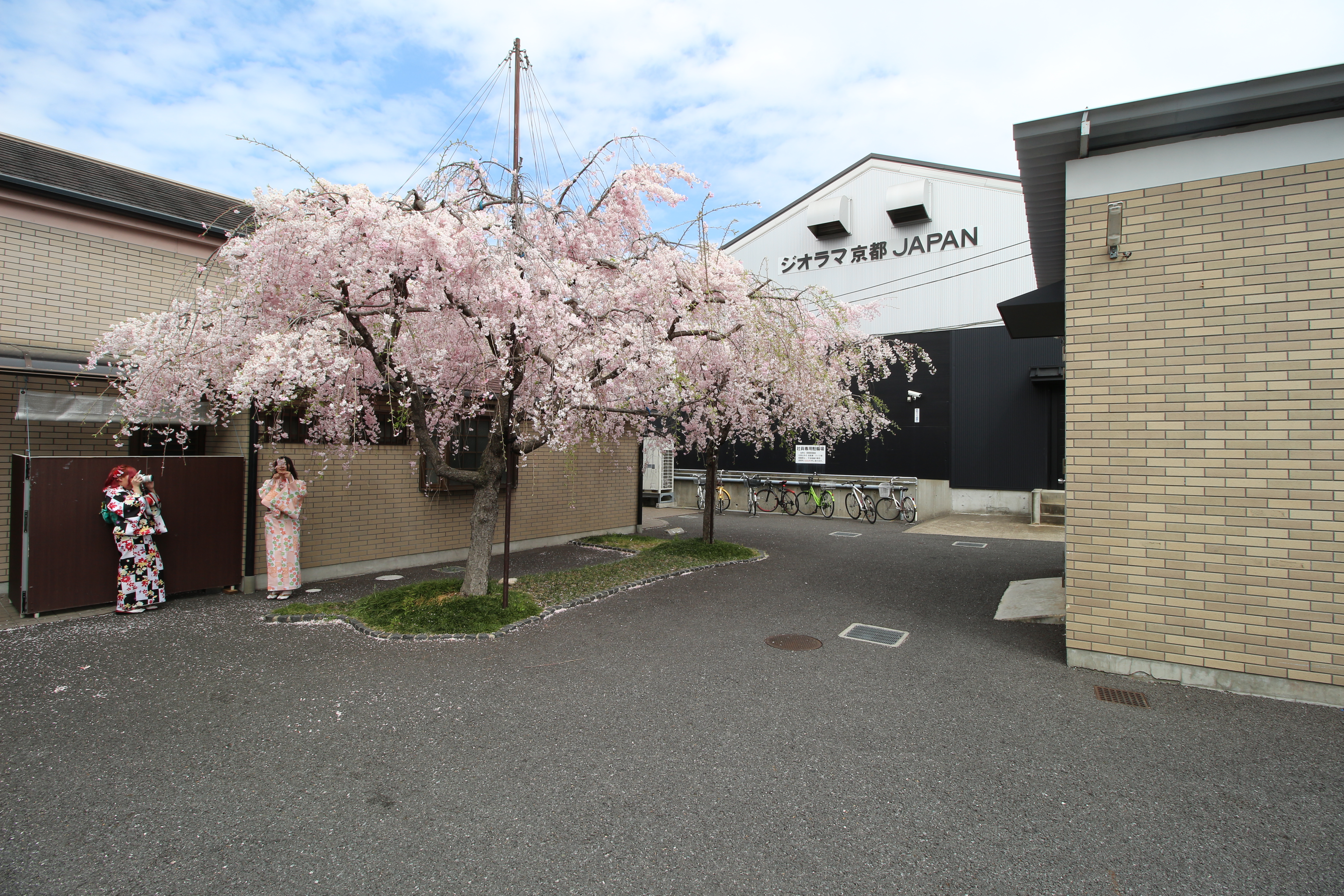
ジオラマ・京都・JAPAN
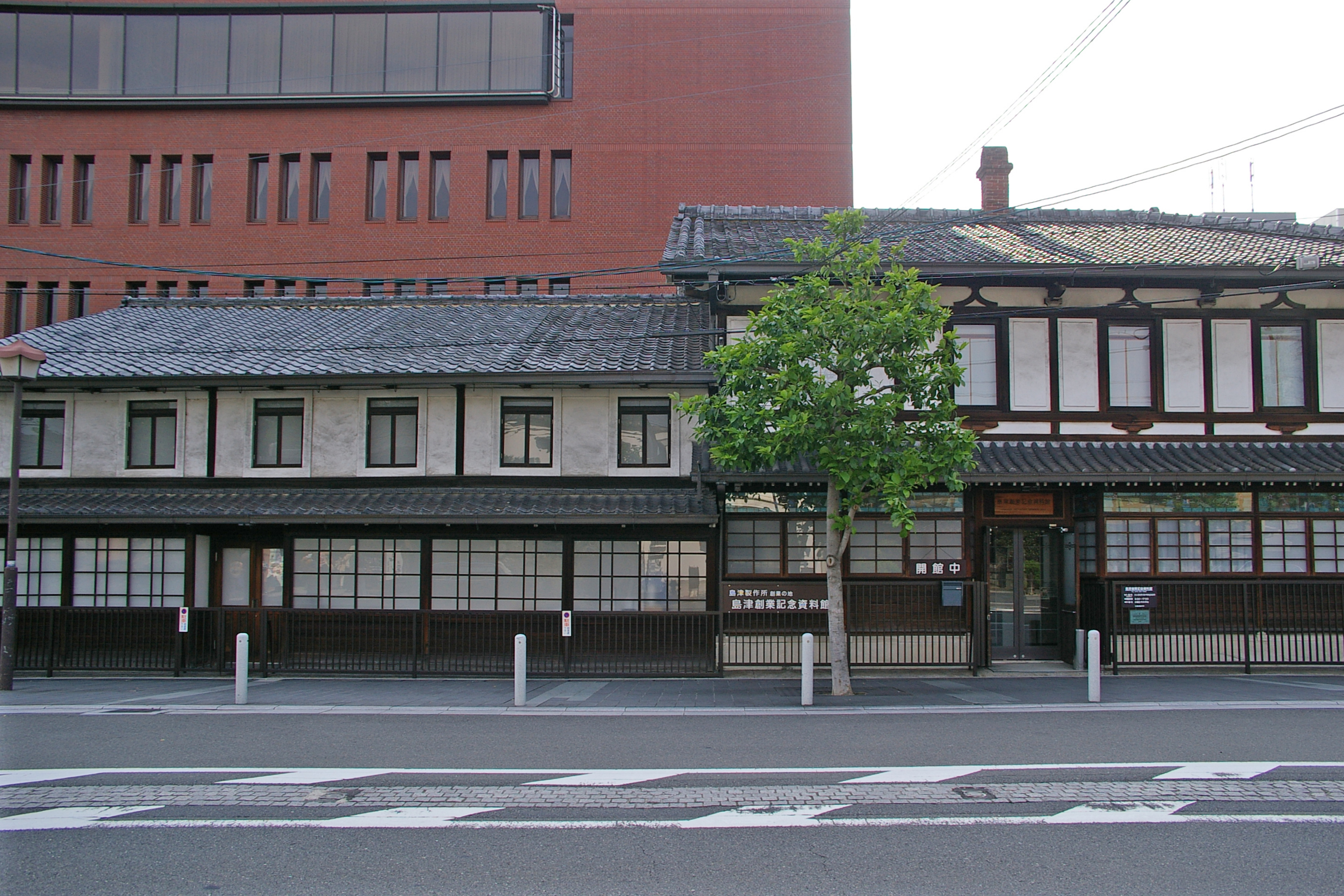
島津創業記念資料館
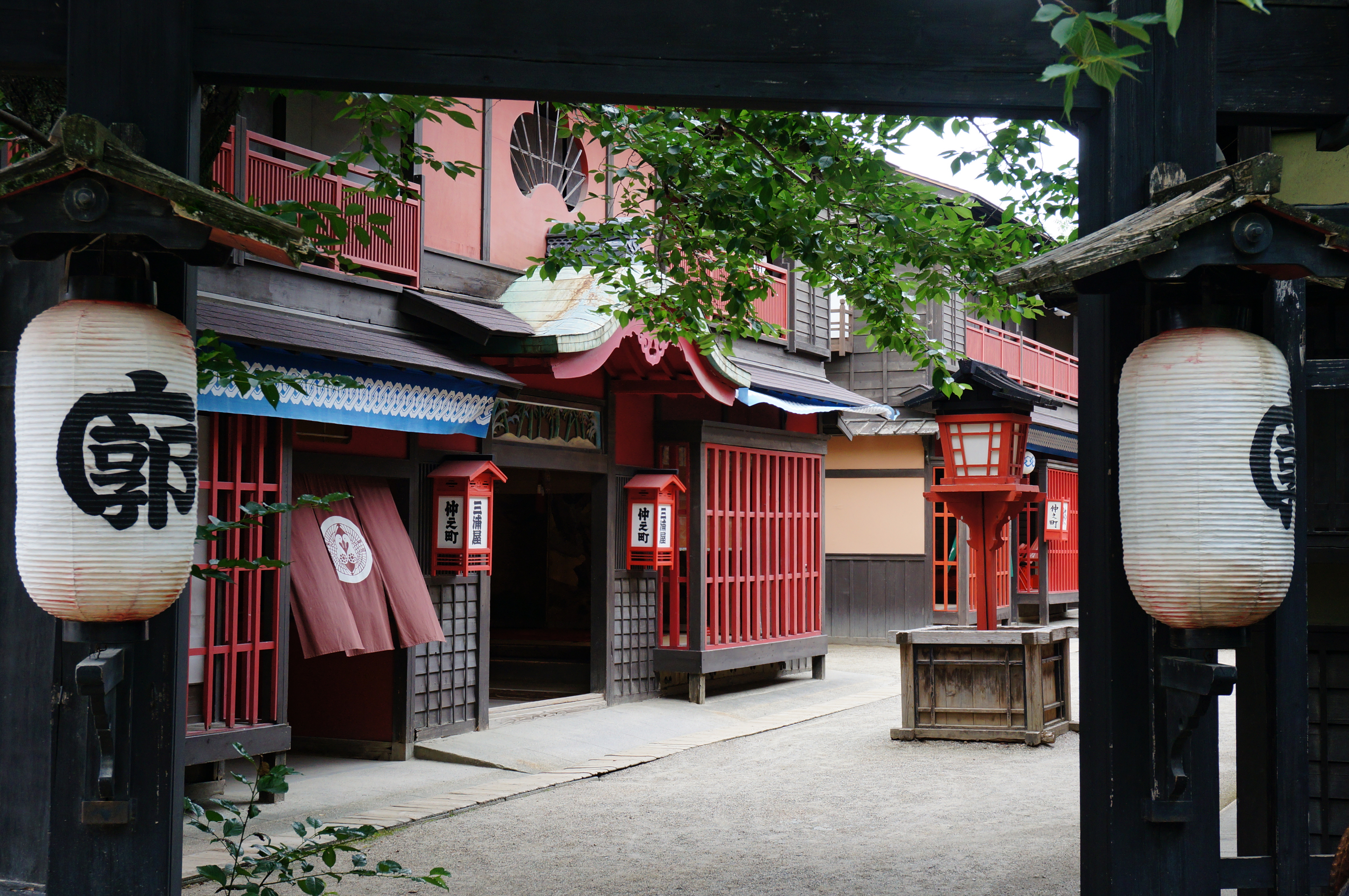
東映太秦映画村

## 文化・名物

### 祭事・催事
主な祭事

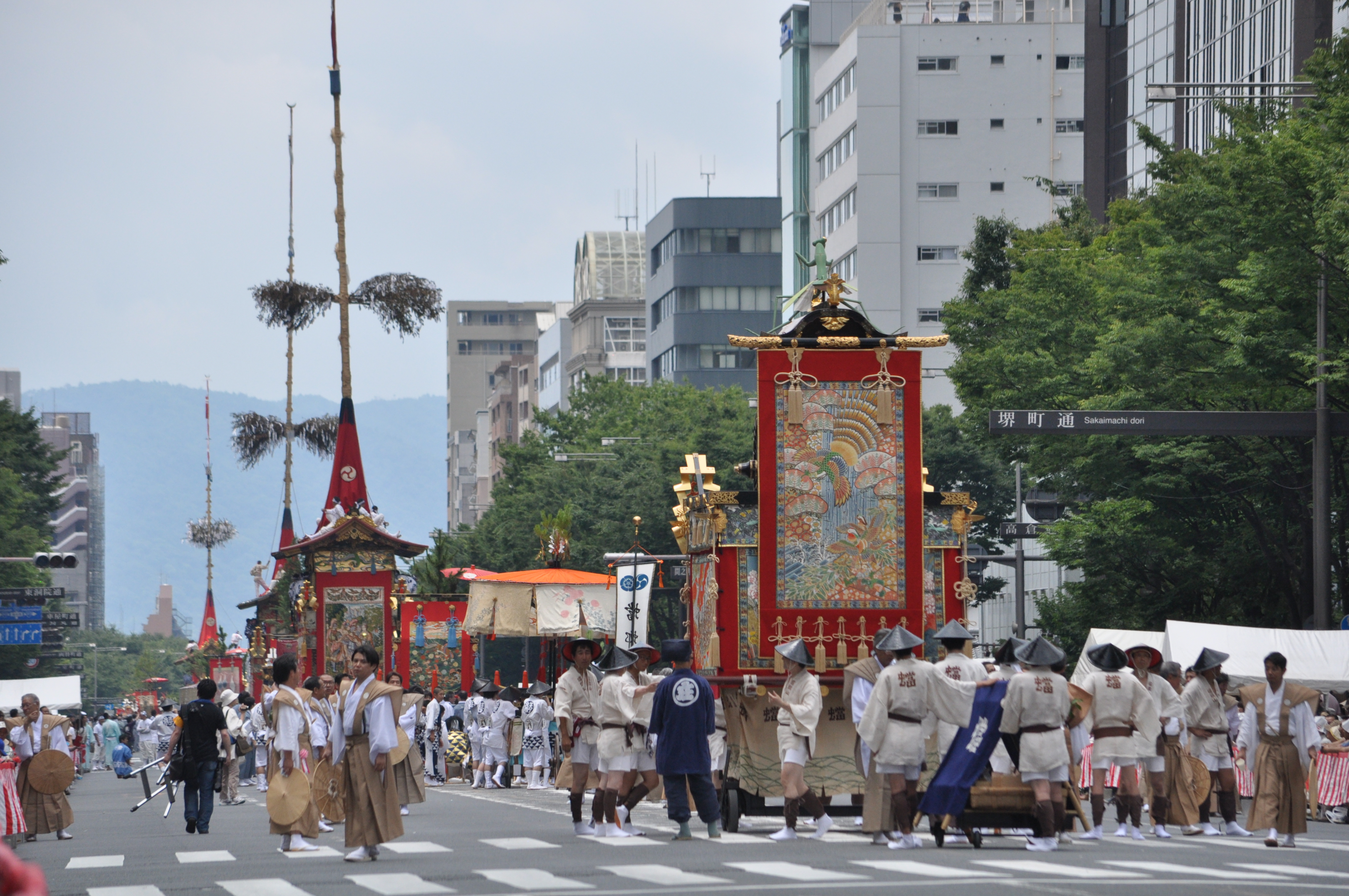
祇園祭
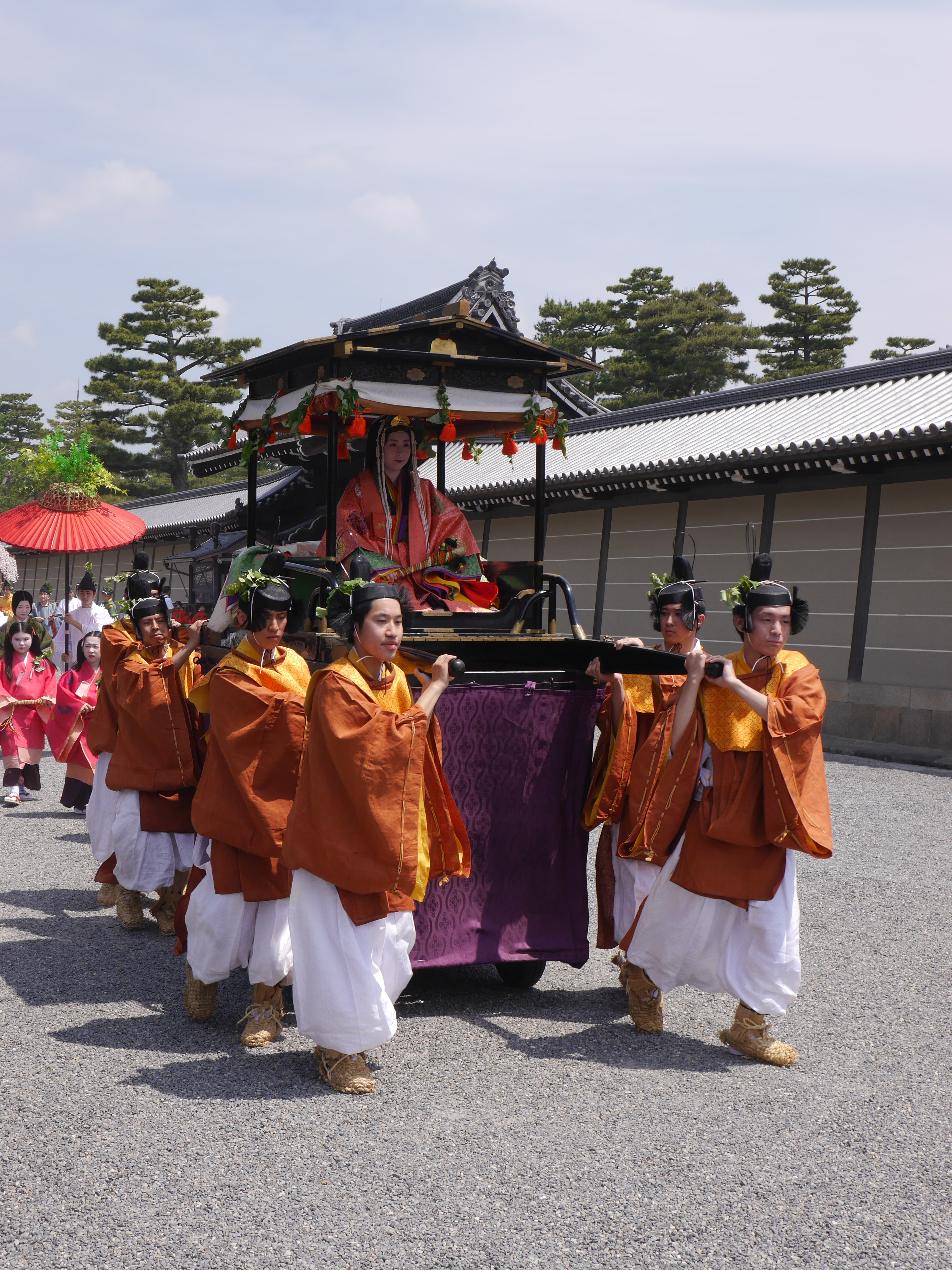
葵祭
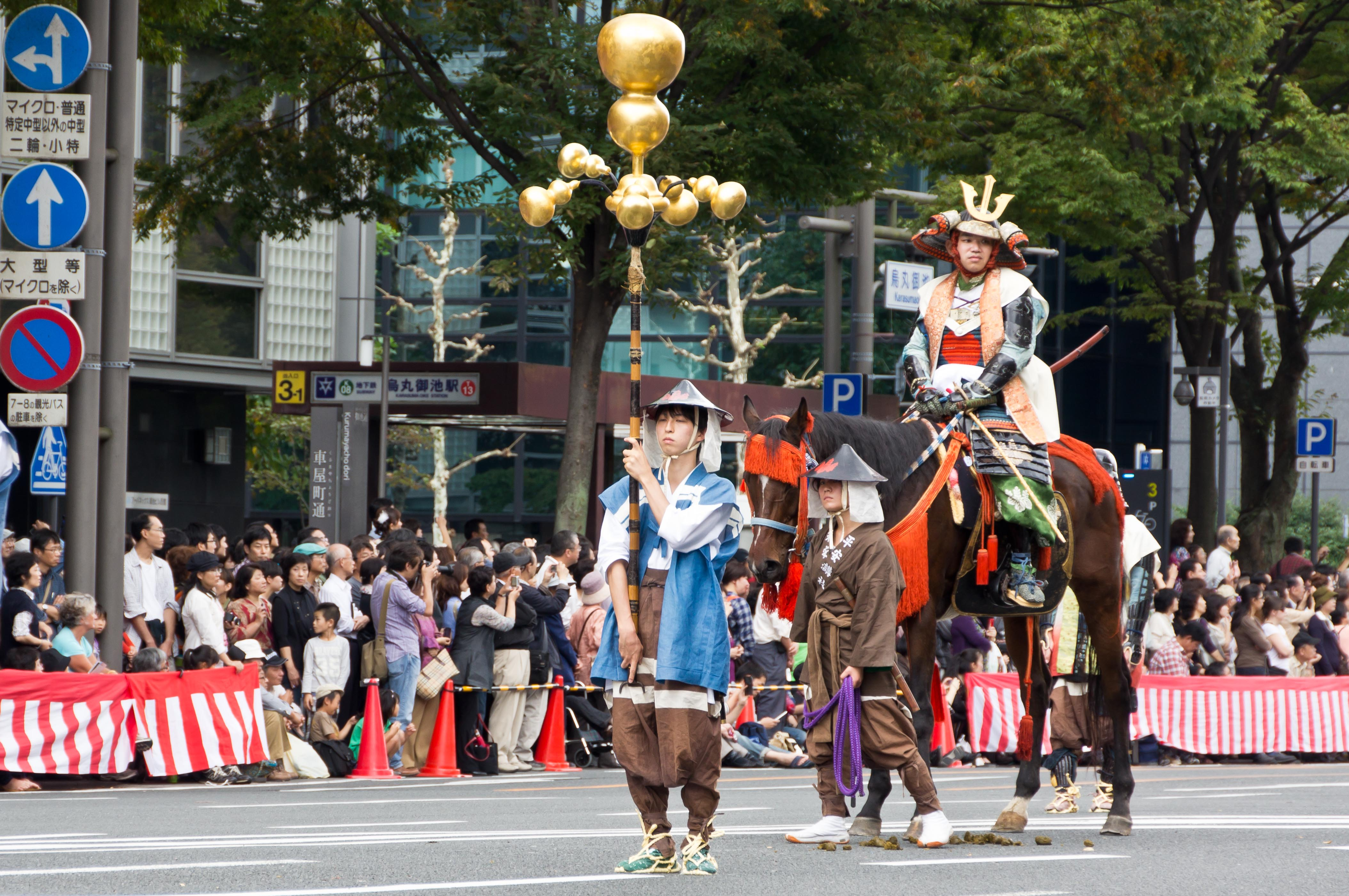
時代祭
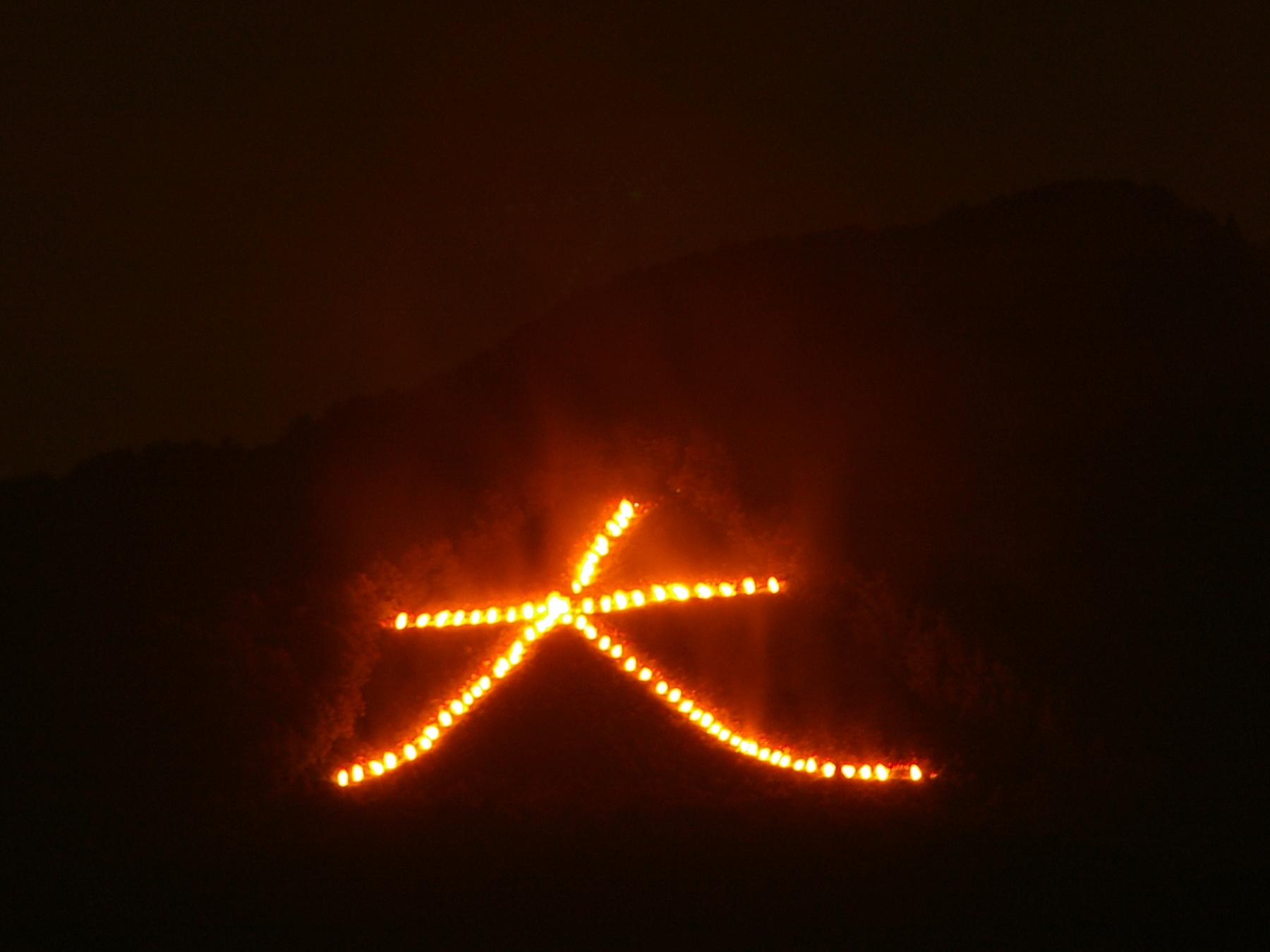
五山送り火（大文字の送り火）

- 祇園祭
- 葵祭
- 時代祭
- 五山送り火

### 名産・特産

#### 伝統産業
74品目を京都市は伝統産業として指定し、そのうち経済産業大臣指定伝統的工芸品と17品目が重複、その他から京の手しごと工芸品を選んでいる。
- 染織
  - 西陣織
  - 京鹿の子絞
  - 京友禅
  - 京小紋
  - 京くみひも
  - 京繍
  - 京黒紋付染
  - 京房ひも・撚ひも
- 諸工芸
  - 京仏壇
  - 京仏具
  - 京漆器
  - 京指物
  - 京焼・清水焼
  - 京扇子
  - 京うちわ
  - 京石工芸品
  - 京人形
  - 京表具
  - 京陶人形
  - 京都の金属工芸品
  - 京象嵌
  - 京刃物
  - 京の神祇装束調度品
  - 京銘竹
  - 京の色紙短冊和本帖
  - 北山丸太
  - 京版画
  - 京袋物
  - 京すだれ
  - 京印章
  - 工芸菓子
  - 京竹工芸
  - 珠数
  - 京たたみ
  - 京七宝
- 小規模産品
  - 菓子木型
  - かつら
  - 京金網
  - 唐紙
  - かるた
  - きせる
  - 京瓦
  - 京真田紐
  - 京足袋
  - 京つげぐし
  - 京葛籠
  - 京丸うちわ
  - 京弓
  - 京和傘
  - 截金
  - 嵯峨面
  - 尺八
  - 三味線
  - 調べ緒
  - 茶筒
  - 提灯
  - 念珠玉
  - 能面
  - 花かんざし
  - 帆布製カバン
  - 伏見人形
  - 邦楽器絃
  - 矢
  - 結納飾・水引工芸
  - 和蠟燭
  - 京こま
  - 額看板
- 食品
  - 清酒
  - 京菓子
  - 京漬物
  - 京料理
- その他
  - 造園
  - 薫香
  - 伝統建築

### 文化財
古くは京都が日本の政治・文化の中心となっていて、第二次世界大戦の戦災から免れたことから、国宝の約20%、重要文化財の約14%が京都市内に存在する。

#### 世界遺産
1994年（平成6年）に、近隣の宇治市内と滋賀県大津市内に所在するものを含め、17件の文化財が世界遺産に登録された。
「古都京都の文化財」

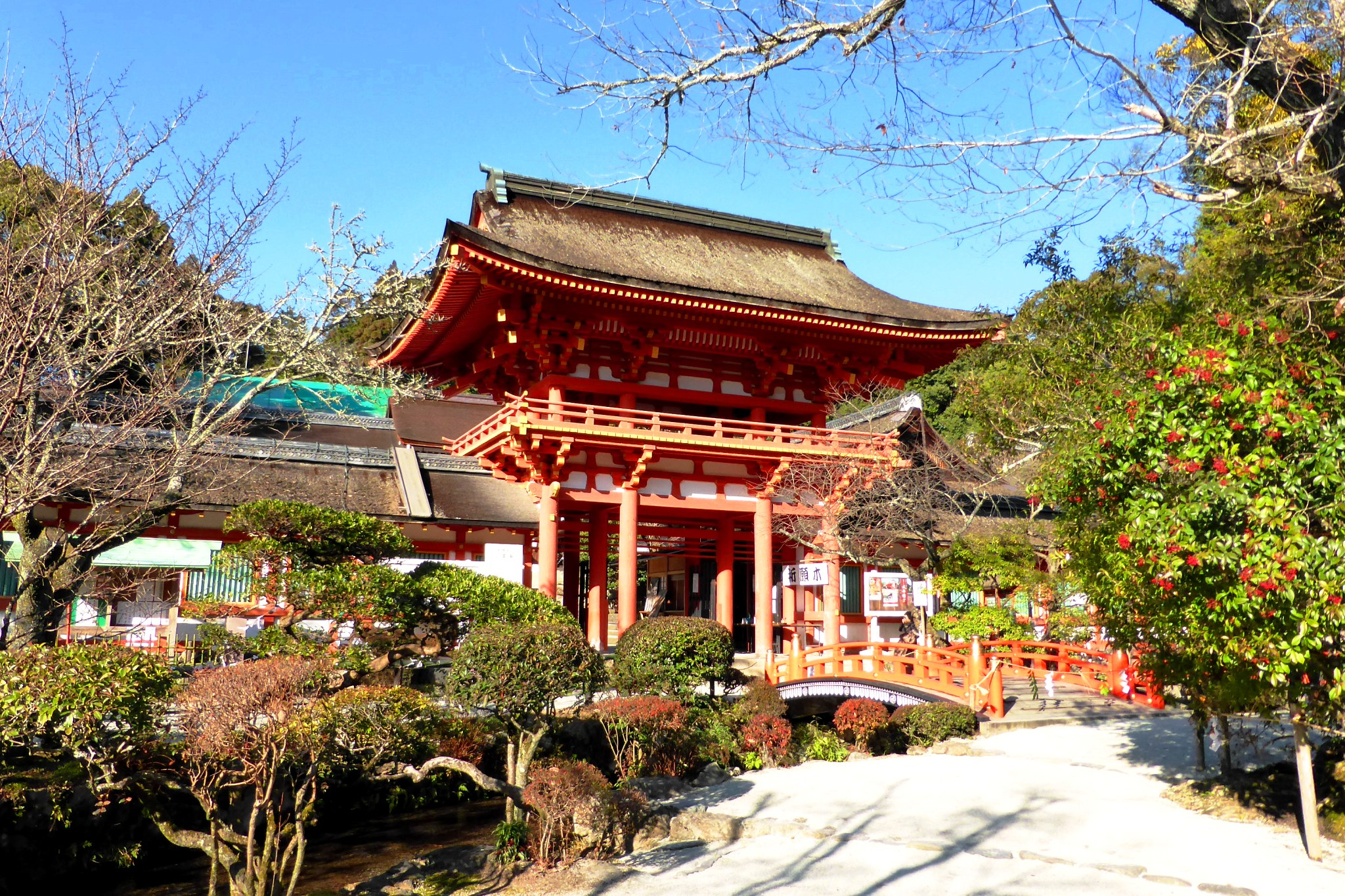
賀茂別雷神社 （上賀茂神社）
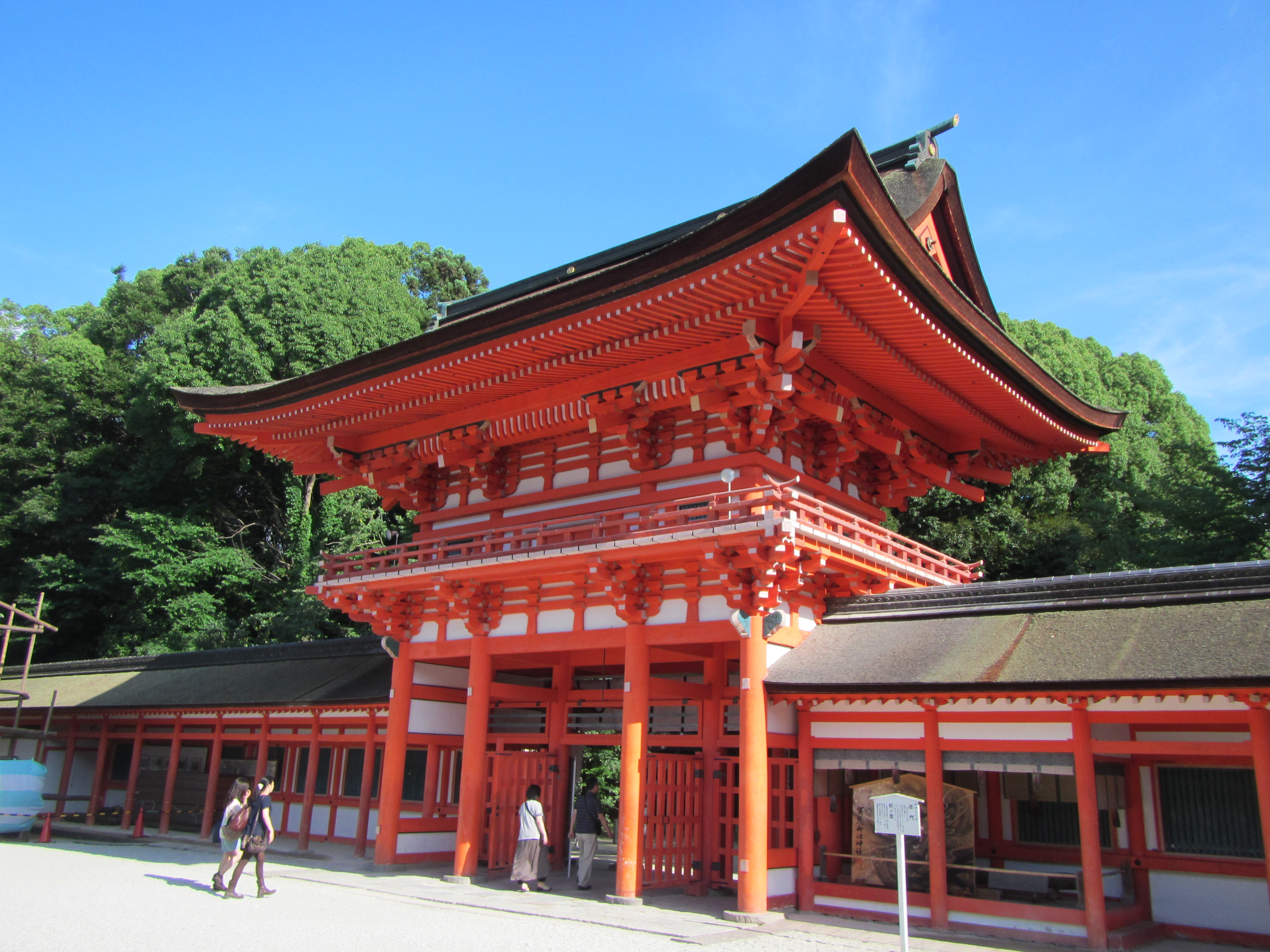
賀茂御祖神社 （下鴨神社）
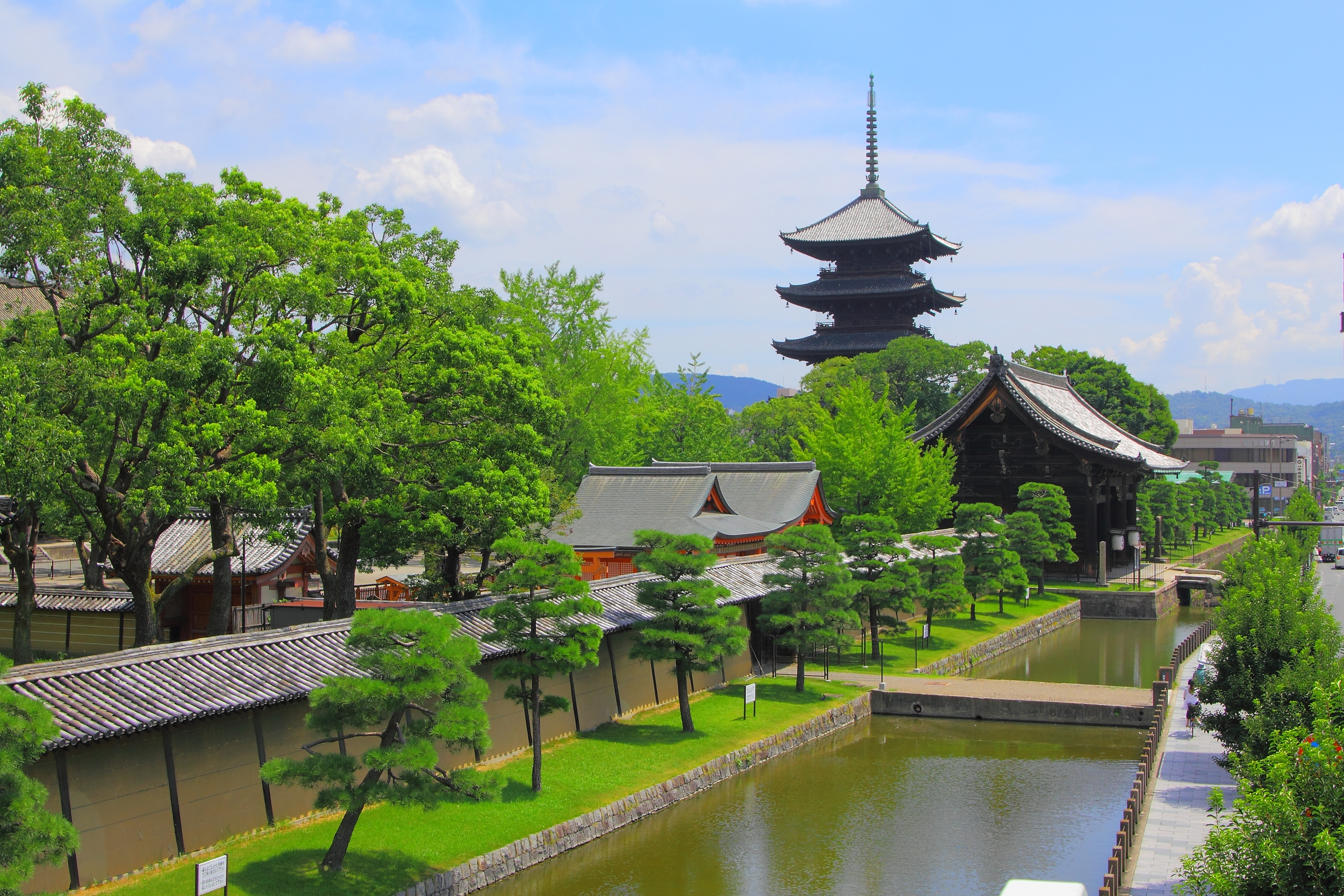
教王護国寺 （東寺）
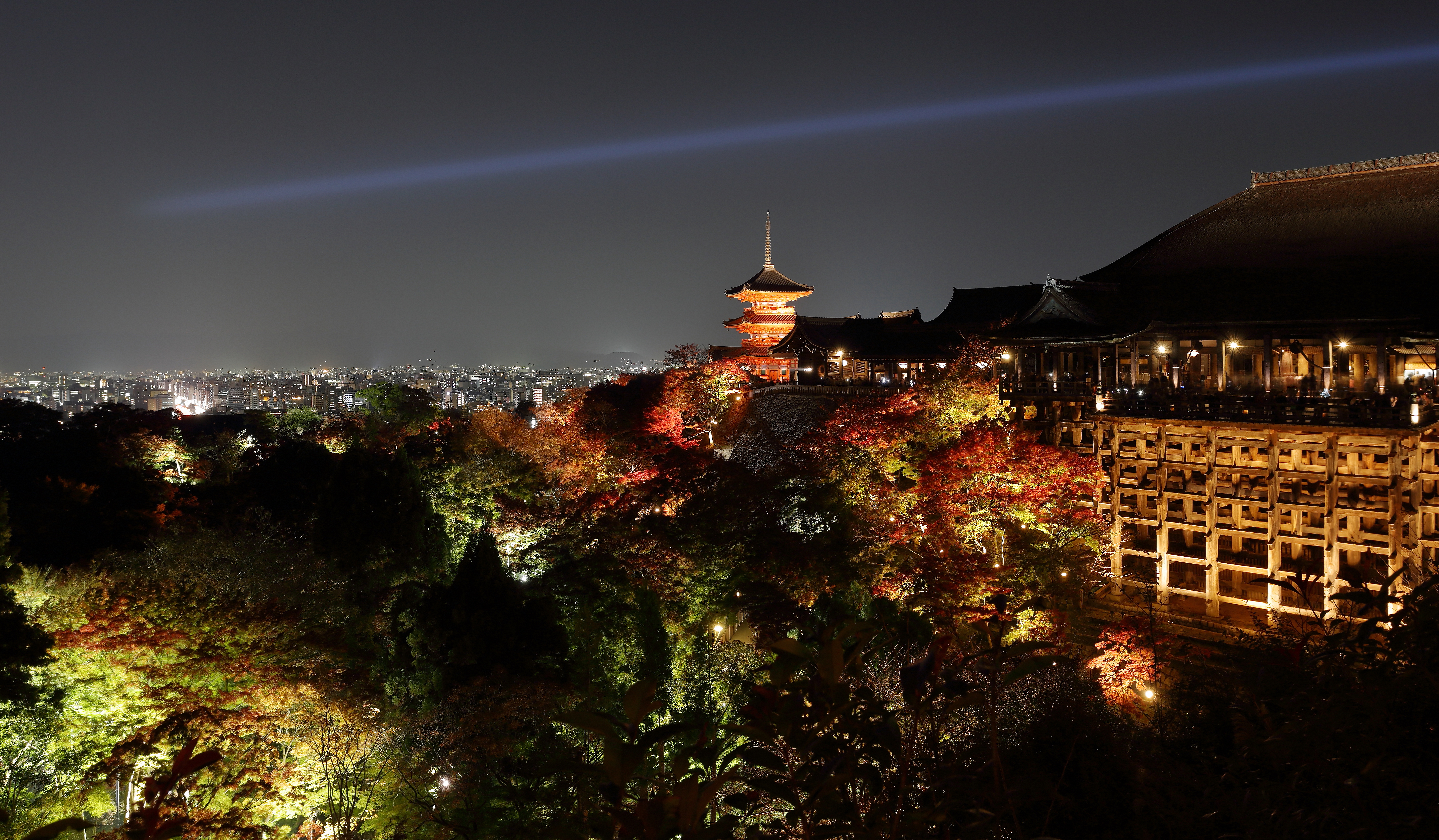
清水寺
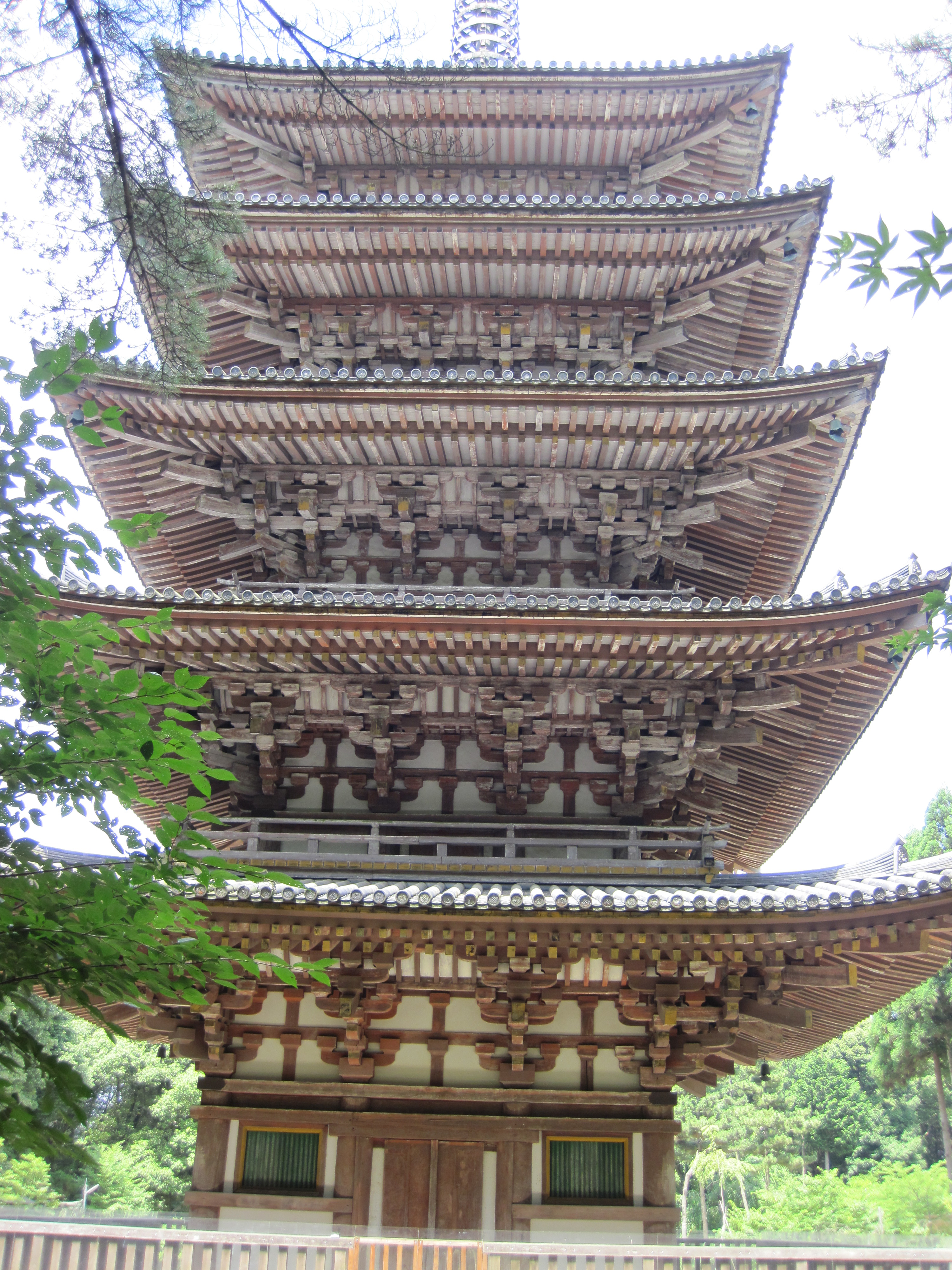
醍醐寺
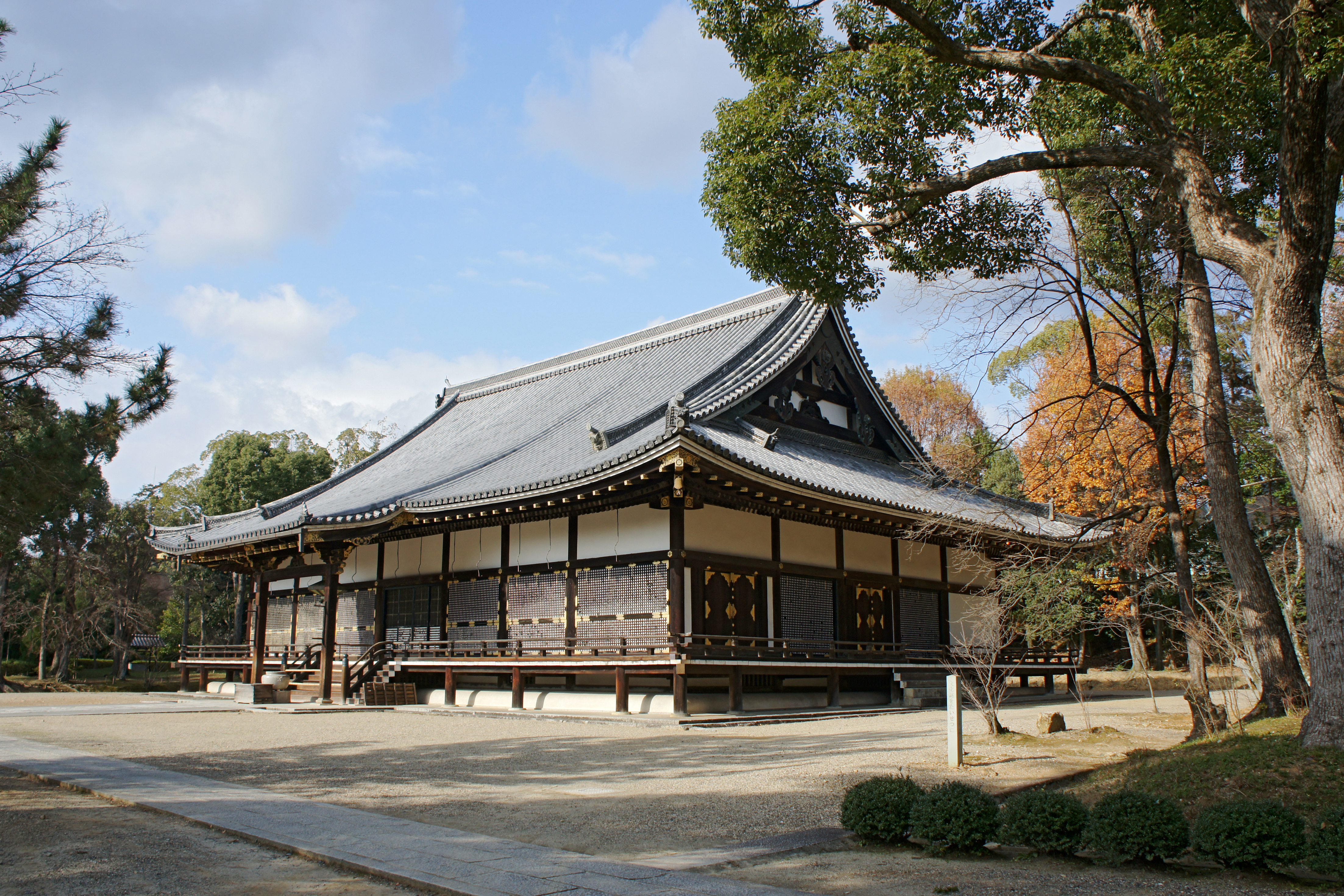
仁和寺
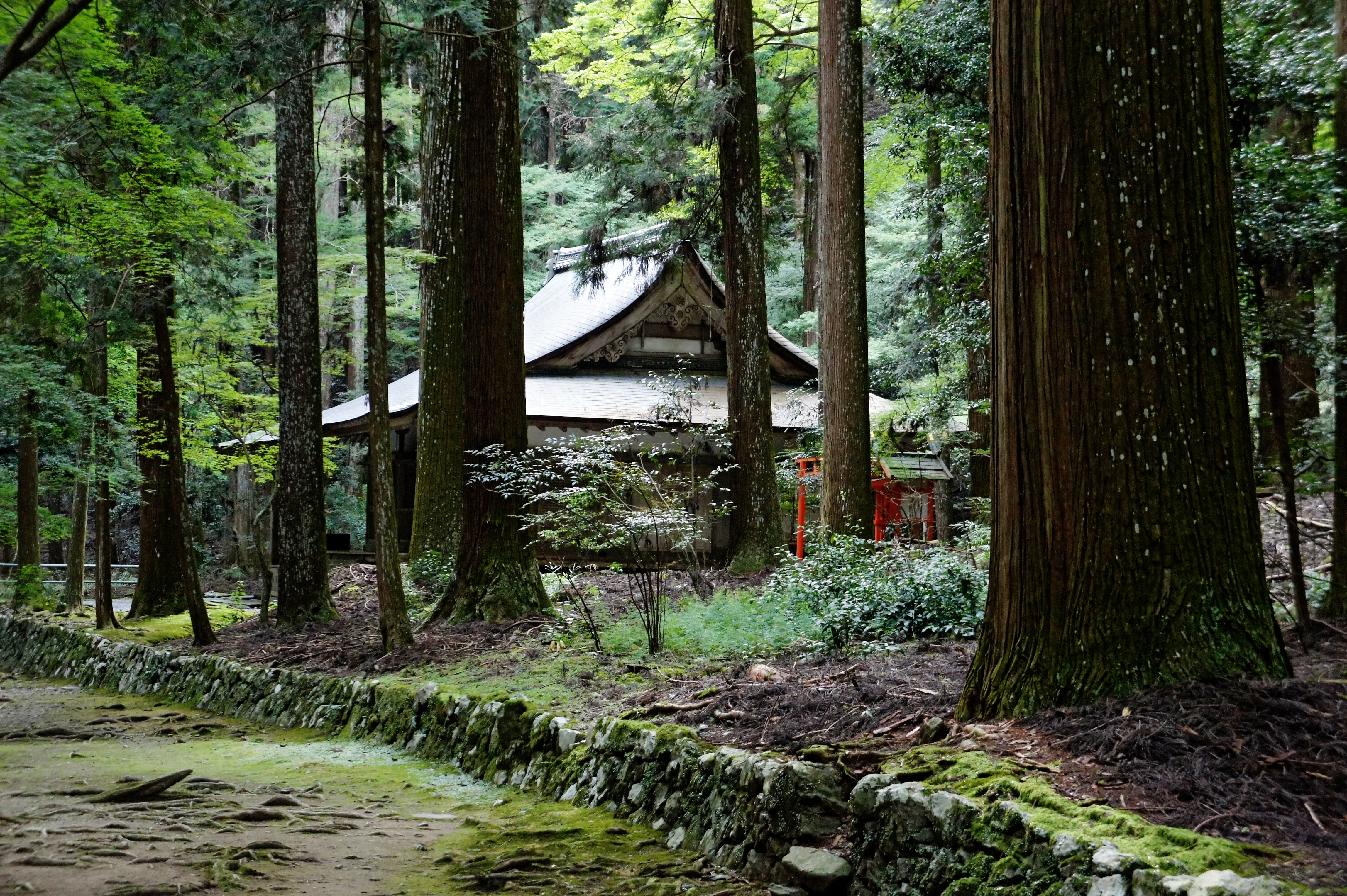
高山寺
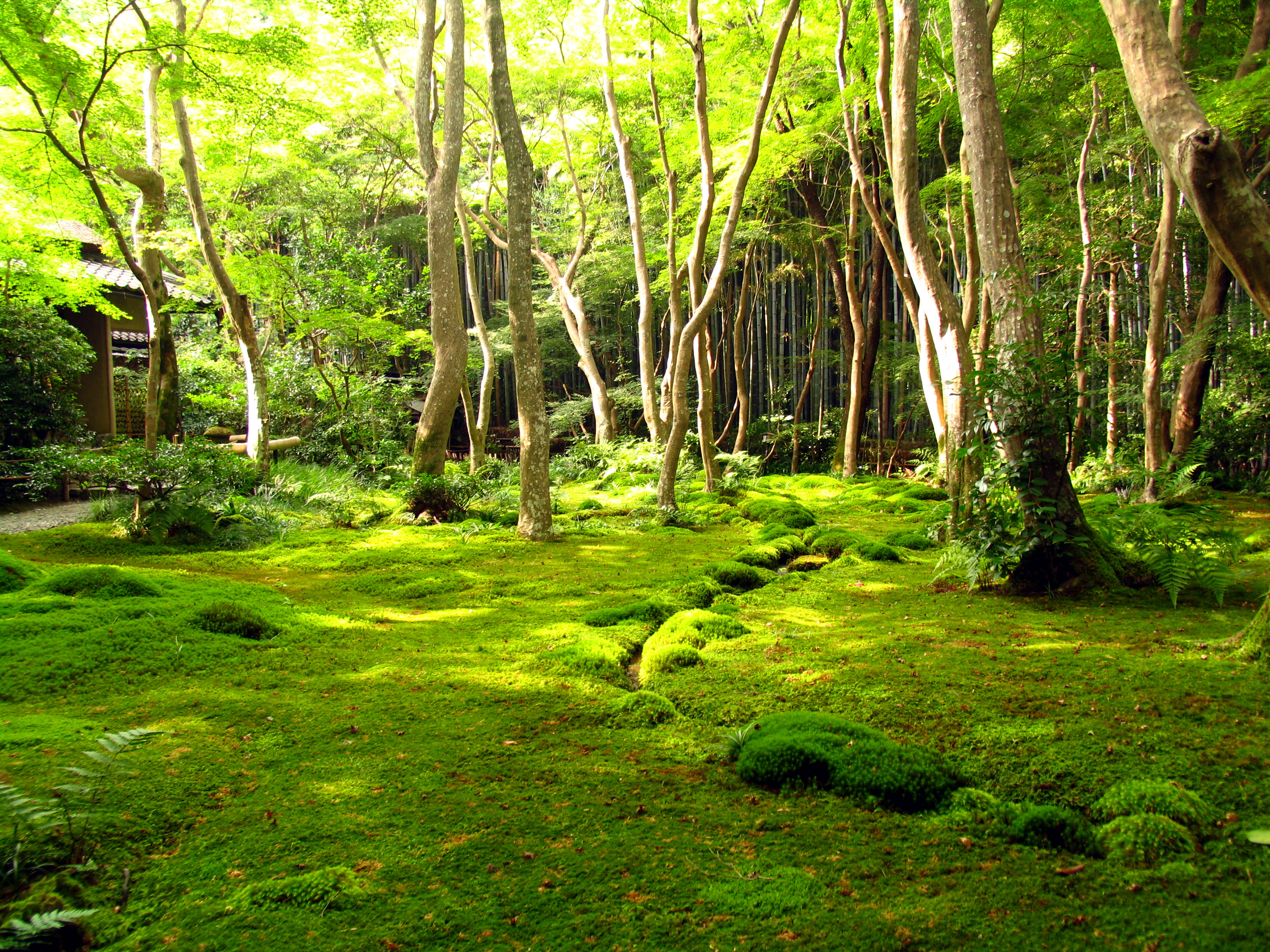
西芳寺 （苔寺）
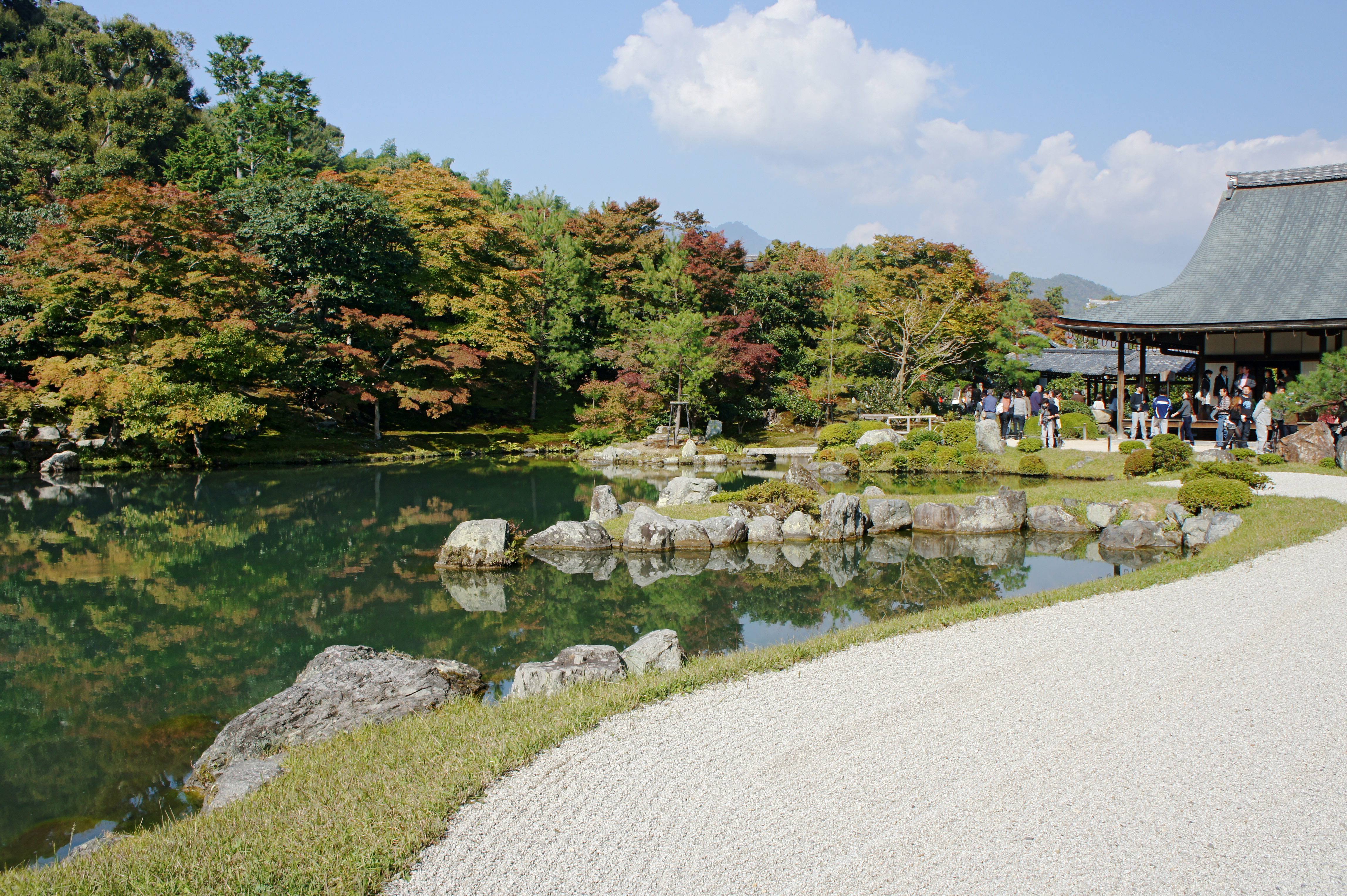
天龍寺
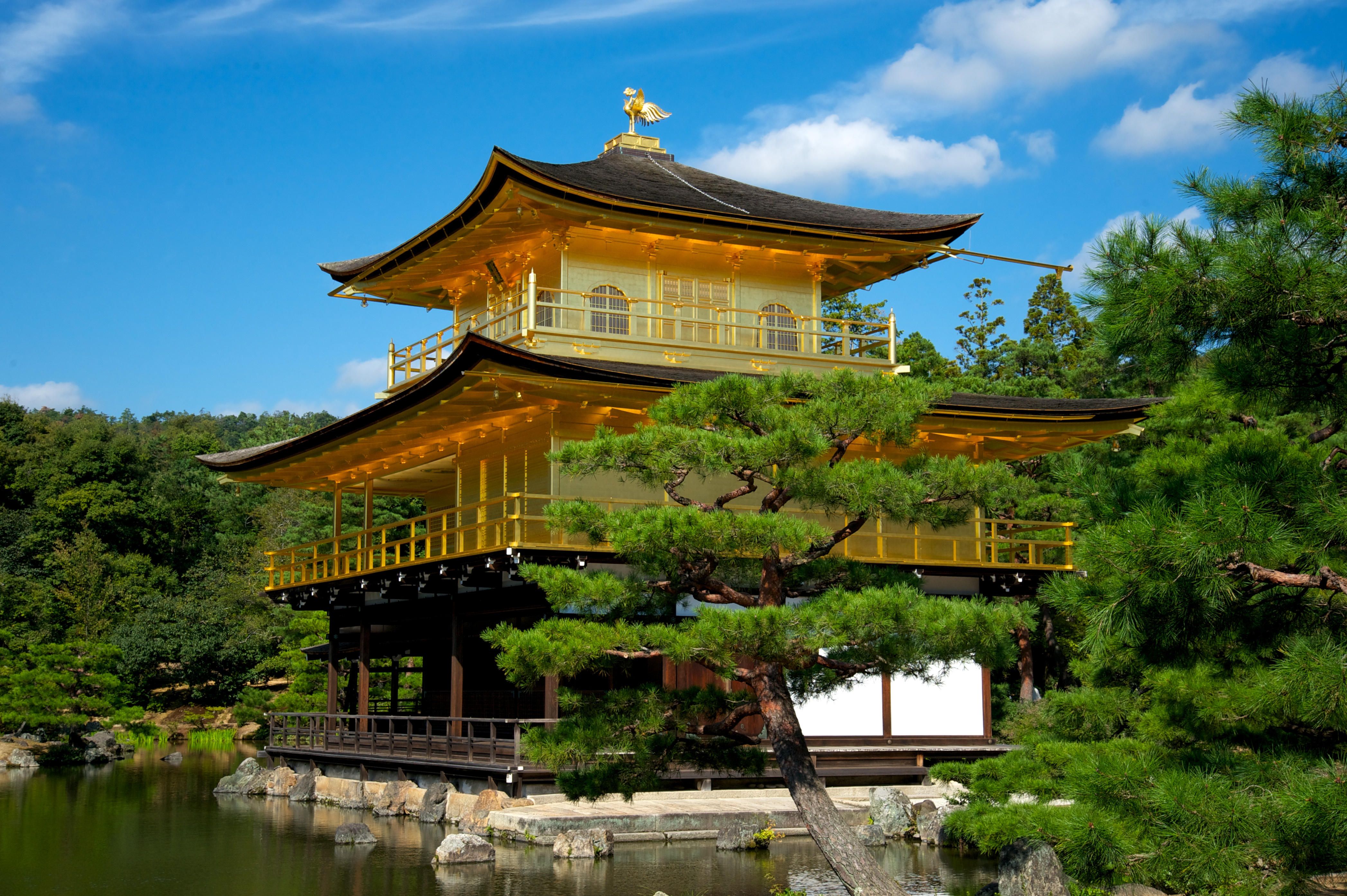
鹿苑寺 （金閣寺）
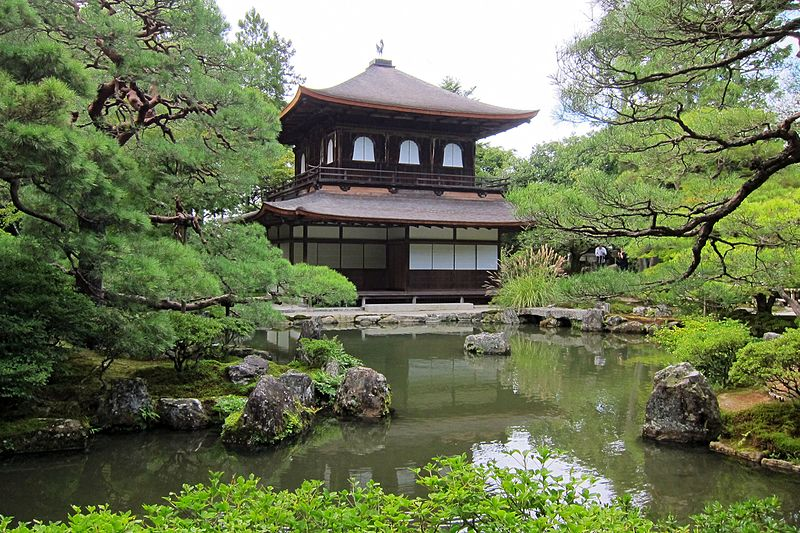
慈照寺 （銀閣寺）
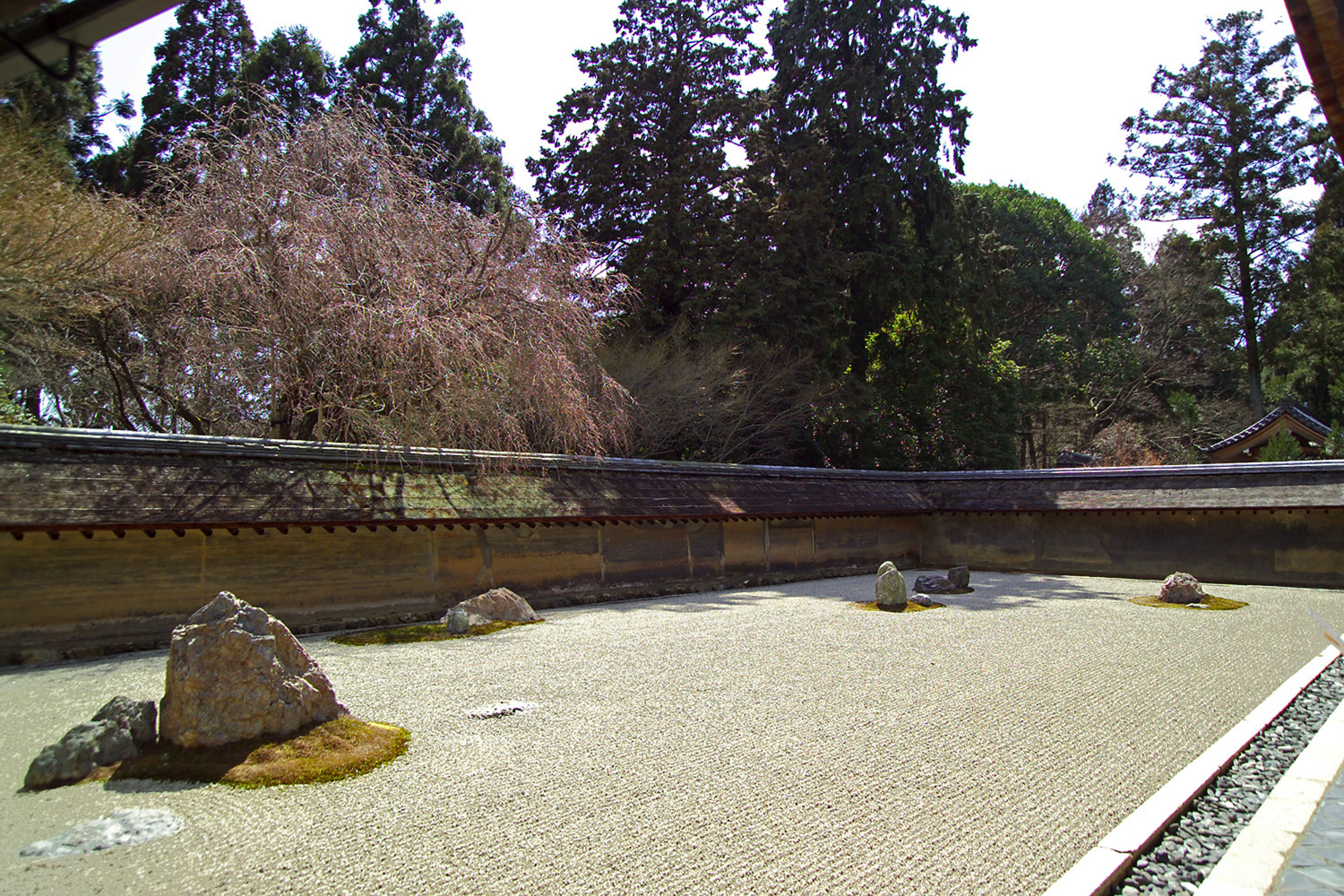
龍安寺
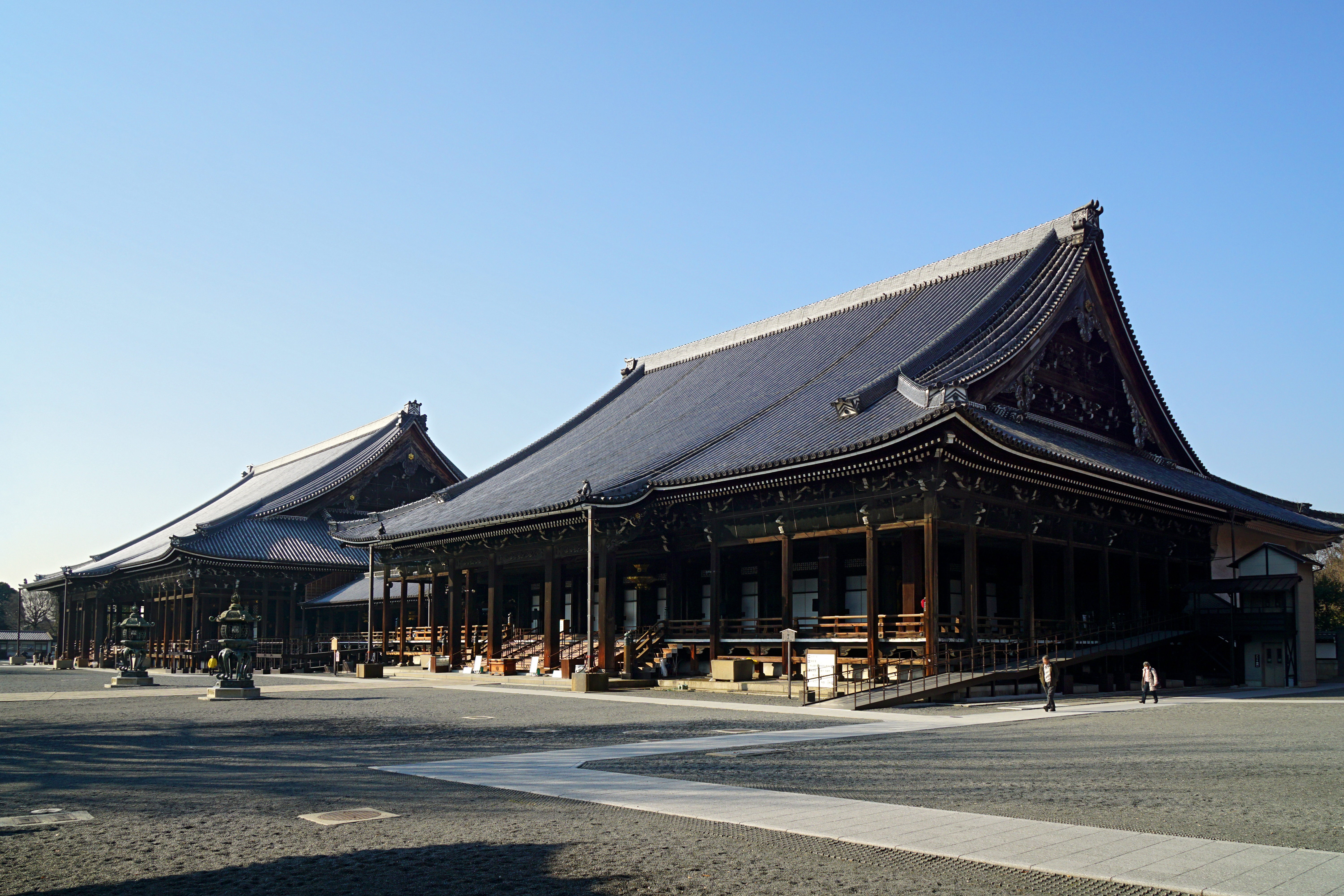
西本願寺 （龍谷山本願寺）
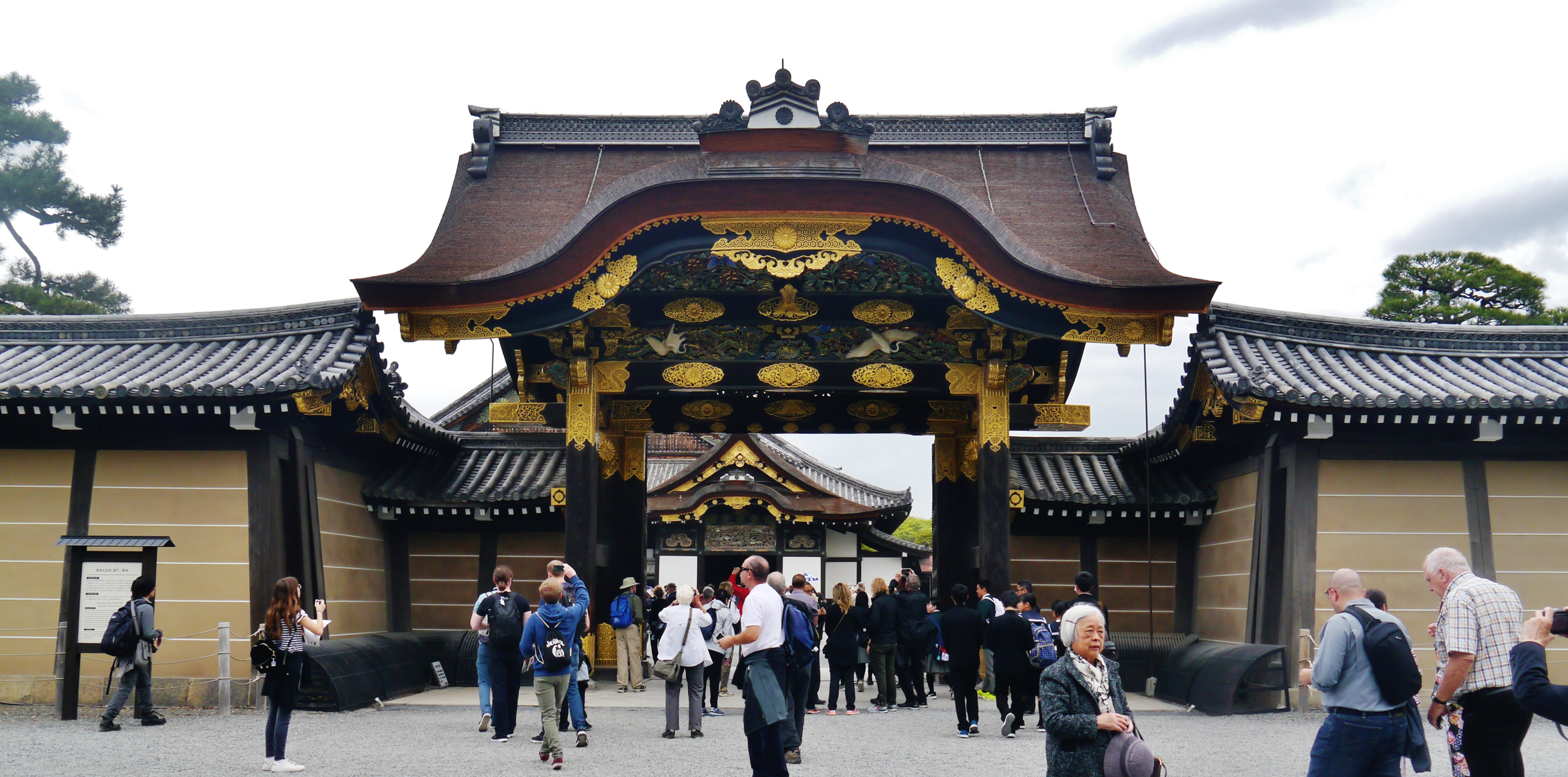
二条城 （元離宮二条城）
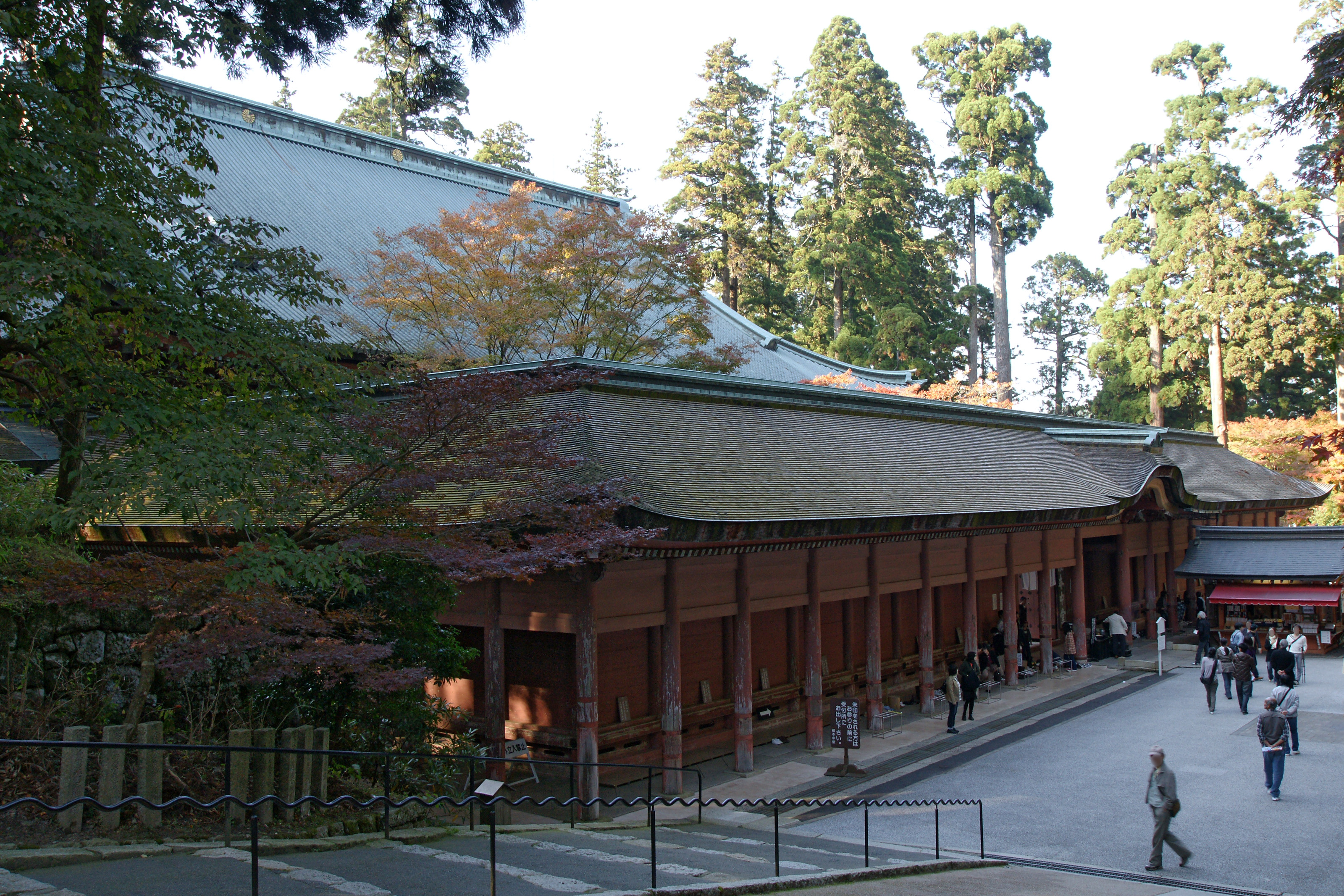
延暦寺 （大津市）
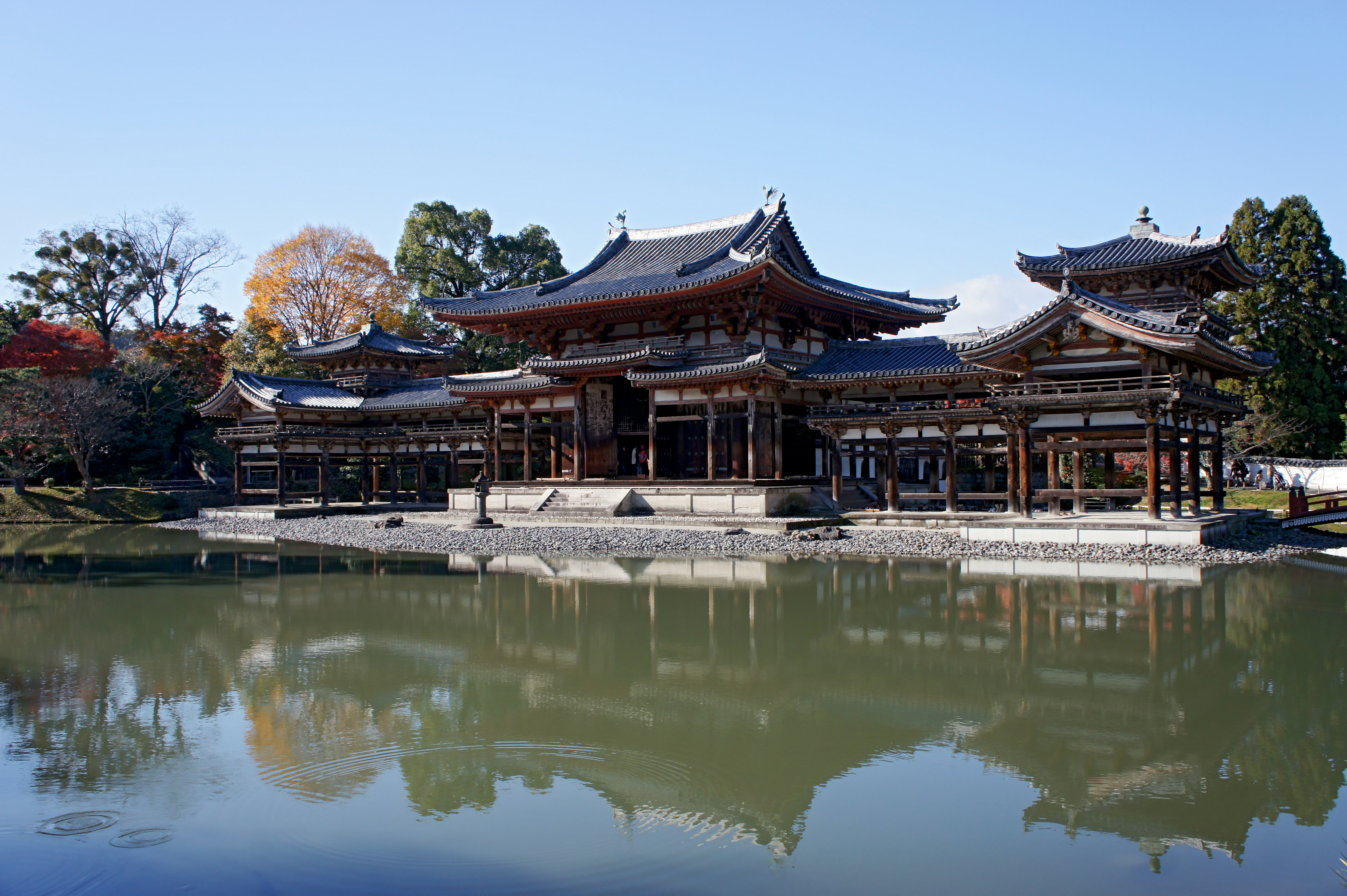
平等院 （宇治市）
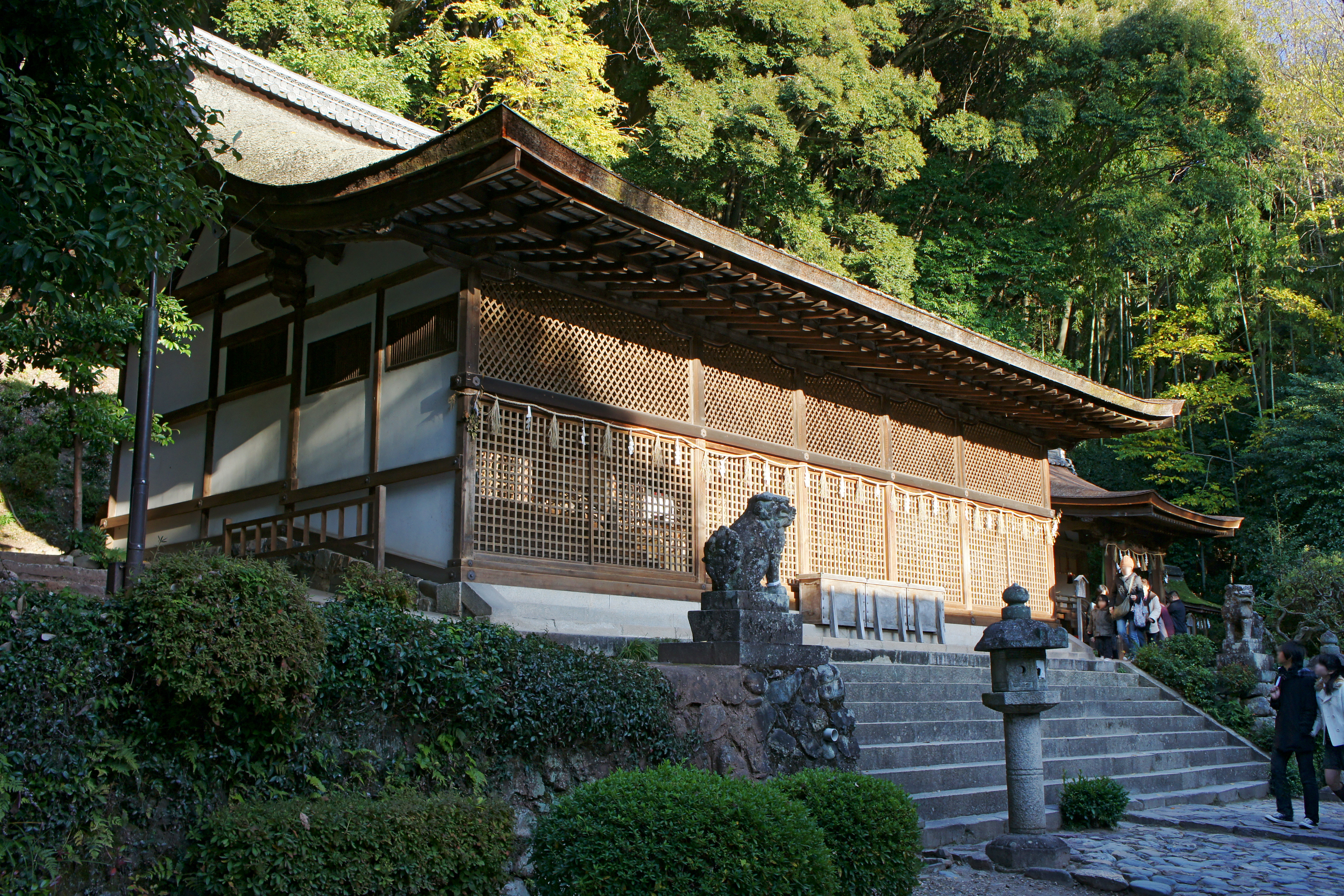
宇治上神社 （宇治市）

#### その他の史跡

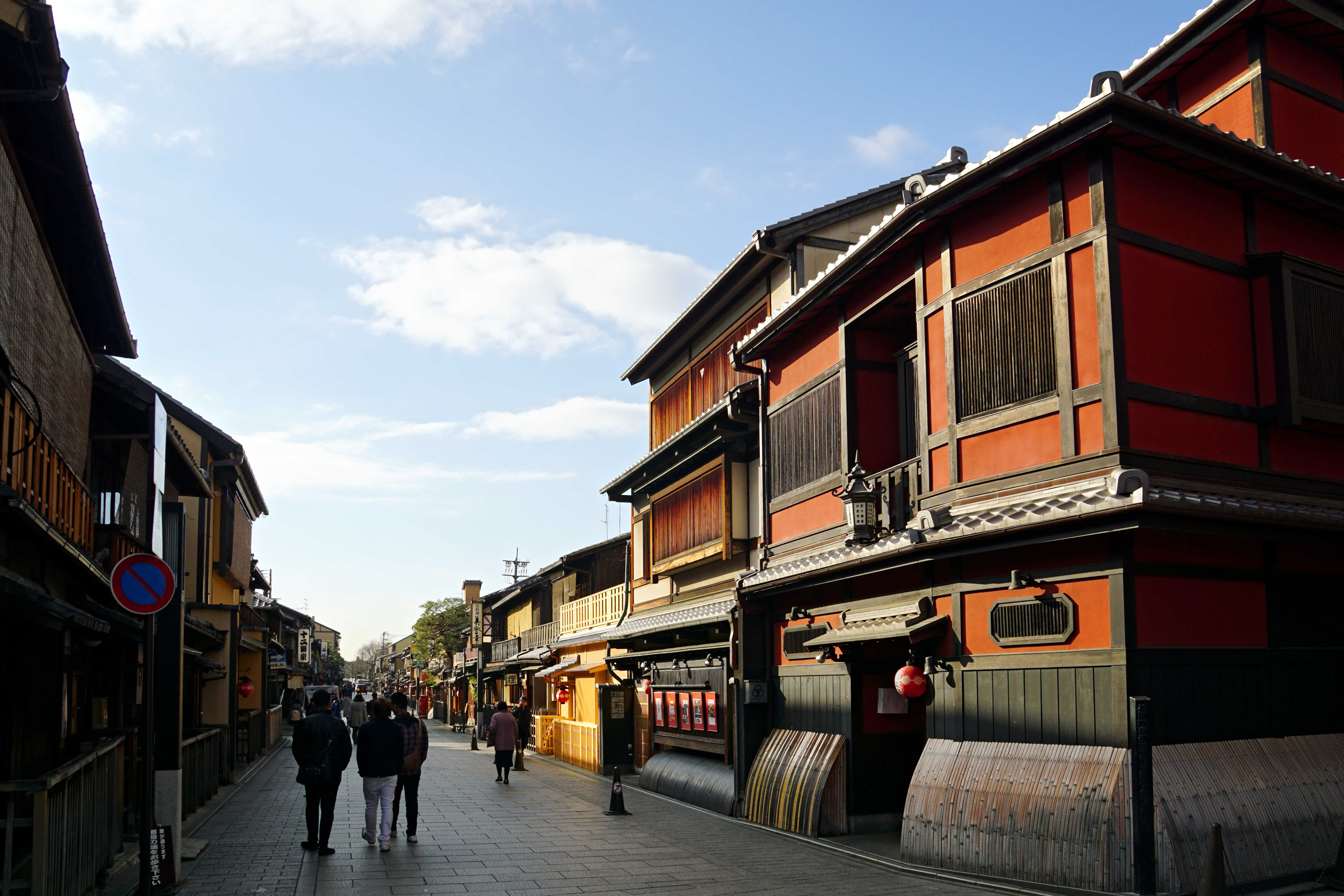
祇園 （花見小路通）
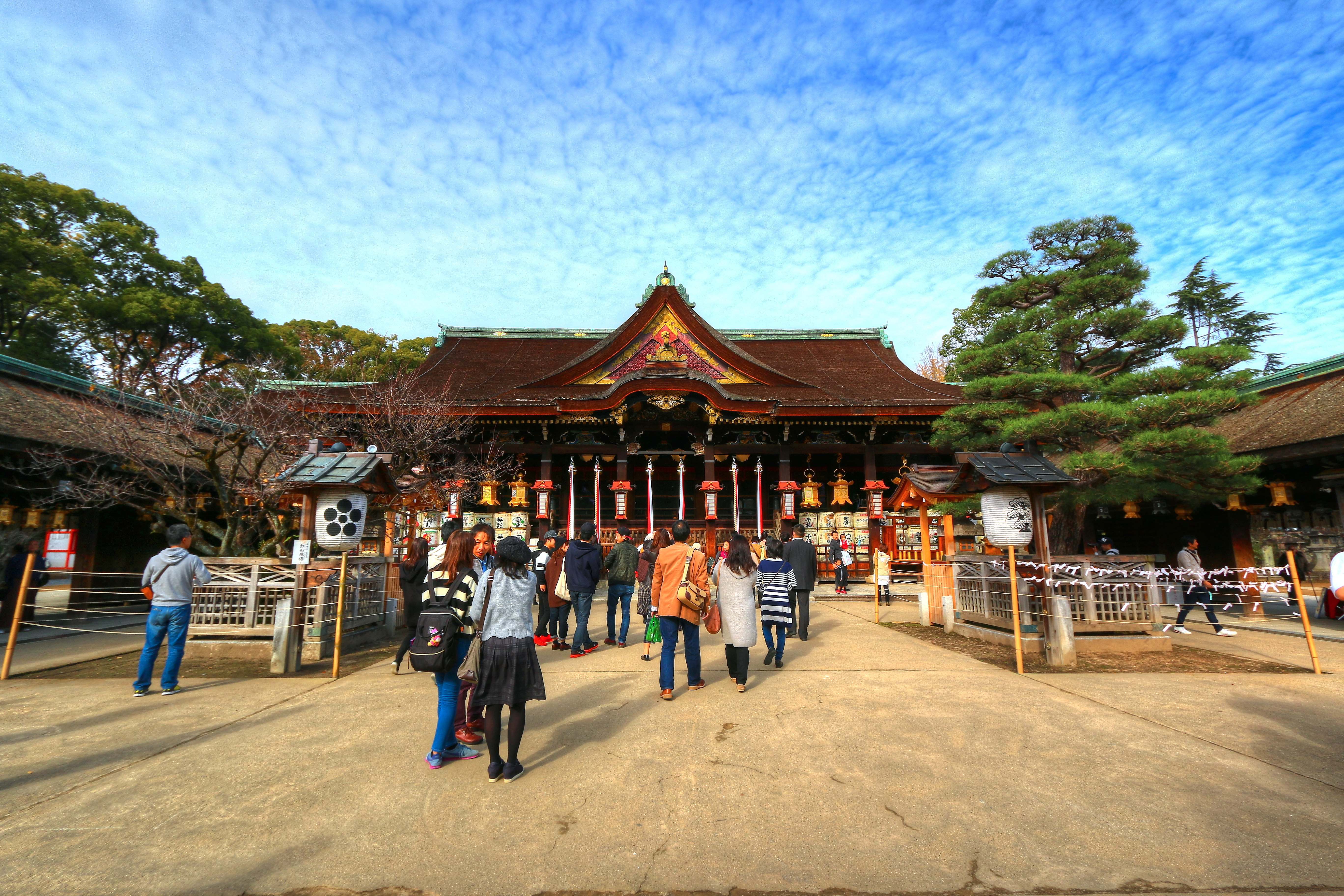
北野天満宮
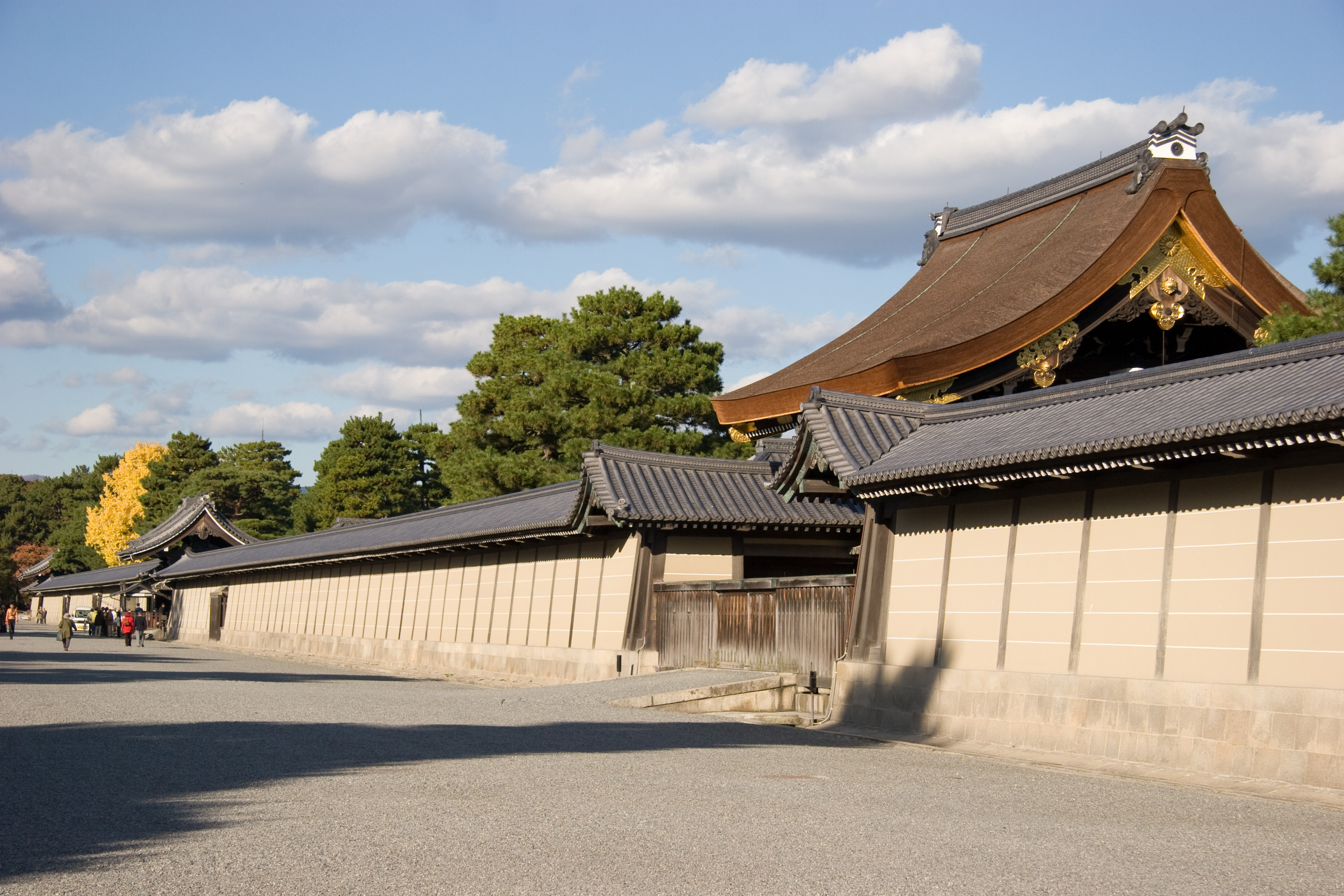
京都御所
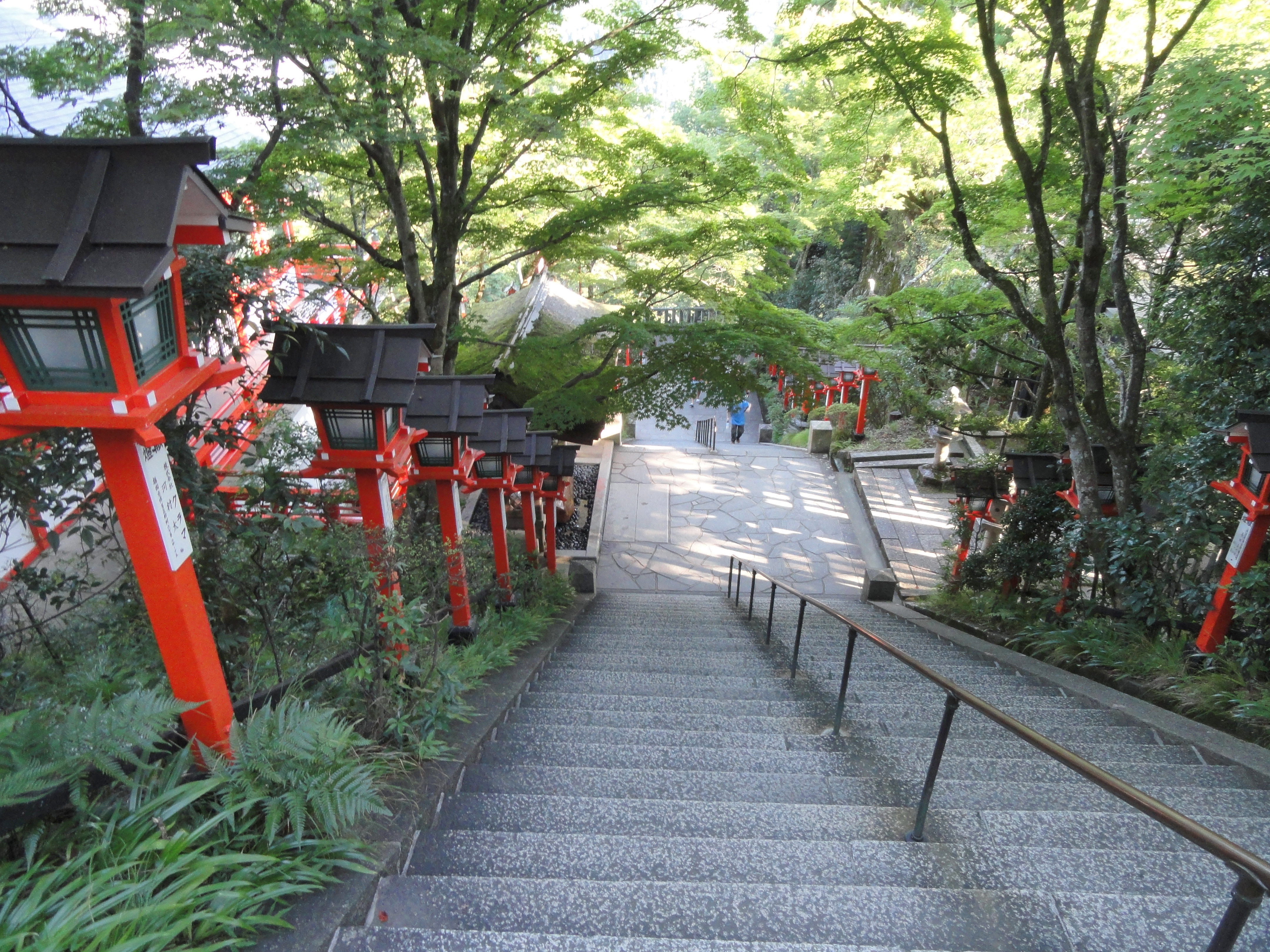
鞍馬寺
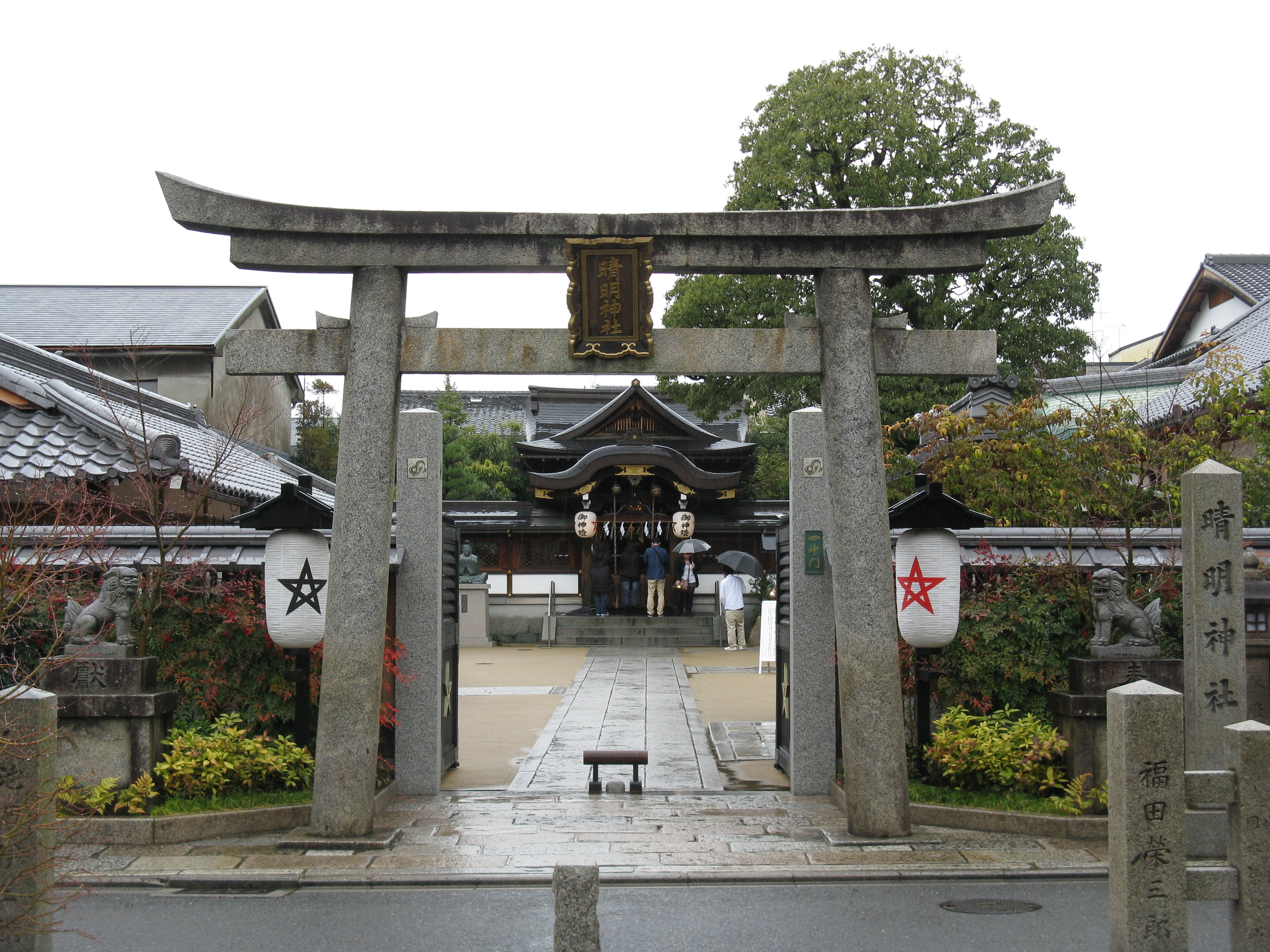
晴明神社
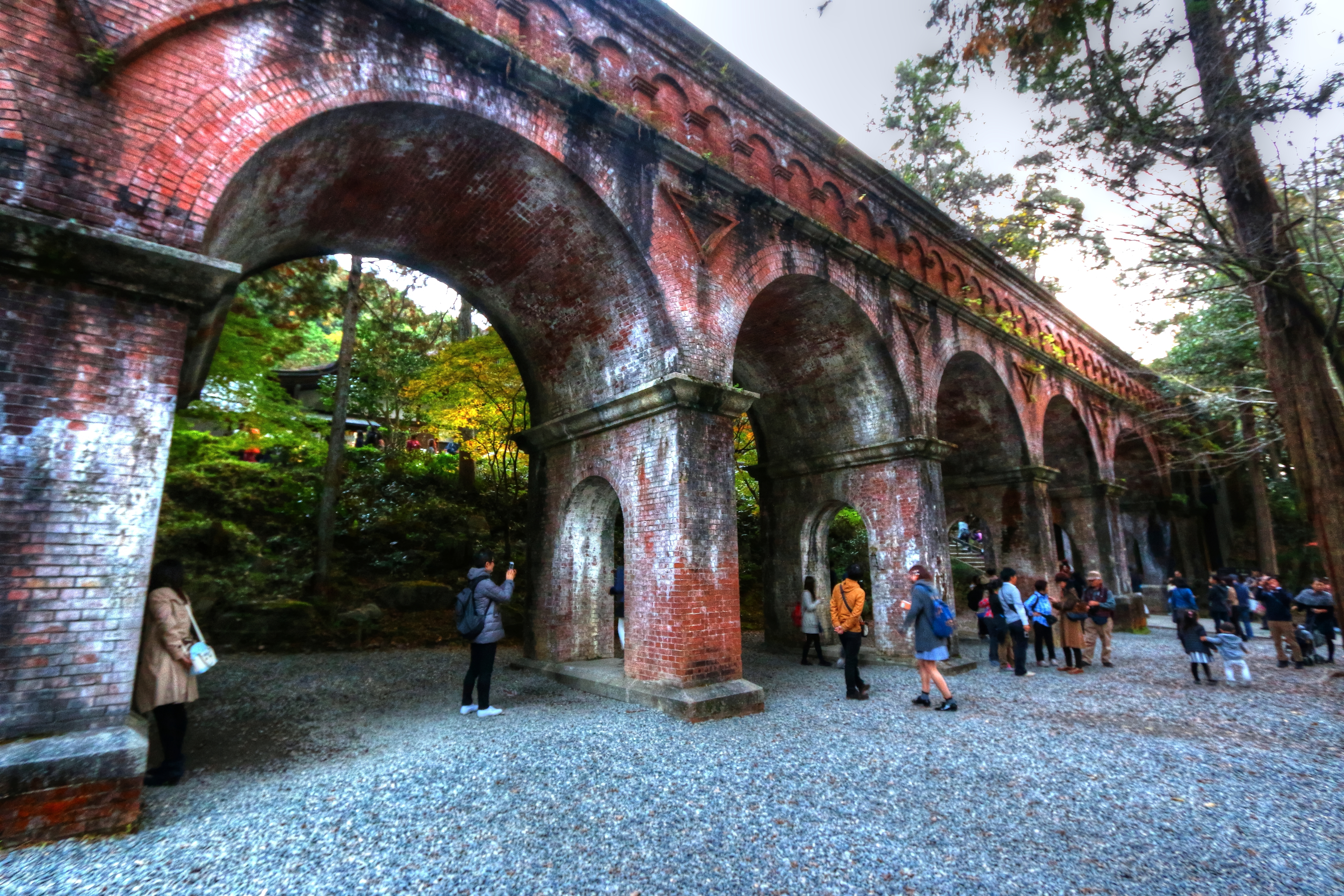
南禅寺 （水路閣）
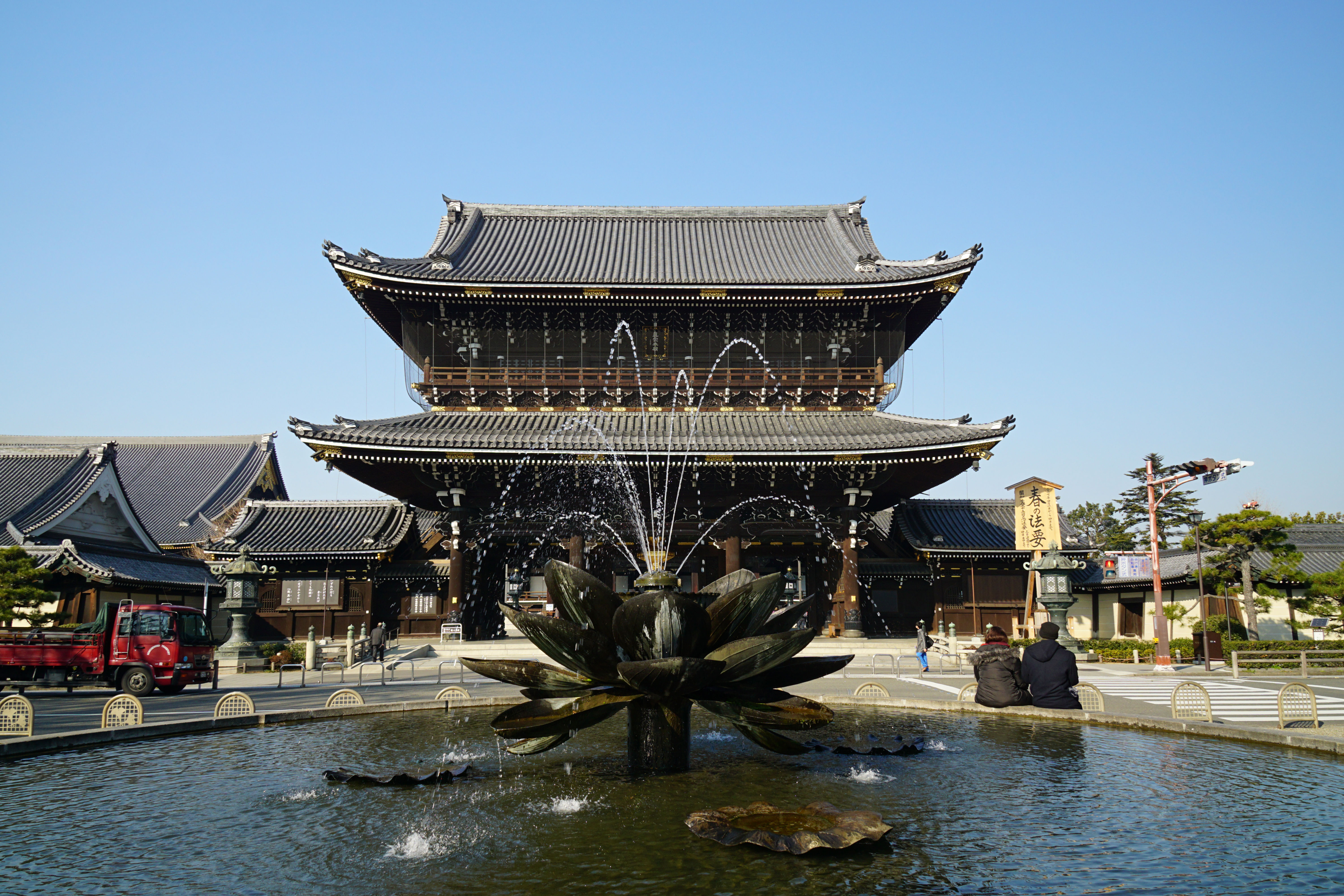
東本願寺 （真宗本廟）
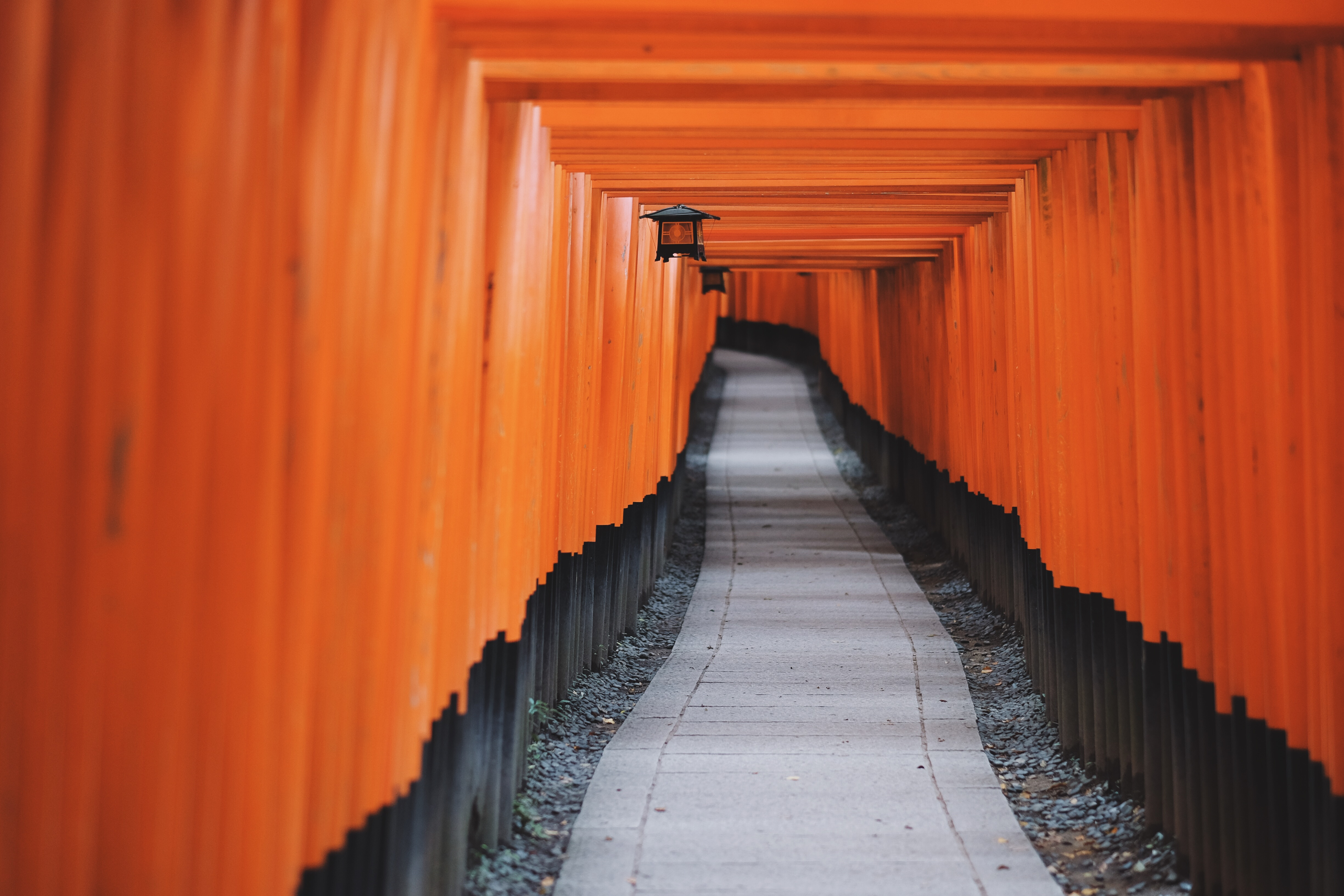
伏見稲荷大社
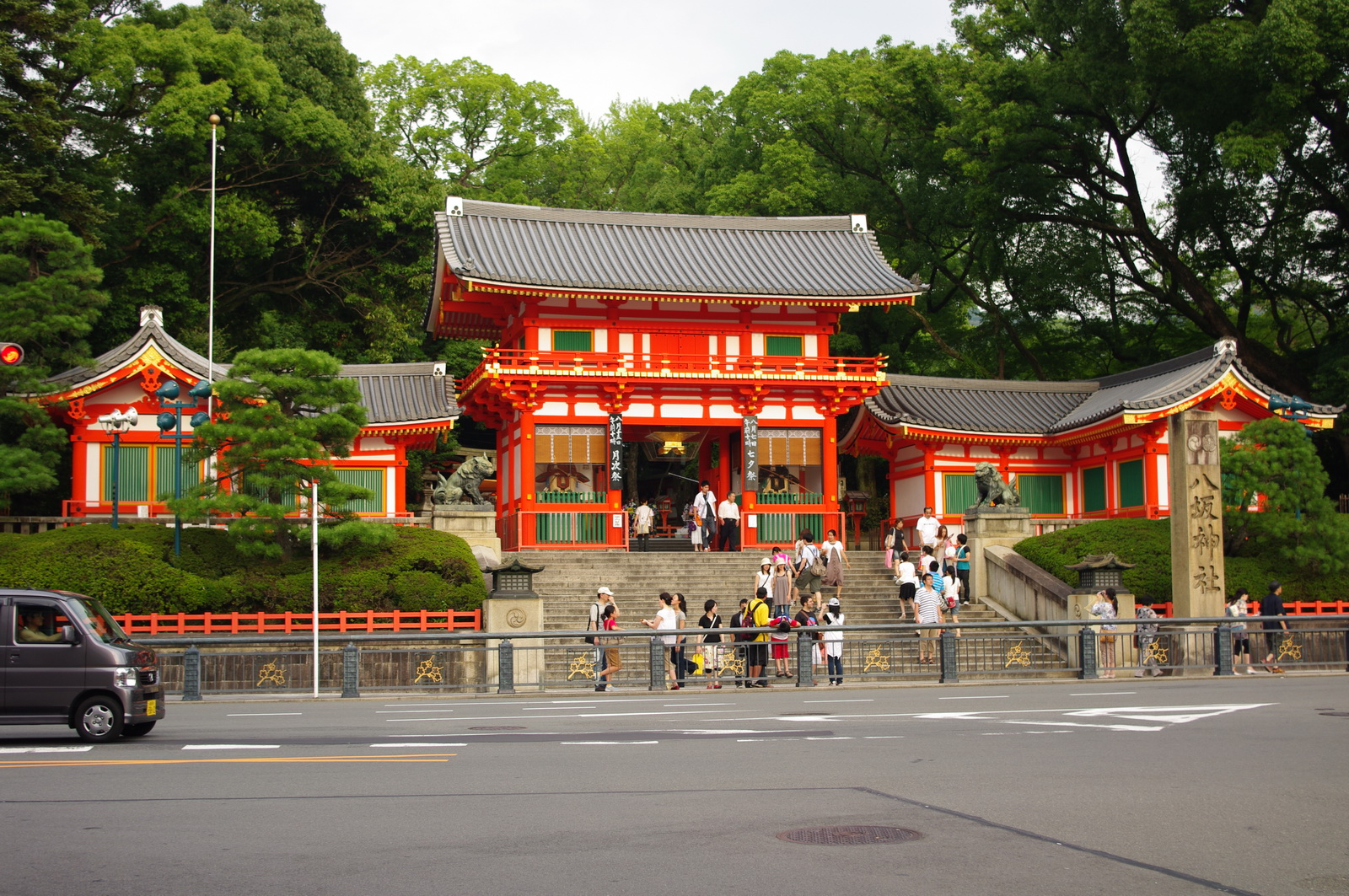
八坂神社

### 音楽
- 京都市少年合唱団 - 当市が運営している。
- 京都市交響楽団 - 設立当初は当市が運営していたが、のちに財団法人に移管している。
- 京都フィルハーモニー室内合奏団

### スポーツ
例年行われるイベントには、皇后盃全国都道府県対抗女子駅伝競走大会や全国高等学校駅伝競走大会、京都マラソンなどがあり、ロードレースの陸上競技の人気が比較的高い。日本初の駅伝の記念碑がある。
また、トップアスリートや優秀な指導者などのスポーツ関係者に対して、京都市スポーツ賞や京都スポーツの殿堂による表彰が行われている。殿堂入りの人数では野球やラグビー関係者が多い。
スポーツに関する神社もあり、白峯神宮や下鴨神社の雑太社などが挙げられる。

#### スポーツチーム

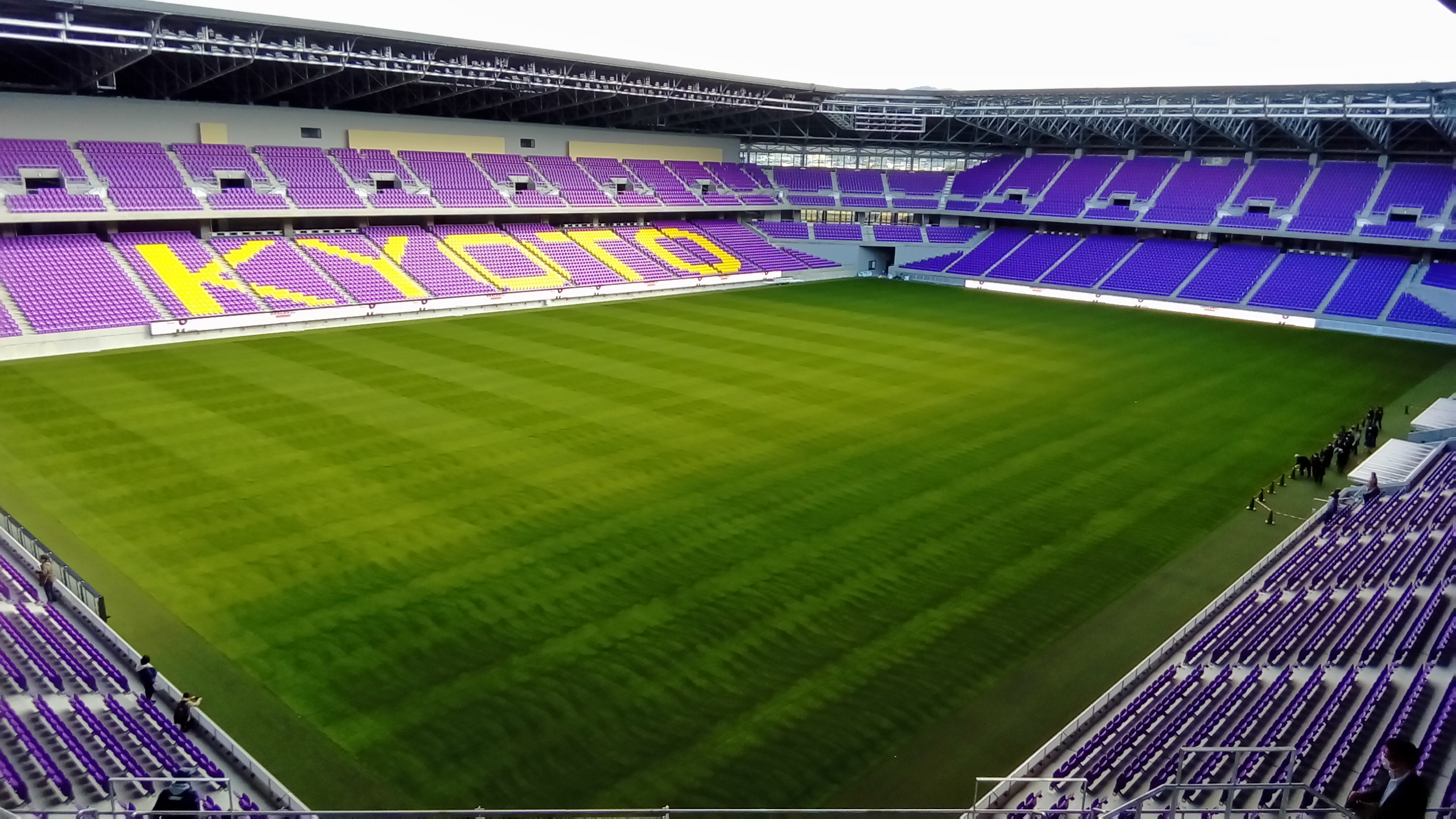
サンガスタジアム by KYOCERA（スタジアムは亀岡市に所在）

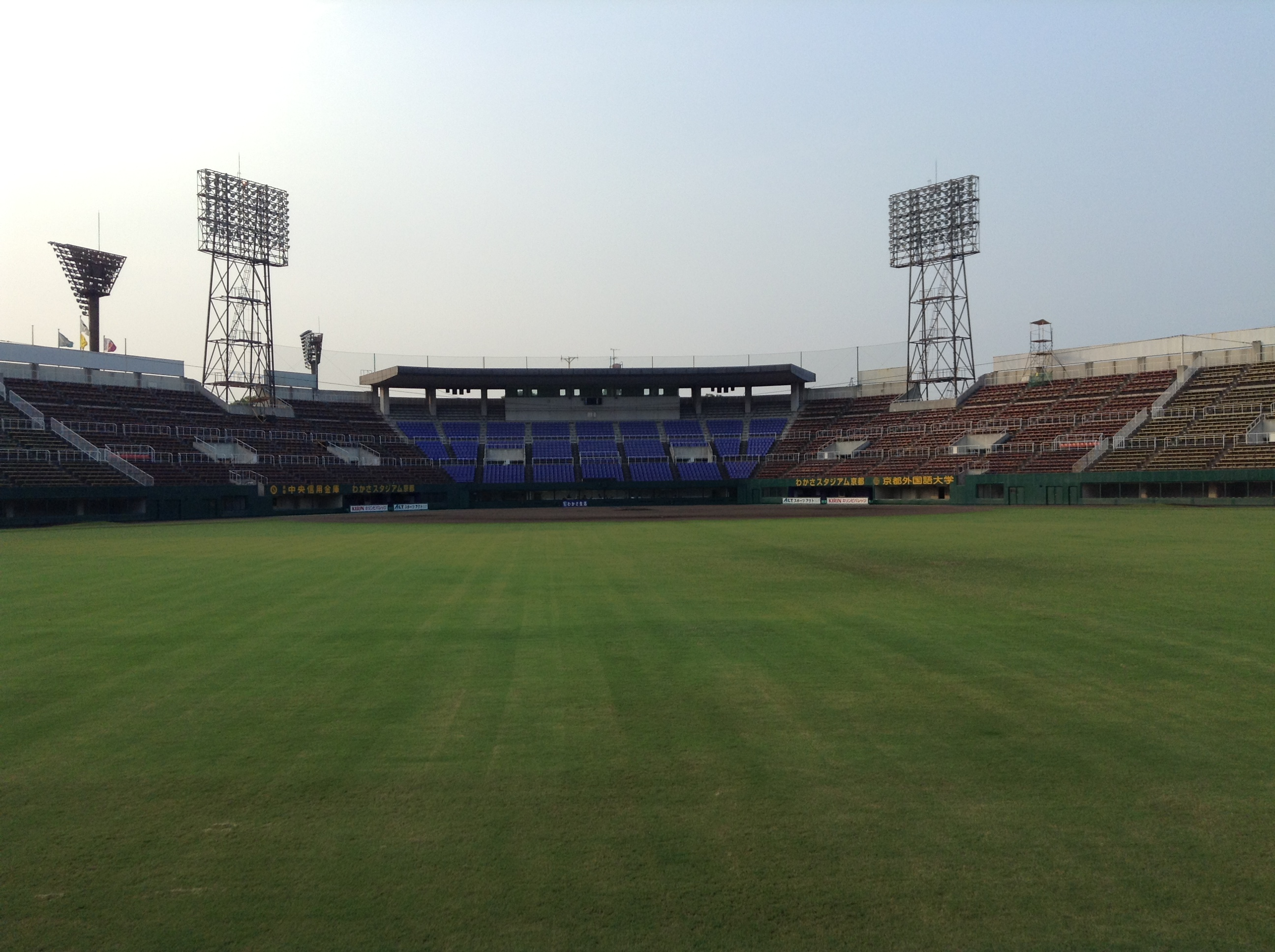
わかさスタジアム京都

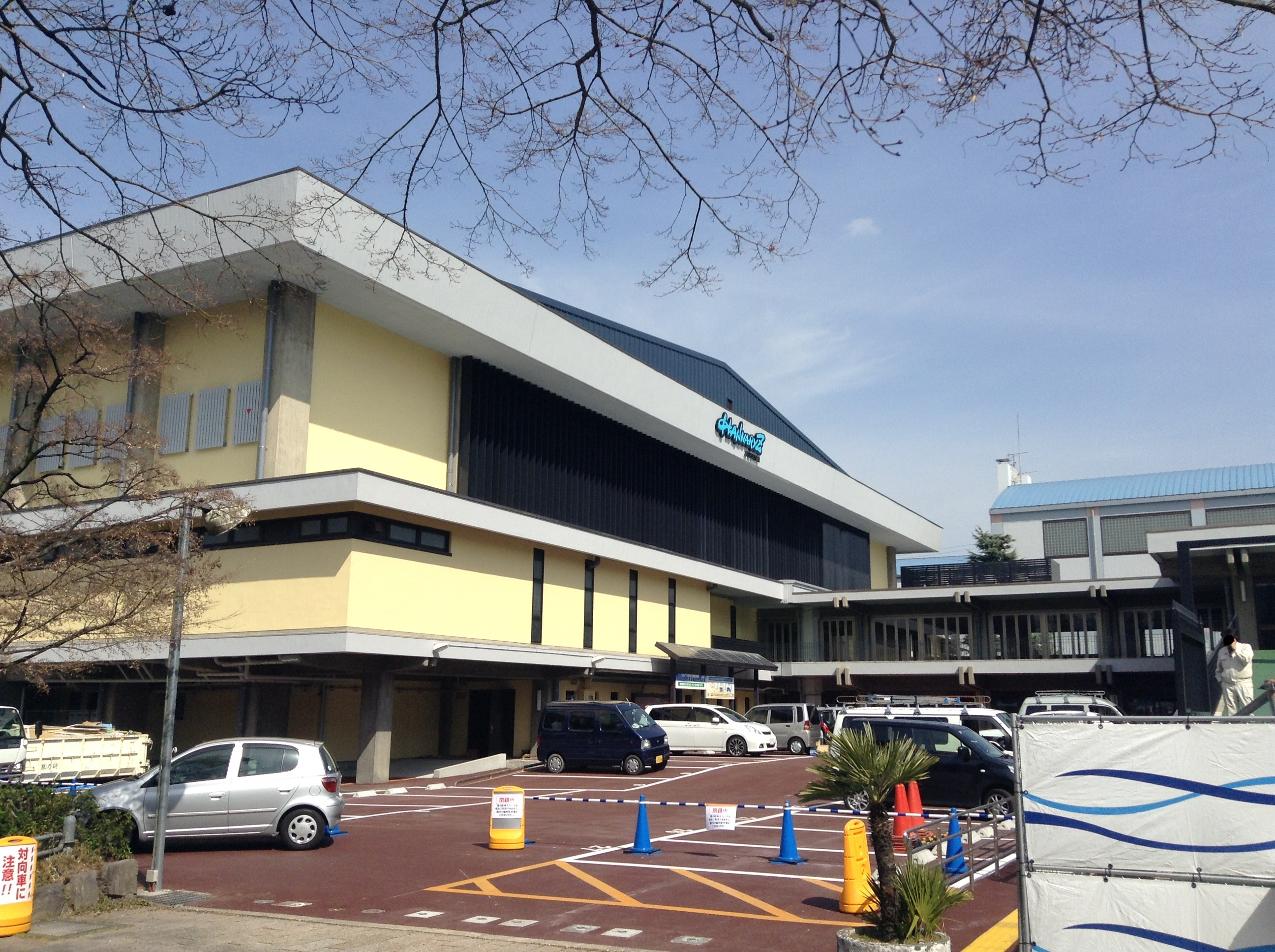
京都市体育館

| 名称                                   | 競技種目         | 所属リーグ         | 本拠地                                              | 運営会社・団体                  | 設立   |
| -------------------------------------- | ---------------- | ------------------ | --------------------------------------------------- | ------------------------------- | ------ |
| 京都サンガF.C.                         | サッカー         | Jリーグ・J1リーグ  | サンガスタジアム by KYOCERA（亀岡市）               | 京都パープルサンガ              | 1922年 |
| 日本新薬硬式野球部                     | 野球             | JABA（社会人野球） | 京都市横大路運動公園野球場 わかさスタジアム京都     | 日本新薬                        | 1955年 |
| 三菱自動車京都レッドエボリューションズ | ラグビー         | トップウェスト     | 京都市宝が池公園運動施設球技場 など                 | 三菱自動車工業京都              | 1957年 |
| SGホールディングスギャラクシースターズ | ソフトボール     | JDリーグ           | わかさスタジアム京都 など                           | SGホールディングス              | 1986年 |
| AS.Laranja Kyoto                       | サッカー         | 関西サッカーリーグ | 西京極スタジアム 京都市西京極総合運動公園補助競技場 | AS.Laranja Kyoto                | 1987年 |
| 島津製作所Breakers                     | ラグビー         | トップウェスト     | 京都市宝が池公園運動施設球技場 など                 | 島津製作所                      | 1988年 |
| おこしやす京都AC                       | サッカー         | 関西サッカーリーグ | 京都府立山城総合運動公園 など                       | おこしやす京都AC                | 2005年 |
| 三菱自動車京都ダイヤフェニックス       | 野球             | JABA（社会人野球） | 三菱自動車グラウンド など                           | 三菱自動車工業京都              | 2008年 |
| 京都ハンナリーズ                       | バスケットボール | Bリーグ            | 京都市体育館 島津アリーナ京都など                   | スポーツコミュニケーションKYOTO | 2009年 |
| 京都カグヤライズ                       | 卓球             | Tリーグ            | 京都市体育館 島津アリーナ京都など                   | 株式会社京都卓球クラブ          | 2022年 |

## 作品

### 文学・小説
- 源氏物語（紫式部）
- 枕草子（清少納言）
- 蜻蛉日記（藤原道綱母）
- 更級日記（菅原孝標女）
- 今昔物語集
- 明月記（藤原定家）
- 平家物語
- 太平記
- 高瀬舟（森鷗外）
- 羅生門 （芥川龍之介）
- 藪の中（芥川龍之介）
- 檸檬（梶井基次郎）
- ある心の風景（梶井基次郎）
- 暗夜行路（志賀直哉）
- みだれ髪（与謝野晶子）
- 魔弾の射手（高木彬光）
- 古都（川端康成）
- 金閣寺（三島由紀夫）
- 五番町夕霧楼（水上勉）
- 秀吉と利休（野上彌生子）
- 燃えよ剣（司馬遼太郎）
- 新選組血風録（司馬遼太郎）
- 壬生義士伝（浅田次郎）
- ノルウェイの森（村上春樹）
- キャサリンシリーズ他（山村美紗）
- 人形館の殺人（綾辻行人）
- 化粧（渡辺淳一）
- 京都殺人案内（和久峻三）
- 京都の芸者弁護士事件簿（和久峻三）
- 京都のテミス女裁判官（和久峻三）
- 時効　(和久峻三)
- 序の舞（宮尾登美子）
- オリヲン座からの招待状（浅田次郎）
- きょうのできごと（柴崎友香）
- 戯言シリーズ（西尾維新）
- 太陽の塔（森見登美彦）
- 四畳半神話大系 ※アニメ版では京都府・下鴨神社・地元企業などが制作協力を行う。
- 夜は短し歩けよ乙女（森見登美彦）
- 恋地獄（花房観音）
- パーフェクト・ワールド What a perfect world!（清涼院流水）
- 鴨川ホルモー（万城目学）
- ホルモー六景（万城目学）
- 愛しあう（ジャン＝フィリップ・トゥーサン）※原題：Faire l'Amour
- 古都殺人まんだら（ジェフ・バーグランド）
- 江神二郎の洞察（有栖川有栖）
- HELLO WORLD （野崎まど）
- 手のひらの京 （綿矢りさ）
- 罪の声（塩田武士）

### 映画
- ある映画監督の生涯 溝口健二の記録
- 男はつらいよ 寅次郎あじさいの恋
- 陰陽師
- 炎上（1958年）
- 女の園
- ガメラ3 邪神覚醒
- 祇園囃子（1934年）
- 祇園の姉妹（1936年）
- 祇園囃子（1953年）
- 金閣寺（1976年）
- 鞍馬天狗
- 五条霊戦記
- 小早川家の秋
- ゴジラvsメカゴジラ
- 御法度
- 姉妹坂
- 新撰組
- スクールウォーズ（2004年）
- 天使の卵（2006年）
- 日本沈没
- 壬生義士伝
- 八十日間世界一周（1956年）※ 日本を代表する景観として平安神宮などが登場する。
- パッチギ!
- 初雪の恋 ヴァージン・スノー
- 彼岸花
- ヒポクラテスたち
- 舞妓物語
- 舞妓Haaaan!!!
- 夜の河
- クローズド・ノート
- オリヲン座からの招待状
- 鴨川ホルモー
- 色即ぜねれいしょん
- マザーウォーター
- ロスト・イン・トランスレーション（2003年）
- 黒船（1958年）※ 江戸城や江戸の町並みのシーンを二条城、下鴨神社、八坂などで撮影。
- Marines, Let's Go（1961年）
- My Geisha（1961年）※ 京都のシーンは金閣寺など一部を除き箱根や広島など日本各地で撮影。
- SAYURI（2005年）
- WASABI（2001年）
- HELLO WORLD

### テレビドラマ
- 太閤記 (NHK)
- 源義経 (NHK)
- 三姉妹 (NHK)
- 竜馬がゆく (NHK)
- 新・平家物語 (NHK)
- おんな太閤記 (NHK)
- 太平記 (NHK)
- 信長 KING OF ZIPANGU (NHK)
- 花の乱 (NHK)
- 秀吉 (NHK)
- 新選組! (NHK)
- 壬生の恋歌 (NHK)
- 都の風 (NHK)
- 京、ふたり (NHK)
- あすか (NHK)
- オードリー (NHK)
- だんだん (NHK)
- 京一輪 (ytv)
- 花友禅 (ytv)
- 赤い霊柩車シリーズ（フジテレビ）
- 京都祇園入り婿刑事事件簿（フジテレビ）
- 舞妓さんは名探偵!（テレビ朝日）
- 京都迷宮案内（テレビ朝日）
- 京都地検の女（テレビ朝日）
- 科捜研の女（テレビ朝日）
- おみやさん（テレビ朝日）
- 祇園囃子（テレビ朝日）
- 京都マル秘指令 ザ新選組（朝日放送）
- スリ三姉妹シリーズ（朝日放送）
- 京都マル秘仕事人（朝日放送）
- 西部警察 PART-III「京都・幻の女殺人事件－京都篇－」（テレビ朝日系列）
- 三誓盟 ※ 1997年（平成9年）に制作された香港のドラマ。梅艶芳（アニタ・ムイ）主演。

### ゲーム
- 秋空に舞うコンフェティ[要出典]
- 鬼武者3
- 新 鬼武者 DAWN OF DREAMS
- 彼女は高天に祈らない-quantum girlfriend-[要出典]
- 久遠の絆
- GENJI
- センチメンタルグラフティ
- 千恋万花

-作品の舞台である「穂織」のモデル。花見小路通や産寧坂などが登場。
- DS山村美紗サスペンス 舞妓小菊・記者キャサリン・葬儀屋石原明子 古都に舞う花三輪 京都殺人事件ファイル
- 薄桜鬼 〜新選組奇譚〜
- 幕末恋華 新選組
- 遙かなる時空の中で
- 風雲 新撰組
- 風雲 幕末伝
- 平安京エイリアン
- ポートピア連続殺人事件
- 魔京伝
- 龍が如く 維新!
- 龍が如く 見参!
- Lost Passage

### 音楽

#### 歌謡曲
- KYOTO (JUDY AND MARY)
- 女ひとり（デューク・エイセス）
- なのにあなたは京都へゆくの（チェリッシュ）
- 京都の恋（ザ・ベンチャーズ / 渚ゆう子）
- 京都慕情（ザ・ベンチャーズ / 渚ゆう子）
- 京都から博多まで（藤圭子）
- 京のにわか雨（小柳ルミ子）
- 嵯峨野さやさや（タンポポ）
- 雨の嵐山（長渕剛）
- 景子（伊藤敏博）
- かんにん（三田寛子）
- 脆い午後（中森明菜）
- 比叡おろし（岸田智史）
- 古都情念（美川憲一）
- 京都物語（原由子）

#### 唱歌
- 鉄道唱歌 第一集東海道編（作詞：大和田建樹、作曲：多梅稚・上眞行）- 1900年（明治33年）5月発表のこの曲では、全66番のうち京都には1/8弱に当たる8番（山科を含めれば9番）を割り当てており、鎌倉の4番、近江八景の6番よりも長い。作詞者である建樹が相当の興味を抱いていたからとされ、名所は多く詠われている。
  - 45. 大石良雄が山科の その隠家はあともなし 赤き鳥居の神さびて 立つは伏見の稲荷山 （大石良雄と伏見稲荷）
  - 46. 東寺の塔を左にて とまれば七條ステーション 京都京都と呼びたつる 駅夫の声も勇ましや （京都駅）
  - 47. ここは桓武のみかどより 千有余年の都の地 今も雲井の空たかく あおぐ清涼紫宸殿 （京都御所）
  - 48. 東に立てる東山 西に聳ゆる嵐山 かれとこれとの麓ゆく 水は加茂川桂川 （山川の地理）
  - 49. 祇園清水知恩院 吉田黒谷真如堂 ながれも清き水上に 君がよまもる加茂の宮 （京都東部の名所）
  - 50. 夏は納涼（すずみ）の四條橋 冬は雪見の銀閣寺 桜は春の嵯峨御室 紅葉は秋の高雄山 （四季の名所）
  - 51. 琵琶湖を引きて通したる 疏水の工事は南禅寺 岩切り抜きて舟をやる 知識の進歩もみられたり （琵琶湖疏水）
  - 52. 神社仏閣山水の ほかに京都の物産は 西陣織の綾錦 友禅染の花もみじ （京都の名産品）
  - 53. 扇おしろい京都紅 また加茂川の鷺しらず 土産を提げていざ立たん あとに名残は残れども （西への出発）

### 漫画
- 青のミブロ（安田剛士）
- あさきゆめみし（大和和紀）
- 味いちもんめ（原作あべ善太・作画倉田よしみ）
- 甘神さんちの縁結び（内藤マーシー）
- 暗殺教室修学旅行編（松井優征）
- いちご100%番外編「京都初恋物語」（河下水希）
- いなり、こんこん、恋いろは。（よしだもろへ）
- UMA大戦 ククルとナギ（藤異秀明）
- お〜い!竜馬（小山ゆう）
- 応天の門（灰原薬）
- おすもじっ!◆司の一貫◆（原作鹿賀ミツル・作画加藤広史）
- おはようおかえり（鳥飼茜）
- 風光る（渡辺多恵子）
- からん（木村紺）
- 京男と居候（Ishiko）
- 京洛れぎおん（浅野りん）
- けいおん!（かきふらい）
- 小路花唄（麻生みこと）
- 酒場ミモザ（とだともこ）
- サユリ1号（村上かつら）
- 姉妹坂（大山和栄）
- 女帝（原作倉科遼・作画和気一作）
- 新撰組異聞PEACE MAKER（黒乃奈々絵）
- センゴク（宮下英樹）
- 太平記（横山まさみち）
- であいもん（浅野りん）
- とりかえ・ばや（さいとうちほ）
- 日本沈没
- ぬらりひょんの孫（椎橋寛）
- バガボンド（井上雄彦）
- 花の慶次（原哲夫）
- はんなり!（柴門ふみ）
- はんなりギロリの頼子さん（あさのゆきこ）
- 瞳のカトブレパス（田中靖規）
- 火の鳥乱世編（手塚治虫）
- へうげもの（山田芳裕）
- 魔法先生ネギま!修学旅行編（赤松健）
- MUSASHI -GUN道-（モンキー・パンチ）
- 陸奥圓明流外伝 修羅の刻（川原正敏）
- 勇太やないか（大島やすいち）
- らき☆すた（美水かがみ）
- らぶゆ!（東鉄神）
- るろうに剣心 -明治剣客浪漫譚-（和月伸宏）
- 路地恋花（麻生みこと）
- 龍-RON-（村上もとか）

### ライトノベル・アニメ
- 機甲戦記ドラグナー
- 七人のナナ
- 少年陰陽師
- 新撰組異聞PEACE MAKER
- たまこまーけっと
- 鉄人28号
- ドアマイガーD
- ぬらりひょんの孫
- 薄桜鬼
- 瞳のカトブレパス
- ブラック★ロックシューター
- 魔法使いサリー
- 魔法使いチャッピー
- 継母の連れ子が元カノだった
- 名探偵コナン から紅の恋歌
- 名探偵コナン 迷宮の十字路
- 勇者王ガオガイガーFINAL（ただし、舞台は宇宙など多岐に渡る）
- 有頂天家族（原作森見登美彦・監督吉原正行）
- 四畳半神話大系（原作森見登美彦・監督湯浅政明）
- 夜は短し歩けよ乙女（原作森見登美彦・監督湯浅政明）
- 響け! ユーフォニアム（原作武田綾乃・宇治市）